# Indochine française
Vous lisez un « article de qualité » labellisé en 2016.
Pour les articles homonymes, voir Indochine (homonymie).
1887–1954
Entités précédentes :
- Protectorat d'Annam (1887)
- Protectorat du Cambodge (1887)
- Colonie de Cochinchine (1887)
- Protectorat du Tonkin (1887)
- Protectorat du Laos (1899)
- Territoire de Kouang-Tchéou-Wan (1900)
- Royaume de Siam (1904/1907)
- Royaume de Champassak (1904)

Entités suivantes :
- Royaume du Cambodge (1953)
- Royaume du Laos (1953)
- République démocratique du Viêt Nam (7/1954)
- État du Viêt Nam (6/1954)
- République de Chine (1945)

L'Indochine française,, est un territoire de l'ancien Empire colonial français, le plus peuplé et le plus riche au sein de cet Empire. Officiellement nommée Union indochinoise puis Fédération indochinoise, elle fut fondée en 1887 et regroupait, jusqu'à sa disparition en 1954, diverses entités dominées par la France en Extrême-Orient : trois pays d'Asie du Sud-Est aujourd'hui indépendants, le Vietnam, le Laos et le Cambodge, ainsi qu'une portion de territoire chinois située dans l'actuelle province du Guangdong. À l'origine fédération de protectorats et colonie de la France, elle est après 1949 une confédération d'États associés au sein de l'Union française,.
L'Indochine française fut créée pour englober plusieurs territoires aux statuts officiels différents, conquis entre 1858 et 1907 par la France au fil de son expansion en Asie orientale. Elle se composait de la colonie de Cochinchine (Sud du Vietnam), des protectorats de l'Annam et du Tonkin (Centre et Nord du Vietnam), du protectorat du Cambodge, du protectorat du Laos et du territoire à bail chinois de Kouang-Tchéou-Wan.
La colonisation française de la péninsule commença en 1858 sous le Second Empire, avec l'invasion de la Cochinchine — officiellement annexée en 1862 — suivie de l'instauration d'un protectorat sur le Cambodge en 1863. Elle reprit à partir de 1883 sous la Troisième République avec l'expédition du Tonkin, corollaire de la guerre franco-chinoise, qui conduisit la même année à l'instauration de deux protectorats distincts sur le reste du Vietnam. En 1887, l'administration de ces territoires fut centralisée avec la création de l'Union indochinoise. Deux autres entités lui furent rattachées par la suite : en 1899, le protectorat laotien, instauré six ans auparavant, et, en 1900, le Kouang-Tchéou-Wan, que la France avait commencé d'occuper deux ans plus tôt.
Les Français étaient peu nombreux en Indochine, qui n'était pas une colonie de peuplement mais en premier lieu une zone d'exploitation économique, grâce à ses nombreuses matières premières (hévéa, minerais, riz, etc.). Sur le plan financier, la colonisation française en Extrême-Orient a été un succès économique pour la France : la balance commerciale de l'Indochine fut presque constamment bénéficiaire au début du XXe siècle et son économie connut un « boom » dans les années 1920, ce qui lui valut d'être considérée comme la « perle de l'empire ».
La France développa les systèmes de santé et d'éducation dans les pays indochinois, dont la société restait cependant très inégalitaire. Malgré l'existence d'une ancienne élite aristocratique, le développement d'une bourgeoisie locale et d'une classe d'employés de l'administration coloniale, les colonisés demeuraient placés dans une situation d'infériorité et connaissaient des conditions de travail parfois très dures. Sur le plan politique, la période coloniale s'est traduite par un profond affaiblissement de la monarchie vietnamienne, qui régnait symboliquement sur un territoire divisé. Au Cambodge, le roi resta au contraire le principal référent de l'unité du pays, tandis que le Laos se constituait progressivement en tant que nation.
Tout au long de l'histoire de l'Indochine française, l'ordre colonial fit face à des soulèvements périodiques ; dans l'entre-deux-guerres, l'indépendantisme — principalement vietnamien — a regagné de la puissance, au profit notamment des communistes locaux. Au cours de la Seconde Guerre mondiale, l'Indochine fut occupée par le Japon tout en restant jusqu'au bout fidèle à Vichy. En mars 1945, craignant un débarquement allié, les Japonais détruisirent l'administration coloniale. Le vide du pouvoir à la fin de la guerre permit ensuite au Việt Minh, mouvement dirigé par les communistes, de proclamer l'indépendance du Vietnam. La France tenta de reprendre le contrôle en réorganisant l'Indochine sous la forme d'une fédération d'États associés de l'Union française ; mais l'échec des négociations avec le Việt Minh déboucha, fin 1946, sur la guerre d'Indochine, conflit qui s'inscrit à la fois dans le contexte de la décolonisation et dans celui de la guerre froide.
Les Français cherchèrent à trouver une solution en réunifiant le territoire vietnamien, où fut proclamé en 1949 l'État du Vietnam. Le conflit vira cependant à l'impasse politique et militaire, au point que la France dut se résoudre à abandonner l'Indochine. Le Cambodge proclama son indépendance dès novembre 1953. Le Laos obtient son indépendance la même année. Le 4 juin 1954, Le Vietnam a obtenu son indépendance totale de la France,,. Le processus fut accéléré par la défaite française lors de la bataille de Diên Biên Phu, qui sonna le glas de la colonisation ; en juillet 1954, les accords de Genève mirent un terme à la guerre d'Indochine et marquèrent dans le même temps la fin de la Fédération indochinoise en reconnaissant l'indépendance du Vietnam, du Laos et du Cambodge.
Ils officialisèrent également la partition du Vietnam, germe de la future guerre du Vietnam ainsi que des conflits parallèles au Laos et au Cambodge. Le 30 décembre 1954, la Fédération indochinoise est dissoute. Le Sud-Vietnam, le Laos et le Cambodge se sont ensuite retirés de l'Union française en 1955 et 1957,,. La France maintint ensuite des liens avec les trois États issus de l'ex-Indochine, bien que leurs relations aient été rendues compliquées par les conflits que traversèrent les trois pays et par leur passage dans le camp communiste en 1975. Cela a conduit à la réunification officielle du Vietnam sous un État communiste en 1976.

## Formation
La France commence à s'intéresser à l'Asie, à créer des colonies et à ouvrir un espace colonial sur ce continent surtout à partir du règne de Louis XIV, vers 1650. Au départ, il s'agit surtout de contrer le monopole du commerce de la Compagnie hollandaise des Indes, et de contrer aussi les Portugais, qui sont en déclin en Asie depuis le début du XVIIe siècle. Mais vers 1650, la France entre surtout en rude concurrence avec l'Angleterre, qui, comme elle, commence surtout à s'intéresser à l'Inde et à s'y implanter. Avant l'Indochine, le royaume de France s'intéresse d'abord, et surtout, à l'Inde. Pour ce qui concerne l'Indochine, la France noue des relations diplomatiques avec le royaume de Siam (la Thaïlande) en 1686 et envoie des religieux catholiques en Annam et au Tonkin, missionnés comme des « éclaireurs », afin de nouer des contacts avec les seigneurs locaux et les divers pouvoirs en place et d'informer les autorités coloniales françaises. Avant 1763, l'intérêt des Français pour l'Indochine reste tout relatif, l'objectif de la France étant de préserver et de renforcer ses positions en Inde, confrontée aux ambitions coloniales britanniques.
Le projet d'implantation française en Indochine commence historiquement sous Louis XV, après la perte des territoires indiens sous influence française, à la fin de la guerre de Sept Ans, en 1763. Mais à l'époque, les caisses sont vides, et le projet colonial de l'Indochine est à la traine. Cependant, en 1787-1788, la France parvient à se faire céder, sous Louis XVI, le port de Tourane, et l'archipel des îles Poulo-Condore. La France perd ces deux possessions pendant la période révolutionnaire, vers 1793 et 1795. Pendant la Restauration en France, à partir de 1815, et le règne de Louis XVIII, les caisses du royaume de France sont aussi vides qu'à la fin du règne de Louis XV, mais surtout du fait des guerres napoléoniennes. Pendant le congrès de Vienne de 1815, Talleyrand tente de sauver ce qui reste des colonies françaises d'alors. Pendant le congrès de Vienne, les colonies françaises de Tourane et de Poulo Condore sont oubliées, ne sont même pas abordées et ne figurent pas dans la signature du document final. Ainsi, ces deux territoires ne tombent pas aux mains des Anglais. L'Indochine, après 1815, demeure libre de présence coloniale européenne, ce qui préserve l'espoir d'un retour colonial éventuel de la France dans la région. Après 1815, la France ne peut pas revendiquer ces territoires, trop lointains, et à l'époque, l'argent manque, la situation sociale est instable, et la restauration de la monarchie est fragile. En 1830, les débuts de la conquête de l'Algérie et les troubles en France retardent encore la colonisation de l'Indochine. L'essentiel de l'Algérie est conquis entre 1830 et 1849.

### Premiers contacts avec la France

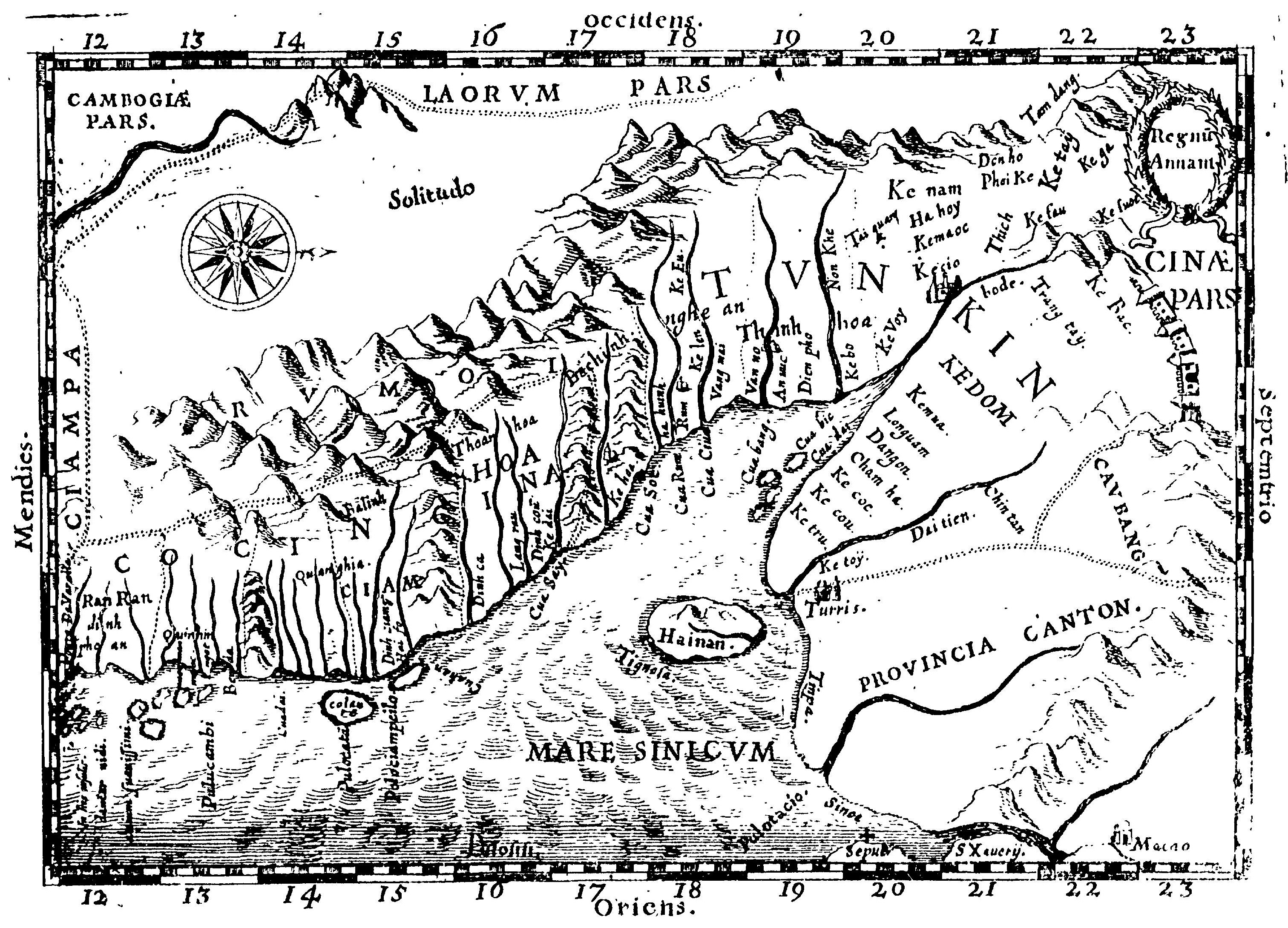
Carte de la Cochinchine, de l'Annam et du Tonkin, établie au XVIIe siècle par le père Alexandre de Rhodes.

Les premiers missionnaires catholiques — portugais, espagnols, italiens ou français — arrivent dans la péninsule indochinoise au XVIIe siècle. C'est à cette même époque que le jésuite français Alexandre de Rhodes érige la base des transcriptions en alphabet latin de l'écriture vietnamienne, le quốc ngữ. Des efforts d'évangélisation ont également lieu entre 1658 et 1700 au Tonkin (Nord du Vietnam actuel), en Cochinchine (Sud du Vietnam) et au Cambodge. On peut citer à cet égard le cas du missionnaire François Pallu, parti pour le Tonkin en 1661. C'est cependant dans la deuxième moitié du XVIIIe siècle, à l'occasion du conflit entre les Nguyễn et les Tây Sơn, que se nouent les premiers contacts importants avec la France. Nguyễn Anh, qui veut reprendre pied dans son fief de Cochinchine d'où il a été chassé, reçoit le soutien de l'évêque français Pierre Pigneau de Behaine : il entreprend ce dernier voyage jusqu'à Versailles pour demander l'aide de Louis XVI, dont il obtient qu'il s'engage à soutenir Nguyễn Anh en échange de la propriété des îles de Hoi Nan (près de Tourane) et Poulo Condor (Côn Đảo) ainsi que d'un droit de commerce et d'établissement.
Pigneau de Behaine n'obtient cependant pas de troupes et son projet est bloqué, sur la voie du retour, par la mauvaise volonté des Établissements français de l'Inde. L'évêque parvient à revenir en Asie du Sud-Est en juillet 1789 et, grâce à des fonds privés, lève une armée formée d'aventuriers afin de prêter main-forte à Nguyễn Anh pour la reconquête. Une fois victorieux, Nguyễn Anh devient, sous le nom de Gia Long, l'empereur de l'Annam (nom alors utilisé en Chine et en Occident pour désigner l'actuel Vietnam) qui demeure à l'époque un État vassal de l'empire chinois des Qing.
Par la suite, l'Annam de la dynastie Nguyễn se ferme à l'Occident, avec lequel il ne noue des échanges commerciaux que dans quelques ports. Gia Long se méfie en effet à la fois des tendances expansionnistes des Européens, comme de la communauté catholique de plus en plus nombreuse au Vietnam. Du fait de sa gratitude envers Pigneau de Behaine, il s'abstient cependant d'expulser les missionnaires. Son successeur, Minh Mạng, se montre plus directement hostile au christianisme et, en 1825, interdit l'entrée du pays aux « prêtres étrangers » ; les missionnaires continuent cependant d'y pénétrer clandestinement.
En 1835, le père Joseph Marchand, accusé d'avoir participé à une insurrection de chrétiens, est torturé et exécuté. Les milieux catholiques en appellent alors au roi des Français Louis-Philippe pour qu'il agisse contre les persécutions antichrétiennes. Outre les pressions des religieux, les militaires et les milieux d'affaires soutiennent, eux aussi, pour des raisons qui leur sont propres, un projet d'intervention en Asie du Sud-Est. Le Royaume-Uni s'est en effet implanté en Chine à la faveur de la première guerre de l'opium, prenant de l'avance sur la France. La Marine française — qui y voit par ailleurs une occasion de favoriser son développement — souligne notamment l'intérêt stratégique que présenterait la ville côtière de Tourane (actuelle Đà Nẵng) pour s'implanter en Extrême-Orient, en profitant du déclin de la puissance de la Chine impériale pour s'attaquer à son vassal annamite. François Guizot envisage sérieusement de prendre possession de cette ville, au nom des accords naguère conclus par Pigneau de Behaine, mais la monarchie de Juillet recule finalement devant l'idée d'une intervention militaire. Mais surtout, à l'époque, en 1830, la France commence la conquête de l'Algérie, avec la prise d'Alger, et la France ne peut pas s'engager sur deux fronts coloniaux. Ainsi, le projet de la conquête de l'Indochine est reporté, la conquête de l'Algérie ayant aussi un coût financier très important.

### Colonisation de la Cochinchine
Dans les années qui suivent, une triple pression, à la fois religieuse, militaire et commerciale, s'exerce toujours sur le Gouvernement français pour le pousser à intervenir militairement dans la péninsule indochinoise. Les milieux catholiques continuent, sous le Second Empire, de demander à Napoléon III de porter secours aux missionnaires et aux chrétiens annamites réprimés par l'empereur Tự Đức : l'empereur se montre sensible à leurs arguments car l'appui des catholiques lui est nécessaire sur le plan politique. Les amiraux français, soucieux de développer leur influence, prônent, de manière plus large, une expansion en Asie. Les milieux économiques, et notamment l'industrie lyonnaise du textile qui cherche de nouvelles sources d'approvisionnement en Asie, souhaitent pour leur part rattraper l'important retard pris par la France sur le Royaume-Uni. En effet, alors que les Britanniques possèdent déjà Hong Kong à la suite de la première guerre de l'opium et multiplient les échanges commerciaux en Chine, les Français tardent à s'implanter en Extrême-Orient. Aux yeux des milieux d'affaires, une intervention en Indochine — la conquête étant un préalable à l'investissement économique — pourrait remédier à cette situation et permettre d'envisager la création d'un « Hong Kong français »,.

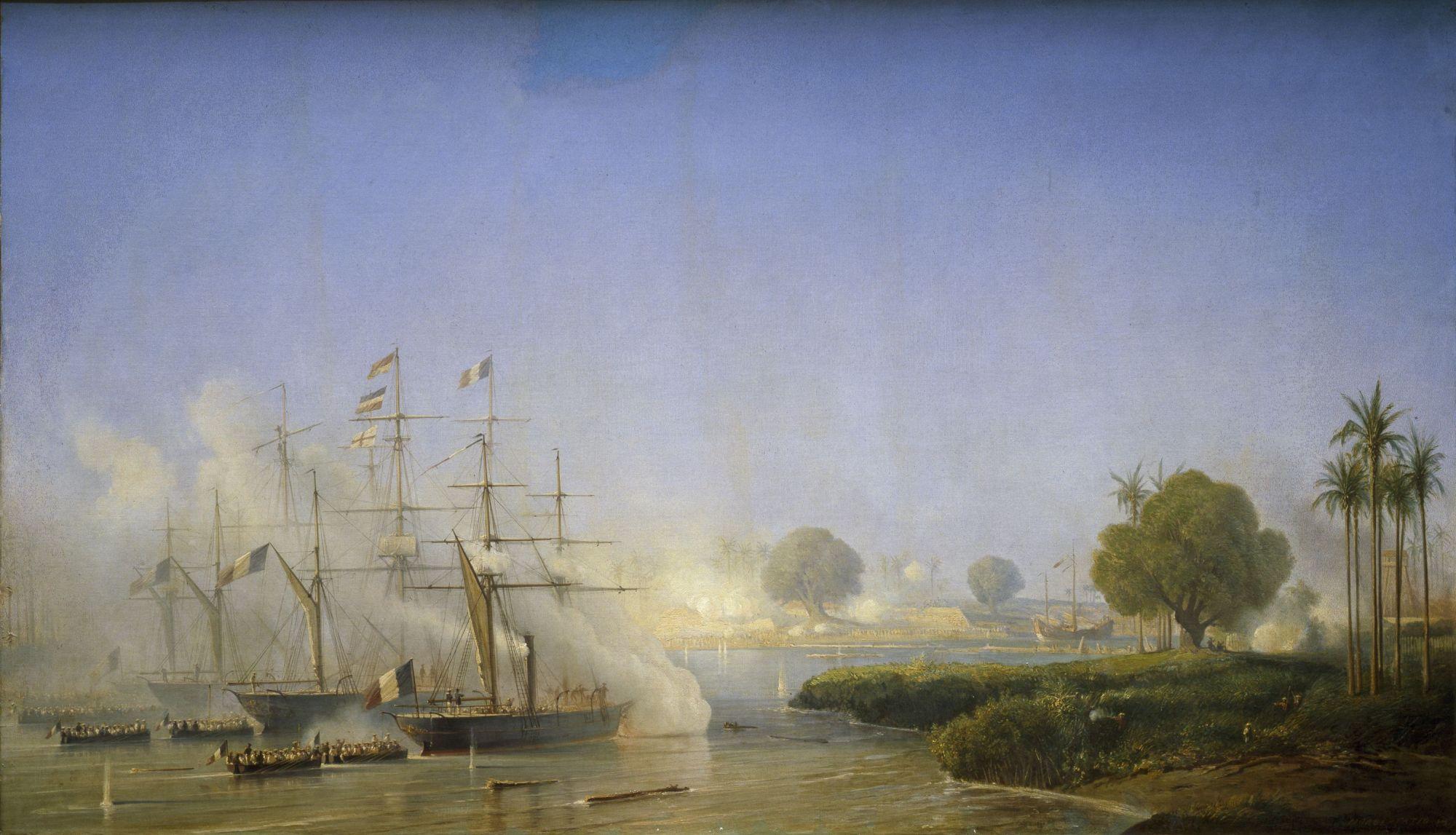
Prise de Saïgon par le corps expéditionnaire franco-espagnol, tableau de Léon Morel-Fatio.

Expansion de la présence française.

L'empire d'Annam (qui porte alors, en vietnamien, le nom officiel de Đại Nam) ne dispose pour se défendre que d'une armée désuète. Il est par ailleurs confronté à de nombreux troubles sociaux, des catastrophes naturelles ayant aggravé sa situation économique. Le contexte de l'arrivée des Français en Indochine est en outre indissociable de la révolte des Taiping en Chine, qui affaiblit dramatiquement les Qing et permet aux Occidentaux de poursuivre leur implantation en menant la seconde guerre de l'opium. Du fait de sa situation intérieure, la Chine est hors d'état d'intervenir dans la péninsule indochinoise et de porter secours à son vassal annamite.
En 1856, Charles de Montigny, consul de France à Shanghai alors en mission diplomatique au Siam, est chargé de signaler à l'empereur annamite Tự Đức la désapprobation de la France face à un nouvel édit de persécution des chrétiens. Un incident éclate avec une corvette que Montigny avait envoyée en reconnaissance à Tourane : se croyant menacé, le capitaine du navire bombarde la ville. Les mandarins locaux se déclarent alors prêts à négocier, mais Montigny n'arrive qu'en janvier 1857 pour proposer un traité entre la France et l'Annam. Les pourparlers traînant en longueur, Montigny s'en va en menaçant l'Annam de représailles si les violences antichrétiennes continuent : Tự Đức réagit en promulguant un nouvel édit de persécution. Montigny soumet alors au ministre français des Affaires étrangères, le comte Walewski, un projet de conquête de la « Basse-Cochinchine » — c'est-à-dire de l'extrême Sud du Viêt Nam — où il assure que les Français seront accueillis en libérateurs par les indigènes. La participation française à la seconde guerre de l'opium retarde les opérations, mais l'expédition de Cochinchine trouve une nouvelle justification au début de 1857 quand Diaz, évêque espagnol au Tonkin, est décapité sur ordre de l'empereur. Une fois le traité de Tianjin signé avec la Chine et la guerre de l'opium terminée, les Français ont les mains plus libres pour monter, avec l'aide de l'Espagne, une intervention contre le Đại Nam.
L'amiral Charles Rigault de Genouilly est envoyé à Tourane, où il arrive en août 1858 à la tête d'un corps expéditionnaire franco-espagnol de 2 300 hommes. Le siège de Tourane se déroule dans des conditions difficiles : les Vietnamiens font traîner les pourparlers, le soutien escompté de la part des populations locales ne se matérialise pas et les assiégeants sont décimés par le climat et les maladies. Rigault de Genouilly, ayant fini par conclure que la conquête était une entreprise trop difficile, finit par demander son remplacement. Son successeur, le contre-amiral Page, quitte à son tour les lieux en mars 1860, en abandonnant à leur sort les catholiques vietnamiens qui s'étaient mis sous la protection des Français. À Saïgon, cependant, une garnison franco-espagnole de 800 hommes s'accroche et parvient à tenir jusqu'en octobre. C'est après la fin des hostilités en Italie, et surtout après la signature de la convention de Pékin qui marque en octobre 1860 la fin du conflit avec la Chine, que la France peut s'impliquer davantage en Annam. Des renforts, conduits par l'amiral Charner, sont alors envoyés depuis la Chine. Tự Đức, confronté dans le même temps à un soulèvement mené par un rebelle chrétien, doit alors se résoudre à négocier avec les Français. Le 5 juin 1862, le traité de Saïgon est signé par les empires français et annamite : la France annexe trois provinces, ainsi que Poulo Condor. Trois ports, dont Tourane, sont offerts au commerce français et espagnol. Les territoires annexés dans ce que les Occidentaux appelaient la Basse-Cochinchine deviennent la colonie de Cochinchine, dont l'amiral Bonard, signataire du traité, devient le premier gouverneur. L'Espagne ne reçoit par contre que des compensations financières. L'empire annamite renonce en outre à sa suzeraineté sur le Cambodge,.

### Protectorat sur le Cambodge
Avant l'invasion de la Cochinchine, le Cambodge est un État vassal, à la fois du Siam et de l'Annam ; le roi Norodom a, en outre, de grandes difficultés à asseoir son autorité. Le souverain cambodgien, qui voit dans l'arrivée des Français une occasion de se libérer de la tutelle siamoise après celle des Vietnamiens, se tourne alors vers les nouveaux colonisateurs. Le 11 août 1863, le gouverneur de la Cochinchine, l'amiral de La Grandière, prend l'initiative de signer avec Norodom un traité qui transforme la « cosuzeraineté » sur le Cambodge, que la France vient d'obtenir via son traité avec l'Annam, en un protectorat pur et simple. Le Cambodge conserve un temps ses liens avec le Siam, en proclamant sa vassalité à l'égard des deux pays à la fois, mais l'influence du royaume voisin décline rapidement au profit de celle de la France. Le 15 juillet 1867, le Siam renonce à ses droits sur le Cambodge et reconnaît le protectorat français ; en échange, la France s'engage à ne jamais annexer le Cambodge et reconnaît la souveraineté du Siam sur deux provinces cambodgiennes — celle de Battambang et celle d'Angkor — qu'il dominait jusque-là de facto. La question de ces deux territoires est cependant destinée à ressurgir,,.

### Pause dans l'entreprise coloniale

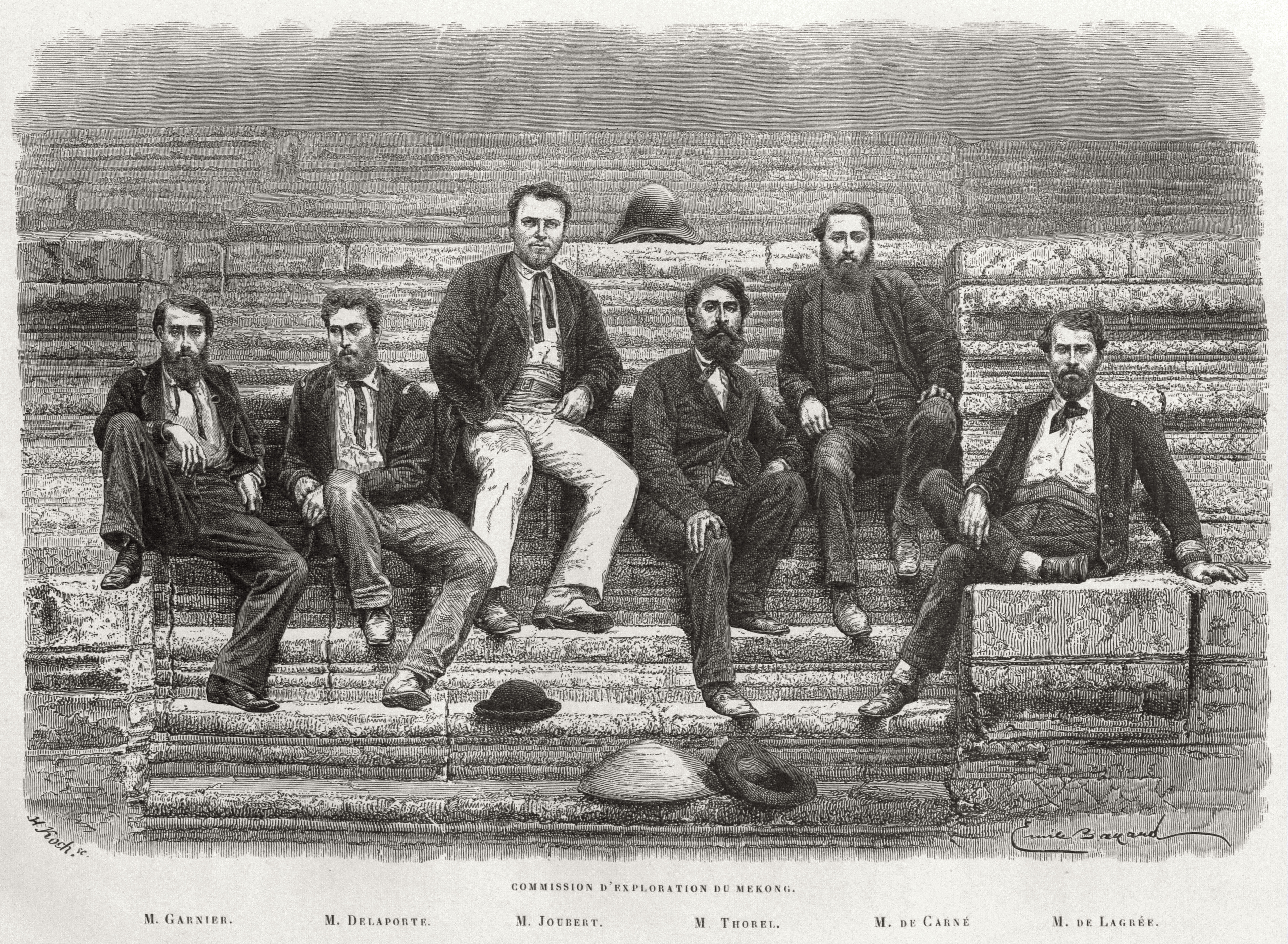
Francis Garnier (premier à partir de la gauche), Ernest Doudart de Lagrée (dernier) et les autres membres de la commission d'exploration du Mékong, à Angkor Vat, en 1866.

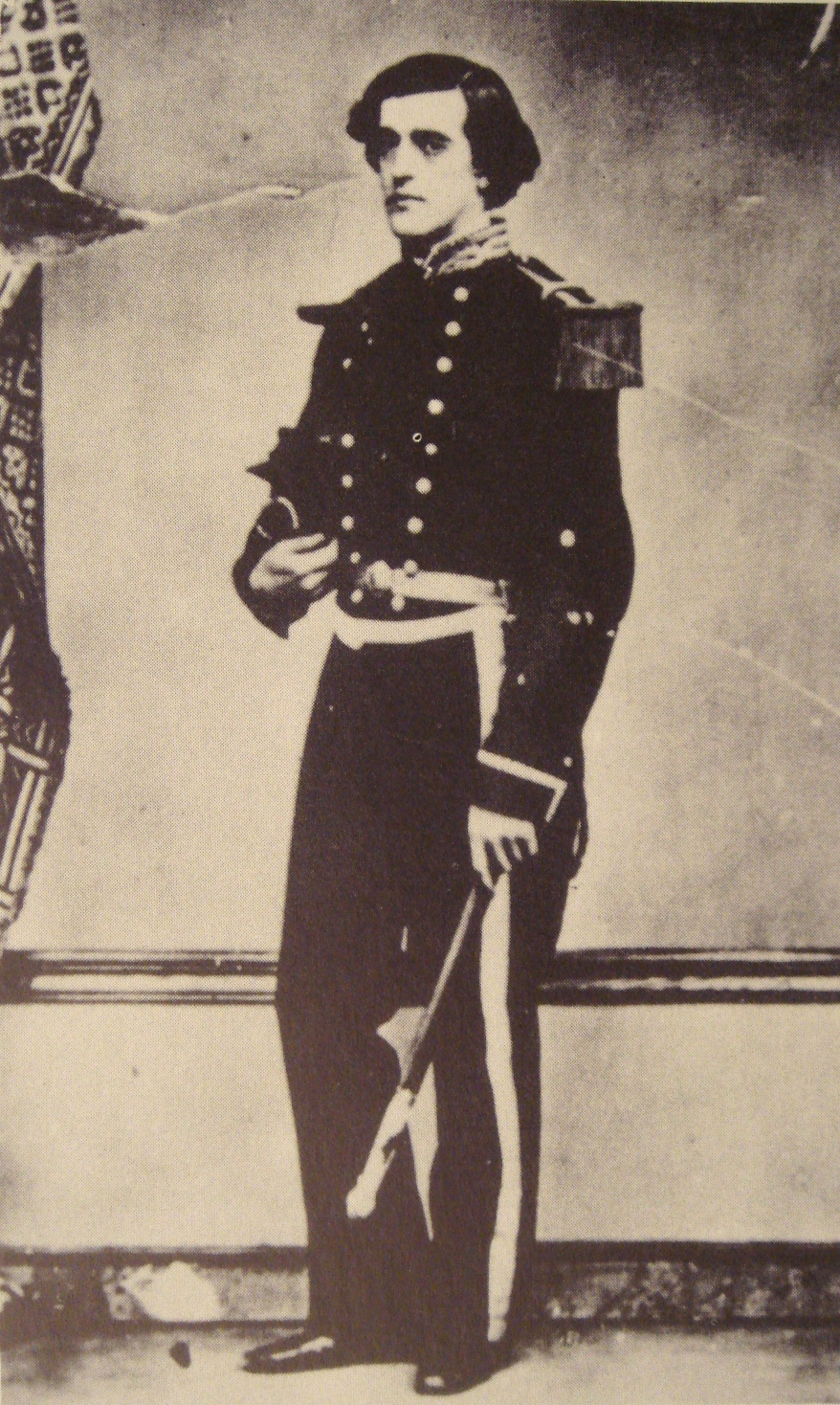
Le lieutenant de vaisseau Francis Garnier, auteur en 1873 d'une première tentative de percée au Tonkin.

La colonie de Cochinchine est, dans ses premières années, une pure création de la marine française. Jusqu'en 1879, date de la nomination du premier gouverneur civil, Charles Le Myre de Vilers, son administration demeure de la compétence exclusive de la marine militaire, qui a joué un rôle essentiel dans sa création : c'est la période dite de la « Cochinchine des amiraux » (ou « des amiraux gouverneurs »),. Les Français ont alors pour priorité d'achever de mettre sous contrôle le territoire, où ils sont confrontés à une guérilla. L'empereur Tự Đức, de son côté, ne désespère pas de récupérer ses provinces perdues ; il tente d'en négocier le rachat en envoyant en ambassade le mandarin Phan Thanh Giản. Ce dernier tente d'obtenir le passage de la Cochinchine à un régime de protectorat et propose de céder certaines villes pour récupérer une partie des territoires annamites,.
Les milieux libéraux, inquiets du coût de l'entreprise en Extrême-Orient, poussent Napoléon III — qui, à titre personnel, n'est pas partisan résolu d'une colonisation lointaine — à accepter l'offre de Tự Đức. Mais des politiques et des militaires de l'entourage de l'empereur, qui représentent le « parti colonial » en voie de formation à l'époque, militent dans un sens contraire. Un traité allant dans le sens des demandes annamites est signé en juillet 1864, mais une campagne, menée à Paris par les coloniaux et l'opposition républicaine, et à Saïgon par la marine et les milieux d'affaires, pousse Napoléon III à revenir sur sa décision : le traité n'est finalement pas ratifié. De surcroît, la paix signée en 1863 n'est que de façade et la Cochinchine fait toujours l'objet d'incursions des troupes annamites. En juin 1866, l'une de ces attaques décide l'amiral de La Grandière à procéder à de nouvelles annexions. Après avoir reçu le feu vert de Paris, il s'empare de trois nouvelles provinces annamites, celles de Châu Dôc, Hà Tiên et Vĩnh Long. Phan Thanh Giản, constatant l'échec de son ambassade avec les Français, se suicide,.
De nombreuses terres des campagnes cochinchinoises se trouvent abandonnées à la suite de l'invasion. Des arrêtés attribuent alors au gouverneur français, en 1864 et 1867, une part importante des terres communales et surtout les territoires encore vierges des provinces de l'Ouest. Les centaines d'hectares dont le gouverneur se trouve désormais propriétaire en tant qu'« héritier » de la puissance royale sont vendues aux enchères par lots ; elles sont principalement rachetées par des Vietnamiens, qui constituent alors de grands domaines agricoles et une nouvelle classe de propriétaires. Les Français se concentrent surtout, à l'époque, sur le commerce et l'exportation du riz plutôt que sur sa production. Par la suite, l'organisation agricole de la Cochinchine fait de la colonie l'un des principaux moteurs de l'économie indochinoise. L'enjeu de l'implantation française en Extrême-Orient n'est plus tant la conquête du marché chinois que l'exploitation des ressources naturelles locales : les partisans de la colonisation insistent sur la vaste réserve de terres à riz au sud du Mékong, qui peut faire de cette région une « nouvelle Algérie ».
Le 15 juillet 1867, un traité franco-siamois confirme le protectorat français sur le Cambodge. Les Français doivent encore affronter plusieurs soulèvements en Cochinchine — dont un mené par les fils de Phan Thanh Giản — et ont initialement des difficultés à gérer le vide administratif causé par le retrait des mandarins annamites. Cependant, leur implantation dans le Sud de la péninsule indochinoise est désormais réussie. L'entreprise coloniale en Extrême-Orient marque ensuite une pause pendant plusieurs années : la France est en effet occupée par l'expédition du Mexique puis par de graves troubles intérieurs (la chute de l'Empire lors de la guerre de 1870, puis la Commune de Paris). Entre-temps, la mission d'exploration géographique conduite entre 1866 et 1868 par les officiers Ernest Doudart de Lagrée et Francis Garnier sur le Mékong, puis sur le Yangzi Jiang en Chine, fait apparaître l'intérêt pour la France d'obtenir un accès privilégié au Tonkin pour poursuivre son expansion économique en Extrême-Orient. Garnier — Doudart de Lagrée est mort de maladie pendant l'expédition — revient en effet convaincu que la bonne voie pour créer une artère commerciale vers le Sud de la Chine n'est pas le Mékong mais le fleuve Rouge, dont le delta se trouve au Tonkin. Un lobby est bientôt formé par les milieux d'affaires français en Chine — notamment le négociant Jean Dupuis, qui souhaite établir, via le fleuve Rouge, un flux commercial avec le Yunnan —, les soyeux lyonnais comme Ulysse Pila, les missions catholiques, la marine et l'administration de la Cochinchine, afin d'encourager et appuyer une nouvelle expédition,.
L'occasion se présente en 1873 lorsque Jean Dupuis est bloqué à Hanoï par les mandarins annamites. Dupré, gouverneur de la Cochinchine, envoie alors Francis Garnier avec pour mission officielle de secourir Dupuis. Garnier a cependant des objectifs nettement plus ambitieux, Dupré l'ayant chargé d'obtenir, par la négociation ou par la force, l'ouverture du fleuve au commerce français, ainsi que la colonisation de l'Ouest de la Cochinchine voire un protectorat sur le Tonkin. N'ayant rien obtenu des mandarins à part l'évacuation de Dupuis, Garnier choisit l'épreuve de force, avec le soutien actif de l'évêque local, Puginier. En novembre 1873, il proclame la liberté d'exploration sur le fleuve Rouge, puis il s'empare de la citadelle de Hanoï et de points stratégiques, où il installe des autorités pro-françaises. L'entreprise de conquête de Garnier se déroule avec facilité, jusqu'à ce que le gouverneur de Sontay s'allie avec Liu Yongfu, chef des soldats irréguliers chinois appelés les Pavillons noirs. Les troupes de Garnier sont bientôt harcelées par ces derniers. Garnier repousse une attaque contre Hanoï, mais il est tué le 21 décembre lors d'un affrontement avec les Pavillons noirs. Ses hommes reçoivent ensuite de Dupré l'ordre de se retirer — abandonnant à leur sort leurs auxiliaires annamites —, le gouvernement républicain préférant désavouer l'entreprise intempestive de Garnier,.
Le 15 mars 1874, le lieutenant de vaisseau Paul Philastre signe avec le gouvernement impérial un traité (dit « traité Philastre ») qui restitue les territoires conquis par Garnier, reconnaît la souveraineté de Tự Đức sur le Tonkin et comporte des accords commerciaux et douaniers ; Tự Đức autorise une nouvelle fois le christianisme et reconnaît la souveraineté française sur la Basse-Cochinchine. Ce traité constitue une sorte de protectorat, présenté dans des termes assez vagues, l'Annam acceptant de conformer sa politique intérieure à celle de la France. Tự Đức et ses ministres ne considèrent cependant le traité que comme un expédient temporaire, destiné à contenir la poussée des Français. Dans le même temps, en effet, le Đại Nam continue de chercher un appui du côté chinois : Liu Yongfu est élevé à la dignité mandarinale et le gouvernement de Pékin vient en aide à son vassal en difficulté en autorisant la présence de troupes régulières en territoire annamite,.
Entre-temps, au Cambodge, les Français imposent en 1877 au roi Norodom une série de réformes visant à rationaliser l'administration, réduire le contrôle de la monarchie sur la propriété foncière et abolir l'esclavage. Les réformes ne sont finalement pas appliquées, mais cet épisode est le signe de la volonté des Français de renforcer leur contrôle sur le Cambodge. L'administration française y reste assurée pour l'essentiel par de jeunes officiers de marine, qui travaillent dans des conditions souvent précaires et périlleuses. Les forces militaires françaises aident le roi Norodom à réprimer des révoltes, qui demeurent fréquentes dans les années 1860-1870.

### Poursuite de la conquête

#### Expédition du Tonkin

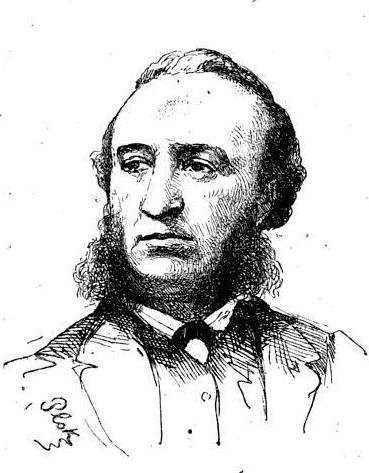
Jules Ferry, partisan de la conquête du Tonkin.

Expansion territoriale française et britannique dans la péninsule indochinoise.

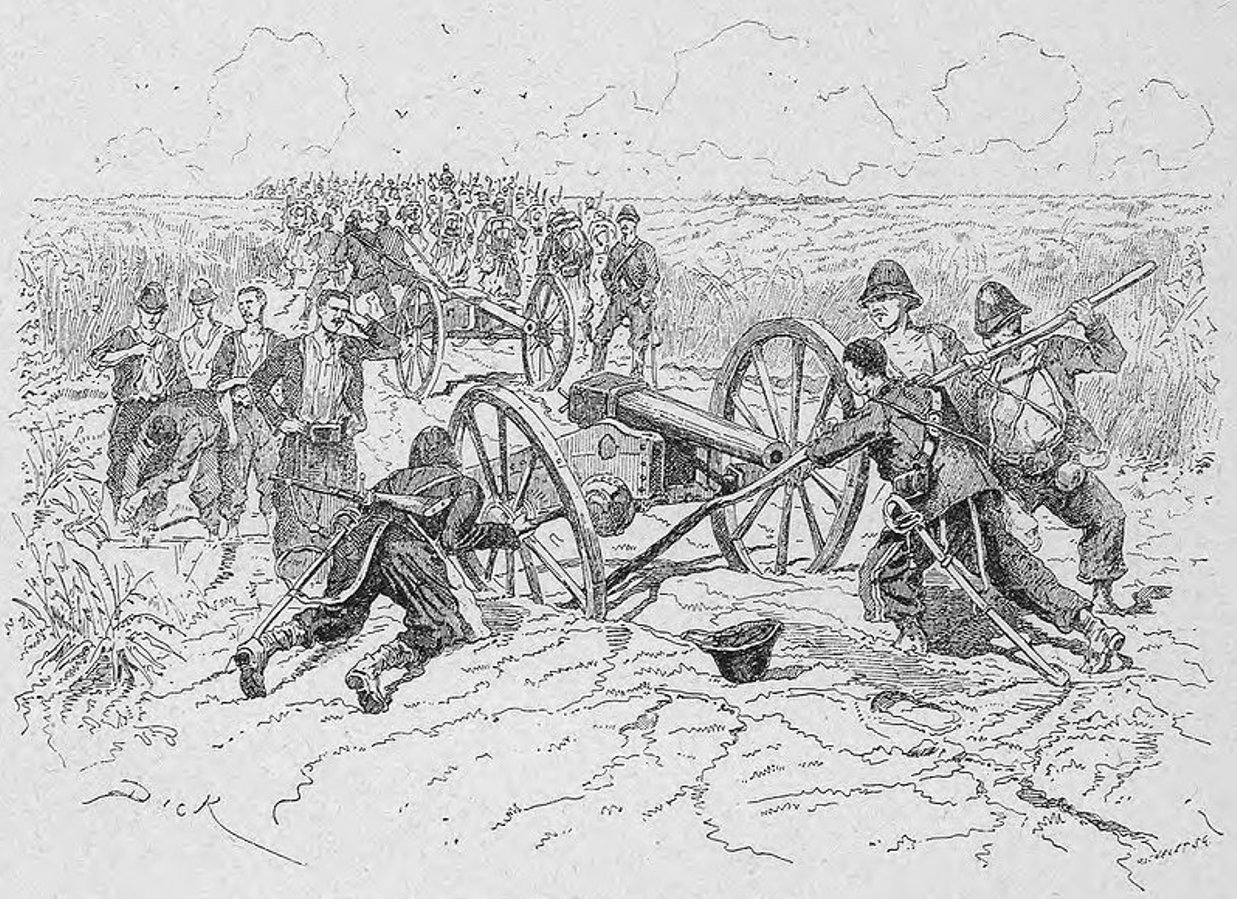
Campagne du Tonkin. Marche des troupes vers Lang-Son avec artillerie, illustration de Dick de Lonlay (1888).

Après l'échec de 1873, l'entreprise de conquête, jugée risquée et coûteuse, marque une nouvelle fois le pas durant quelques années. Dans la deuxième moitié des années 1870, cependant, l'idée coloniale continue de gagner du terrain en France, avec le soutien d'un ensemble de lobbies. Les campagnes des intellectuels se conjuguent à celles de la marine militaire, qui considère l'expansion coloniale comme un outil idéal pour son développement, ainsi qu'à celles des milieux d'affaires. Outre l'idéal d'une « mission civilisatrice » qui incomberait à l'Occident, le colonialisme est motivé par les difficultés de l'économie française, alors en pleine stagnation industrielle. La situation impose de trouver pour les flux de capitaux de nouveaux débouchés, que les capitalistes français préconisent de chercher dans les colonies : c'est d'ailleurs pendant cette période de ralentissement économique qu'est fondée la banque de l'Indochine. Les républicains comme Léon Gambetta, Charles de Freycinet et Jules Ferry se rallient à l'idée d'une politique impérialiste offensive hors d'Europe, qui leur paraît la seule manière de sauvegarder le statut de grande puissance de la France.
Une campagne d'opinion est lancée afin d'obtenir la révision du traité Philastre et de relancer la conquête en Extrême-Orient. Les congrès de géographie et les chambres de commerce des villes industrielles multiplient les résolutions en faveur de l'annexion du Tonkin, présenté comme une source de nouveaux débouchés et comme la clé pour pénétrer le marché chinois, dont le potentiel est alors très surestimé. Les partisans d'une conquête du Tonkin reçoivent d'ailleurs en France le surnom de « Tonkinois ». À Paris, les amis de Jean Dupuis, qui a fondé une société destinée à exploiter les mines du Tonkin, distribuent aux députés une carte inventoriant les richesses de la région. Ferry, l'un des plus ardents partisans de l'entreprise coloniale, se montre particulièrement actif pour défendre ce projet d'avancée en Extrême-Orient, dont il fait une affaire personnelle.
Un premier budget pour une conquête du Tonkin est préparé dès 1881, sous le premier cabinet Ferry, mais le courant des républicains opportunistes hésite jusqu'en 1883. L'idée d'une d'occupation totale est écartée au profit d'un projet d'intervention plus prudente, préparée par le cabinet Ferry avec le gouverneur de la Cochinchine, Le Myre de Vilers. En mars 1882, le cabinet Freycinet envoie à Hanoï le commandant Henri Rivière, avec pour mission de faire appliquer le traité de 1874. Sous la pression des commerçants du Tonkin et de Puginier, Rivière prend d'assaut la citadelle qu'il tient quelques jours avant de la restituer, puis poursuit son avancée,. Au fur et à mesure de l'escalade militaire, il obtient la mission d'occuper totalement le Tonkin. Le Đại Nam est alors gravement affaibli par les contrecoups des révoltes internes qui ont secoué la Chine dans les années précédentes, et la cour impériale est divisée quant à l'attitude à adopter face à la France. En janvier 1883, Tự Đức appelle une nouvelle fois à l'aide la Chine, qui intervient pour sauver sa suzeraineté sur l'empire annamite. Rivière, qui entreprend en mars d'occuper les villes du Delta, doit alors affronter à la fois l'armée chinoise et les Pavillons noirs,.
Rivière est tué le 19 mai ; sa mort permet alors à Ferry — à nouveau président du Conseil depuis le mois de février — d'obtenir à la chambre le vote des crédits nécessaires à une intervention au Tonkin. Placée sous le commandement du général Bouët et du contre-amiral Courbet, cette expédition est officiellement destinée à « organiser le protectorat »,.

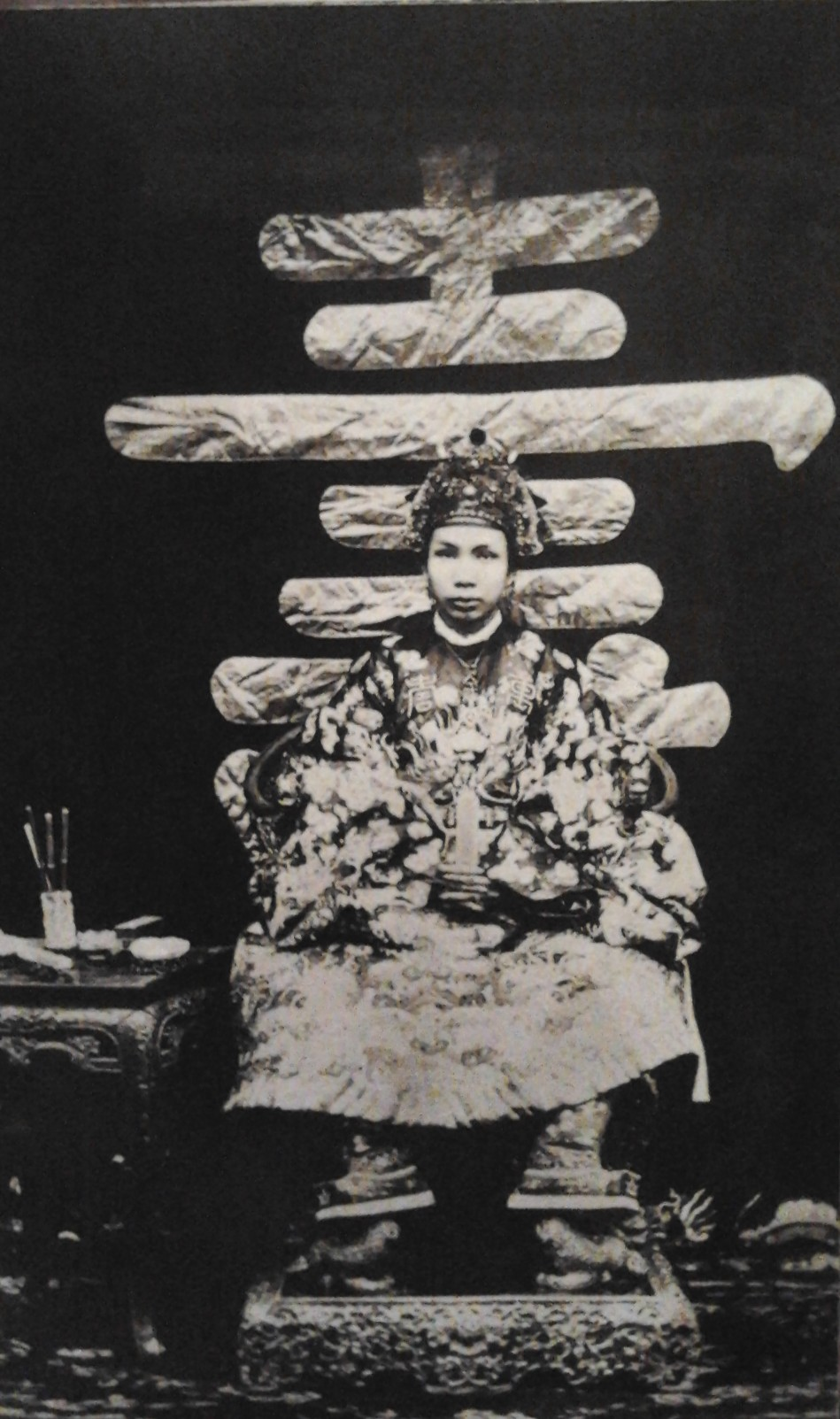
L'empereur Đồng Khánh, mis sur le trône d'Annam par les Français en 1885, pour remplacer son frère Hàm Nghi entré en rébellion.

Les Français entament leurs premières manœuvres en territoire annamite, mais ils sont bientôt soumis à un harcèlement de la part des Pavillons noirs. Courbet mène alors une opération directe contre la capitale vietnamienne ; ses troupes s'emparent le 20 août des forts qui défendent Hué. La cour impériale, en plein désarroi — l'empereur Tự Đức est mort un mois plus tôt —, signe le 25 août un premier traité (dit « traité Harmand », du nom du diplomate français signataire) qui reconnaît le protectorat français sur l'Annam et le Tonkin et prévoit le retrait des troupes annamites du Tonkin ainsi que l'annexion de nouveaux territoires à la Cochinchine. Mais les troupes annamites, les Pavillons noirs et les irréguliers chinois continuent de combattre au Nord ; cette prolongation des hostilités, de plus en plus coûteuse, pose des difficultés aux troupes françaises qui manquent de renforts, et réveille les divisions politiques à Paris. Courbet repasse alors à l'offensive et prend en décembre 1883 la ville de Sontay, place-forte des Pavillons noirs. Cette victoire conforte Ferry, qui peut alors obtenir de nouveaux crédits et faire envoyer 7 000 hommes supplémentaires. En mai 1884, Français et Chinois concluent l'accord de Tien-Tsin (dit « convention Li-Fournier »), qui prévoit le retrait des troupes chinoises du Tonkin. Le mois suivant, un nouveau traité (dit « traité Patenôtre », toujours du nom du signataire) confirme le protectorat français sur l'Annam ; le sceau impérial chinois est fondu, mettant symboliquement fin à la vassalité vietnamienne vis-à-vis de Pékin.
Quelques semaines plus tard, cependant, une colonne française doit se replier après avoir subi une embuscade chinoise à Lạng Sơn. Le camp belliciste à la cour de Pékin prend le dessus et dénonce l'accord de Tientsin, relançant la guerre franco-chinoise. Courbet réagit en attaquant le port de Fuzhou et en décrétant le blocus de l'île de Taïwan. Les hostilités s'étendent à terre alors que les Chinois lancent une invasion du Haut-Tonkin ; les Français doivent désormais affronter des unités d'élite mandchoues, en plus des Pavillons noirs. Ferry parvient alors à obtenir de nouveaux crédits et renforts.
Le général de Négrier prend Lạng Sơn en février 1885, puis vise la frontière chinoise sur instruction de Ferry. Mais il est ensuite blessé dans les combats, et sa colonne décide finalement de rebrousser chemin. La « retraite de Lạng Sơn », fin mars, se traduit principalement par des pertes matérielles. Mais lorsque la nouvelle atteint Paris, la rumeur exagère la gravité de ce revers et le présente comme un véritable désastre militaire ; il en résulte en France une crise politique et boursière, appelée l'« affaire du Tonkin ». Des manifestations publiques ont lieu contre « Ferry Tonkin », qui est conspué à l'Assemblée nationale — où la fronde est notamment menée par Clemenceau — pour avoir entraîné la France dans une aventure ruineuse. Mis en minorité, le gouvernement Ferry doit démissionner.

L'« honneur national » français étant en jeu, des renforts sont néanmoins envoyés au Tonkin. Le général Brière de l'Isle renforce la défense du delta, tandis que Courbet s'empare des îles Pescadores. Le Gouvernement chinois, inquiet des tensions avec le Japon à propos de la Corée et occupé par une insurrection interne, finit par renoncer. Grâce à une médiation britannique, un nouveau traité, signé en juin, met fin à la guerre franco-chinoise ; la Chine évacue ensuite le Tonkin, tout en s'engageant à ne plus intervenir dans les affaires franco-annamites.

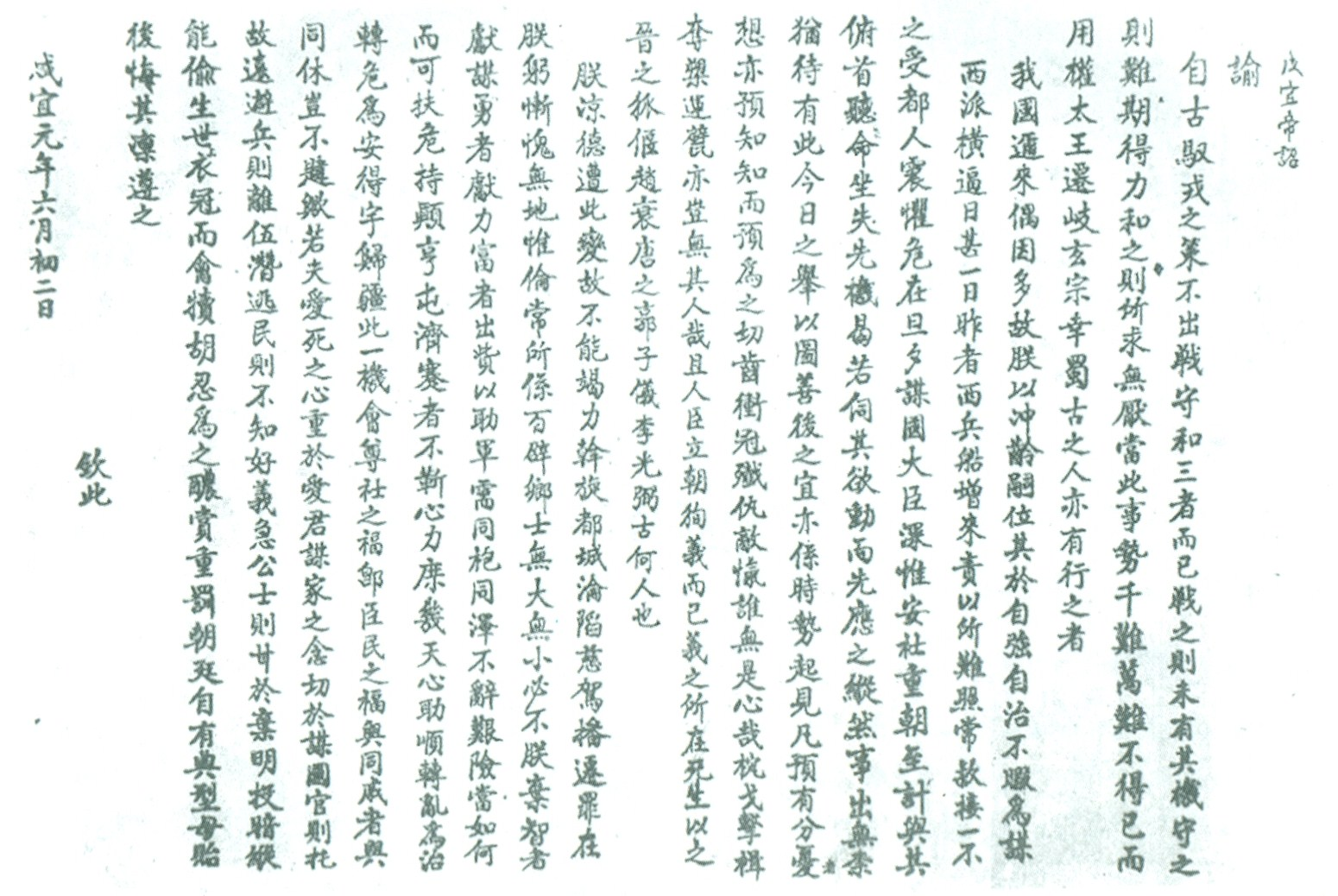
La Proclamation de l'empereur Hàm Nghi, lancée le 13 juillet 1885 à Tân Sở

Après le départ des Chinois, les Français achèvent de conquérir le territoire vietnamien. À la cour de Hué, dans le même temps, le pouvoir est détenu par deux régents, les mandarins Tôn Thất Thuyết et Nguyễn Văn Tường, qui ont destitué ou tué trois empereurs successifs après la mort de Tự Đức : le souverain en titre, Hàm Nghi, est encore adolescent. Le nouveau commandant des troupes françaises, le général de Courcy, marche sur la capitale dont il s'empare le 5 juillet 1885. Nguyễn Văn Tường se soumet, mais Tôn Thất Thuyết s'enfuit avec Hàm Nghi à la citadelle de Tân Sở, depuis laquelle est lancée, le 13 juillet 1885, la Proclamation de l'empereur Hàm Nghi, appelant le peuple à résister contre la France. Ce qui marque le début du mouvement de résistance Cần Vương (« Aider le Roi »), réunissant les lettrés et les gens du peuple. Les Français mettent alors sur le trône Đồng Khánh, un frère du souverain en fuite, sans pour autant calmer la révolte d'une partie des mandarins : les conquérants doivent désormais affronter à la fois l'« insurrection des lettrés » et la piraterie, qui persiste dans la région en se drapant parfois d'atours patriotiques.

#### Renforcement du contrôle sur le Cambodge

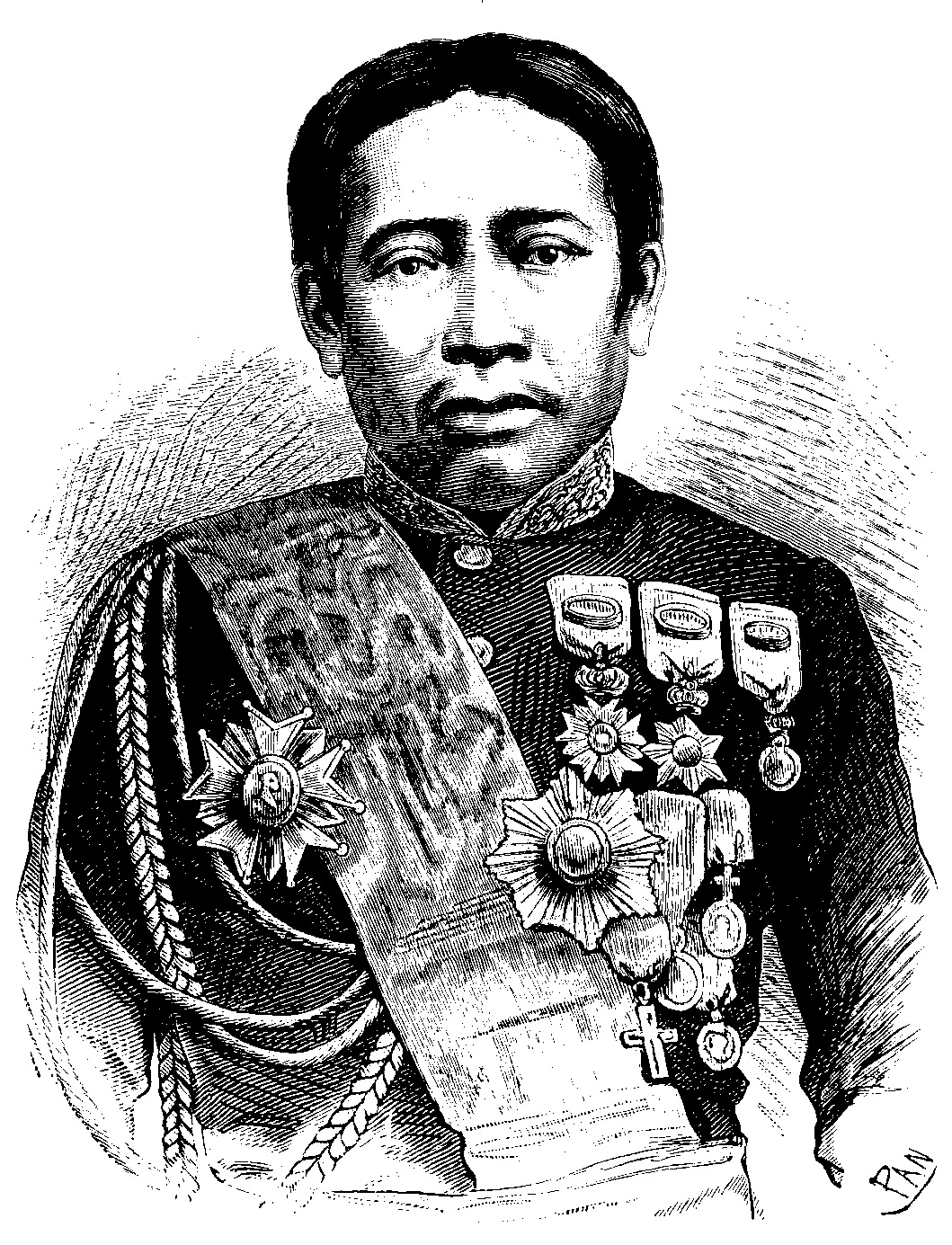
Le roi Norodom Ier.

Au Cambodge, les Français, qui jugent le fonctionnement de leur protectorat peu satisfaisant et trop coûteux, décident d'imposer un contrôle plus étroit à la cour de Phnom Penh. En 1884, ils obtiennent du roi Norodom de récupérer les taxes douanières pour payer le coût de leur administration. Le gouverneur de la Cochinchine Charles Thomson entame des négociations secrètes avec Sisowath, demi-frère de Norodom, en vue de remplacer ce dernier s'il se montrait trop rétif. Thomson choisit finalement d'user de menaces directes pour faire plier le monarque cambodgien ; il se rend à Phnom Penh accompagné d'une canonnière qui jette l'ancre en vue du palais royal, où il pénètre le 17 juin accompagné de soldats en armes. Norodom, acculé, accepte pour sauver son trône de signer une convention qui se traduit par une tutelle renforcée de la France sur la monarchie cambodgienne.
Les réformes foncières et administratives que veulent imposer les Français (notamment l'abolition de l'esclavage) provoquent cependant une révolte des élites cambodgiennes, moins préoccupées du sort du monarque que des bouleversements sociaux qui risquent de survenir. Dans l'ensemble du pays, des soulèvements éclatent début 1885, que les Français doivent réprimer avec l'aide des troupes vietnamiennes. Après avoir tenu Norodom en défiance, la France finit en juillet 1886 par obtenir son aide pour calmer la révolte, en promettant que les coutumes cambodgiennes seront dûment respectées.
Après l'insurrection de 1885-1886, les Français continuent de renforcer progressivement leur contrôle sur le pays, en entourant le roi de conseillers khmers acquis à leur cause, et en repoussant sine die l'application de la plupart des clauses de la convention. Le roi continue de promulguer des lois et de nommer des mandarins, mais l'influence de la France se consolide inexorablement. À partir de 1893, la France gère directement les impôts au Cambodge ; en 1895, elle compte dix résidents généraux dans le pays.

### Achèvement de la conquête

#### Échec du soulèvement vietnamien

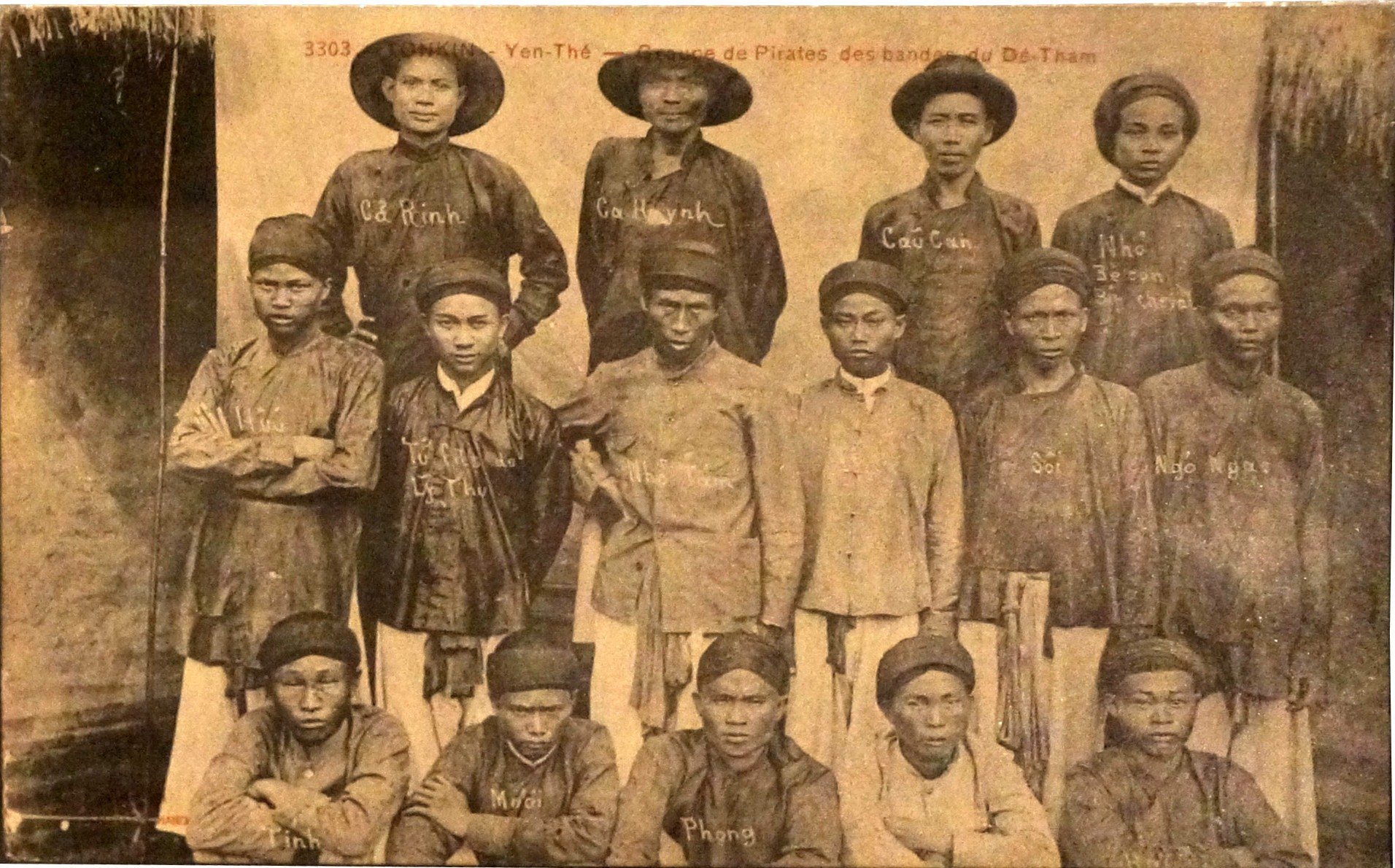
Des rebelles appartenant au groupe de Hoàng Hoa Thám.

Alors que se déroule le soulèvement cambodgien, les Français sont toujours confrontés, au Vietnam, à l'insurrection Cần Vương. En Annam, la révolte est générale dès 1885, et les partisans de l'empereur déchu Hàm Nghi et du régent Tôn Thất Thuyết tiennent des provinces au Nord. Jusqu'en 1888, les Français et leurs supplétifs vietnamiens ne parviennent qu'à empêcher la concentration des guérillas. Mais, malgré les difficultés que rencontrent les colonisateurs, ils peuvent compter sur le soutien des populations chrétiennes qui sont victimes de massacres commis par les insurgés. Le mouvement est affaibli par le départ de Tôn Thất Thuyết pour la Chine en 1887, puis par la capture de Hàm Nghi en novembre 1888 (l'ex-empereur est alors déporté en Algérie). L'insurrection, toujours menée au nom du souverain captif, continue cependant sous la direction de chefs comme Tống Duy Tân, Phan Đình Phùng, et plus tard Hoàng Hoa Thám dit le Đề Thám. Ce n'est qu'à partir de 1891 que la « pacification » commence à remporter de réels succès en Annam et au Tonkin.
Au fil des années, le Cần Vương décline et finit par s'éteindre, victime de la supériorité technologique des Européens, de sa propre absence d'unité, et d'un manque de réel projet politique. L'insurrection se limite en effet à défendre la légitimité du pouvoir impérial, alors même que les Nguyễn ne font plus l'unanimité, et que les Français parviennent progressivement à gagner le soutien du mandarinat. Le retrait des Chinois dès 1885, puis le rapprochement franco-chinois au moment de la guerre sino-japonaise de 1894, privent les insurgés de ravitaillement et de points de repli. La défection de la cour impériale, qui se range aux côtés des Français, achève d'enlever au mouvement Cần Vương toute perspective politique. Ce ralliement de la cour, qui souhaite maintenir coûte que coûte la dynastie, aboutit également sur le long terme à discréditer la monarchie confucéenne, en rompant le lien entre l'empereur — qui semble, aux yeux de la population, avoir perdu le mandat céleste — et la nation vietnamienne. Inversement, au Cambodge, l'identification de la nation à la royauté, qui conserve une grande charge symbolique, se trouve renforcée lors de la colonisation. La dernière campagne militaire contre les insurgés vietnamiens a lieu en 1895-1896, après quoi les Français sont réellement maîtres du terrain.

#### Création de l'Union indochinoise
Au début de la colonisation, les Français sont confrontés à une grande incertitude quant au système politique qu'ils entendent construire en Indochine. Il leur est en effet impossible de remplacer les monarchies vietnamienne et khmère et les organisations sociales lao : un débat a cependant lieu entre les tenants de la solution du protectorat et ceux de l'administration directe, qui s'appuient sur l'expérience accumulée en Cochinchine. La solution du protectorat, forme de « compromis » permettant de maintenir en place les dynasties, finit cependant par l'emporter tout à fait en 1891.
Jusqu'en 1887, deux pouvoirs français coexistent dans la péninsule indochinoise : celui du gouverneur de la Cochinchine, subordonné au département des colonies et qui a par ailleurs autorité sur le protectorat du Cambodge, et celui du résident supérieur d'Annam-Tonkin, subordonné au ministère des Affaires étrangères. En outre, la Cochinchine, passée à un gouvernement civil en 1879, dispose depuis 1880 d'un conseil colonial, élu par les Français vivant sur place — qui sont à l'époque environ deux mille colons, négociants, hommes d'affaires et fonctionnaires divers — et par un collège indigène restreint. Les porte-parole du conseil colonial défendent l'autonomie budgétaire et douanière de la colonie, et font obstacle aux projets de centralisation. La nécessité de soumettre l'Indochine à l'autorité directe du gouvernement, indispensable pour arbitrer entre les intérêts, aboutit cependant à la naissance de l'Union indochinoise, créée par les décrets des 17 et 20 octobre 1887. Cette nouvelle entité, placée sous l'autorité d'un gouverneur général, est rattachée par un nouveau décret du 21 avril 1891 à l'administration des colonies, alors fief des « opportunistes ».
L'Indochine française a été formée dans un souci d'efficacité administrative, mais son unité politique reste cependant à créer, de même que son équilibre financier. La pacification de l'Annam et du Tonkin s'avère en effet extrêmement coûteuse, ce qui conduit le gouverneur général intérimaire Bideau à parler, en 1891, de « Lang Son financier ». Ce n'est qu'à la fin des années 1890 que le fonctionnement de l'Indochine se stabilise sur les plans politique et économique. Paul Doumer, nommé gouverneur général en 1897, apporte en effet une cohérence à son édifice administratif, ainsi que l'impulsion politique qui lui manquait jusque-là.

#### Ajout du Laos

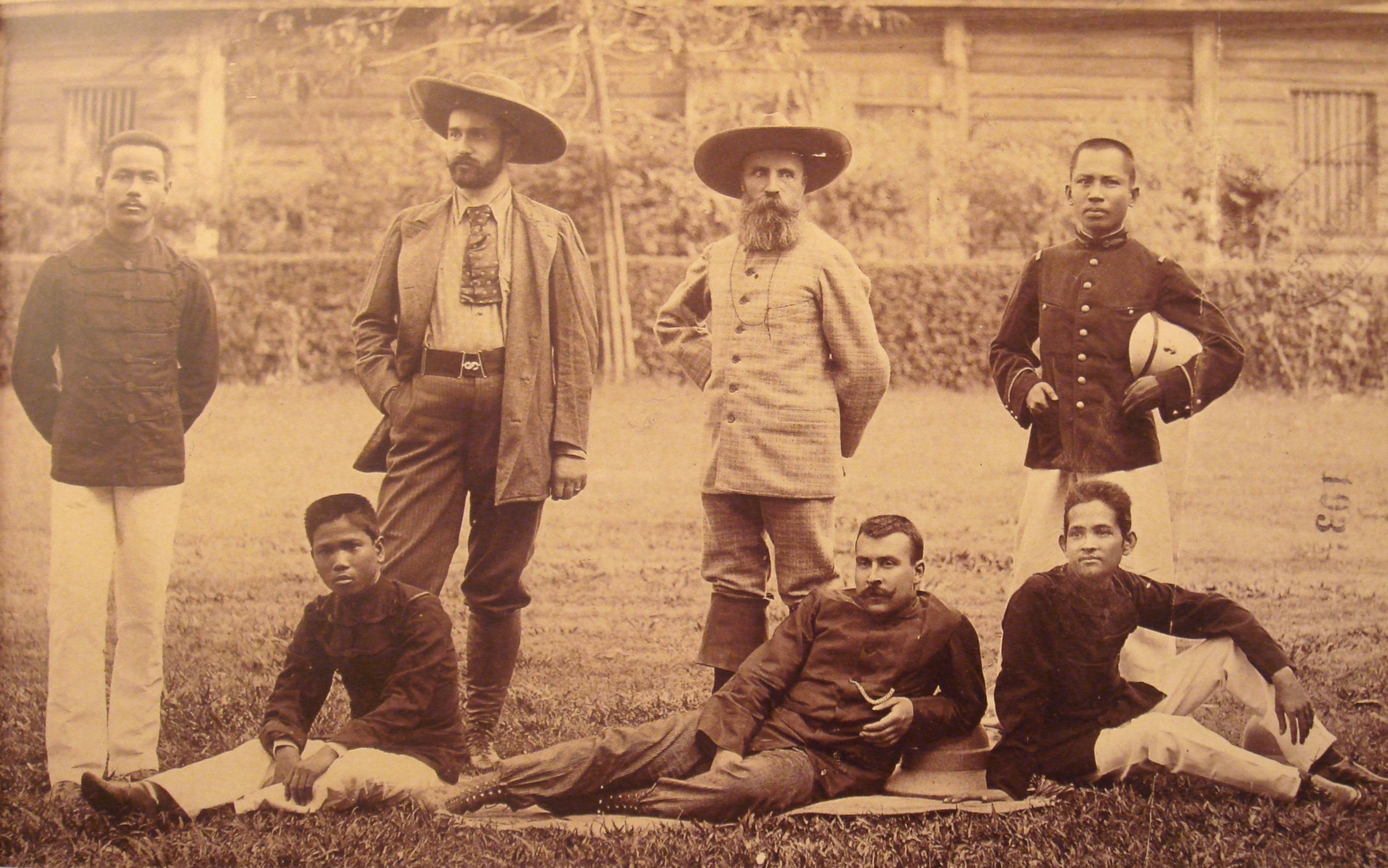
Auguste Pavie troisième debout à partir de la gauche en 1893 à Luang Prabang.

L'achèvement de la conquête du Vietnam pose en outre le problème de la présence, à l'Ouest, d'un vaste territoire formé de pays laotiens et d'États Shan. Cette zone à la fois multiethnique et faiblement peuplée, sans autorité étatique forte depuis la fin du royaume de Lan Xang au XVIIIe siècle, est en effet le théâtre des luttes d'influences entre la monarchie annamite et le Siam. L'installation des Britanniques en Birmanie met un terme aux velléités françaises de s'étendre dans le pays voisin : la confrontation entre la France, le Royaume-Uni et le Siam se déplace alors dans la zone du Mékong, que les Français considèrent comme une voie d'accès au marché chinois.
Le Siam, inquiet de la conquête française du Tonkin, envoie des troupes dans la région de Luang Prabang, menaçant de couper le Vietnam en deux. Les Français réagissent alors en envoyant sur place un représentant, l'explorateur et diplomate Auguste Pavie. Arrivé en février 1886, ce dernier parvient en quelques années à conquérir pacifiquement la région. Nommé vice-consul à Luang Prabang, puis commissaire général au Laos — nom donné à l'ensemble des pays à majorité lao — Pavie dispute le terrain aux Siamois, que la France considère comme l'instrument des Britanniques dans la région. Les Français envisagent d'abord une neutralisation du Siam qui serait transformé en « État tampon » entre les domaines coloniaux français et britanniques, mais un lobby « laotien » se forme, mené notamment par le futur député de Cochinchine François Deloncle et du ministre des Affaires étrangères Gabriel Hanotaux. Sous son impulsion et celle du parti colonial conduit par Théophile Delcassé et Eugène Étienne, les Français choisissent de se concentrer sur le Laos, afin de contenir les velléités britanniques d'expansion régionale,.
En 1888, Pavie obtient de Oun Kham, qui règne alors sur le royaume de Luang Prabang, qu'il demande le protectorat de la France pour se prémunir des invasions en provenance du Siam. Plusieurs régions en pays thaï sont alors occupées par les troupes françaises, qui reçoivent grâce à Pavie le ralliement des familles aristocratiques locales. Delcassé, chef du parti colonial en Métropole, annonce que la France « reprend » la rive gauche du Mékong. Il en résulte, en 1893, une crise diplomatique puis un bref conflit militaire entre la France et le Siam. Les Français envisagent de mettre le Siam sous protectorat, mais le risque de tensions avec le Royaume-Uni — la monarchie siamoise est alors sous influence britannique — conduit à l'adoption d'un compromis. Par un traité en date du 3 octobre 1893, le Siam accepte d'évacuer la rive gauche du Mékong et reconnaît le protectorat français sur la région.
En 1896, le Royaume-Uni et la France adoptent une déclaration commune destinée à neutraliser le Siam, où il se partagent des zones d'influence. Ils fixent également la frontière entre la Birmanie britannique et l'Indochine française. Enfin, après le départ de Pavie en 1895, les pays lao sont regroupés en deux territoires, le Haut Laos (capitale, Luang Prabang) et le Bas Laos (chef-lieu, Khong), dirigés par des commissaires généraux. Le 31 juillet 1898, le gouverneur de l'Indochine Paul Doumer crée un budget général réunissant les budgets particuliers de l'Annam, du Tonkin, de la Cochinchine, du Cambodge et du Laos. Par un décret du 19 avril 1899, Haut Laos et Bas Laos sont finalement réunis au sein d'une entité unique, placée sous l'autorité d'un résident supérieur et officiellement incorporée à l'Union indochinoise. La résidence supérieure du protectorat du Laos est installée à Vientiane. Le Siam doit en outre céder des territoires au Laos et au Cambodge. Le partage de la péninsule indochinoise entre puissances occidentales est alors terminé, tandis que le rôle d'État-tampon entre le reste des possessions françaises en Indochine d'une part, et le Siam d'autre part, revient finalement au Laos.

#### Ajout de Kouang-Tchéou-Wan

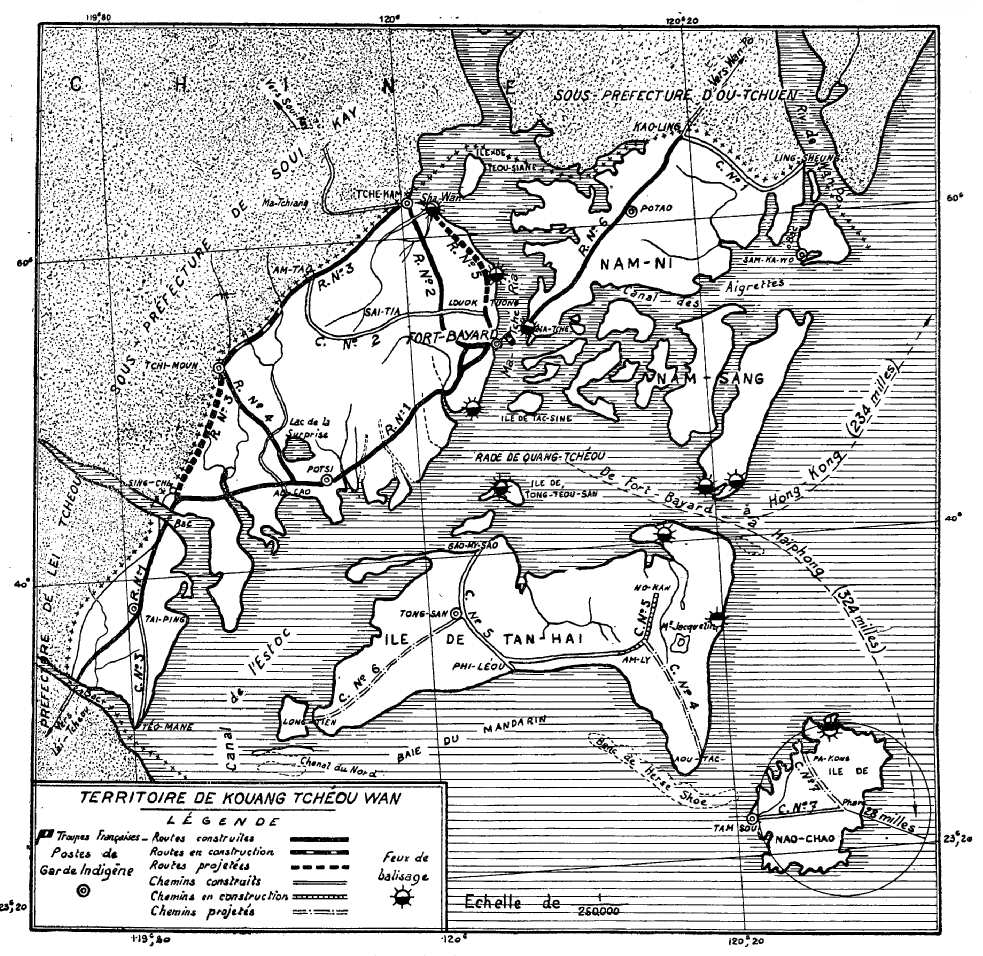
Carte du territoire de Kouang-Tchéou-Wan, situé dans l'Ouest du Guangdong en Chine.

En partie suscitée par le déclin de la puissance chinoise, la colonisation de l'Indochine se déroule dans le contexte des traités inégaux par lesquels les puissances occidentales s'octroient des zones d'influences économiques en Chine. La France, qui y détient déjà plusieurs concessions, poursuit en effet ses ambitions de conquête du marché chinois grâce notamment à des projets de liaison entre les mines d'étain, de cuivre et de fer du Yunnan, et les mines de charbon du Tonkin. Doumer se montre très actif dans la mise en place de ces projets ferroviaires et miniers en Chine du Sud, et fait même campagne pour l'annexion du Yunnan. Le gouvernement chinois finit par céder aux demandes des Français auxquels il accorde, par des traités de 1897 et 1898, les avantages qu'ils réclamaient sur ces deux lignes de chemin de fer. Il concède également à la France la baie de Kouang-Tchéou-Wan (ou Guangzhou Wan), située dans la péninsule de Leizhou et destinée à accueillir une station charbonnière.
Le traité de Kouang-Tchéou-Wan, signé le 10 avril 1898, autorise d'abord l'occupation de la région ; le 16 novembre 1899, il est suivi d'un accord qui fait de Kouang-Tcheou-Wan un territoire cédé à bail pour 99 ans. Mais, en raison de laborieuses négociations avec la Chine sur la délimitation du territoire, la convention de cession à bail n'est ratifiée que le 19 février 1900 ; le territoire est alors rattaché administrativement au protectorat du Tonkin, pour passer plus tard sous l'autorité directe du Gouvernement général de l'Indochine. Les Français imaginent à l'époque pouvoir en faire un équivalent de Hong Kong, et nourrissent le projet, finalement abandonné, de mettre également la main sur Hainan pour dominer toute la région du golfe du Tonkin.

#### Dernières modifications territoriales
En 1904, deux territoires sous suzeraineté siamoise, la province de Sayaboury et une partie de celle de Champassak — dont sa capitale — sont annexés et rattachés au Laos. Les Français en profitent pour abolir le royaume de Champassak, jusque-là État vassal du Siam, dont le souverain est ramené au rang de gouverneur indigène. La même année, la France et le Royaume-Uni signent, dans le cadre de l'Entente cordiale, un traité qui reconnait entre autres leurs zones d'influence respectives en Extrême-Orient. En 1907, un nouveau traité franco-siamois fixe les frontières du Laos et annule les clauses territoriales de l'accord de 1867 concernant le Cambodge ; le Siam perd des territoires supplémentaires, en rétrocédant ceux qu'il occupait depuis le XVIIIe siècle dans les provinces de Siem Reap et de Battambang, ce qui permet au Cambodge de récupérer le site d'Angkor.

## Structures politiques et administratives

### Gouvernement

#### Formation et évolutions du système politique indochinois

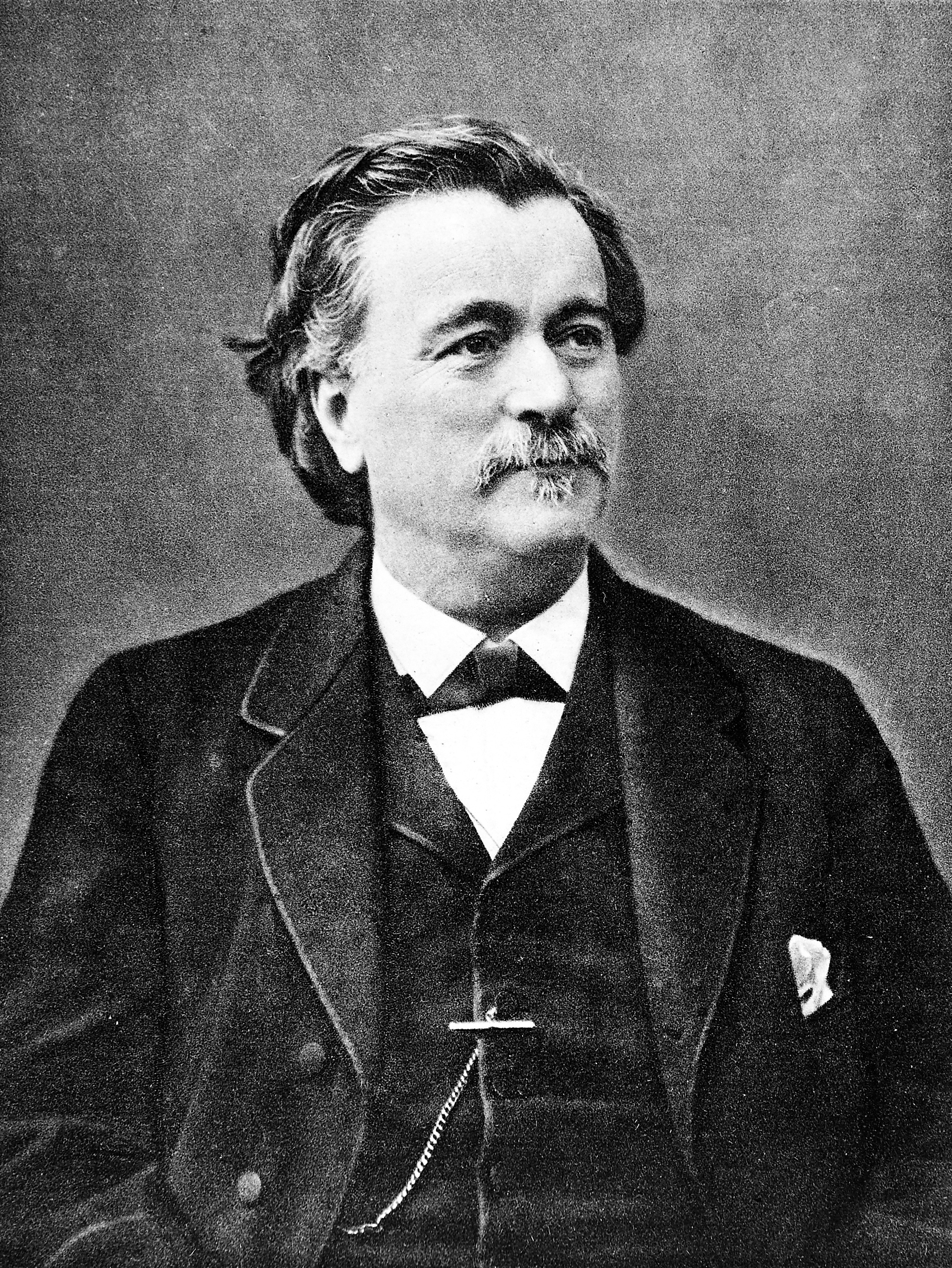
Paul Bert, premier résident supérieur d'Annam-Tonkin.

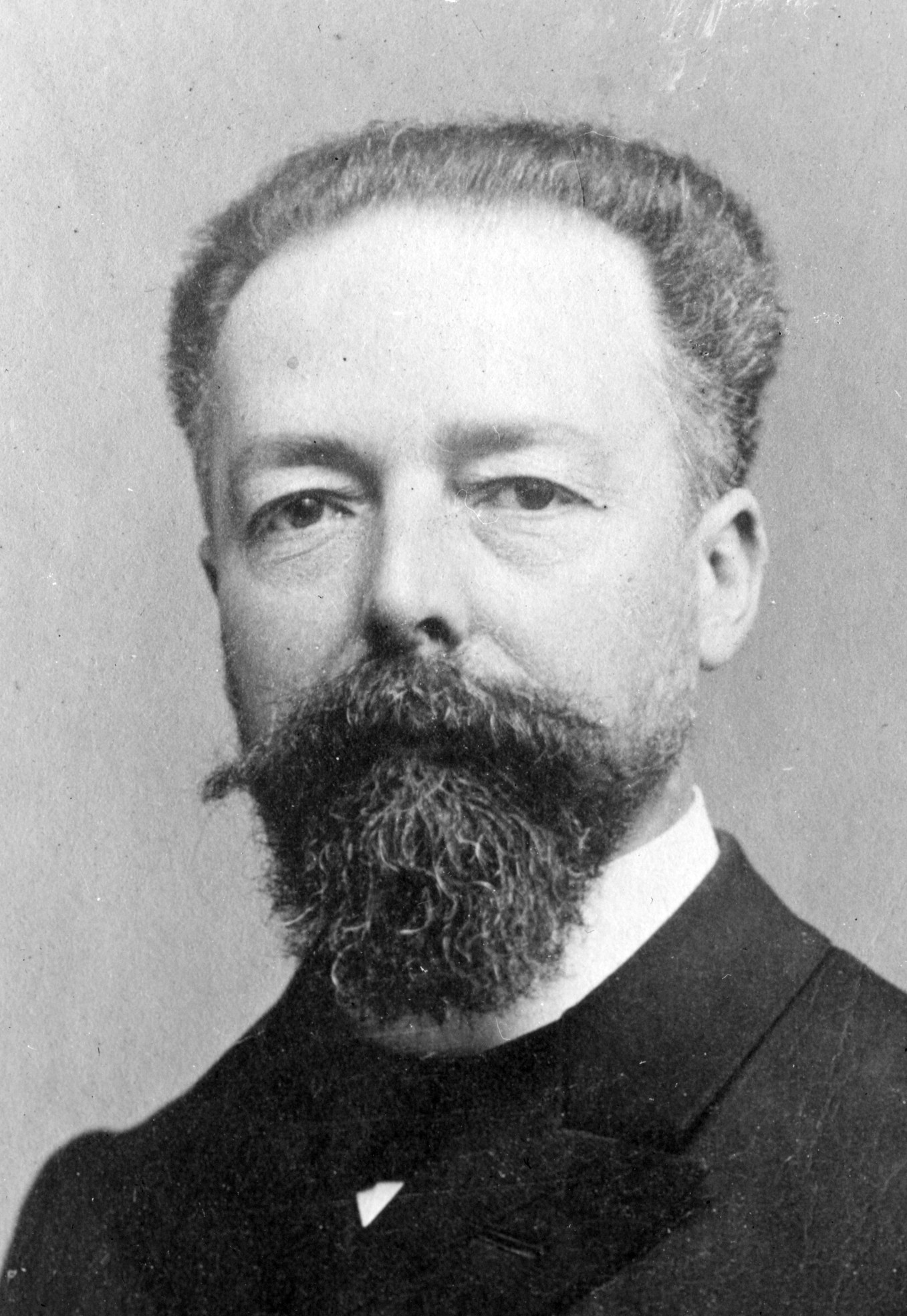
Paul Doumer, gouverneur général de l'Indochine française de 1897 à 1902, et véritable créateur de l'édifice administratif indochinois.

La longue formation de l'Indochine française est marquée par de nombreuses hésitations quant au système politique que les colonisateurs entendent bâtir, cette incertitude étant entretenue par les différences de statuts entre les territoires qui la composent. La Cochinchine, qui a le statut de colonie et où la culture confucéenne est moins forte qu'au Nord, est d'emblée soumise à un régime d'administration directe. Après la période de la « Cochinchine des amiraux » (gouvernement militaire), la colonie passe en 1879 à un régime de gouvernorat civil. Le 8 février 1880, un Conseil colonial est formé. Cette assemblée est élue par le colonat — qui compte à l'époque environ deux mille personnes, colons proprement dits, membres des milieux d'affaires ou fonctionnaires — et par un collège indigène restreint, en l'occurrence des Annamites désignés par les Chambres de commerce et d'agriculture locales. Seuls quelques rares indigènes reçoivent la citoyenneté française, au moyen d'une naturalisation accordée de manière très parcimonieuse. Le Conseil colonial, dominé par les petits fonctionnaires et les colons, devient bientôt la principale instance de gouvernement de la Cochinchine, davantage que le gouverneur de la colonie : cette assemblée a, dans une large part, la main sur l'impôt et les dépenses.

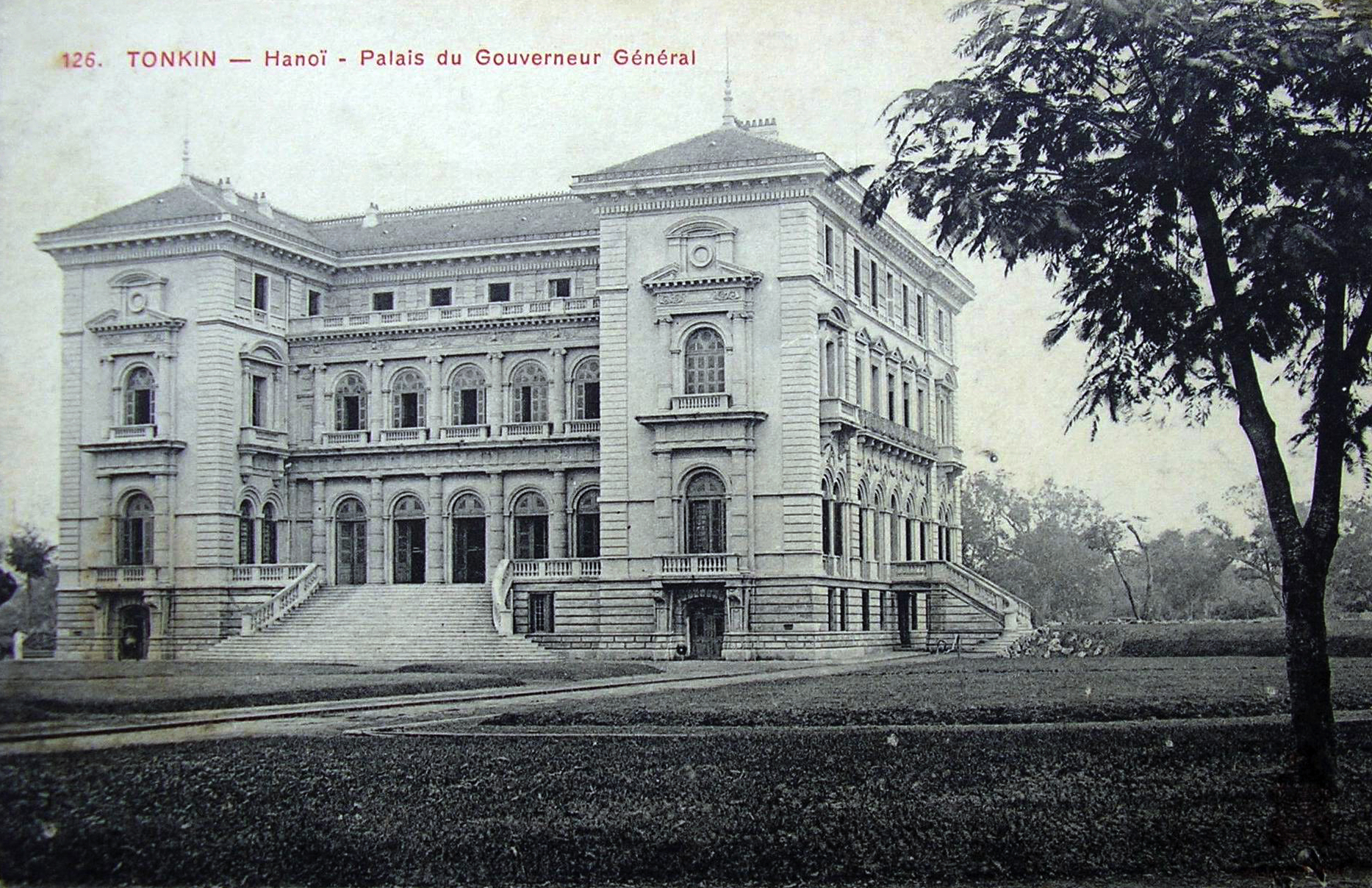
Résidence du gouverneur général à Hanoï (Tonkin).

À partir de juillet 1881, la Cochinchine est, comme quelques autres colonies avant elle, représentée à l'Assemblée nationale par un député, élu par les seuls citoyens français. Le Code pénal français se substitue en 1880 à celui de l'Empire annamite, et le Code civil est partiellement promulgué en 1883.
Le 27 janvier 1886 est créée la résidence supérieure d'Annam-Tonkin, qui englobe l'Annam (nom désormais donné à la région centrale du Vietnam) et le Tonkin (Nord du Vietnam) chacun de ces deux territoires étant administré par un résident général, lui-même subordonné au résident supérieur. Le député Paul Bert devient le premier résident supérieur d'Annam-Tonkin. Durant sa brève mandature — il meurt de maladie en novembre de la même année — Bert tente de s'appuyer sur le « peuple tonkinois » en le séparant des « mandarins annamites » : il vise en effet à détacher le Tonkin de la gestion impériale, tout en appliquant réellement le protectorat sur l'Annam. Bien que sa conception de l'opposition entre Annam et Tonkin soit assez schématique, Paul Bert s'applique à faire de la « nation annamite » l'« obligée » de la France, à nouer des rapports de confiance avec le souverain et les élites, et à introduire des éléments de démocratie au Tonkin. Cette optique le pousse à confier davantage de responsabilités à des mandarins, qui sont notamment chargés d'écraser les soulèvements. Plus largement, les Français s'appuient de manière croissante sur des troupes autochtones pour assurer le maintien de l'ordre.
Jusqu'aux années 1890, le gouverneur général, dont le budget a été supprimé dès 1888 sous la pression de la Cochinchine, n'est en réalité que l'administrateur de l'Annam et du Tonkin. Le 21 avril 1891, Jean-Marie de Lanessan, nommé à la tête de l'Union indochinoise, obtient un important décret qui fait du gouverneur général le « dépositaire des pouvoirs de la République dans l'Indochine française » et lui confère une partie du pouvoir législatif ainsi que l'autorité militaire. Dans les faits, cependant, le décret n'est appliqué qu'en Annam et au Tonkin, et la Cochinchine continue d'échapper au contrôle du gouverneur général.
C'est la nomination de Paul Doumer, en 1897, qui permet au Gouvernement général de prendre réellement corps. Doumer, personnalité importante du Parti radical — formation politique très impliquée dans les affaires indochinoises — et du Grand Orient de France, crée les structures administratives de l'Indochine, véritable État colonial, avec des services généraux et leurs annexes dans les différents « pays » qui la composent. Sous sa mandature, l'Indochine française adopte un mode de fonctionnement centraliste très « jacobin », où l'administration est strictement hiérarchisée. Doumer met également fin à la confusion des prérogatives et envisage l'Indochine comme une entité cohérente : l'année de son arrivée, il crée une direction unique des Douanes et des régies financières, comprenant notamment une Régie de l'opium unifiée, nouvellement créée,. À partir de cette époque, le gouverneur général cumule les pouvoirs politique, administratif et militaire et s'affirme comme une sorte de « proconsul » de l'Indochine, où son pouvoir est supérieur à celui que détiennent, en France, la plupart des ministres. À partir de 1899, il s'appuie sur un Corps des Services civils.

Paul Doumer a construit le Grand Palais à Hanoï et la ville est devenue la capitale de l'Indochine française.

Le 31 juillet 1898, afin que la colonie ne pèse plus sur les finances de la France, un budget général de l'Indochine est créé, réunissant les budgets particuliers de toutes les entités indochinoises, y compris le Laos, que Doumer unifie l'année suivante sur le plan administratif. Le budget général est alimenté par l'ensemble des impôts indirects, essentiellement par des monopoles (opium, sel, alcool) et par la fiscalité douanière. Doumer assainit les finances de l'Indochine — le budget général est excédentaire dès 1899 — et améliore de manière spectaculaire le système fiscal : la perception des impôts directs est confiée à des agents français. En Annam, le rendement de l'impôt est multiplié par dix entre 1897 et 1903. L'action de Doumer est tout aussi décisive en ce qui concerne les infrastructures urbaines et de transport, auxquelles il apporte une impulsion significative. C'est également Doumer, par ailleurs, qui décide que la capitale de l'Indochine française sera Hanoï, plutôt que la capitale économique Saïgon ou la capitale impériale Hué.
À partir de l'extrême fin du XIXe siècle, l'Indochine est gouvernée selon un système hiérarchisé, où les résidents des quatre protectorats et le gouverneur (rebaptisé un temps lieutenant-gouverneur) de la Cochinchine sont tous sous l'autorité du gouverneur général, qui dépend lui-même, à Paris, du ministère des Colonies (puis de la France d'Outre-mer). Dans le territoire de Kouang-Tchéou-Wan, la France est représentée par un administrateur en chef (ou administrateur supérieur), lui aussi directement subordonné au gouverneur général de l'Indochine,. Fin 1911, le renouveau de l'agitation politique en Indochine et les informations relatives à l'« hostilité sourde » des indigènes conduisent le gouvernement de Joseph Caillaux à nommer le député radical Albert Sarraut au poste de gouverneur général. Homme neuf en ce qui concerne le système colonial, Sarraut a pour mission d'apporter une nouvelle impulsion à l'Indochine, sur les plans politique et économique. Il entreprend de réformer l'administration, améliore le système d'enseignement, et impose aux fonctionnaires français la connaissance d'une langue locale. Ses deux mandats (1911-1914 puis 1917-1919) sont également marqués par une volonté de donner plus de place aux élites indigènes.
Beaucoup plus tard, après la Seconde Guerre mondiale, les intitulés des postes sont réformés : en 1945, les résidents des protectorats et le gouverneur de la colonie sont remplacés par des commissaires de la République, subordonnés au haut-commissaire de France en Indochine (fonction qui succède alors à celle de gouverneur général). En 1950, alors que les trois pays indochinois ont changé de statut en devenant des États associés, un poste de ministre des relations avec les États associés est créé pour superviser l'Indochine. En 1952, à l'extrême fin de la période coloniale, les fonctions du haut-commissaire sont transférées au ministre des États associés. L'année suivante, un décret en date du 27 avril 1953 remplace les commissaires de la République par des hauts fonctionnaires relevant du ministre, portant chacun le titre de haut-commissaire et représentant la France auprès des chefs d'État du Vietnam, du Cambodge et du Laos, tandis que le poste de haut-commissaire de France en Indochine est rebaptisé « Commissaire général de France en Indochine ».

#### Achèvement de la mise sous tutelle des monarchies

##### Séparation de l'Annam et du Tonkin

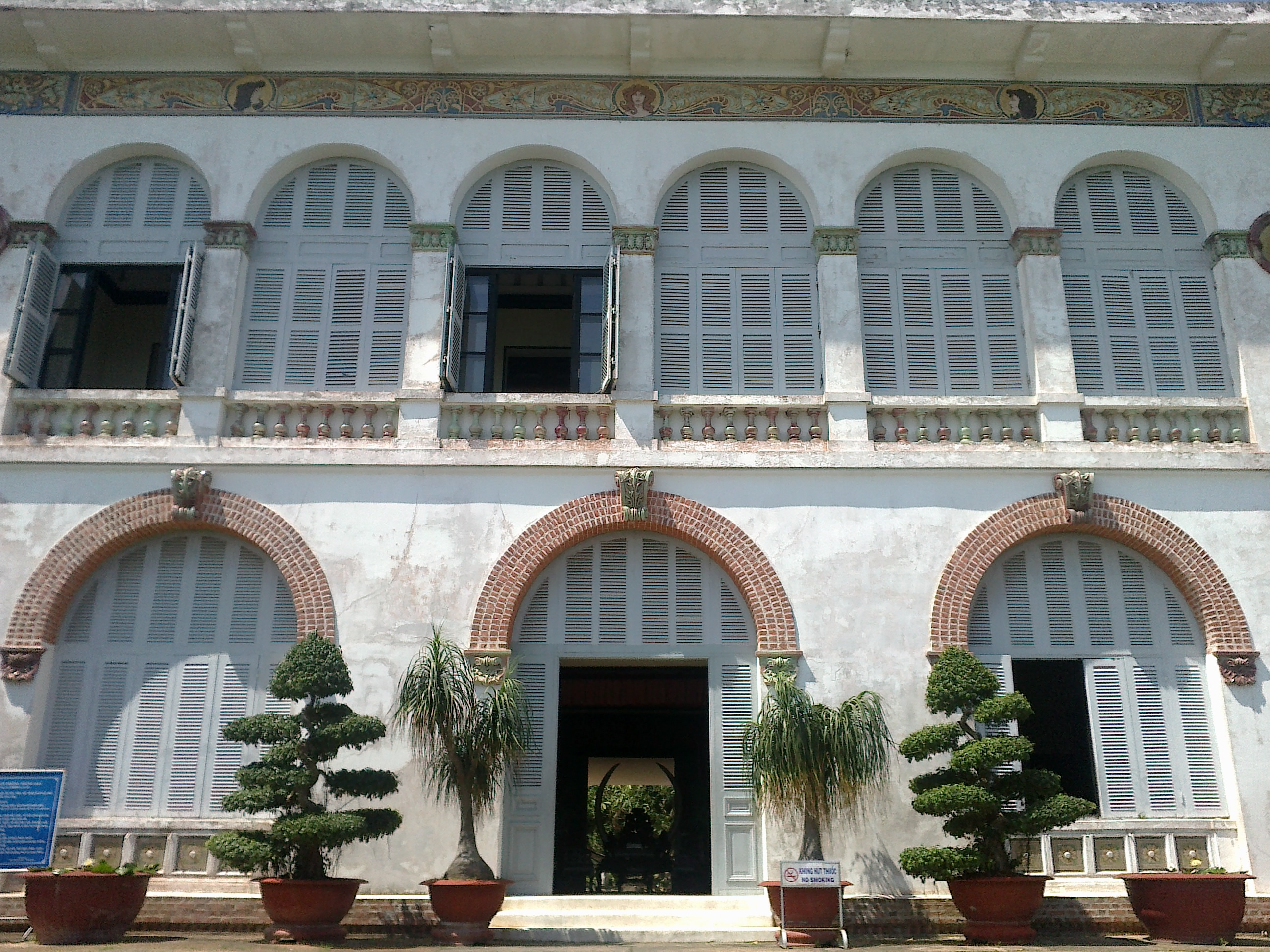
La Villa Blanche, résidence construite pour le gouverneur Paul Doumer au Cap Saint-Jacques (actuel Vũng Tàu).

Le 3 juin 1886, une ordonnance impériale marque l'une des étapes les plus importantes de la colonisation française : l'empereur d'Annam (appelé « roi » dans la terminologie utilisée par les Français), qui demeure officiellement le souverain des deux territoires, délègue en effet la totalité de ses pouvoirs au Tonkin à un Commissaire impérial (Kinh luoc su, poste équivalent à celui de vice-roi). Le Tonkin est dès lors détaché de facto de l'Annam, et les mandarins y sont soumis à un contrôle étroit de l'administration française, représentée par le résident général, quatre résidents et onze vice-résidents. Le 9 mai 1889, la résidence supérieure d'Annam-Tonkin est supprimée, et remplacée par deux résidences supérieures séparées, l'une pour l'Annam et l'autre pour le Tonkin. L'unité politique et territoriale vietnamienne, que les Français avaient eux-mêmes jadis aidé à rétablir en soutenant les Nguyễn, est rompue pour plus d'un siècle. Déjà amputé de la Cochinchine en 1862, le Vietnam est désormais divisé en trois Kỳ (pays), appelés respectivement en vietnamien Bac Kỳ (pays du Nord) pour le Tonkin, Trung Kỳ (pays du Centre) pour l'Annam et Nam Kỳ (pays du Sud) pour la Cochinchine. Les nationalistes vietnamiens — dont la terminologie est aujourd'hui en vigueur au Viêt Nam — préfèrent par la suite utiliser le mot Bộ (région) plutôt que celui de Kỳ et appeler les trois territoires Bac Bộ (région du Nord), Trung Bộ (région du Centre) et Nam Bộ (région du Sud),.
Par ailleurs, les trois principales villes des deux protectorats vietnamiens, Hanoï et Haïphong au Tonkin, et Tourane (Đà Nẵng) en Annam, sont cédées en toute propriété à la France par une ordonnance royale du 3 octobre 1888 : la législation en vigueur en Cochinchine y est appliquée.

##### Des protectorats vidés de leur contenu
La tendance poussant à une annexion pure et simple des pays de l'Indochine française — ce qui impliquerait l'abolition des monarchies locales — est prédominante jusqu'en 1889, mais finit ensuite par perdre du terrain. En effet, les distances culturelles, la barrière de la langue et le risque de nouvelles insurrections rendent cette option difficilement réalisable. La France finit par opter pour le maintien d'une politique de protectorat, en conservant les dynasties en place et les structures étatiques indigènes. L'idée de supprimer la monarchie annamite revient à plusieurs reprises, mais les Français ne s'y résolvent jamais, du fait de l'impossibilité de remplacer la structure mandarinale, et parce que le protectorat s'avère le mode de gestion le plus économique.
Après le rappel en France, en 1894, de Jean-Marie de Lanessan qui envisageait une politique de « protectorat réel » qui aurait laissé au Chulalonkon Nam et au Cambodge une certaine marge de manœuvre internationale, et surtout à partir de la nomination de Paul Doumer en 1897, la France retire aux dynasties annamite et khmère leurs dernières prérogatives. Les monarchies protégées deviennent de simples appareils-relais des structures coloniales françaises.

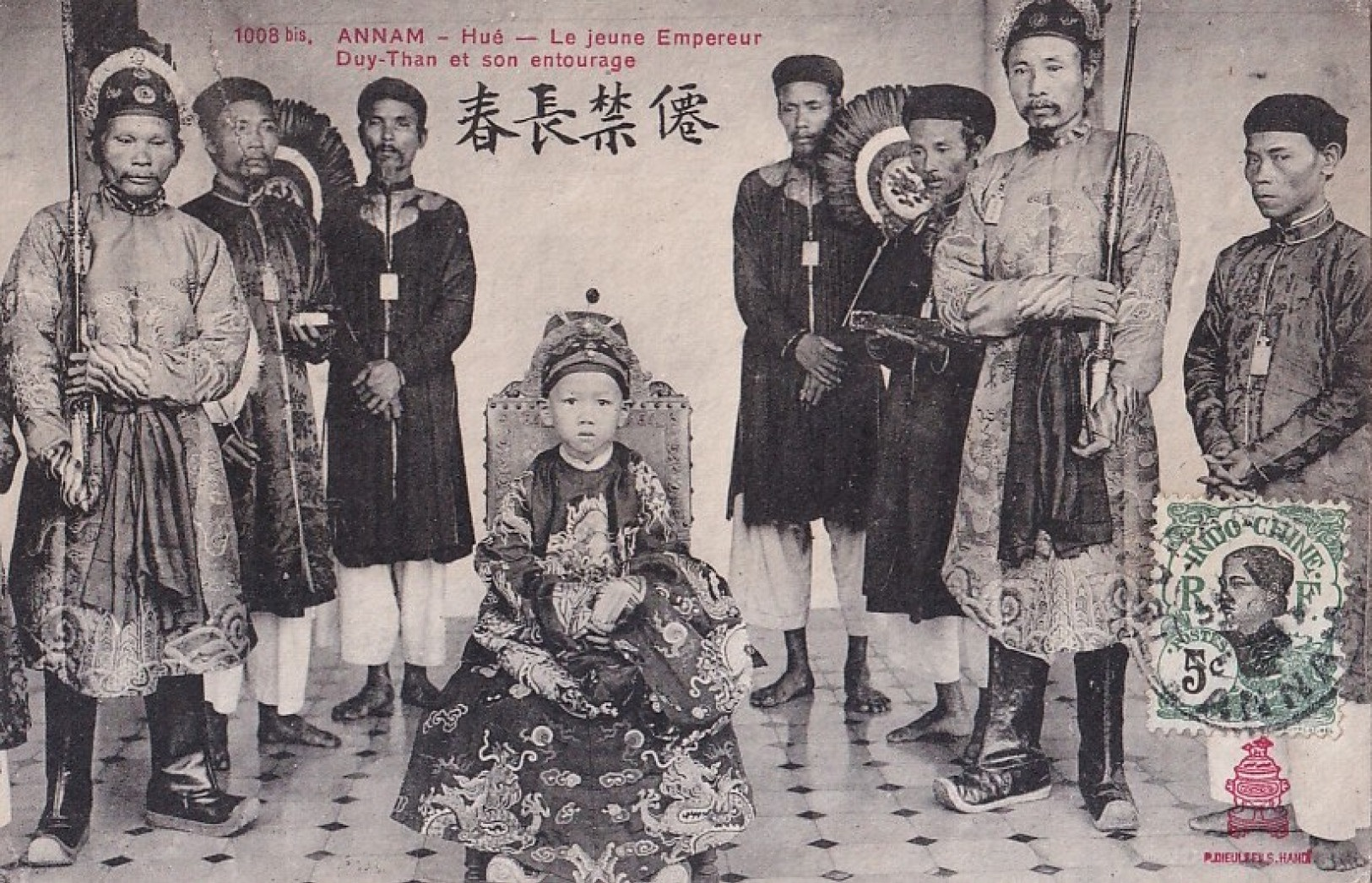
L'empereur Duy Tân en 1907.

Les protectorats sont désormais privés de personnalité aux yeux du droit international. Le gouverneur général achève de dissocier le protectorat du Tonkin de celui de l'Annam : le 26 juillet 1897, Doumer obtient du jeune empereur Thành Thái la suppression de la fonction de kinh luoc su — qui, bien que soumis au contrôle des Français, avait la prérogative de nommer les mandarins — et le transfert de ses compétences au résident supérieur du Tonkin. Le représentant français devient dès lors le dépositaire du pouvoir impérial. Les mandarins provinciaux sont réduits à de simples fonctions d'apparat, et l'essentiel de l'administration est assurée au Tonkin par des délégués provinciaux, agents du résident. Le Tonkin, dont les deux principales villes sont en outre des territoires français, est dès lors soumis à un régime hybride, qui tient davantage de l'administration directe que de son statut officiel de protectorat.

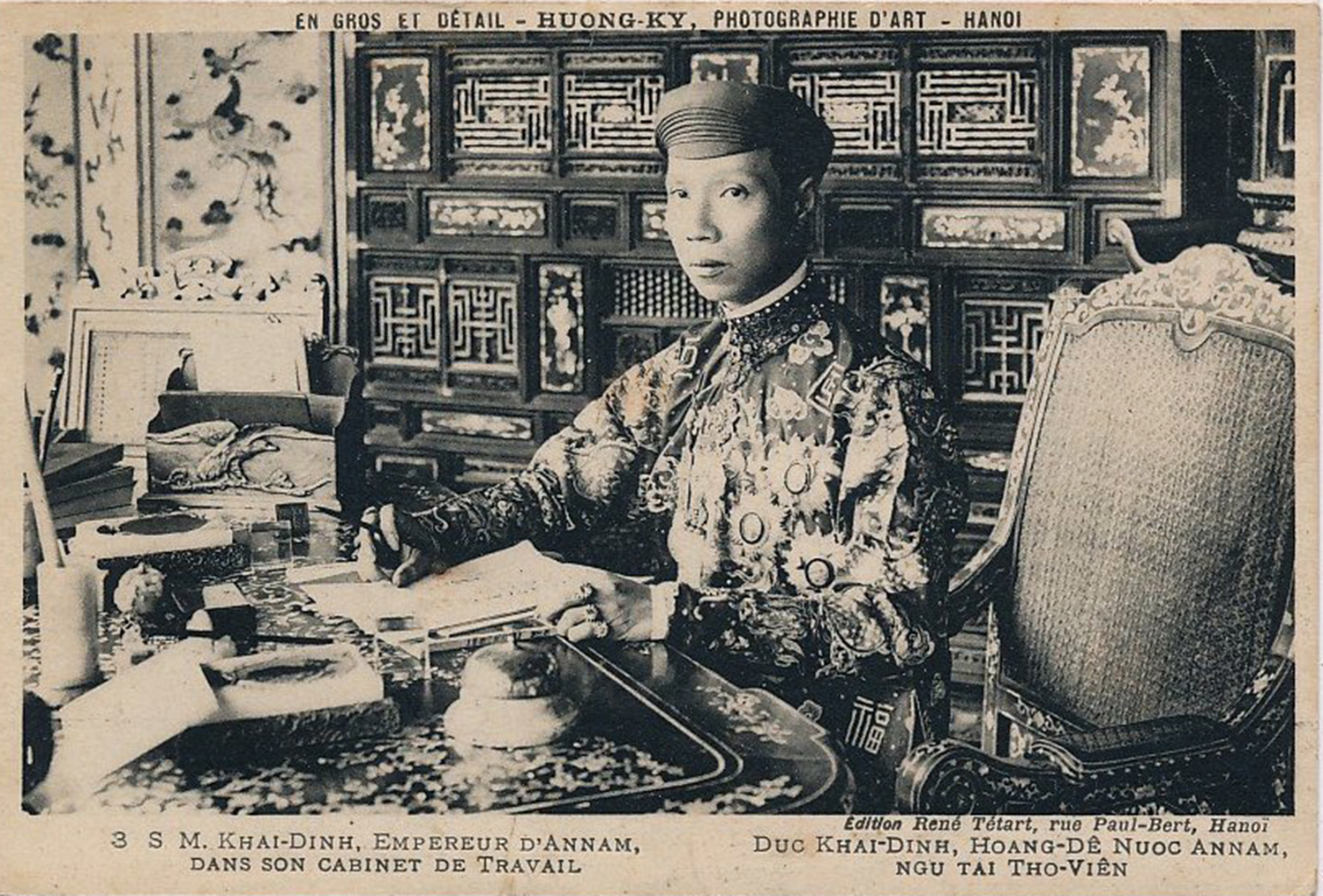
L'empereur Khải Định en 1916.

En Annam, une ordonnance impériale du 27 septembre 1897 réforme le gouvernement et transforme l'ancien Conseil secret en un Conseil des ministres, que le résident supérieur français préside de droit. Le 15 août 1898, une nouvelle ordonnance remet au protectorat la gérance complète des finances de l'Annam, tandis que le souverain reçoit une liste civile et la garantie d'entretien de sa cour. L'empereur, qui reste théoriquement le souverain des deux protectorats, est réduit au rang d'« idole sacrée », d'ailleurs de moins en moins sacrée au fil du temps tant il apparaît désormais privé du mandat céleste,. À mesure que le pouvoir impérial est vidé de sa substance, la personne du souverain cesse d'être considérée comme un point de référence dans la société vietnamienne.
Au bout d'un an de mandat de Doumer, les pouvoirs monarchiques ont été si réduits dans les pays de l'Indochine française que la notion de protectorat y a perdu l'essentiel de sa signification. Les Français achèvent ensuite de neutraliser les monarchies dans les premières années du XXe siècle.
L'empereur Thành Thái monte sur le trône d'Annam en 1889, après la mort prématurée de Đồng Khánh. S'étant révélé une personnalité peu maniable, il est taxé de folie puis contraint en 1907 à l'abdication et à l'exil. Son fils Duy Tân, âgé de sept ans, lui succède. En 1916, Duy Tân, encore adolescent, s'échappe du palais impérial pour rejoindre les insurgés qui continuent de s'opposer aux Français. Capturé, il est contraint à l'exil comme son père. Avec l'assentiment des Français, les dignitaires de la cour choisissent alors pour lui succéder Khải Định, un fils de Đồng Khánh. Le gouverneur général Albert Sarraut, revenu aux affaires en 1917, s'emploie à assainir le climat politique ; il applique le protectorat vietnamien de manière plus loyale en réformant l'administration et en élargissant la représentation indigène dans les assemblées locales, ce qui lui permet de gagner l'allégeance d'une partie des élites indigènes.

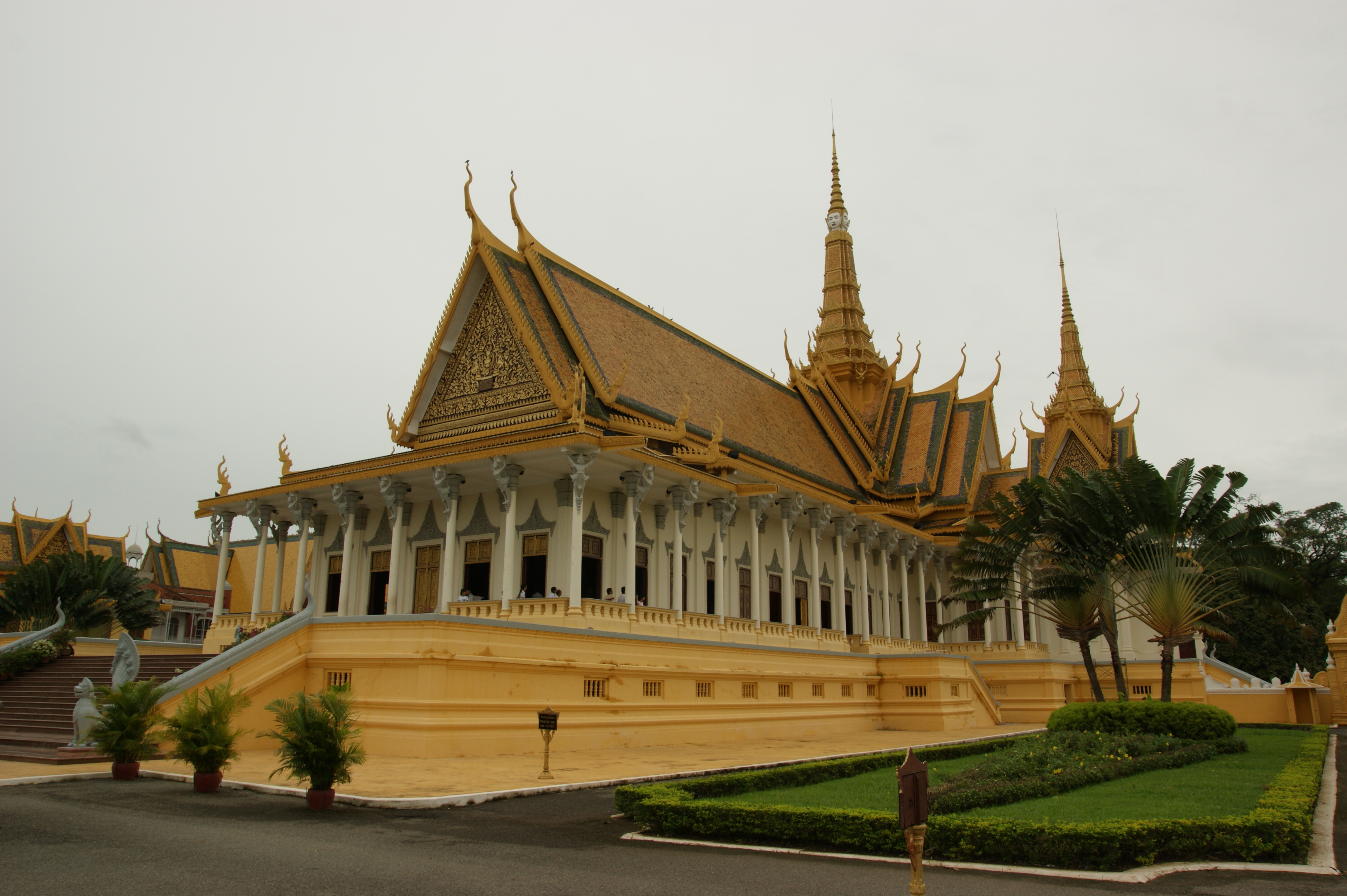
Le palais royal de Phnom Penh.

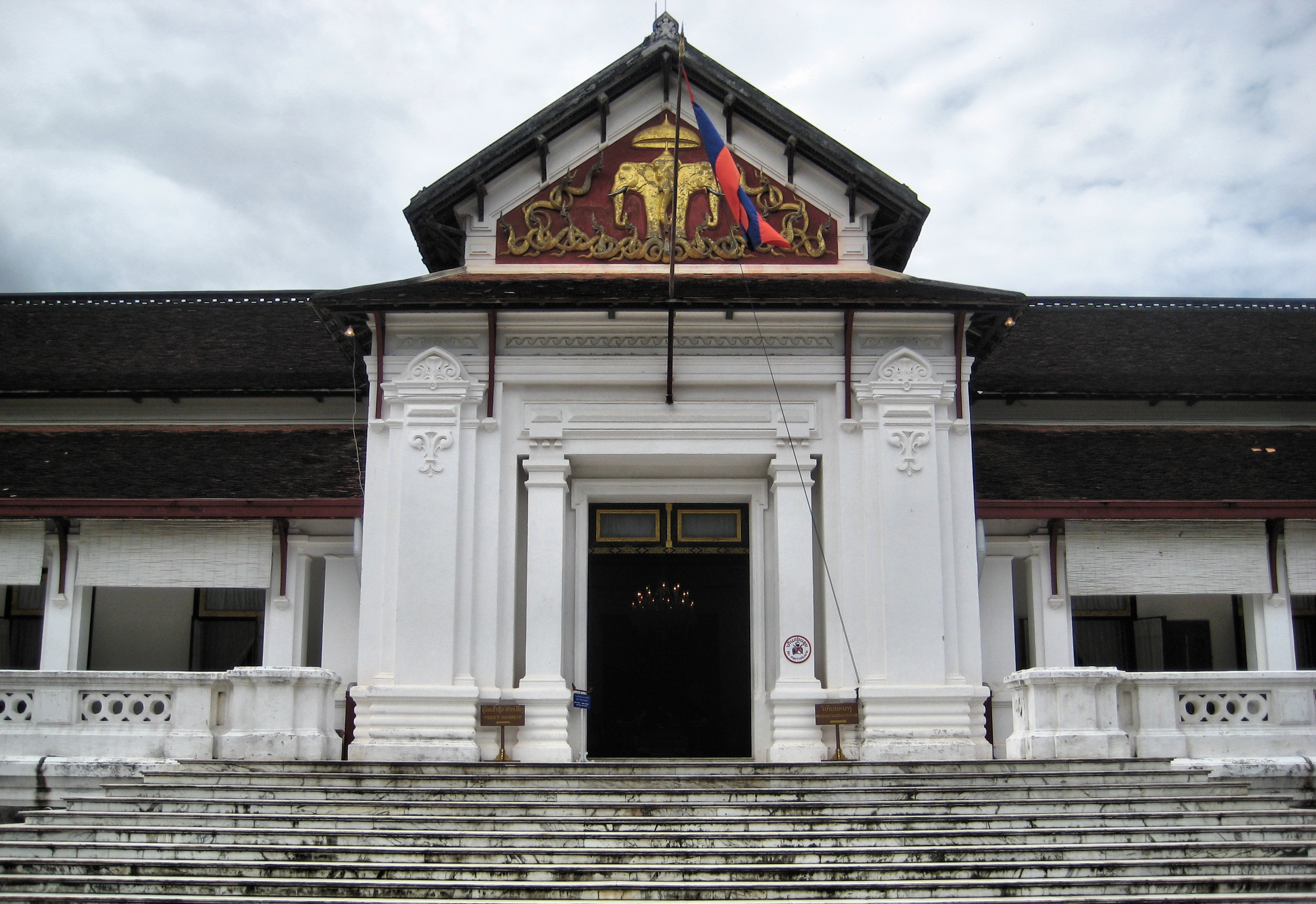
Le palais royal de Luang Prabang.

Au Cambodge, la France est représentée par un résident supérieur. Le 27 juillet 1897, une ordonnance royale crée un Conseil des ministres, présidé par le résident français. Le contreseing de ce dernier devient en outre obligatoire pour toutes les ordonnances prises par le souverain cambodgien. La mort du roi Norodom, en 1904, marque un tournant décisif dans l'emprise française sur le pays. Ce sont en effet les colonisateurs qui choisissent le successeur du monarque défunt, en la personne de son frère Sisowath, qui avait déjà été pressenti vingt ans auparavant pour prendre le trône ; les rois suivants sont également choisis par les Français.
L'administration coloniale entretient cependant de bons rapports avec la monarchie cambodgienne, dès lors que le monarque en place sert leurs intérêts. La bienveillance dont les Français font preuve à son égard permet à la figure du souverain cambodgien de conserver un lien fort avec la Nation. Les fonctionnaires cambodgiens de haut rang sont durablement relégués à un rôle cérémoniel, tandis que ceux de rangs moins élevés occupent des situations d'auxiliaires mal payés de l'administration française. Les Français gouvernent le Cambodge avec l'aide de responsables khmers dévoués à leurs intérêts ; les conseillers dont ils entourent le monarque sont pour la plupart recrutés parmi les interprètes formés par leurs soins, au premier rang desquels Chaufea Veang Thiounn, interprète et ministre du roi Sisowath,.
La résidence supérieure du Laos — pays très faiblement étatisé — est organisée selon un modèle dualiste comparable à celui de l'Annam/Tonkin. Le royaume de Luang Prabang, où le monarque local continue de gouverner, connaît un régime de protectorat proche de celui de l'Annam, tandis que le reste du pays est divisé en neuf provinces où l'administration autochtone est soumise à des résidents français. Le Laos connaît donc un régime proche de celui du Tonkin, qui tient davantage — Luang Prabang excepté — de l'administration directe que du protectorat proprement dit. En outre, le statut de Luang Prabang n'est pas formalisé par un traité de protectorat en bonne et due forme et demeure imprécis. La France bénéficie cependant de la loyauté du roi Sisavang Vong, monté sur le trône en 1904 et formé à l'École coloniale. En 1925, les Français remplacent le Conseil royal de Luang Prabang par un Conseil des ministres, que préside le résident supérieur du Laos.

### Administrations locales

#### Instances élues

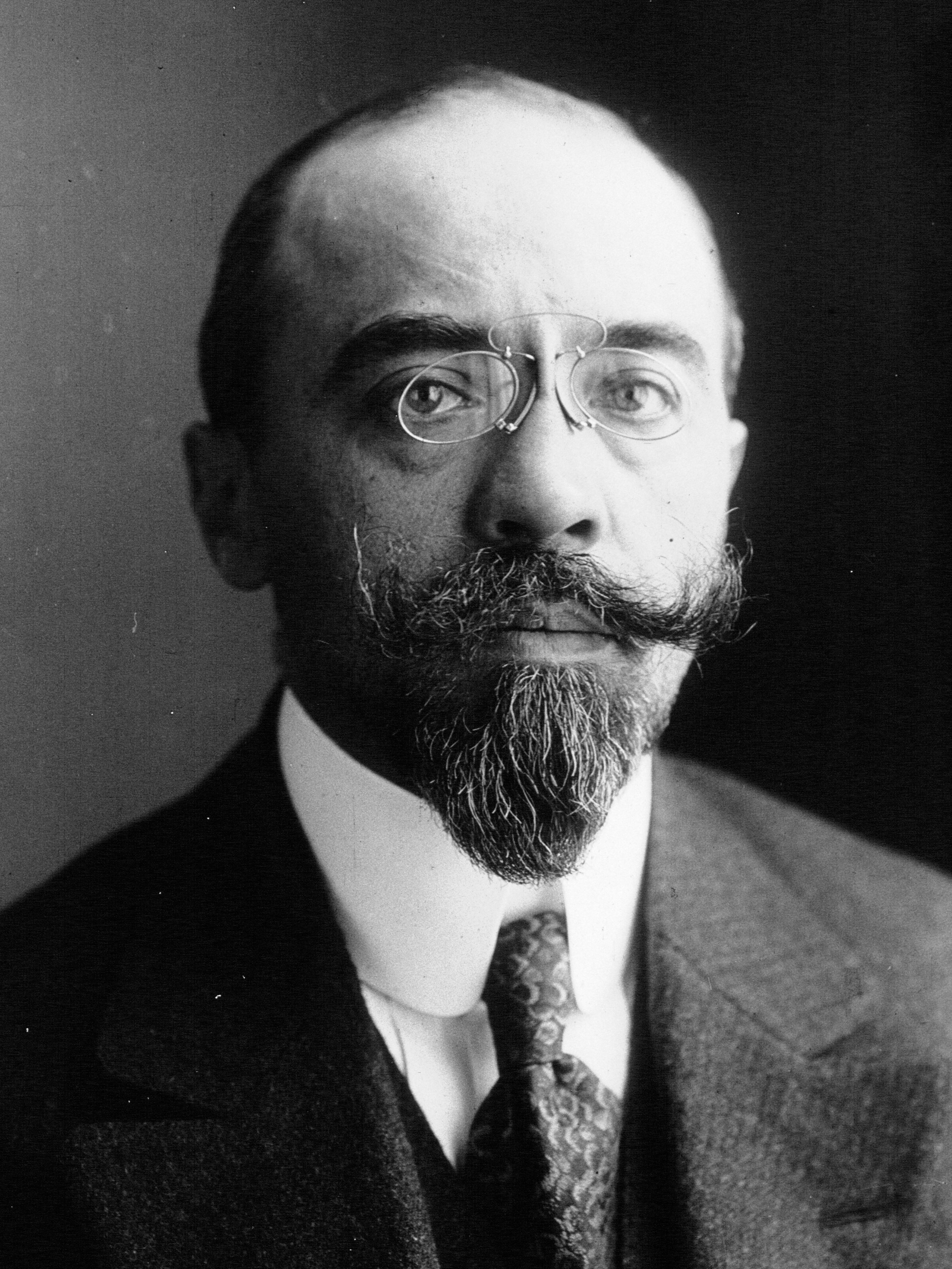
Albert Sarraut, gouverneur général de 1911 à 1914 et de 1917 à 1919, puis ministre des Colonies, introduit davantage d'éléments de démocratie en Indochine.

Dans l'ensemble, la vie démocratique est très limitée en Indochine française. Des conseils provinciaux (conseils d'arrondissements) élus par les notables locaux et présidés par les chefs d'arrondissement français sont formés dès 1882 en Cochinchine (arrêté du 12 mai 1882, confirmé par le décret du 5 mars 1889). Créés sur le modèle des conseils généraux français, ils n'en sont cependant qu'une pâle copie, leur rôle consultatif les réduisant au rang d'instruments de la bureaucratie locale,. Le 30 avril 1886, Paul Bert institue au Tonkin un Conseil des notables, élu par les chefs et les sous-chefs de canton indigènes.
Si le Conseil colonial de la Cochinchine possède un réel pouvoir de décision, il n'en est pas de même pour les assemblées indigènes des protectorats, créées beaucoup plus tardivement, élues au suffrage restreint et cantonnées à un rôle consultatif. C'est le 4 mai 1907 que le gouverneur général Paul Beau, conscient du regain du nationalisme chez les élites autochtones, crée la Chambre consultative indigène du Tonkin, formée de représentants élus des propriétaires fonciers et des commerçants, et de représentants des communautés montagnardes choisies par le résident : cette assemblée a la possibilité de donner son avis sur les questions administratives, économiques ou fiscales intéressant la communauté indigène. Des assemblées consultatives similaires sont plus tard créées au Cambodge (1913), en Annam (1920), à Kouang-Tchéou-Wan (1922) et au Laos (1923). Dans les années 1920, elles sont rebaptisées Chambres des représentants du peuple au Tonkin et en Annam.
Saïgon, Hanoï et Haïphong bénéficient de conseils municipaux mixtes (Français et indigènes) mais leur marge de manœuvre est très limitée. À Hanoï et Haïphong, les maires sont désignés par l'administration. Saïgon, seule ville d'Indochine dont la municipalité est élue au suffrage universel, dispose d'une réelle démocratie locale, du moins jusqu'à la création en 1931 d'une préfecture régionale qui s'arroge l'essentiel des pouvoirs. Globalement, toutes les instances élues de l'Indochine française sont paralysées dans leur fonctionnement par la tutelle du Gouvernement général.
Le successeur de Paul Beau, Antony Klobukowski, partage ses idées quant à la nécessité de réformes démocratiques, mais fait le choix de la prudence. Albert Sarraut, qui remplace Klobukowski en 1911, s'emploie à transférer davantage d'éléments de démocratie en Indochine, dans le but de « franciser » progressivement les classes aisées vietnamiennes. Sarraut réorganise la Chambre consultative indigène du Tonkin, ainsi que les conseils provinciaux de notables dont il étend l'institution à l'Annam. Au cours de son second mandat, Sarraut, conseillé par son directeur des affaires politiques Louis Marty, pousse plus loin ses audaces : les collèges électoraux sont élargis, afin de renforcer la « collaboration franco-annamite » (en vietnamien, Phap Viet dê huê).
Le 27 février 1919, dans un discours retentissant, Sarraut préconise la création d'une « charte, sorte de constitution indochinoise », qui permettrait aux « citoyens indigènes » de bénéficier davantage de droits politiques, et d'exercer un contrôle appuyé sur le pouvoir colonial via une représentation élue. Il poursuit son action en tant que ministre des Colonies ; son discours se traduit concrètement par la réforme électorale du 9 juin 1922, qui porte le collège électoral indigène du Conseil colonial de Cochinchine de 1 800  à   20 000 électeurs (sur trois millions d'habitants) et sa représentation à dix sièges sur vingt-huit, au lieu de six.
Malgré la portée limitée de cette réforme, l'Indochine n'en est pas moins, au début des années 1920, la seule colonie française à posséder une vraie représentation élue des élites colonisées. La politique de collaboration franco-annamite lancée par Sarraut est poursuivie par ses successeurs, notamment Maurice Long, puis Alexandre Varenne, qui s'attachent à renforcer les liens avec la bourgeoisie vietnamienne. L'évolution du discours colonial amène à ne plus prôner une domination indéfinie, mais une simple tutelle — très prolongée dans le temps — sur les « peuples retardataires », et à travailler avec les élites indigènes au sein d'une forme de partenariat. Les initiatives de Sarraut, Long et Varenne, qui donnent lieu sous leurs mandatures à divers projets — finalement avortés — de nouvelles assemblées élues, ne permettent cependant pas aux classes supérieures indigènes d'accéder à un réel pouvoir politique. Le résultat le plus important est la création, le 4 novembre 1928, d'un Grand conseil des intérêts économiques et financiers, qui n'est qu'une émanation — au rôle purement consultatif — des milieux d'affaires.

#### Administrations françaises et indigènes

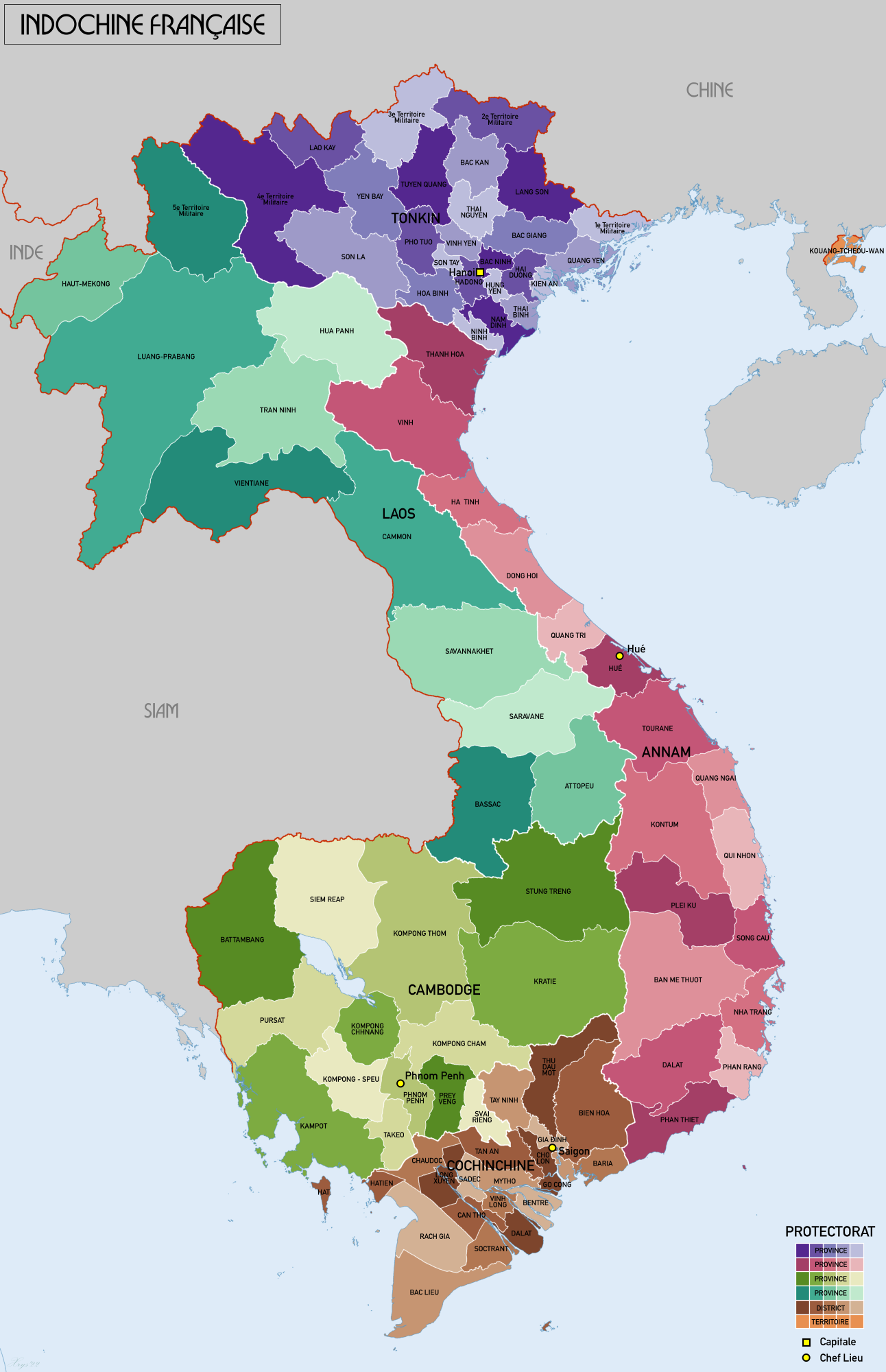
Carte administrative de l'Indochine française en 1937.

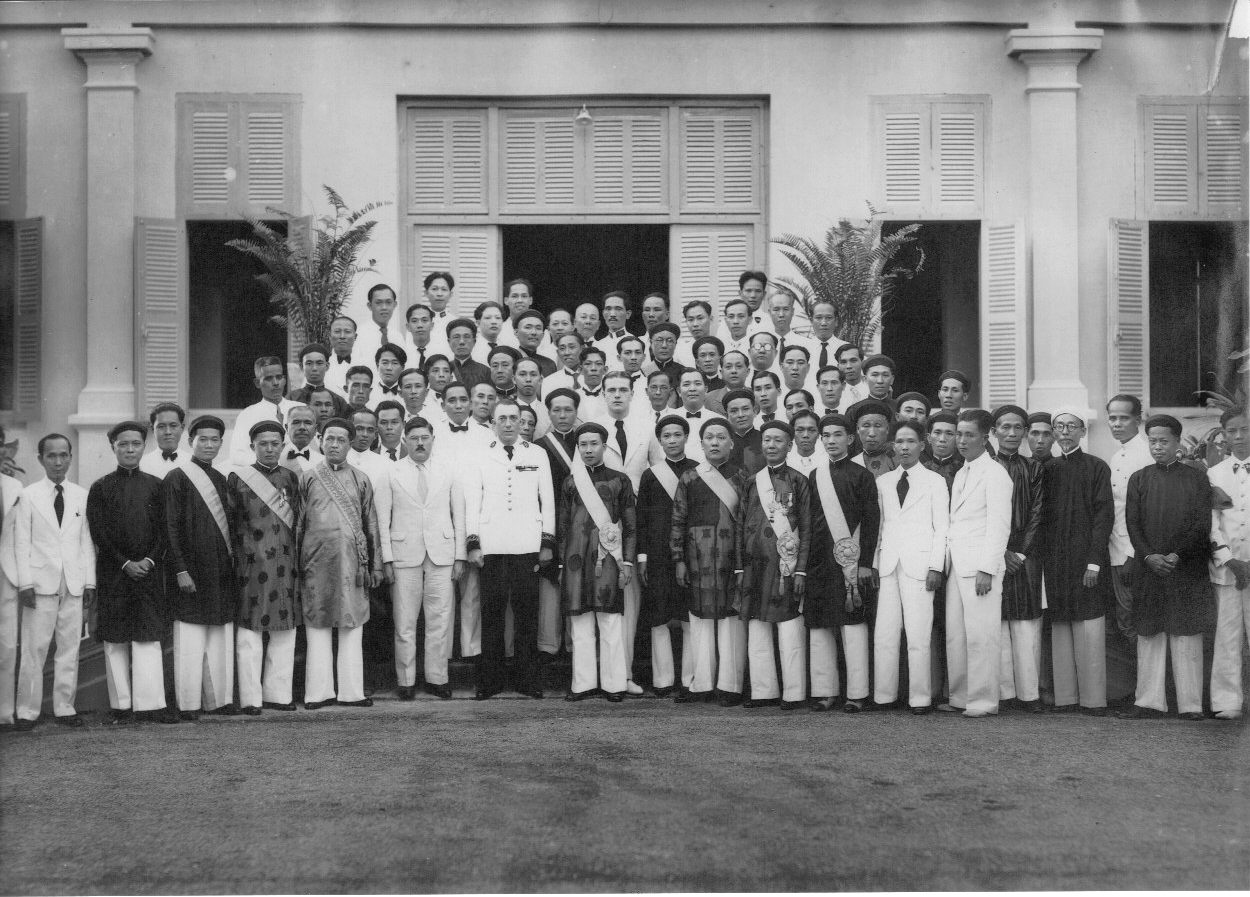
Photographie d'une réunion chez l'administrateur colonial René Schneyder, en 1940.

Sous Doumer, l'Indochine française est divisée en « provinces » dont le rôle correspond approximativement à celui des départements français, chacune étant administrée par un chef de province. Le Tonkin compte vingt-quatre provinces, auxquels s'ajoutent quatre territoires sous administration militaire et le territoire à bail de Kouang-Tchéou-Wan. L'Annam compte quatorze provinces, le Cambodge neuf, le Laos onze et la Cochinchine — où elles portent le nom d'« inspections », puis d'« arrondissements » — dix-neuf. Chacune des provinces, subdivisée en districts, est placée sous l'autorité d'un chef de province (ou chef d'arrondissement), auquel sont subordonnés les chefs de district,. Ces responsables ont le statut d'administrateurs des services civils : au nombre d'environ 400 dans l'ensemble de l'Indochine, les relais locaux du gouverneur général bénéficient d'une véritable « omnipotence » dans les territoires dont ils ont la charge.
Les Français sont peu nombreux en Indochine, ce qui se traduit par une présence territoriale très lâche. Dès lors, le système colonial s'appuie largement sur une administration indigène. L'ex-Đại Nam (Vietnam) offre l'avantage d'un État fortement structuré avant la conquête française. Les échelons moyens et inférieurs des anciens appareils administratifs sont maintenus, mais incorporés à l'administration coloniale. En Cochinchine — où la colonisation a été confrontée, dans les premières années, à un vide administratif — le personnel indigène est d'emblée coiffé par des responsables français. Dès les premiers temps de la conquête, à l'époque de l'administration militaire de la colonie, un petit nombre d'administrateurs provinciaux et de chefs de districts français, épaulés par les missions catholiques, se superposent aux institutions villageoises qui préexistaient à l'arrivée des Français. Ce n'est qu'à partir du début du XXe siècle que les Indochinois commencent à recevoir des postes exécutifs.

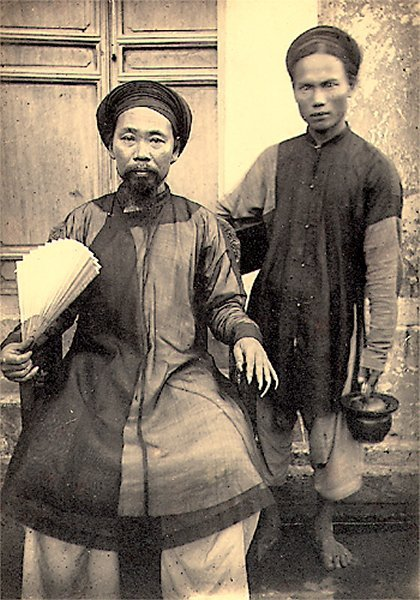
Un chef de canton vietnamien (début du XXe siècle).

Dans les protectorats, la situation est différente : au Tonkin, la France installe des résidents et résidents adjoints qui supervisent les fonctionnaires indigènes, ces derniers étant révocables sur simple demande. Paul Bert, pour établir des liens directs entre les résidents et les communautés villageoises, institue en avril 1886, en même temps que le Conseil des notables tonkinois, des Commissions consultatives provinciales destinées à concurrencer la hiérarchie mandarinale que les Français sont pour l'instant contraints de maintenir. Ce n'est qu'au fil des années que la gestion devient plus directe, notamment sous Doumer qui supprime les échelons intermédiaires en ne remplaçant pas les mandarins une fois leurs postes devenus vacants ; le régime administratif de l'Annam est progressivement aligné sur celui du Tonkin. En 1897 est ouverte au Tonkin une école destinée à la formation des nouveaux mandarins du protectorat, destinés à être les subalternes des fonctionnaires français. Bien que numériquement assez faible, le mandarinat vietnamien demeure très présent dans la population.
Au niveau des villages, l'administration coloniale instrumentalise les organisations communautaires locales qui forment les bases des sociétés indigènes, dans un conglomérat de « hameaux » (thon), réunis par groupes de deux à cinq au sein d'une « commune » (xa) administrée par un conseil de notables. En Cochinchine, un arrêté crée, en 1904, un statut pour les notables communaux. Les chefs et sous-chefs de cantons (tong) vietnamiens, naguère élus, deviennent des fonctionnaires de rang inférieur. Des budgets communaux sont créés en 1909. Au Tonkin et en Annam, la mise sous contrôle des communautés villageoises est plus lente et plus difficile, et les budgets communaux ne sont instaurés que dans les années 1920. Les Français créent dans les villages vietnamiens une fonction de responsable indigène, le ly truong, chargé d'exécuter leurs directives et pouvant avoir diverses responsabilités comme la perception et l'exécution des impôts ou le maintien de l'ordre. Le poste de ly truong — plus ou moins équivalent à celui de maire — revient en général à un notable de second rang, qui sert en fait de paravent à des notables annamites plus importants, véritables détenteurs de l'autorité morale ou du pouvoir social au sein des communautés indigènes.
Au Cambodge, les échelons supérieurs de l'administration sont bien structurés avant la conquête, mais les échelons inférieurs sont au contraire très lâches. Le village, très dispersé, est organisé autour du monastère bouddhiste. Le régime colonial tente de mettre sur pied une forme de communauté villageoise sur le modèle vietnamien, jugé plus facile à contrôler : en 1901, une ordonnance crée des srok (cantons) dirigé par un mesrok choisi par les habitants. En 1908, une nouvelle ordonnance supprime les srok et les remplace par des communes (khum), dirigées par un mekhum élu, dont la fonction est équivalente à celle du ly truong vietnamien mais cette forme d'organisation ne parvient guère à s'imposer. Les communes cambodgiennes semblent être restées dépourvues de vie propre ; les mehkum remplissent des tâches administratives, mais les autorités traditionnelles restent inchangées, et les paysans khmers ont encore moins de possibilités qu'avant d'exprimer leurs doléances.
Le Laos, pays sous-peuplé et ethniquement très hétérogène, historiquement tourné vers le Siam, n'est avant la conquête qu'un ensemble de principautés et de royaumes unis par des liens de vassalité. Les Français n'ont d'autre choix que de préserver et de composer avec les organisations locales et régionales déjà existantes. Cela permet de maintenir une gestion au moindre coût, les effectifs locaux de l'administration coloniale étant très faibles : en 1914, on ne compte dans le Haut-Laos que 224 fonctionnaires, dont 24 Français seulement. Les villages laotiens (ban) sont répartis par cantons (tasseng), qui sont eux-mêmes inclus dans des seigneuries (muong) dirigées par les lignages aristocratiques héréditaires, lesquelles bénéficient des redevances des hommes libres et du travail des populations serviles. Les muong sont à leur tour regroupés au sein des trois « royaumes » traditionnels lao (la monarchie de Luang Prabang et les territoires des anciens royaumes de Champassak et de Vientiane). La tendance des Français à s'appuyer sur des auxiliaires lao — y compris là où cette ethnie est minoritaire — au détriment des chefs de villages locaux contribue cependant à créer des tensions, notamment avec les communautés montagnardes.
Après 1911, les réformes d'Albert Sarraut s'étendent à l'administration : le gouverneur général, non content d'élargir leur représentation élue, donne également aux élites indigènes davantage de possibilités d'accéder au fonctionnariat colonial. Le premier administrateur des services civils vietnamien est promu en 1913. En 1921, Maurice Long officialise l'admission des colonisés dans la fonction publique en créant un « Cadre latéral » des services publics allant au-delà de la justice et des services civils ; le recrutement d'agents indigènes dans la fonction publique française ne se fait cependant qu'au compte-gouttes.

### Maintien de l'ordre et répression

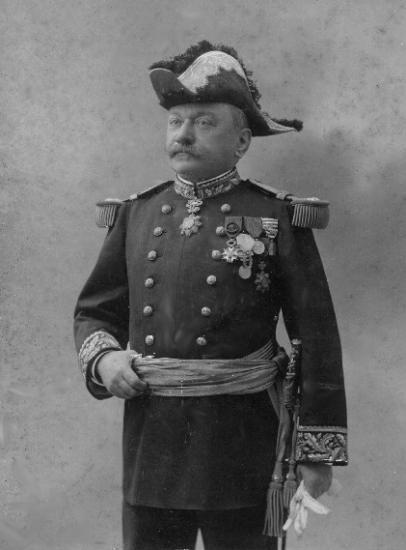
Le général Léon de Beylié, l'un des acteurs de la conquête et de la pacification du Tonkin, devenu ensuite commandant militaire de Saïgon.

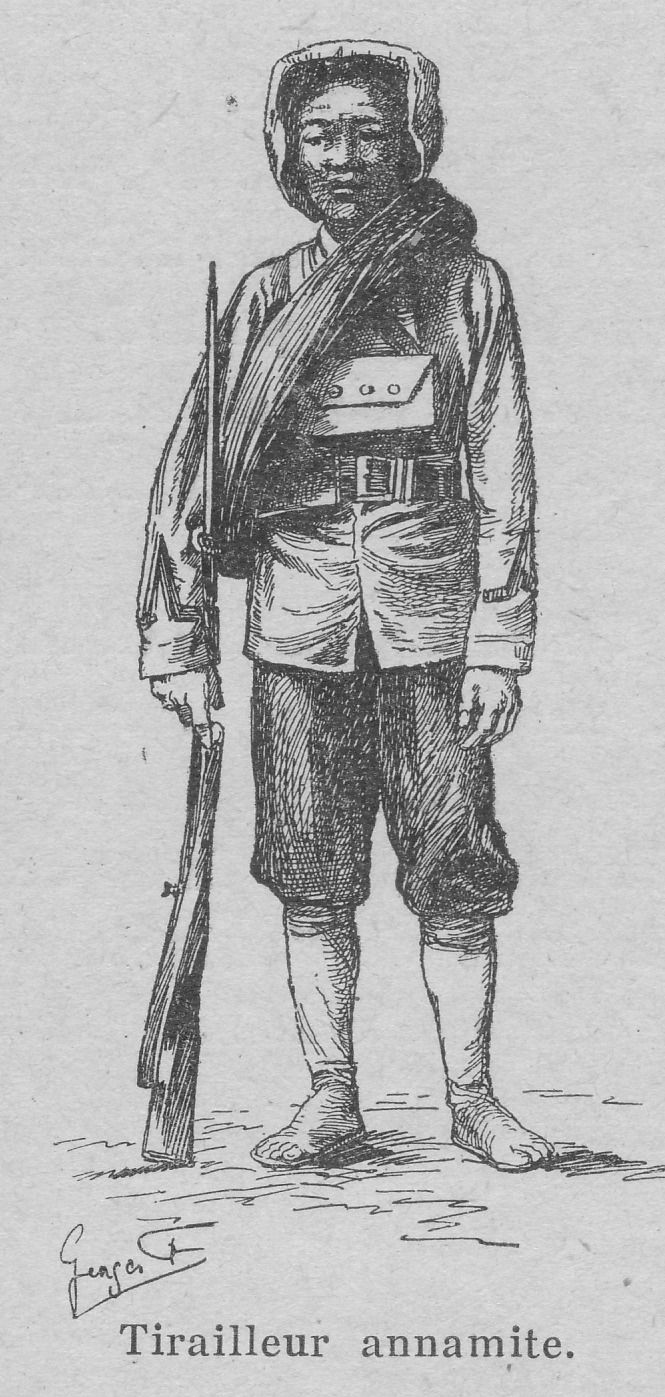
Illustration représentant un tirailleur indochinois (1915).

Parallèlement, les Français mettent progressivement sur pied un appareil militaire et sécuritaire garantissant leur mainmise sur l'Indochine. La police, la gendarmerie et la justice françaises implantent leurs services dans la colonie. Les tribunaux indigènes sont doublés par des tribunaux français ; à partir de 1896, des juridictions d'exception, les commissions criminelles, sont instituées pour juger les atteintes à la sécurité des protectorats. De nombreuses prisons sont créées, dont la plus célèbre est le bagne de Poulo Condor, ouvert dès 1862 et où sont détenus au fil des décennies de nombreux opposants à la colonisation.
La brutalité des conditions de détention fut reconnue par les autorités coloniales. Le commandant Tisseyre, qui dirigea le bagne durant la Seconde Guerre mondiale, témoigne : « Il y avait 5 000 bagnards. On les laissait mourir (…). Le mois de mon arrivée, 172 décès ; c'étaient des locaux pour 25 ou 30 détenus ; j'en ai trouvé 110, 120, 130. Un médecin indochinois m'a raconté qu'il lui était arrivé de trouver un matin sept cadavres au bagne des politiques ».
Différents régiments de tirailleurs indochinois sont formés rapidement. Les premières compagnies de tirailleurs cochinchinois sont organisées par le colonel Reybaud dès 1879 et entrainées par le capitaine Théophile Pennequin. Ces hommes furent envoyés au Tonkin en 1881 et contribuèrent à former les premiers régiments de tirailleurs tonkinois qui furent utilisés lors de l'expédition du Tonkin et dans les campagnes de « pacification ». Après le pic de 1885, où le nombre de militaires français atteint jusqu'à 35 000, celui-ci décroît peu à peu, jusqu'à descendre à environ 12 000 hommes, formés principalements de troupes d'infanterie de Marine et de la Légion. Ils sont alors renforcés par quatre régiments de tirailleurs tonkinois, dont les effectifs se montent à 18 000 hommes. Ceux-ci sont renforcés, en Haute-Région tonkinoise, par des tirailleurs muong et tais qui complètent les effectifs. En août 1886, un arrêté de Paul Bert institue, sous le nom de Milices, un corps d'infanterie indigène chargé d'épauler les troupes françaises en assurant le maintien de l'ordre dans toute l'Indochine. Les Milices sont par la suite rebaptisées Garde civile indigène, puis Garde indigène (Garde civile en Cochinchine). En 1931, les effectifs des Gardes indigènes, commandées par des officiers et sous-officiers français de réserve, se montent à 5 569 au Tonkin (et 165 encadrants français), 5 173 en Annam (136 Français), 2 388 au Cambodge (42 Français), 1 730 au Laos (37 Français) et 360 à Kouang-Tchéou-Wan (huit Français). Les effectifs en Cochinchine sont à peu près équivalents à ceux du Tonkin ; dans la colonie, les gardes civils sont encadrés par la gendarmerie. En 1900, une loi organise officiellement les unités de l'armée coloniale. Le 5e régiment étranger d'infanterie — dit régiment du Tonkin — fleuron de la Légion étrangère en Indochine, est créé en 1930.
Enfin, en 1917, afin notamment de faire face à la résurgence des nationalismes, Albert Sarraut crée la Sûreté générale indochinoise, d'où émerge ensuite un service qui fait fonction de police politique, la Police spéciale de sûreté. Malgré des effectifs réduits — 68 policiers français et 242 vietnamiens en 1934 — la Sûreté se montre d'une efficacité redoutable, grâce notamment à des ramifications en Chine et au Siam, et à un système très bien organisé de recueil et de traitement des informations. La police indochinoise se distingue également par des méthodes très brutales, et pratique couramment la torture dans ses locaux. De nombreuses exécutions sommaires sont commises lors de la répression des troubles : l'Indochine française fonctionne en grande partie comme un État policier.

## Populations

### «Européens ou assimilés»

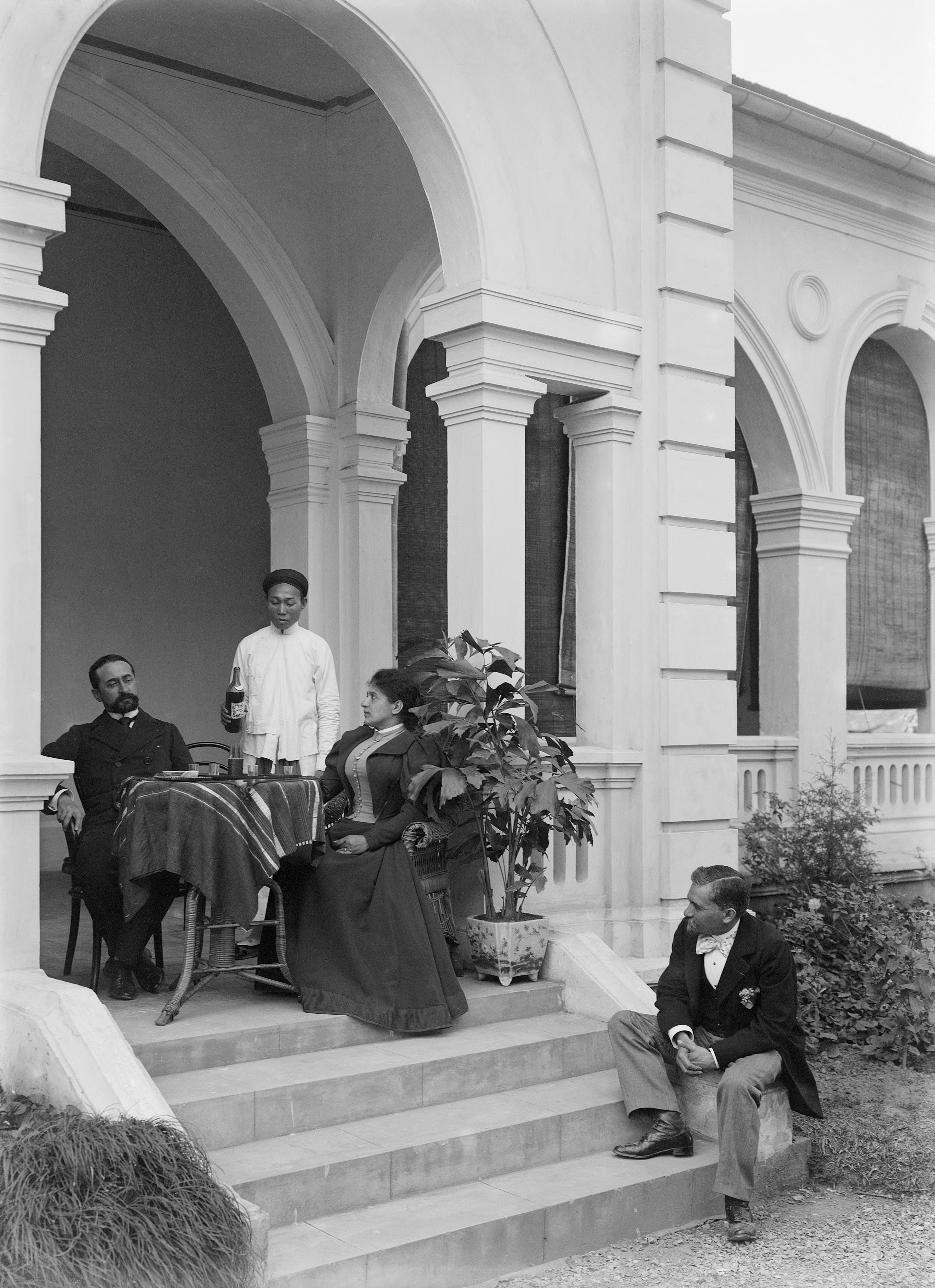
Habitation française à Hanoï en 1898.

La rue Paul-Bert à Hanoï avec le théâtre municipal, vers 1905.

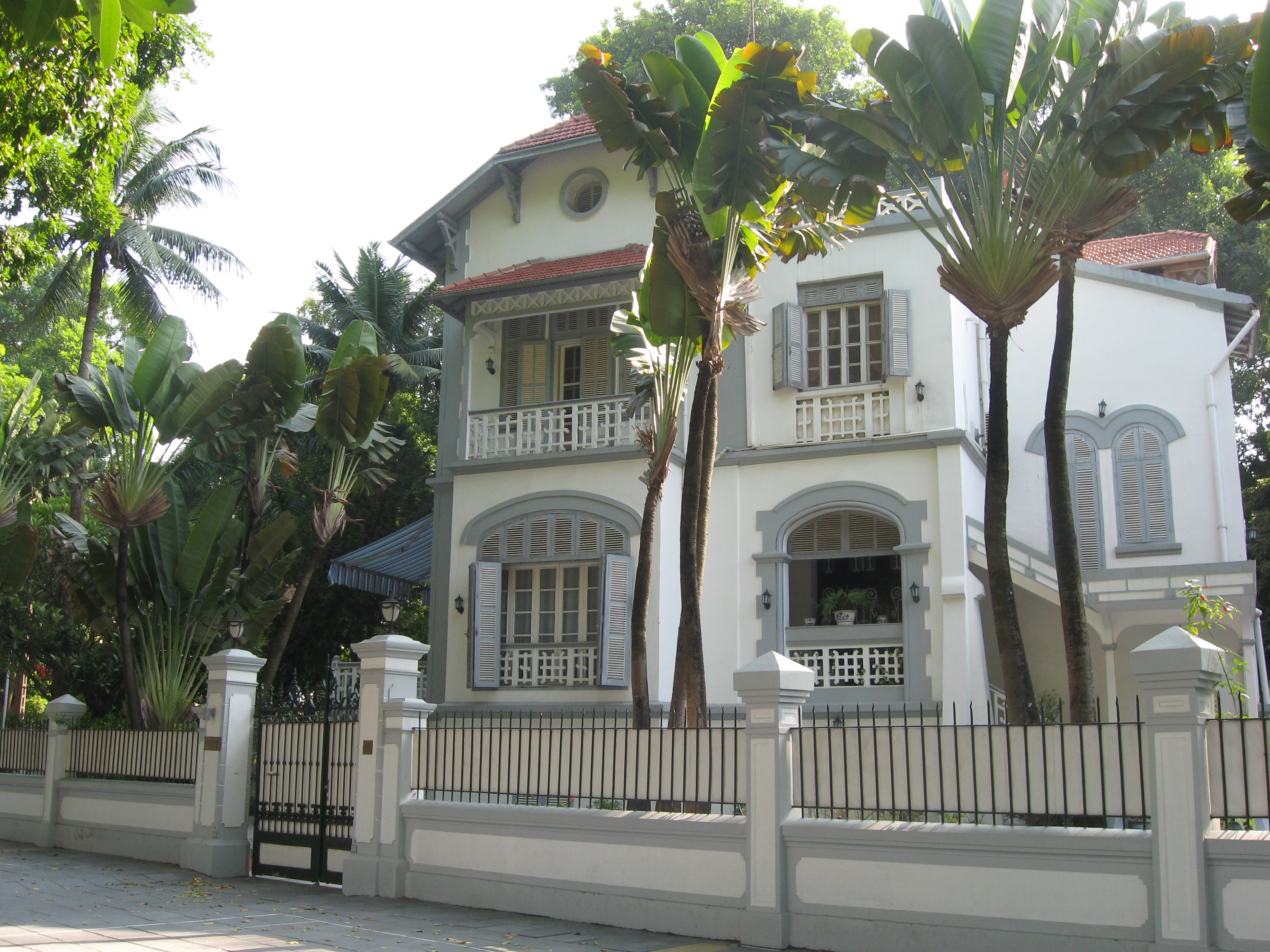
Exemple d'architecture coloniale à Hanoï.

Contrairement à l'Algérie française où vivent, en 1954, un million d'Européens parmi neuf millions d'indigènes musulmans, l'Indochine n'est pas une colonie de peuplement mais pour l'essentiel une entité vouée à l'exploitation économique des ressources naturelles locales. La présence européenne, qui évolue au fur et à mesure de l'agrandissement et de la consolidation des possessions et des changements économiques, se concentre surtout aux deux extrémités de la péninsule et se limite à des petites unités dans le reste du territoire. Il faut par ailleurs tenir compte du fait que l'organisation et la fiabilité des recensements sont — pour les Européens comme pour les indigènes — très aléatoires.
En 1913, les Français sont recensés à 23 700 sur 16 millions d'habitants ; en 1921, ils sont 24 482 sur 20 millions. En 1937, on dénombre 42 345 « Européens ou assimilés » dont 36 134 personnes (originaires de Métropole ou bien des « anciennes colonies » comme Pondichéry, les Antilles ou La Réunion) « de nationalité française par droit de naissance » et 2 746 naturalisés (parmi lesquels 250 Japonais). Pour 1940, Pierre Brocheux et Daniel Hémery citent un chiffre d'environ 34 000 Français sur 22 655 000 habitants. Les Français nés après 1928 d'unions mixtes bénéficient automatiquement de la nationalité française, ce qui peut influencer le décompte.
Les territoires de l'Indochine où la présence européenne est la plus forte sont la Cochinchine (16 550 personnes en 1940), et le Tonkin (toujours en 1940, 12 589). En Annam, les Français sont 1 676 en 1913, 2 125 en 1921 et 2 211 en 1940. Au Cambodge, ils sont 1 068 en 1913, 1 515 en 1921, et 2 023 en 1936. Au Laos, les Français sont 241 en 1913, 360 en 1921 et 574 en 1937 (chiffres de 1940 non disponibles). Dans le territoire chinois de Kouang-Tchéou-Wan, le nombre de Français passe d'une centaine à 400 au maximum.
La population française est répartie en trois groupes principaux, celui des colons, celui des fonctionnaires et celui des militaires. Au Tonkin, où se trouve la capitale administrative, Hanoï, la population est surtout constituée de fonctionnaires : le recensement de 1937 y relève 18 171 Européens. C'est à Saïgon (Cochinchine), qui fait figure de capitale économique de l'Indochine, que se trouve à la même époque la plus forte densité de population européenne, avec 16 084 personnes, soit 0,35 % des habitants,.
Les chiffres des années 1930 indiquent que 59 % de la population active française appartient à l'armée et 19 % à l'administration, la minorité restante concernant les colons proprement dits. S'ajoutent à cela environ 600 missionnaires. Dans la population européenne, les citadins sont très majoritaires par rapport aux « broussards » vivant dans les campagnes : les Français résident principalement dans les grands centres urbains (Saïgon-Cholon, Hanoï et Haïphong).
La colonisation française s'accompagne par ailleurs très tôt de l'arrivée d'une population indienne, venue de l'Inde française et concentrée pour l'essentiel en Cochinchine. Désignés du nom générique de « Pondychériens » et possédant, au contraire des Indochinois, la nationalité française, les Indiens pèsent d'un poids certain lors des élections cochinchinoises. Occupant des postes d'encadrement, ils sont souvent mal acceptés par les autochtones, qui vivent difficilement le fait de devoir obéir à d'autres colonisés plutôt que directement aux colonisateurs blancs. Pour des raisons identiques, les Indochinois ont d'ailleurs des relations tout aussi tendues avec les Antillais.
Enfin, le métissage est l'un des traits particuliers de la colonisation de l'Indochine, où il est nettement plus fréquent qu'au Maghreb ou dans la plupart des autres pays de l'Empire colonial,. On trouve dans les pays indochinois une population de métis eurasiens, le plus souvent fruit d'unions — légitimes ou non — d'Européens avec des femmes indigènes. Il arrive fréquemment que les enfants métis soient abandonnés par leurs pères français ; beaucoup rejoignent alors les communautés de leur famille maternelle, au sein desquelles, cependant, ils demeurent ostracisés du fait de leur origine. Un certain nombre vit dans la marginalité. À partir de 1907, les orphelins identifiés comme métis sont pris en charge par des associations laïques ou confessionnelles, qui veillent à leur éducation et à leur intégration dans la société coloniale. Les Eurasiens sont victimes d'un double racisme, de la part des Français comme des indigènes : leur position particulière les amène fréquemment à être eux-mêmes racistes. C'est en 1928 qu'un arrêté du gouverneur général leur accorde automatiquement la nationalité française. Dans la société française en Indochine, la proportion de naissances issues d'union mixtes augmente par ailleurs fortement entre 1930 et 1940, passant d'un tiers à 46 %, en tenant uniquement compte des enfants légitimes ou reconnus à la naissance. Le recensement de 1936 fait par ailleurs apparaître l'importance croissante de la population eurasienne en Cochinchine, où les métis de nationalité française ne sont pas loin de constituer une majorité au sein du corps électoral.
Le nombre exact de métis eurasiens en Indochine n'a jamais fait l'objet d'une méthode de comptage fiable, avec pour résultat des chiffres contradictoires. En 1932, le Gouvernement général évoque 18 000 métis indochinois, tandis qu'en 1933 un mémoire de l'École coloniale cite un chiffre de 2 340 personnes recensées. Leur nombre semble néanmoins avoir nettement augmenté au début du XXe siècle, ce qui amène à l'époque certains observateurs à prédire une « créolisation » de la société indochinoise. En dehors de certains cas individuels d'ascension sociale, les Eurasiens occupent souvent des postes d'encadrement subalterne, dans l'armée, l'administration ou le secteur privé (contremaîtres de travaux publics, surveillants de plantation…). Pendant la guerre d'Indochine, les administrateurs coloniaux misent sur le soutien des Eurasiens. En 1950, le sénateur Luc Durand-Réville estime lors d'un débat parlementaire leur nombre à 100 000 et juge que le « maintien de la présence française en Extrême-Orient » se basera en grande partie sur eux. En 1952, une association d'Eurasiens va jusqu'à avancer le chiffre de 300 000 métis, dont 50 000 détenant la nationalité française. À la même époque, les indépendantistes du Việt Minh considèrent d'ailleurs les métis comme leurs pires ennemis. Tout en tenant un rôle dans la société indochinoise, ils sont cependant trop peu nombreux pour peser durablement sur la démographie locale, et sont amenés à terme à se fondre dans les communautés française ou asiatiques.

### Asiatiques

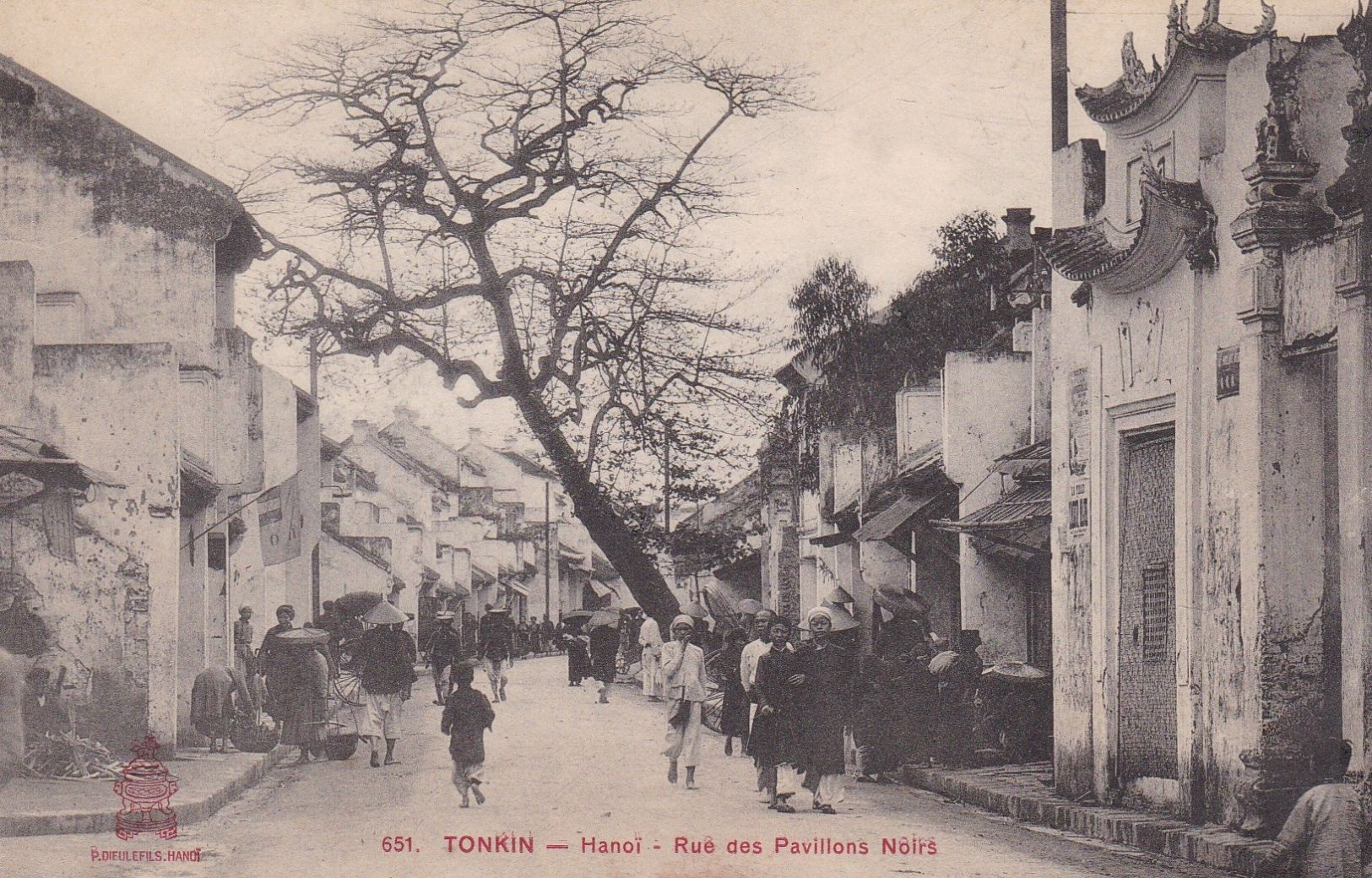
Rue des Pavillons noirs à Hanoï.

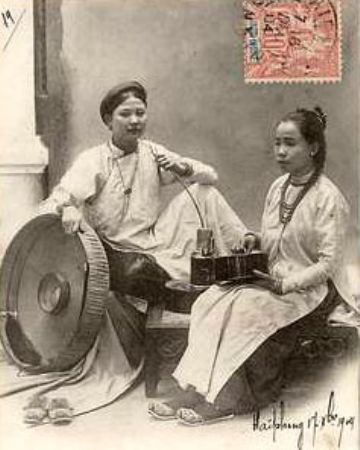
Deux femmes à Haïphong en 1904, vêtues de la tunique traditionnelle (ao ngu than).

En raison de l'absence de services d'état civil pour l'ensemble des pays de l'Indochine, l'évaluation de la population autochtone se heurte à la difficulté d'avoir des statistiques réellement fiables. L'enregistrement des naissances et des décès n'est instauré que progressivement, et de manière très inégale. L'état civil est créé en 1883 en Cochinchine, la colonie faisant figure de pionnière, mais il ne devient obligatoire et généralisé que beaucoup plus tard au Tonkin (1924) et en Annam (1930), tandis que le Cambodge et le Laos ne parviennent jamais à l'instaurer (à l'exception de Phnom Penh en ce qui concerne le Cambodge). Le calcul des populations est surtout effectué à l'aide d'évaluations approximatives pendant la première partie de la période coloniale. Un premier recensement de la population est effectué en 1901 en Cochinchine. Il n'est — théoriquement — systématisé qu'en 1921 pour les cinq pays de la péninsule indochinoise, et se déroule ensuite à un rythme quinquennal (1921, 1926, 1931 et 1936, la Seconde Guerre mondiale venant ensuite l'interrompre).
Parmi les indigènes, les peuples vietnamien (viêt, appelé à l'époque annamite), khmer et lao sont les plus nombreux. Les minorités (muong, tay, cham, rhade, jaraï, etc.) sont notamment présentes dans les zones montagneuses, tandis que le territoire vietnamien est à lui seul une mosaïque de populations, avec cinquante-quatre groupes ethniques. Le Laos est cependant le pays dont la population est la plus hétérogène : en 1931, pour 485 000 Lao, on y dénombre officiellement 459 000 non-Lao. L'ensemble de l'Indochine compte environ 12 millions d'habitants à la fin du XIXe siècle, puis 16,4 millions en 1913. Plus de 95 % de la population est rurale, ce qui rend d'autant plus difficile les décomptes et recensements.
Dans la première moitié du XXe siècle, et principalement dans les années 1920, l'Indochine connaît, du fait notamment des progrès du système de santé, un « boom démographique » : la population totale passe entre 1913 et 1948 de 16 395 000 à 27 580 000 personnes. La population de la Cochinchine passe dans le même temps de 3 165 000 habitants à 5 628 000, celle de l'Annam de 5 millions (recensement de 1913) à 7 183 000 en 1943, celle du Tonkin de six millions en 1913 à 9 851 000 en 1943. La population du Cambodge passe d'environ un million en 1913 à 3 748 000 en 1948, et celle du Laos, dans le même temps, de 630 000 personnes à 1 169 000. S'agissant de la répartition ethnique, la population vietnamienne augmente de près de six millions de personnes entre 1913 et 1943 et celle des Khmers de plus de 600 000.
Les Vietnamiens forment, de loin, le groupe ethnique le plus nombreux. En 1936, dans les trois Kỳ constituant le territoire du Vietnam, on recense 18,9 millions d'habitants (8,7 pour le Tonkin, 5,6 pour l'Annam et 4,6 pour la Cochinchine) ce qui correspond à 82 % de l'ensemble de la population indochinoise. À la même époque, le Cambodge compte trois millions d'habitants et le Laos un million, soit respectivement 13 et 4 % de la population totale. La population de Kouang-Tchéou-Wan se monte à environ 200 000 personnes.
Le dynamisme démographique dont font preuve les Vietnamiens les pousse à l'expansion dans l'ensemble de l'Indochine. Ils bénéficient en cela du soutien des Français, qui les considèrent, du fait de leurs habitudes industrieuses, comme des auxiliaires efficaces, garants de la bonne marche de l'économie. Au sein de l'appareil colonial, ils fournissent une grande partie de l'effectif des « cols blancs » indigènes. Sous l'effet du surpeuplement mais aussi de la division du travail dans l'économie coloniale, des dizaines de milliers d'habitants du Tonkin et de l'Annam se déplacent à travers l'Indochine ; ils vont peupler les hautes terres du Tonkin ou le centre de l'Annam, et s'installent aussi en Cochinchine ou au Cambodge, mais également dans d'autres territoires français comme la Nouvelle-Calédonie ou les Nouvelles-Hébrides. En Cochinchine, la présence de plus en plus forte des Vietnamiens contribue à marginaliser les Khmers Krom — présents depuis plus longtemps, mais déjà devenus minoritaires avant l'arrivée des Français — avec pour résultat des affrontements ethniques dans les années 1920.
Les Chinois — Hoa du Viêt Nam, Chinois du Cambodge ou du Laos… — que l'on retrouve dans l'ensemble des régions de l'Indochine française et qui sont très présents dans les métiers de commerce, forment une composante non négligeable de cette mosaïque ethnique. Leur population — sans compter celle de Kouang-Tchéou-Wan — est estimée en 1940 à 326 000 personnes. Du fait de leur rôle économique, les Chinois sont considérés comme faisant partie de la population « privilégiée ». En majorité citadins, très présents dans l'artisanat et le commerce ainsi que dans les activités financières, voire dans l'usure, bien intégrés dans les sociétés locales, fréquemment métissés, les Chinois occupent une place importante dans la bourgeoisie indochinoise.
Outre les « Pondychériens », l'Indochine française compte également une population indienne venue des possessions britanniques, dont les ressortissants, très actifs dans le commerce, sont surnommés les « Malabars ».

### Clivages sociaux

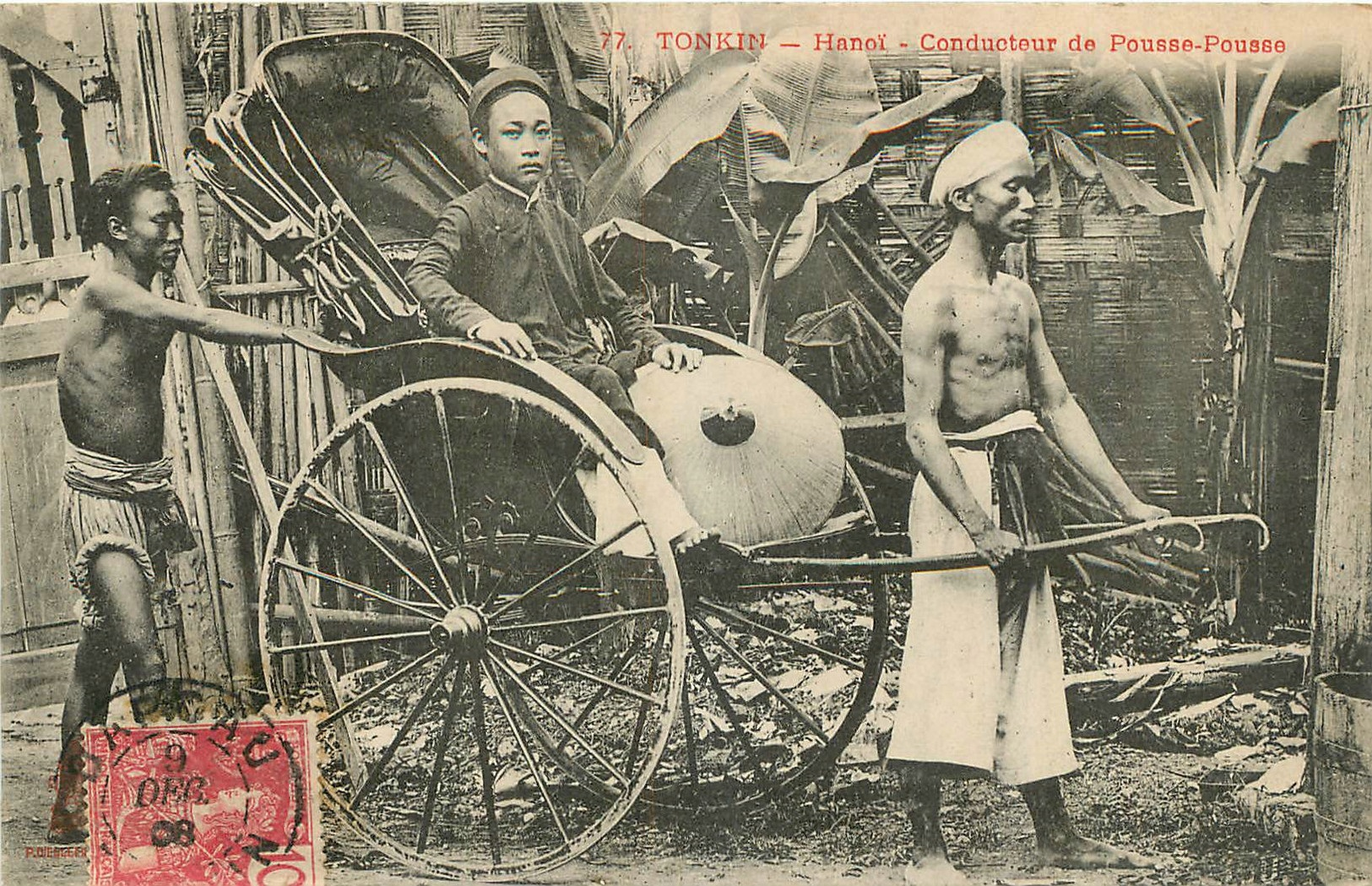
Pousse-pousse à Hanoï, à la fin du XIXe siècle.

Déjà très inégalitaire avant l'arrivée des Français, la société indochinoise le demeure tout autant dans le contexte colonial, où la hiérarchie est déterminée par l'« appartenance raciale ». Les Européens occupent le sommet de l'échelle sociale, tandis que les indigènes sont maintenus dans des positions subalternes, aussi bien dans l'administration que dans les structures économiques. Un mandarin de rang élevé est moins bien payé qu'un sous-brigadier des douanes français. Dans les entreprises, les salaires des Annamites sont, à compétences égales, toujours inférieurs à ceux des Français.
La société européenne, où les « administratifs » (fonctionnaires) et les « économiques » (colons) forment deux groupes hétérogènes, fonctionne de manière fermée ; l'essentiel des leviers de l'économie est détenue par quelques centaines de colons. Les militaires, moins privilégiés sur le plan financier au point de faire parfois figure de citoyens de seconde zone, sont parmi les Français ceux qui entretiennent les rapports les plus proches avec les indigènes.
Les communautés indigènes demeurent quant à elles marquées par les clivages, sociaux ou ethniques, qui existaient avant la colonisation. Les Khmers, les Lao ou les Cham, ainsi que les minorités, sont dominés par les Vietnamiens, et les hiérarchies sociales restent très présentes au sein des milieux autochtones. Ces clivages, loin d'avoir été effacés par l'arrivée des Français, sont au contraire intégrés par l'organisation coloniale, avec pour conséquence une complexité grandissante des sociétés indochinoises. En Cochinchine, le régime de l'indigénat est instauré par un décret du 25 mai 1881. La colonie indochinoise précède ainsi l'Algérie dans la formalisation de ce système. L'indigénat est ensuite partiellement aboli par un nouveau texte du 6 janvier 1903, apparemment sous l'influence des partisans de l'assimilation des indigènes. S'il disparaît dans la région de Saïgon où les Européens sont nombreux, il reste cependant en vigueur dans certaines provinces, notamment celles dépourvues de tribunaux.
L'affaiblissement progressif, durant la colonisation, des structures traditionnelles villageoises, contribue à un creusement des inégalités dans les sociétés rurales. Alors que se constitue une classe de propriétaires fonciers indigènes — dont certains sont absentéistes mais dont la plupart s'impliquent dans la communauté et gèrent leurs fermiers de manière paternaliste — les paysans pauvres ont tendance à s'appauvrir encore, et sont particulièrement vulnérables aux accidents climatiques. Les paysans annamites sont en majorité propriétaires, mais la plupart sont de tout petits exploitants ; il existe également, surtout en Cochinchine, une population de journaliers. Les agriculteurs modestes, victimes du climat ou de l'usure, basculent facilement dans la misère, ce qui entraîne des phénomènes d'émigration — organisée ou non — vers les mines, les villes, ou bien les plantations d'Indochine ou de Nouvelle-Calédonie. En Cochinchine, dont les sols sont plus fertiles et le climat plus clément, la paysannerie connaît de meilleures conditions de vie, ce qui pousse à l'émigration du Nord vers le Sud. Les inégalités sociales n'en sont pas moins fortes dans la colonie sudiste, où 50 % des terres sont possédées par 2,5 % de la population tandis que 57 % des familles ne possèdent aucune terre.
Ces déplacements de population entraînent le développement, entre 1915 et 1930, d'un monde ouvrier indochinois — principalement vietnamien — dans les mines et les industries agraires ou manufacturières, auxquels s'ajoute le secteur des services. Sauf dans les grandes villes, les travailleurs restent attachés au monde rural, et partagent leur temps entre la rizière, l'usine et la mine, passant de l'une à l'autre en fonction des saisons. Les ouvriers indochinois, en majorité peu qualifiés, sont divisés entre cu nau (manœuvres) et ao xanh (ouvriers spécialisés, ou ayant reçu une formation minimale). Le passage du premier statut au second est très recherché, et nécessite souvent de verser une somme d'argent aux contremaîtres (cai). Outre les différences de statut et de salaire, la position au sein du monde ouvrier est déterminée en outre par l'appartenance ethnique, certaines entreprises opérant une distinction entre les travailleurs annamites et chinois.

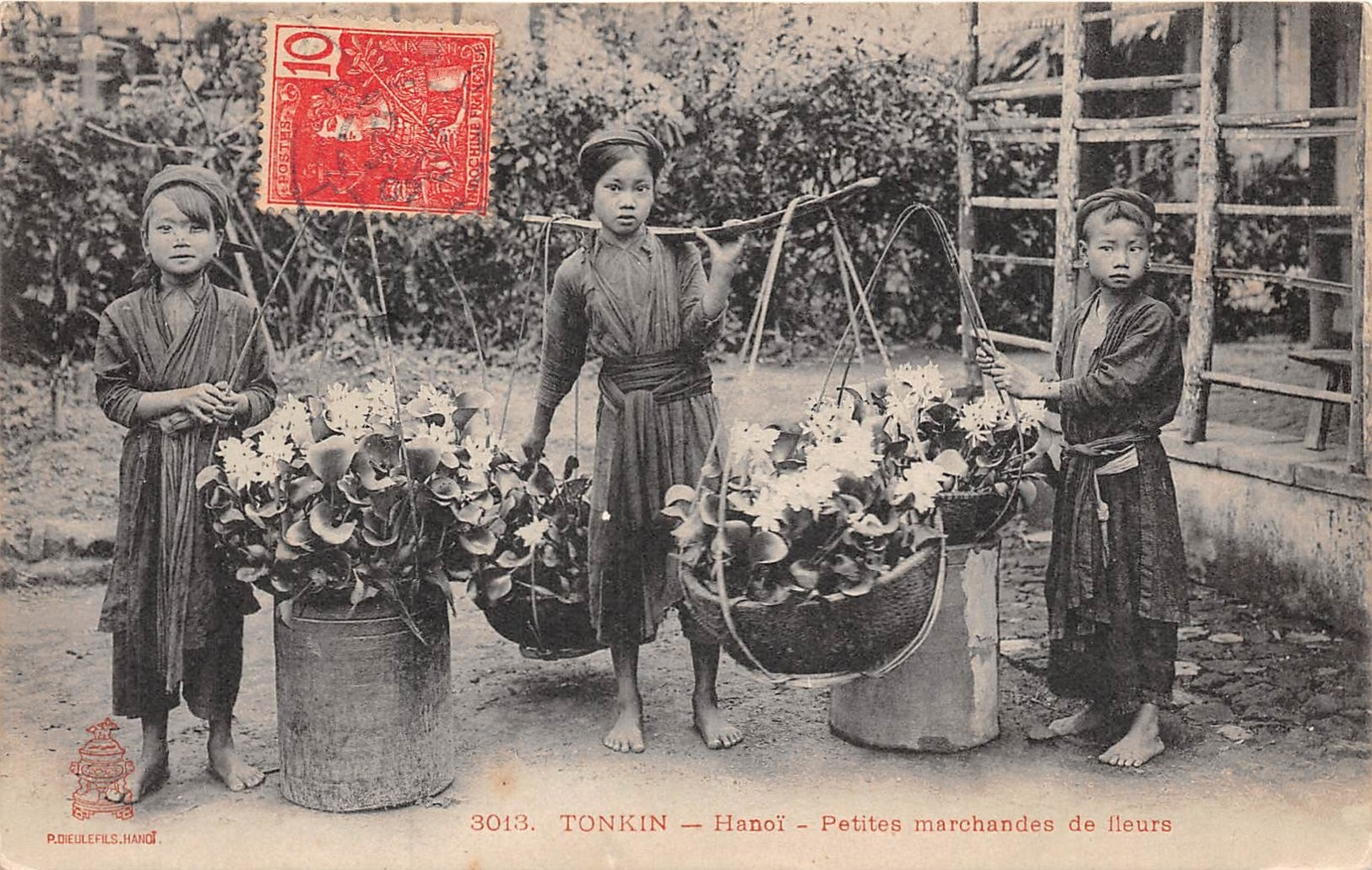
Des marchandes de fleurs à Hanoï, vers le début du XXe siècle.

Dans le milieu des plantations, une différence existe également entre les travailleurs « libres », engagés pour une brève durée et qui peuvent consacrer du temps à leur lopin personnel, et les « contractuels », engagés pour trois ans. Ces derniers bénéficient d'un pécule de départ, de rations de nourriture et d'un logement, et sont protégés des licenciements comme des baisses de salaires. Cependant, leur situation est en réalité moins enviable que celle des « travailleurs libres » ; ils n'ont en effet pas la possibilité de changer d'employeur, sous peine de sanctions judiciaires sévères pour cause de « rupture de contrat ».

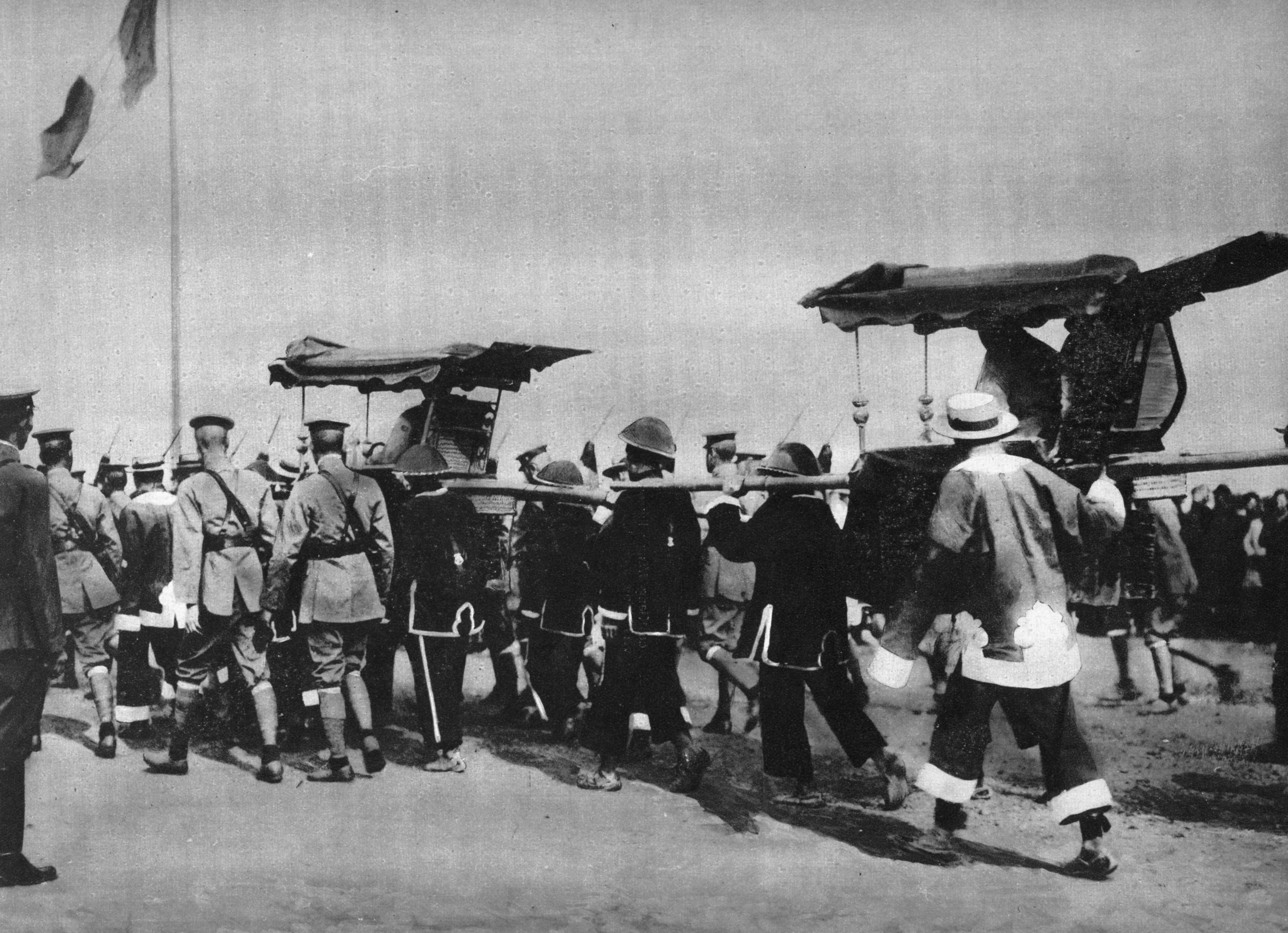
Le gouverneur général Merlin et sa femme en chaises à porteurs lors d'une visite à Yunnanfou en 1924.

Dans les villes, les travailleurs perçoivent des salaires généralement très modestes, et doivent fréquemment se contenter d'habitats rudimentaires ou précaires, dans des paillotes voire sur leur lieu de travail. La promiscuité dans les quartiers ouvriers des grandes villes entraîne une situation sanitaire souvent déplorable. À partir de 1937, les autorités tentent d'y remédier en lançant un programme de construction de HLM, dont bénéficient quelques dizaines de familles issues des couches supérieures du monde ouvrier, ou des employés des services publics. Les conditions de vie en milieu urbain s'accompagnent de nombreux problèmes sociaux comme la criminalité et la prostitution ; l'alcoolisme et l'opiomanie y sont fréquents. Dans les chantiers du Tonkin, très insalubres, on observe au début du XXe siècle un taux de mortalité d'environ 25 % des ouvriers.
Les classes supérieures indigènes sont constituées d'une part du mandarinat traditionnel et héréditaire, sur lequel les Français continuent de s'appuyer, malgré la suppression en 1919 des examens traditionnels confucéens et son manque général de dynamisme ; d'autre part, d'une bourgeoisie qui émerge à la faveur du dynamisme économique colonial. Les propriétaires fonciers — principalement présents en Cochinchine — en fournissent la souche, mais une bourgeoisie d'affaires vietnamienne se développe également, bien que la crise économique mondiale des années 1930 vienne en freiner l'élan. Un « tiers état indochinois » se forme lentement, grâce notamment au développement de l'instruction ; ses membres sont cependant frustrés, dans leur désir de promotion sociale, par leurs rapports avec les Français qui continuent fréquemment de les considérer comme des subalternes.
Les indigènes, dont il est très rare qu'ils détiennent la nationalité française — 31 naturalisés seulement en 1925, et 300 en 1939 — sont, de manière générale, dans une situation d'infériorité qui favorise le mépris social, le racisme ou l'arbitraire. Le mot vietnamien nhaquê, qui signifie « campagnard », entre d'ailleurs dans la langue française où il devient un terme raciste désignant les Asiatiques (« niaquoué », équivalent de « bougnoule »). L'idée, largement partagée, de la « mission civilisatrice » de la France en Indochine contribue à ces clivages ; les hauts fonctionnaires français se montrent souvent méprisants à l'égard des monarques et aristocrates indigènes. La chronique rapporte de nombreux cas d'abus, de brutalités, voire de crimes, commis par des Français à l'encontre d'employés — coolies, paysans — ou de subordonnés vietnamiens, sans que la justice ne châtie ensuite les coupables. Les travailleurs contractuels des plantations sont, dans les faits, prisonniers de leur lieu de travail, ce qui les laisse à la merci d'éventuelles brutalités de la part des contremaîtres ou de leurs supérieurs. La violence et le despotisme ne sont cependant pas systématiques ni généralisés, la situation ne s'y prêtant pas : les colons se voient au contraire conseiller de bien traiter leur main-d'œuvre. Le gouverneur général Alexandre Varenne recommande ainsi de « traiter les Annamites avec des égards » tandis qu'Albert Sarraut, nommé ministre des Colonies, insiste sur la nécessité d'appliquer des décisions de justice équitables et d'éviter les « verdicts de race ».
Des Français entretiennent par ailleurs, à titre individuel, de bons rapports avec les populations locales. Un certain nombre d'entre eux formant des couples avec des femmes indigènes, la congaï (concubine ou épouse légitime asiatique d'un Européen ; à l'origine, le mot con gái signifie simplement « jeune femme » ou « jeune fille » en vietnamien) est une figure familière de l'Indochine française. Les unions de ce type, qui ne dérogent pas forcément à la logique des rapports coloniaux, sont courantes en Indochine, au point que dans la littérature coloniale française — où le thème des amours mixtes est fréquent — les femmes indochinoises occupent dans l'imaginaire érotique des auteurs une place bien plus grande que les femmes noires ou maghrébines. L'adjectif « encongaïé » apparaît même pour désigner les hommes blancs qui prennent des maîtresses indochinoises. La fréquence des unions mixtes ne va pas sans susciter des oppositions chez ceux qui y voient une menace pour le prestige de l'administration coloniale : en 1901, le gouverneur général met ainsi officiellement en garde les fonctionnaires contre « les inconvénients que présente au point de vue de la dignité professionnelle la cohabitation avec des femmes indigènes ». Cela ne les empêche pas de rentrer dans les mœurs et, avec le temps, il est de plus en plus fréquent qu'Européens et Asiatiques forment des couples, non plus illégitimes, mais légitimes. La proportion d'unions mixtes dans les milieux français en arrive à représenter la majorité des mariages célébrés en 1940, à savoir 55 %, dont 48 % entre un homme blanc et une femme asiatique et 7 % pour le cas inverse qui est nettement plus rare sans être pour autant exceptionnel. Les compagnes autochtones des Européens constituent souvent — le cas est notamment fréquent chez les militaires — des intermédiaires privilégiées avec les populations locales, dont elles peuvent exposer les problèmes et transmettre les doléances.
Les bonnes relations qui peuvent exister entre Européens et Asiatiques n'empêchent cependant pas les clivages socio-culturels de demeurer très présents ; dans leur grande majorité, Français et Indochinois vivent à l'écart les uns des autres. Le développement de l'éducation en Indochine, et plus largement la politique de « collaboration franco-annamite », ne parviennent pas à réparer les injustices sociales. Pendant toute l'histoire de l'Indochine française, les disparités de traitement entre Européens et colonisés demeurent considérables, en dépit de l'amélioration du système éducatif au début du XXe siècle : il est en effet coutume de dire que le concierge corse de l'université de Hanoï est mieux payé qu'un Vietnamien agrégé. Le poids économique et politique des colons contribue en outre à freiner les réformes jugées trop favorables aux indigènes. Albert Sarraut, pour avoir développé l'éducation chez les autochtones, essuie les critiques des milieux coloniaux et de leur presse. Maurice Long, successeur de Sarraut, poursuit la politique de ce dernier mais il doit affronter une opposition renforcée de la part des colons et d'une frange de l'administration. En 1922-1923, le gouvernement général connaît en outre une période d'intérim, qui laisse les mains libres à l'administration et retarde encore toute éventuelle réforme. La nomination de Martial Merlin au poste de gouverneur général est ensuite perçue comme un retour en arrière en ce qui concerne les droits des indigènes.
Alexandre Varenne, nommé par le Cartel des gauches, considère pour sa part les classes supérieures autochtones comme « un tiers-état indochinois auquel il faudra donner sa place si nous voulons éviter qu'il ne la réclame » ; son arrivée, en 1925, fait naître des espoirs chez les réformistes vietnamiens qui lui présentent alors un « Cahier de vœux annamites » rassemblant leurs doléances. Varenne facilite l'entrée des indigènes dans la fonction publique et transforme les assemblées du Tonkin et de l'Annam en Chambres des représentants. Mais il échoue sur le long terme à imposer ses vues face aux colons et aux fonctionnaires conservateurs, qui finissent par obtenir son départ en 1928. Les idées progressistes de certains Français favorisent cependant les échanges et les interactions culturelles avec la bourgeoisie vietnamienne, notamment dans les milieux de la franc-maçonnerie.

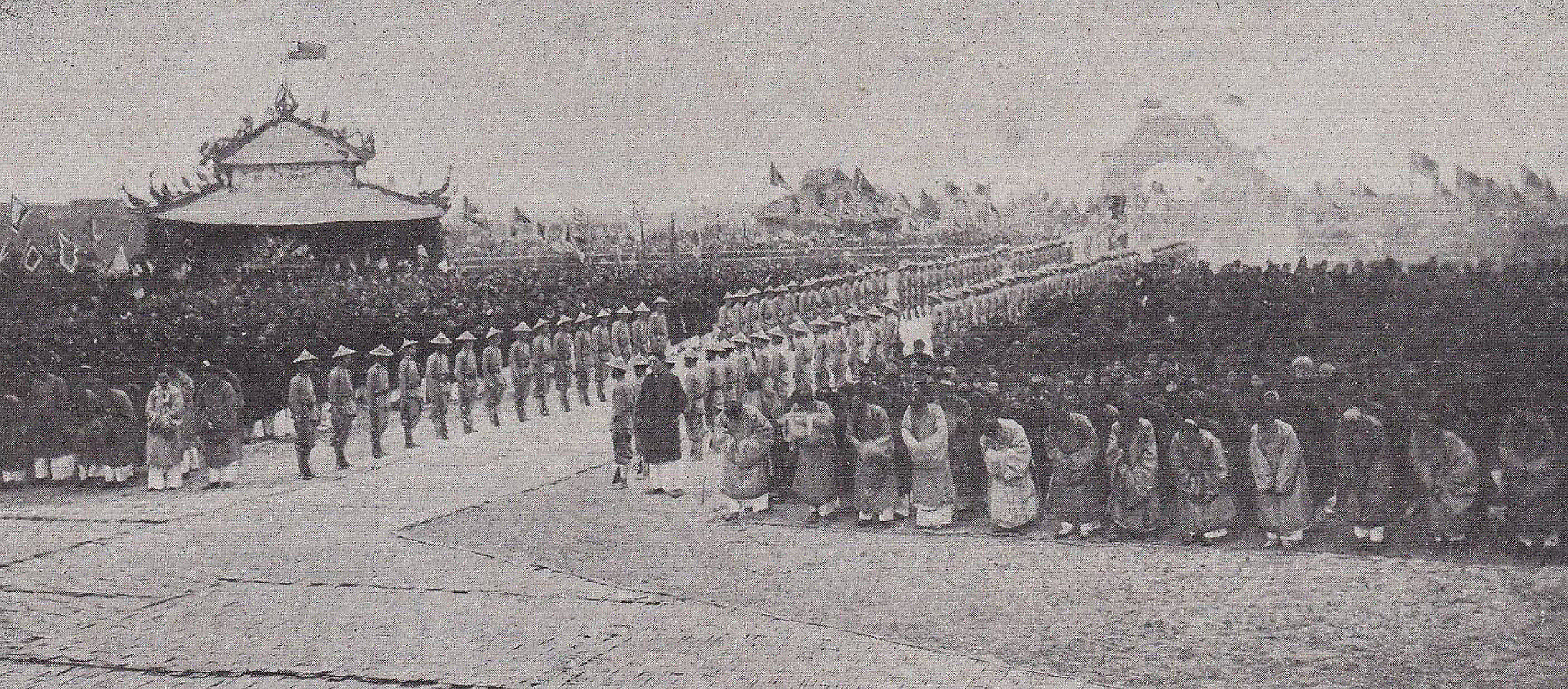
Bảo Đại faisant le pèlerinage aux Tombeaux des ancêtres de la Dynastie à Thanh-Hóa le du 10e mois (4 novembre 1932).

## Économie et infrastructures

### Agriculture, industrie et développement économique

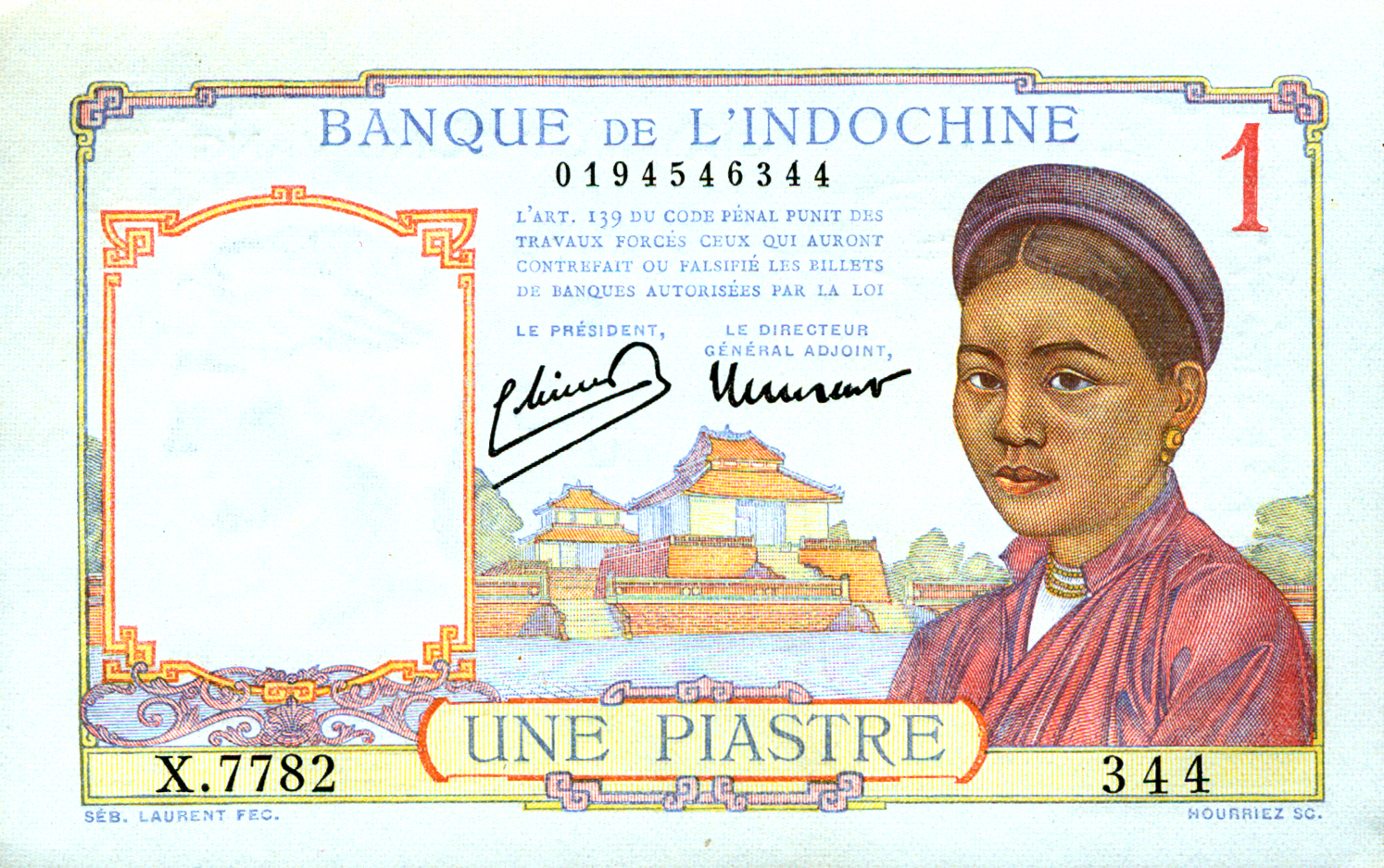
Billet d'une piastre émis par la Banque de l'Indochine.

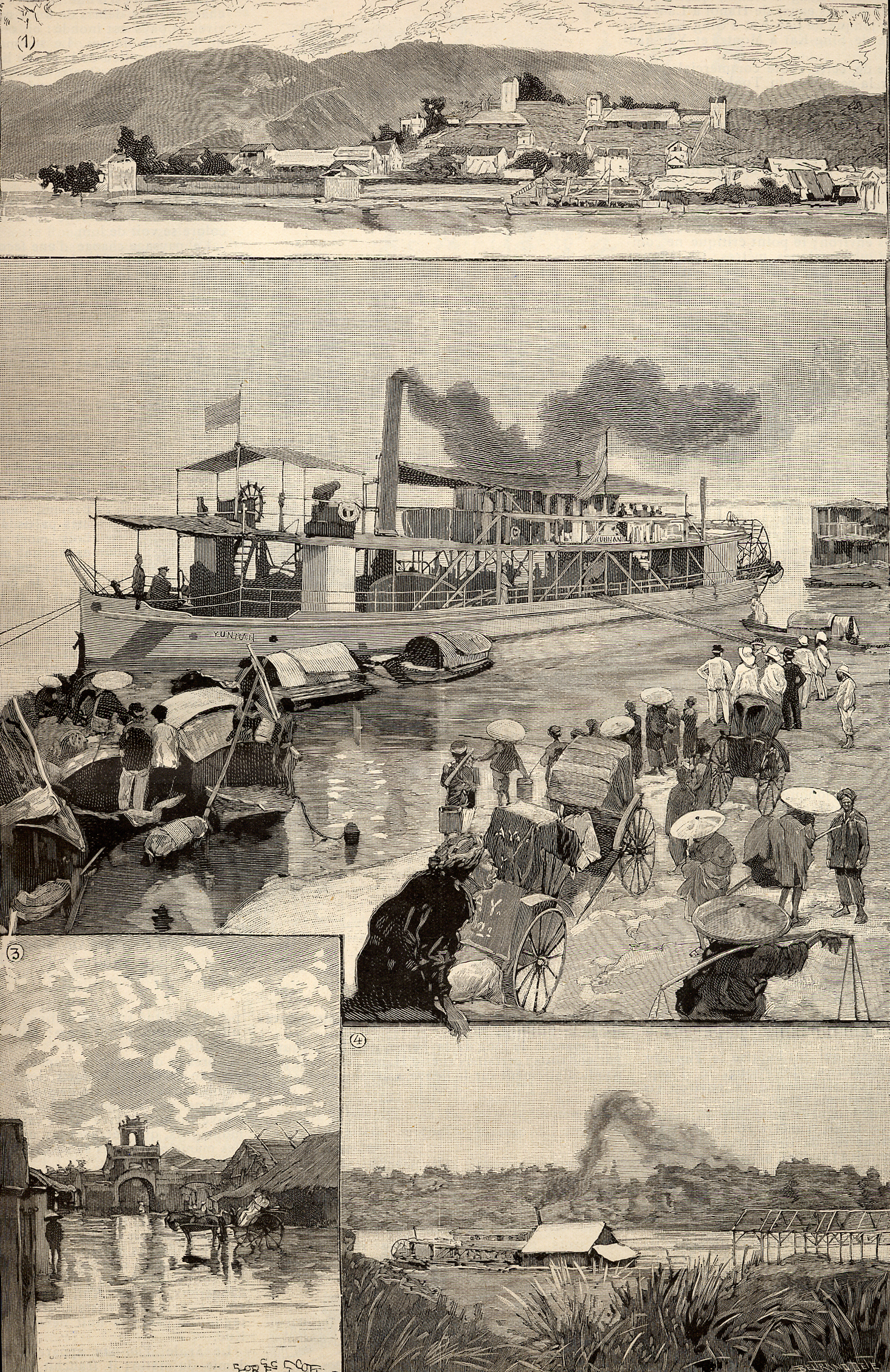
Indochine en 1891 (Le Monde illustré)
1. Panorama du Lac-Kaï
2. Yun-nan, dans le gai of Hanoi
3. Rue remplies de Hanoi
4. Phase atterrissage à Hanoi

En Indochine, où l'État français et les entreprises jouent des rôles complémentaires dans l'exploitation des ressources, l'économie se développe pour l'essentiel autour de quatre secteurs : la riziculture et les autres cultures indigènes destinées à l'exportation ; l'équipement de base et les infrastructures ; les industries et agro-industries ; et enfin, le commerce extérieur. La colonisation économique se déroule cependant sans plan précis, de manière anarchique : elle connaît dans son développement de nombreux échecs et tentatives avortées, comme la culture du ver à soie qui ne parvient jamais à être compétitive par rapport à la soie chinoise.

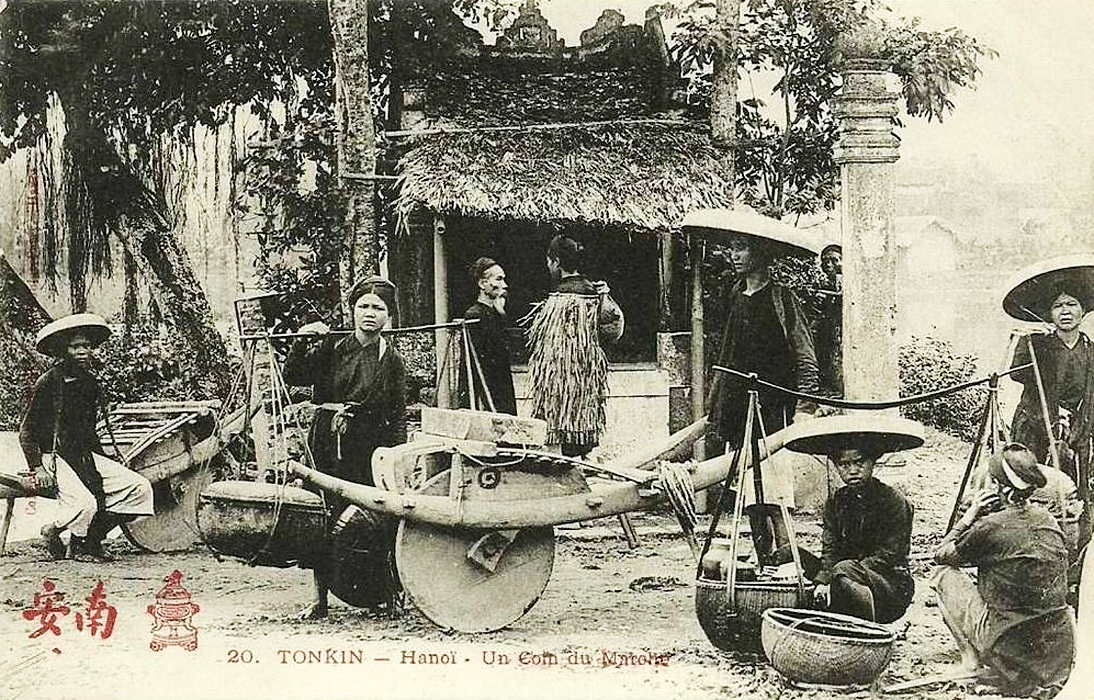
Un marché à Hanoï (début du XXe siècle).

Entre 1860 et les premières années du XXe siècle, le principal support du développement colonial est la culture du riz en Cochinchine. Les rendements figurent cependant à l'époque parmi les plus bas d'Asie. Le développement de l'économie latifundiaire favorise néanmoins la construction des canaux, d'abord permis par le recours à la corvée. À partir de 1893, la mécanisation et les grands programmes quinquennaux ou décennaux permettent d'accélérer leur creusement. Entre 1893 et 1930, 35 000 hectares de terres marécageuses sont mis en culture. En Cochinchine, l'augmentation est de 421 %, passant de 552 000 hectares cultivés au début du siècle à plus de deux millions en 1929. Entre 1869 et 1946, les surfaces cultivables de la Cochinchine sont multipliées par 21. Un grand capitalisme terrien se développe dans le Sud dans l'Indochine, en partie français, mais en majorité vietnamien. Au XXe siècle, 300 000 hectares de rizières sont possédés par des Français qui les confient à des métayers, mais la majorité des nouvelles terres sont achetées par des notables cochinchinois. Une bourgeoisie vietnamienne vivant de la rente foncière se forme à cette époque.

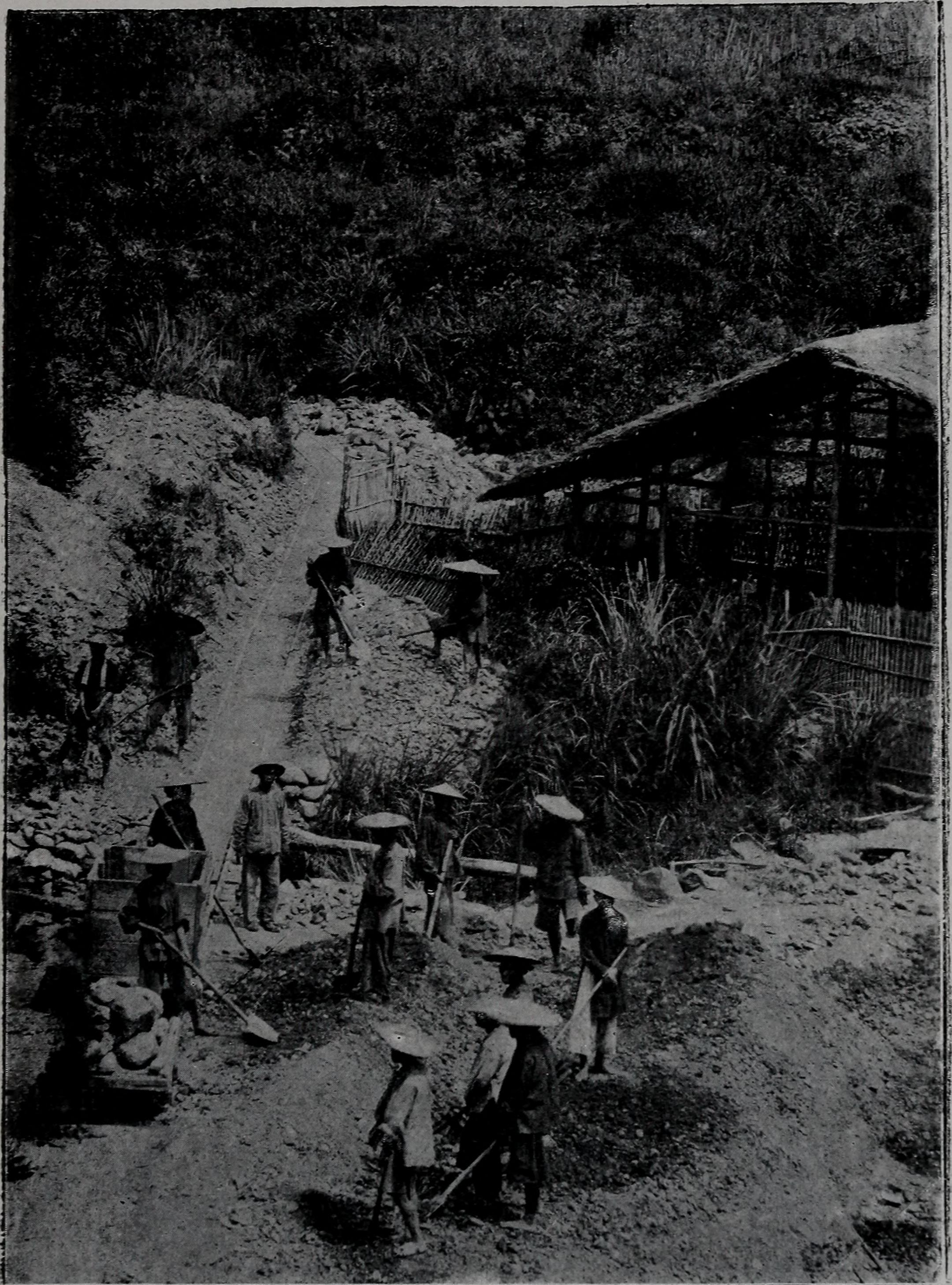
Une mine d'étain au Tonkin.

L'époque de Doumer marque le début d'une vraie mise en valeur économique de l'Indochine, avec notamment l'ordonnance de 1898 autorisant l'administration française à percevoir les impôts. Les premières mesures de Doumer, qui portent sur l'adoption d'un programme de travaux publics, nécessitent un emprunt de 200 millions de francs-or émis en métropole, qui vient s'ajouter à un premier emprunt de 80 millions, émis en 1896. Comme escompté, ces emprunts entraînent un afflux d'investissements privés en Indochine. À partir des années 1890, l'économie indochinoise s'industrialise, avec notamment le développement du secteur minier et l'exploitation du bassin houiller du Tonkin, qui bénéficie d'un exceptionnel gisement d'anthracite. Le développement des importations par le Japon et la Chine permet à l'Indochine de devenir, dès le début du XXe siècle, le principal exportateur de charbon en Extrême-Orient, après la Mandchourie. Vers la même époque se développe l'exploitation des minerais de la haute région du Tonkin, qui entraîne pendant l'entre-deux-guerres une véritable « fièvre de prospection » : les minerais et les métaux prennent une place importante dans les exportations de l'Indochine. Les industries de transformation (textiles, brasseries, cigarettes, distilleries — sous le monopole de la Société française des distilleries de l'Indochine de 1903 à 1933 —, cimenteries…) se développent également mais, sous la pression des industries de Métropole qui en craignent la concurrence, elles doivent se tourner vers les marchés asiatiques ou sur des secteurs particuliers de l'économie métropolitaine. L'industrie textile — notamment cotonnière — est dynamique : au Tonkin et en Cochinchine, le secteur du coton emploie des dizaines de milliers de personnes. L'urbanisation et la politique d'équipement favorisent la naissance d'industries comme les centrales électriques, les chantiers navals, les verreries ou les manufactures de porcelaines. L'Indochine dispose également d'une industrie de consommation qui produit entre autres de l'alcool, des huiles et des savons.
En dépit du développement de son économie et de la modernisation de ses infrastructures, l'Indochine ne bénéficie pas d'un effort comparable pour améliorer le sort de populations locales. La pression fiscale demeure très importante et les taxes ont même tendance à se multiplier pour soutenir la politique de grands travaux. À cela s'ajoute le recours à la corvée pour les chantiers, qui contribue au mécontentement populaire. En outre, dans les années 1910, malgré l'importance des réalisations de Doumer, l'économie de l'Indochine française demeure moins dynamique que celles des possessions britanniques et néerlandaises en Asie.
Il faut attendre l'entre-deux-guerres, pendant les années 1920, pour que l'Indochine bénéficie d'un nouvel essor économique, principalement grâce aux secteurs du riz, du caoutchouc et du charbon. L'important développement qu'elle connaît à l'époque contribue à son surnom de « perle de l'Empire ».
Le secteur des plantations connaît alors un « boom », à la faveur notamment d'une politique de concessions agricoles lancée au Tonkin et en Annam par le gouverneur général Jean-Marie de Lanessan. Plus de 400 000 hectares sont mis en valeur entre 1926 et 1937. La culture du café et celle du thé se développent au Tonkin et en Annam. C'est cependant au secteur du caoutchouc que l'économie de plantation indochinoise doit sa plus grande réussite. Les premiers essais d'acclimatation d'hévéa ont lieu en Cochinchine en 1897. L'implantation de cette culture en Indochine, d'abord progressive, connaît une très importante accélération entre 1926 et 1930 : les surfaces plantées passent de 18 000 hectares en 1925 à 78 620 en 1929. La grande plantation capitaliste domine le secteur, et 68 % de la surface appartient à des sociétés contrôlées par des holdings métropolitaines. En 1944, les groupes Rivaud-Hallet, Michelin et Banque de l'Indochine détiennent les deux tiers des plantations cultivées.
Le capitalisme colonial indochinois est marqué par la forte présence des groupes industriels, agro-industriels, et financiers français. Outre les entreprises minières comme la Société des charbonnages du Tonkin ou la Compagnie minière et métallurgique de l'Indochine, de nombreux groupes de Métropole ont des filiales et des intérêts en Indochine, à l'image de Michelin, concessionnaire à partir de 1928 de trois plantations d'hévéas. Rivaud-Hallet est l'un des principaux groupes de plantations dans le monde : outre l'Indochine française, il est présent en Malaisie britannique et aux Indes orientales néerlandaises. Les capitaux chinois et indiens sont également présents en Indochine, quoique de manière difficilement quantifiable. Les Chinois — dont l'immigration en Indochine augmente nettement au début du XXe siècle — et les Indiens dominent le prêt foncier, le commerce, et la transformation du maïs et de la soie, ainsi que de nombreux produits de cueillette comme le paddy. Les banquiers indiens, pratiquant l'usure, font d'importants investissements en Indochine dans les années 1930.
C'est à la Cochinchine et au Tonkin que l'Indochine doit l'essentiel du dynamisme de son économie. Le Tonkin compte des entreprises forestières, de nombreuses filatures et verreries et usines de ciment, ainsi que des mines d'étain, de plomb, de zinc et de tungstène. La Cochinchine, outre ses rizières et ses plantations de caoutchouc, produit aussi du tabac et du sucre. L'Annam, éloigné des voies commerciales et où les conditions géographiques et climatiques sont difficiles, est le territoire vietnamien le moins développé : la colonisation agricole n'y débute réellement qu'à partir de 1927, et l'économie repose principalement sur le thé et le café,,. Il s'agit là d'une inversion de la situation économique pré-coloniale, où la région centrale était au contraire la plus dynamique : cette répartition des centres d'activité conduit à la représentation traditionnelle de l'Indochine sous forme de deux sacs de riz, symbolisant la Cochinchine et le Tonkin, reliés par un bâton qui symbolise l'Annam.

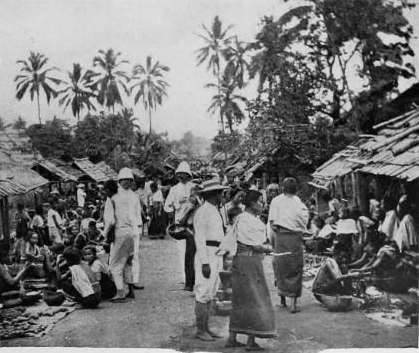
Un marché à Luang Prabang.

À l'inverse du Vietnam colonial, les protectorats du Cambodge et du Laos sont négligés sur le plan économique : ils accusent, par rapport aux hautes terres et aux deltas vietnamiens, un retard de développement nettement plus important que celui de l'Annam. Au Cambodge, l'économie gravite surtout autour du commerce du riz, du maïs, du poisson, du poivre et du bétail. Les colons n'y sont que quelques dizaines avant l'apparition vers 1920 des plantations d'hévéas, et les industries (une filature de soie, une rizerie, une distillerie…) y sont rares. Le Laos compte des mines d'étain et des plantations mais demeure, pour l'essentiel, confiné dans une économie de traite rudimentaire, fondée sur l'échange du bétail et des produits de la cueillette. Les quelque 6 000 ouvriers travaillant dans les mines laotiennes — qui représentent l'unique industrie de ce protectorat — sont d'ailleurs vietnamiens.
L'économie de Kouang-Tchéou-Wan, dont les Français avaient un temps imaginé faire un nouvel Hong Kong, est également peu développée. Le trafic dans le port de Fort-Bayard (aujourd'hui la ville-préfecture de Zhanjiang) est très inférieur à ce qu'en espérait la France, son emplacement étant beaucoup trop excentré par rapport aux grands courants commerciaux maritimes. L'industrie est peu importante dans ce territoire à bail, dont la population vit pour l'essentiel de l'agriculture (riz, patates, canne à sucre…) et de la pêche. Le commerce à Kouang-Tchéou-Wan est principalement contrôlé par des firmes chinoises, qui s'y installent volontiers en raison de sa tranquillité. Par ailleurs, Kouang-Tchéou-Wan se distingue en étant, dans le golfe du Tonkin, la principale plaque tournante du commerce illicite de l'opium en direction de la Chine et de Hong Kong.
L'Indochine a d'importants échanges extérieurs : la Cochinchine est notamment le principal fournisseur de riz de la Chine du Sud, où elle exporte également de nombreux articles traditionnels (parapluies, faïences, tissus de soie, objets de culte…). Les exportations de produits comme le caoutchouc, le poisson, l'étain, le riz cochinchinois ou le bétail cambodgien vers la Chine, le Japon, les Philippines, Singapour ou les États-Unis permettent à l'Indochine de s'insérer durablement dans le commerce international. Pendant la période faste des années 1920, l'Indochine devient le troisième, et parfois le deuxième exportateur de riz au monde, devant la Birmanie et le Siam.
Dans l'ensemble, le dynamisme économique de l'Indochine — grâce entre autres à la faiblesse des salaires locaux — en fait une « terre de profits », génératrice d'une considérable accumulation de capital. Du point de vue industriel, l'Indochine est la première des colonies françaises. La capitalisation boursière des sociétés indochinoises est très élevée et permet de dégager des plus-values considérables. Les excédents commerciaux sont importants, et la balance commerciale de l'Indochine française est constamment bénéficiaire de 1891 à 1945, à l'exception de quelques brèves périodes. Ses rapports économiques avec la Métropole sont cependant particuliers : si les échanges de l'Indochine avec le reste du monde sont bénéficiaires, ceux avec la Métropole sont structurellement déficitaires, le système colonial la plaçant dans une situation d'infériorité systématique. L'Indochine est contrainte d'accorder une place privilégiée à des produits en provenance de France (métaux, tissus, biens d'équipement…) qu'elle pourrait acheter moins cher ailleurs. Principal marché colonial de la France après l'Algérie, l'Indochine est un client important de la Métropole, dont elle absorbe 3,1 % des exportations totales et à laquelle elle fournit 4,1 % de ses importations. Cela contribue à faire de cette colonie largement bénéficiaire une pièce maîtresse de l'économie française.
Malgré ce développement, l'économie indochinoise demeure très inégalitaire : les chefs d'entreprises vietnamiens ne possèdent que de petites sociétés, dont aucune n'emploie plus de 200 ouvriers. La progression de la bourgeoisie d'affaires vietnamienne est réelle, mais très lente : dans les années 1940, une majorité de chefs d'entreprise sont vietnamiens, mais il y a davantage de société franco-vietnamiennes qu'intégralement vietnamiennes. La situation économique procure du travail aux paysans vietnamiens, mais elle est loin de leur garantir à tous la prospérité ; le fermage demeure le mode d'exploitation le plus répandu. Le Gouvernement général — dont une grande partie des ressources est constituée par les droits de douane — taxe lourdement des produits essentiels comme le sel ou l'alcool de riz. Il retire également d'importants bénéfices de la vente d'opium, pourtant interdite en Métropole. Les produits étrangers sont fortement taxés, ce qui entraîne des phénomènes de vie chère. L'opium devient dès la fin du XIXe siècle « la ressource principale et indispensable » de l'Indochine Française, jusqu'à représenter 40% du budget en 1916,,.

### Le rôle de la Banque de l'Indochine

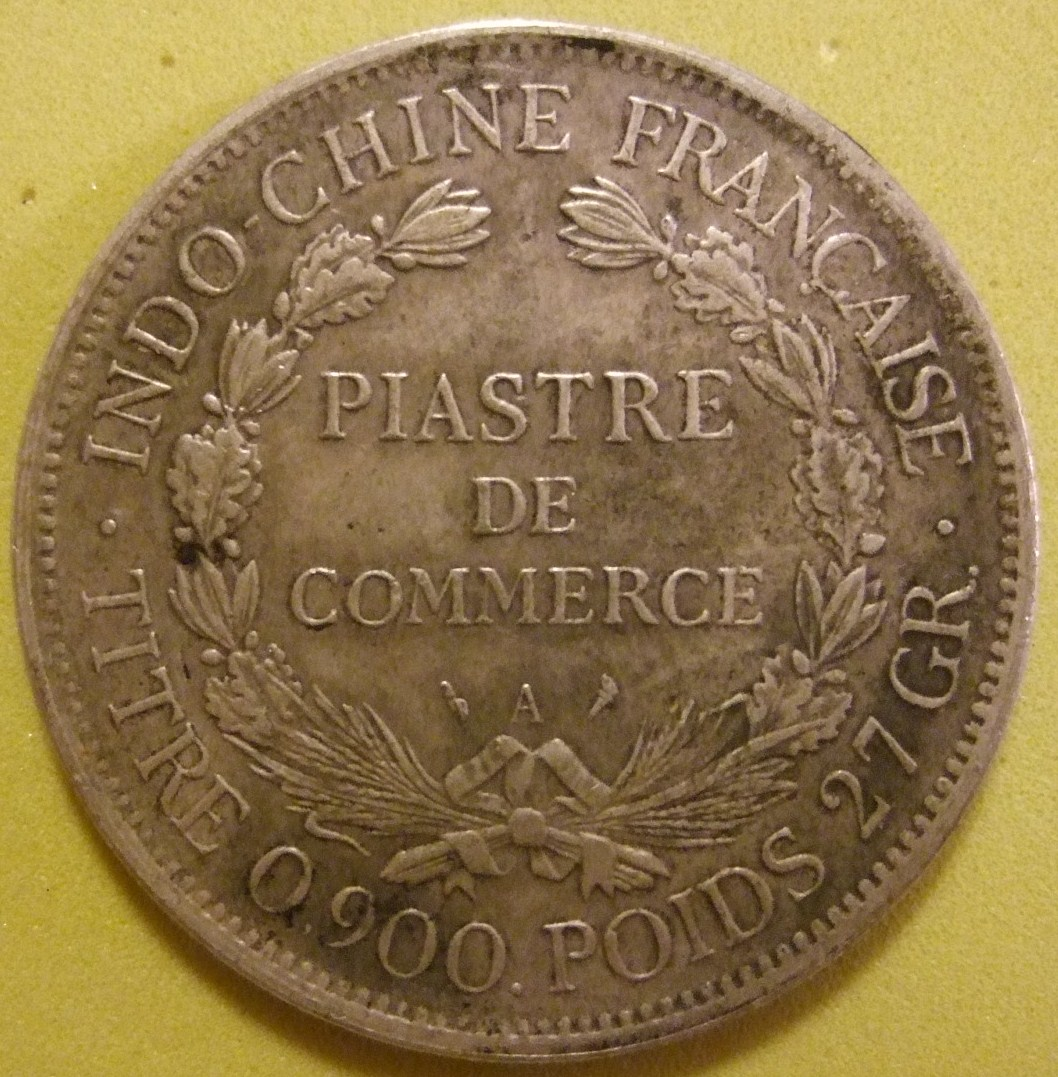
Une piastre indochinoise.

L'économie de l'Indochine française est, par ailleurs, marquée par la situation de quasi-monopole bancaire du grand capitalisme de Métropole, qui se coalise au sein de la Banque de l'Indochine (BIC). Cet établissement naît en 1875 de l'initiative de deux grandes banques privées, le Crédit industriel et commercial et le Comptoir d'escompte de Paris, qui cherchent dès le début de la conquête à développer des agences le long des filières commerciales de l'Extrême-Orient. Les deux banques s'allient pour former un établissement financier asiatique pouvant assumer le financement de l'économie coloniale alors en construction ; la Banque de l'Indochine reçoit ensuite des capitaux de Paribas, de la Société générale et du Crédit lyonnais. Tout en demeurant un établissement privé, la Banque de l'Indochine se voit octroyer des fonctions de banque d'émission et de banque centrale, avec des prérogatives inhabituellement larges, dont le monopole de l'émission de la monnaie, le contrôle du taux d'escompte et celui du taux de change. Traitant d'égal à égal avec le Gouvernement général, ne devant aucune redevance à l'État, la Banque d'Indochine dispose d'une puissance considérable, grâce notamment à ses appuis dans les milieux politiques. Jusqu'en 1931, l'État n'est représenté dans son conseil d'administration que par un commissaire du gouvernement, qui n'a pas de droit de veto. La Banque de l'Indochine devient l'un des principaux réseaux bancaires française à l'étranger : banque de la Cochinchine et de l'Inde jusqu'en 1887, elle étend ensuite son action à la Nouvelle-Calédonie, puis au reste de l'Indochine, à Hong Kong, à la Chine, au Siam, à Singapour, et jusqu'à Djibouti.
Ce n'est que dans les années 1920 que les rapports entre la Banque et l'État français se dégradent, à la suite de projets interventionnistes du gouvernement. Une convention du 16 novembre 1929, confirmée par une loi du 31 mars 1931, donne à l'État le contrôle de 20 % du capital de la Banque de l'Indochine, le pouvoir de nomination de 30 % des administrateurs et du président, ainsi que le droit à une redevance. Dans les faits, les rapports entre la Banque et l'État sont simplement aménagés ; le directeur reste nommé par le conseil et le pouvoir des grands capitalistes français dirigeants de l'établissement demeure intact. La Banque de l'Indochine fonctionne à la manière d'une « organisation oligarchique » où les grandes banques demeurent, dans les faits, toutes-puissantes.
Avant l'arrivée des Français, les monnaies ayant cours au Vietnam sont les sapèques chinoises ; le Cambodge utilise la même monnaie que le Siam, le tical, qui est remplacé en 1875 par le franc cambodgien. En 1886, la Banque de l'Indochine est autorisée à émettre une piastre française, la piastre de commerce (dite piastre indochinoise), dont la frappe est subordonnées à l'autorisation du Gouvernement général et qui constitue désormais la principale unité monétaire de la colonie, remplaçant le franc cambodgien. Les sapèques de cuivre et de zinc demeurent cependant en circulation. Par la suite, des tentatives d'importer le franc français en Indochine échouent du fait de la spéculation.
En 1902, les sapèques sont rattachées à la piastre, toujours émise par la Banque de l'Indochine. Elles sont démonétisées en 1914, mais demeurent cependant utilisées au-delà de 1939 dans les campagnes de l'Annam et du Tonkin. Jusqu'en 1929, le problème consiste à stabiliser le cours de la piastre, du fait des perturbations du régime de l'étalon-argent. La piastre pâtit notamment de la dévaluation du franc en 1928 ; les taux de change-francs de la piastre s'effondrent, ce qui remet à l'ordre du jour la question d'une réforme monétaire en Indochine. Un décret pris le 31 mai 1930 adopte le régime de l'étalon-or, afin de faciliter les échanges avec la métropole ; la piastre est alignée sur le franc, sur une base de 10 francs pour une piastre,.
Outre son rôle dans l'émission de devises, la Banque de l'Indochine détient des participations dans diverses entreprises, dont la plus importante est la Compagnie française des chemins de fer de l'Indochine et du Yunnan, qu'elle fonde en 1901 avec la Société générale et le CNEP. Son portefeuille titres, longtemps limité à quelques grandes affaires, s'étoffe à partir des années 1920, et notamment après la crise de 1929 qui favorise les restructurations des entreprises indochinoises.

### Infrastructures, transports et communications

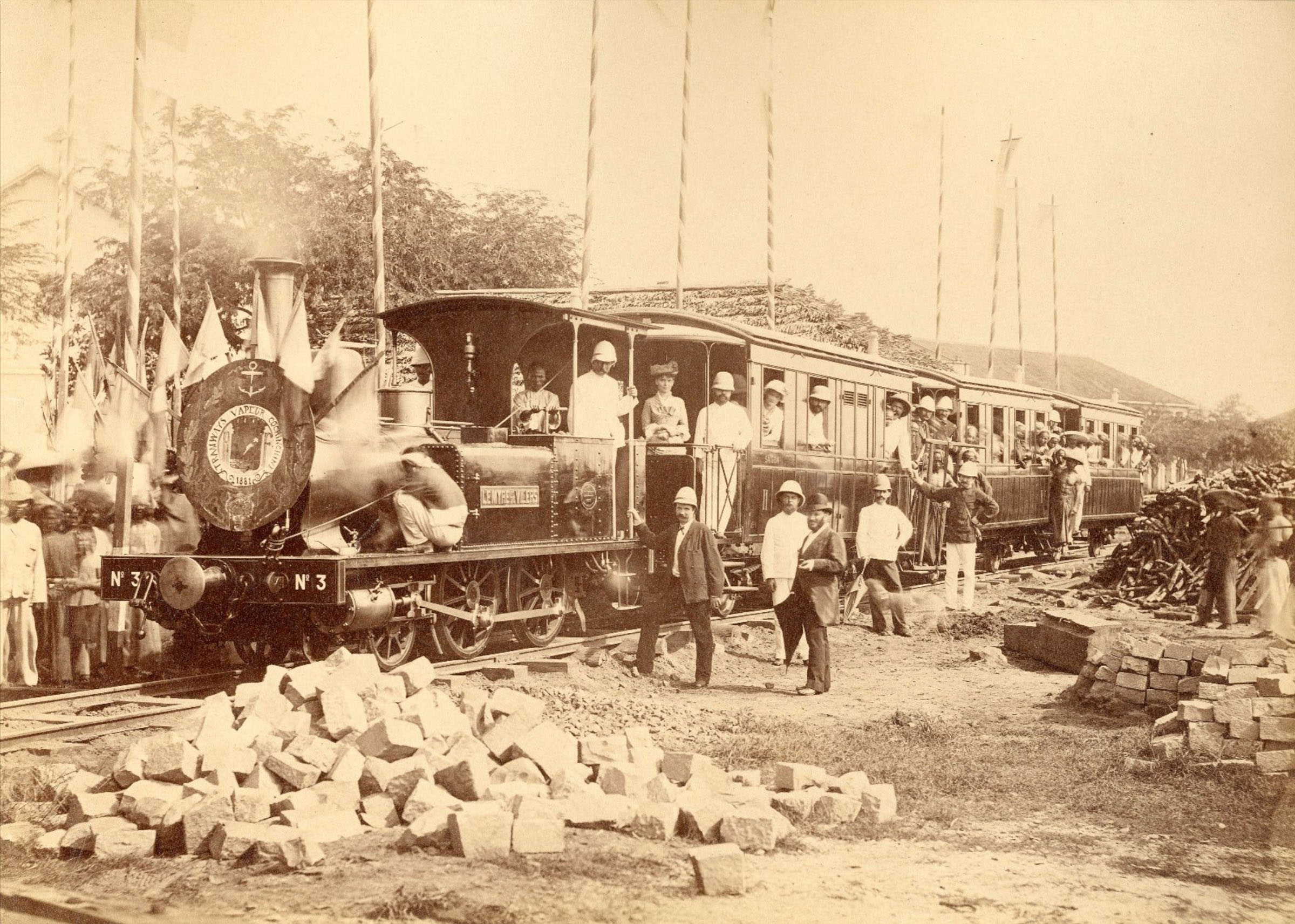
Inauguration du train Saïgon-Cholon en 1881.

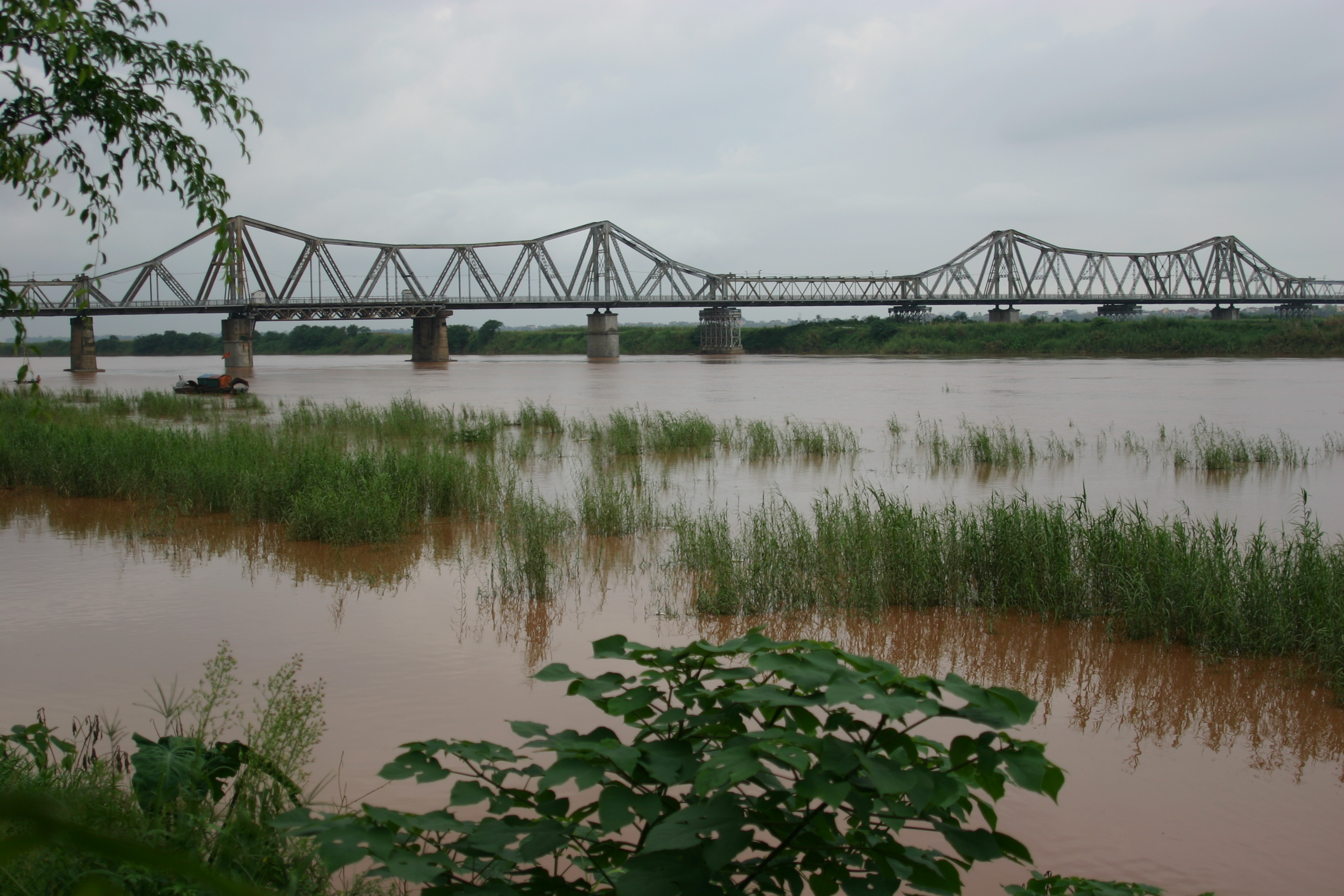
Le pont Paul-Doumer (aujourd'hui pont Long Biên).

La colonisation de l'Indochine s'accompagne d'une politique de grands travaux, qui se poursuit jusqu'aux années 1930, en vue de bâtir une infrastructure de transports moderne. La batellerie à vapeur est développée, notamment en Cochinchine. La batellerie traditionnelle n'est cependant pas éliminée : le cabotage indigène continue de représenter, en 1936-1937, le tiers en tonnage du trafic maritime. Des lignes de chaloupes à moteur sont très rapidement ouvertes.
Sous la mandature de Paul Doumer, des grands travaux sont lancés pour développer l'équipement ferroviaire, à la fois comme un instrument de pénétration impérialiste en Chine, mais aussi pour désenclaver les économies de l'Indochine. En 1942, l'Indochine compte 2 767 kilomètres de voies ferrées, auxquels s'ajoutent les 464 kilomètres de la ligne du Yunnan. La plupart des lignes sont l'œuvre de la Compagnie des chemins de fer du Yunnan, très généreusement subventionnée par le budget de l'Indochine. Sa principale réalisation est le Transindochinois, ouvert par tronçons successifs entre 1905 et 1936. La première locomotive atteint Yunnanfou en 1910 ; le chantier, laborieux en raison des difficultés du terrain pour parvenir à la Chine, coûte la vie à 12 000 coolies et 80 ingénieurs français. Une fois achevée, cette ligne permet de se rendre en train de Saïgon jusqu'en Chine du Sud, en passant par Hué et Hanoï. Au Cambodge, 500 kilomètres de chemin de fer relient en 1932 Phnom Penh et Battambang. Le Laos est par contre en retard, et ne possède toujours aucune voie ferrée dans les années 1930.
Bien qu'incomplet — un projet de ligne entre Saïgon et Phnom Penh, notamment, ne voit jamais le jour — et financièrement décevant, ce développement du chemin de fer en Indochine renforce la cohésion de l'économie de la colonie. Elle contribue également — car très utilisée par les indigènes — à unifier l'espace national, notamment dans le cas du Vietnam.

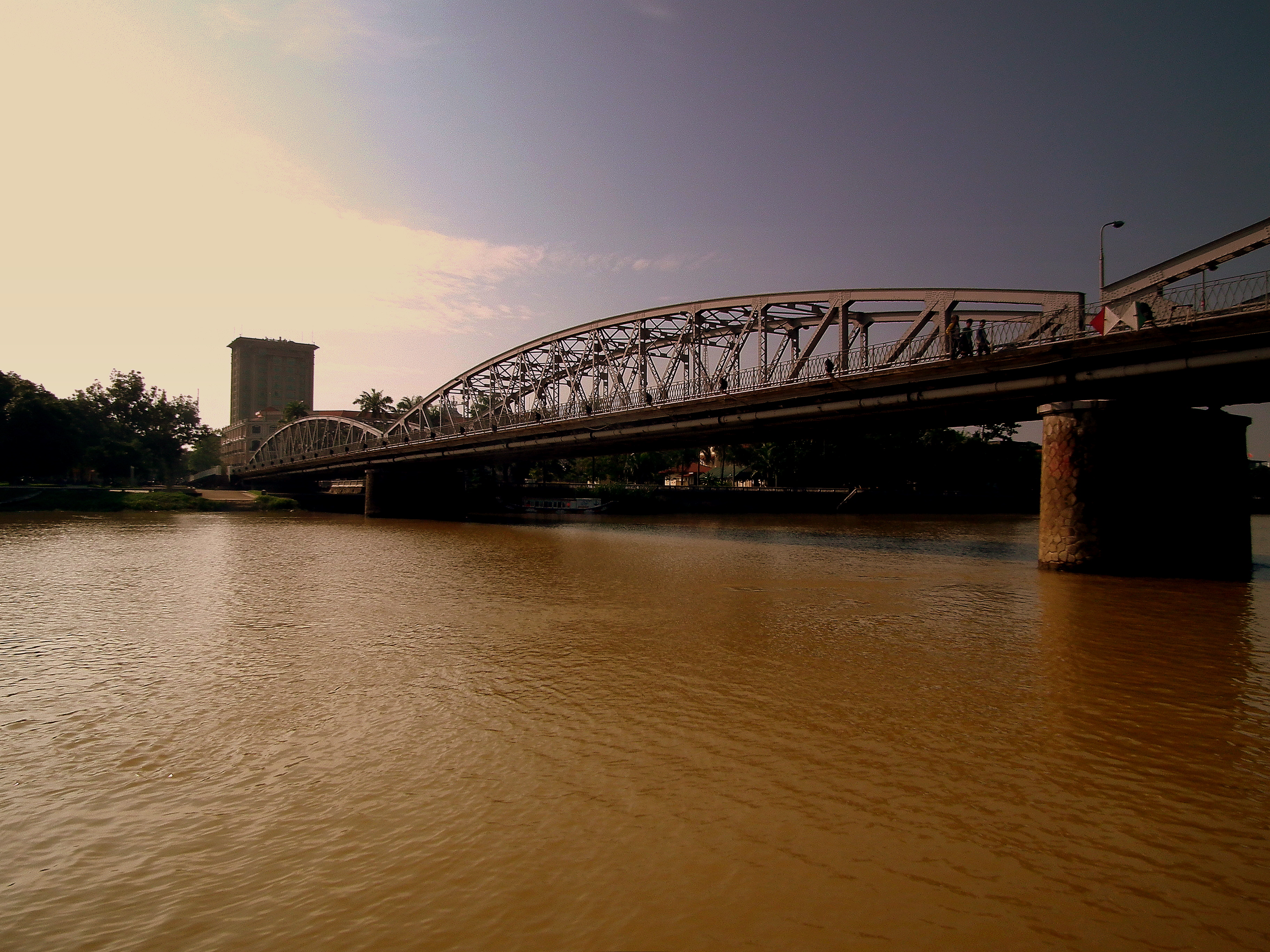
Le pont Trang Tien (anciennement pont Thành Thái, puis pont Clemenceau) à Hué.

En 1911 est lancé un programme routier cohérent, destiné à débloquer le Laos et les hauts plateaux vietnamiens. En 1918, le réseau routier est réorganisé et divisé entre routes locales, à la charge des différents territoires, et routes coloniales (RC), à la charge du budget général. Les principaux éléments de ces voies de communication sont la RC 1, qui relie Hanoï à la frontière du Siam, un réseau très dense de routes et de digues des delta du fleuve Rouge et du Mékong, ainsi que différents axes de pénétration au Nord, en direction du Laos, et au Sud-Annam. Au Cambodge, 9 000 kilomètres de routes asphaltées et de chemins de gravier y sont construits entre 1900 et 1930, grâce aux travaux de corvée. Là aussi, le Laos continue à souffrir d'un certain retard, et ne dispose dans les années 1930 que de 28 kilomètres de route asphaltée ; une route est cependant construite pour le relier à la côte annamite en traversant le Mékong. En 1943, l'Indochine française dispose de l'un des meilleurs réseaux routiers d'Extrême-Orient : elle compte alors 32 000 kilomètres empierrés et 5 700 asphaltés, ainsi qu'un parc automobile de 18 000 véhicules, pour un trafic de 40 à 50 millions de voyageurs. Malgré son caractère inégal selon les pays, le développement des routes facilite les déplacements de tous les habitants, qui profitent notamment des transports en autocars. Kouang-Tchéou-Wan dispose dans les années 1920 de 116 kilomètres de routes, dont 64 empierrées ; ses liaisons avec Haïphong, Hong Kong, Macao ou Canton sont assurées par des jonques ou des navires à vapeur.
L'Indochine bénéficie en outre du développement de deux grands ports, celui de Haïphong et surtout celui de Saïgon, qui contribuent de manière considérable au dynamisme de son économie. Haïphong est le grand débouché sur le Yunnan : le trafic y est de 1,2 million de tonnes en 1937. Saïgon tient un rôle important dans le commerce — européen et chinois — en Extrême-Orient, notamment en ce qui concerne la circulation du riz, des poivres et des produits en provenance d'Europe.
L'aéronautique se développe également en Indochine : le premier avion arrive en 1910, puis un arrêté de 1917 prescrit la création d'une escadrille d'aviation au Tonkin. Des liaisons aériennes entre Hanoï et Saïgon sont assurées à partir de janvier 1921.
Outre les transports, l'administration coloniale s'emploie à moderniser les infrastructures. Peu de « villes nouvelles » sont construites — Haïphong faisant figure d'exception — mais les agglomérations anciennes reçoivent un équipement moderne, en particulier Hanoï et Saïgon. Vers la fin de l'entre-deux-guerres, un effort supplémentaire est fourni pour améliorer les infrastructures afin de relancer l'économie, quitte à endetter l'Indochine. De nombreux ponts sont construits, le plus impressionnant étant sans doute celui sur le Fleuve Rouge, dont les plans sont conçus par Gustave Eiffel, et qui est plus tard baptisé pont Paul-Doumer : cet ouvrage est l'un des symboles du lancement de la politique de grands travaux du gouverneur général. Doumer inaugure également, en 1902, le pont Thành Thái de Hué, une construction de 400 mètres de long.
Le télégraphe sans fil, plus rapide que la télécommunication par câbles sous-marins, fonctionne à partir de 1904, et la radioélectricité à partir de 1921.

## Évolutions sociales et culturelles

### Santé
Dès les premiers temps de la colonisation, les Français s'emploient à améliorer les conditions sanitaires. De nombreux hôpitaux, dispensaires et infirmeries sont créés, et des campagnes de vaccination massives, qui permettent de réduire radicalement les effets des épidémies. Dès 1871, la vaccination antivariolique est rendue théoriquement obligatoire en Cochinchine pour tous les Asiatiques. La vaccination de masse, prise en charge par les médecins de la Marine, commence en 1878. En 1908, l'obligation de vaccination est étendue au reste de l'Indochine. La pratique médicale moderne, la prophylaxie de masse et les préoccupations hygiénistes sont progressivement introduites. Les bactériologistes français font progresser la connaissance et l'enseignement de la médecine en Indochine. Alexandre Yersin, membre de l'Institut Pasteur, mène ainsi des recherches pour lutter contre la peste. L'Institut Pasteur de Saïgon est fondé en 1891 par Albert Calmette et celui de Nha Trang quatre ans plus tard par Yersin. En 1902, Yersin crée à la demande du gouverneur général l'École de médecine de Hanoï ; une infrastructure médicale de base se met progressivement en place. Grâce au soutien de Doumer, Yersin crée également un sanatorium autour duquel se forme la ville de Dalat (Đà Lạt), qui devient la principale station climatique indochinoise. Paul Beau, successeur de Doumer, conscient de l'insuffisance des efforts fournis jusque-là en matière sanitaire, fait construire un hôpital indigène à Hanoï et développe la formation des praticiens. En 1939, l'Indochine compte 367 médecins dont 216 indigènes, 3 623 infirmiers et sages-femmes, et 760 accoucheuses rurales (ba mu). Ce personnel contribue à enrayer les pandémies et à la lutte contre le paludisme.
La peste, qui frappait encore les différents pays indochinois en 1906-1908, est peu à peu circonscrite, et ne frappe plus qu'épisodiquement au Tonkin dans les années 1920. Les progrès de la médecine ne permettent cependant pas d'enrayer toutes les maladies : une partie de la population rurale échappe toujours à la vaccination censément obligatoire contre la variole (41,6 % de la population est vaccinée vers 1930), qui continue à sévir. De graves épidémies de choléra continuent par ailleurs de se déclarer, en 1926-1927 au Tonkin et en Annam, et de 1926 à 1931 en Cochinchine et au Cambodge : au moins 55 000 personnes succombent au choléra durant cette période, et la maladie se déclare toujours sporadiquement, malgré d'intenses campagnes de vaccination. Les quartiers ouvriers des villes sont particulièrement insalubres, et les habitants y sont facilement les proies du choléra, de la peste, de la malaria ou de la tuberculose.
La mortalité infantile reste très forte, même pendant la période de grande croissance démographique de l'entre-deux-guerres — en 1930, près d'un enfant sur deux meurt avant l'âge de quinze ans au Sud-Annam et à Hanoï — mais l'amélioration des soins parvient à la faire régresser, au moins localement. Les seules statistiques fiables dont on dispose sur ce point concernent les grandes agglomérations : à Saïgon, la mortalité infantile tombe de 44 % en 1925 à 19 % en 1938.

### Enseignement
En dépit d'un slogan anticolonialiste selon lequel la France avait construit en Indochine « plus de prisons que d'écoles », la présence coloniale s'accompagne d'un effort non négligeable pour répandre l'enseignement. De 1860 à 1917, la colonisation s'accompagne cependant d'une incertitude sur le système scolaire qui conviendrait à l'Indochine. La colonie de Cochinchine est le théâtre des premières expérimentations : pendant la période du gouvernement militaire de la colonie, les amiraux laissent d'abord péricliter l'enseignement traditionnel, tout en imposant le quốc ngữ dans l'administration. Ils délèguent ensuite l'essentiel des tâches scolaires aux missions catholiques : ce n'est que le 17 novembre 1877, près de vingt ans après le début de la conquête, que le service de l'instruction publique est organisé dans la colonie. Le Lycée Chasseloup-Laubat de Saïgon est créé dans les années 1870, de même que plusieurs écoles primaires. L'enseignement public français coexiste, non sans tensions, avec celui des missions — qui privilégient l'apprentissage du latin et du quốc ngữ, tandis que le français est négligé — et avec l'enseignement traditionnel confucéen qui continue d'être dispensé au Sud. Le chinois est en outre toujours enseigné dans certains établissements rattachés au système éducatif colonial. On dispose, sur cette période, de peu de chiffres fiables sur l'enseignement en Cochinchine : les premières statistiques officielles, qui datent de 1899, évoquent un effectif de 23 617 élèves en Cochinchine, tous établissements scolaires confondus. Dans les premiers temps de la colonisation, les écoles françaises attirent notamment des indigènes de condition modeste auxquels l'apprentissage du français offre une possibilité d'intégrer l'administration, donc de promotion sociale.
La Cochinchine sert à tous égards de « laboratoire » avec la création, en 1879, de l'enseignement franco-indigène, qui prend modèle sur l'école publique française. Des écoles modernes sont rapidement créées dans les protectorats, mais l'enseignement traditionnel demeure en vigueur en Annam et au Tonkin. Entre 1870 et 1890, les amiraux gouverneurs tentent par ailleurs d'imposer la langue française à marche forcée en Cochinchine, mais sans succès. Ce n'est que dans les années 1890 que les Français, jusque-là imbus de la « supériorité » de leur propre civilisation, commencent à réfléchir à un enseignement qui tiendrait compte des cultures des différents pays indochinois.

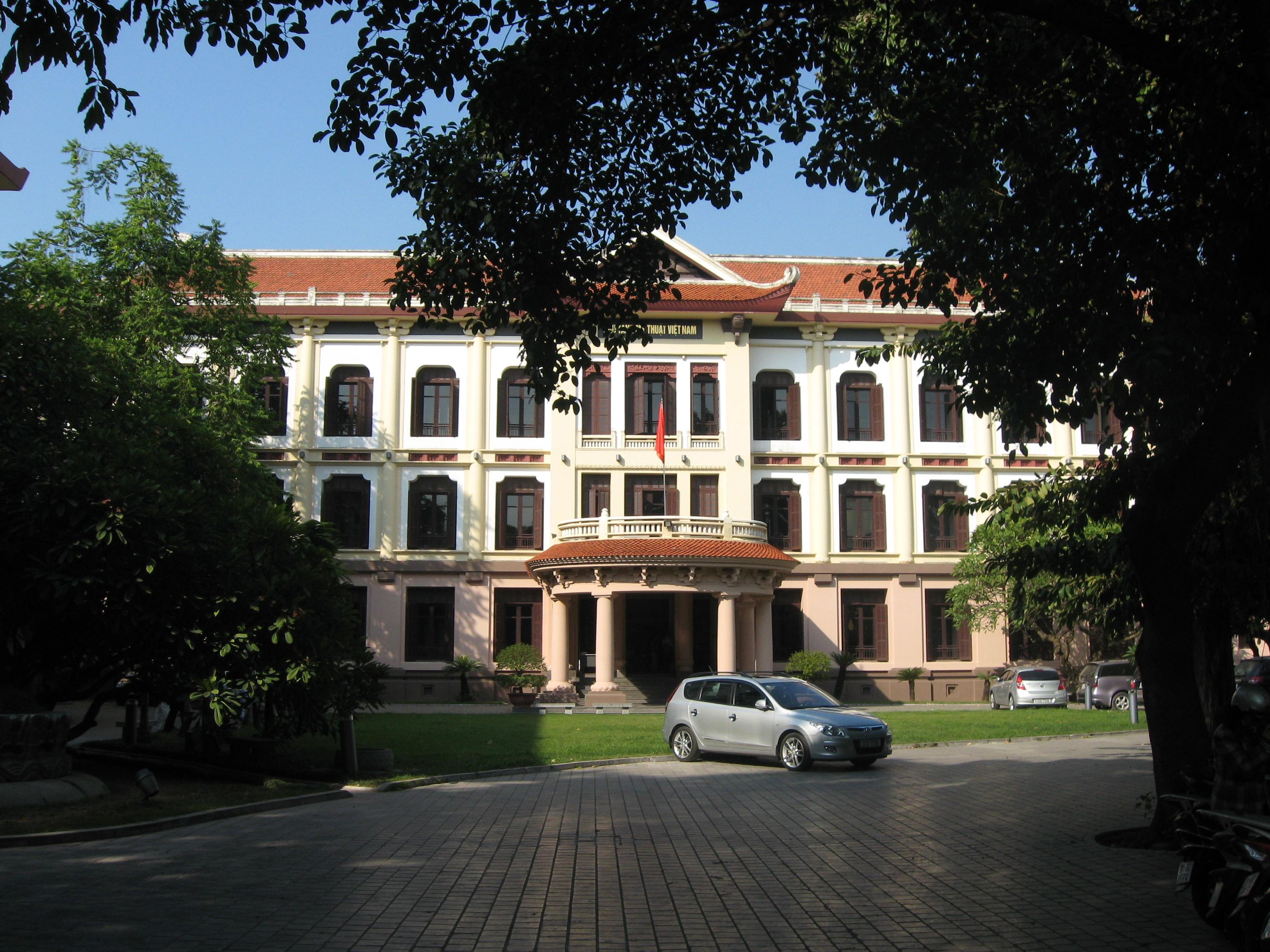
Le collège catholique de jeunes filles construit en 1937 à Hanoï, devenu plus tard le musée des Beaux-Arts du Viêt Nam.

Comme pour les services de santé, le gouverneur général Paul Beau apporte une impulsion décisive au développement de l'éducation des indigènes. C'est sous sa mandature (1902-1908) que l'enseignement franco-indigène est généralisé : il est créé en 1904 au Tonkin, en 1906 au Cambodge, et en 1906 en Annam et au Laos. Sous l'impulsion des loges maçonniques d'Indochine et de Métropole, Beau crée en 1905 le Conseil de perfectionnement de l'enseignement indigène et, le 31 mai de l'année suivante, promulgue une réforme qui fait du quốc ngữ le support écrit de l'enseignement vietnamien. Les idéogrammes, relégués au rang d'objet d'études, déclinent rapidement. Des notions élémentaires de français sont introduits à tous les degrés de l'enseignement. En 1907, Beau crée l'université de Hanoï ; celle-ci n'accueille cependant que peu d'étudiants et est fermée au bout d'un an, en raison des nouveaux soulèvements nationalistes. Ce n'est qu'en 1917 qu'elle est rouverte, une fois réorganisée. L'université indochinoise, où sont enseignés entre autres la médecine, la pharmacie, le commerce, les finances, le droit, l'administration et les beaux-arts, s'affirme alors comme un lieu de formation des cadres administratifs indigènes. Les étudiants y sont en majorité vietnamiens et français, avec quelques Khmers et Lao.
Vers la fin de la Première Guerre mondiale, une nouvelle réforme de l'enseignement vise à généraliser l'apprentissage du français, qui doit avoir un rôle de langue véhiculaire et dont la maîtrise est indispensable pour accéder aux études supérieures. Le règlement de 1917 prévoit de l'enseigner dès la première année de l'école élémentaire — école de village — mais du fait du manque de moyens, l'initiation à la langue française est renvoyée, dès 1924, à la 3e année du cycle. Le français est enseigné de manière obligatoire à partir du primaire dans les écoles franco-indigènes.

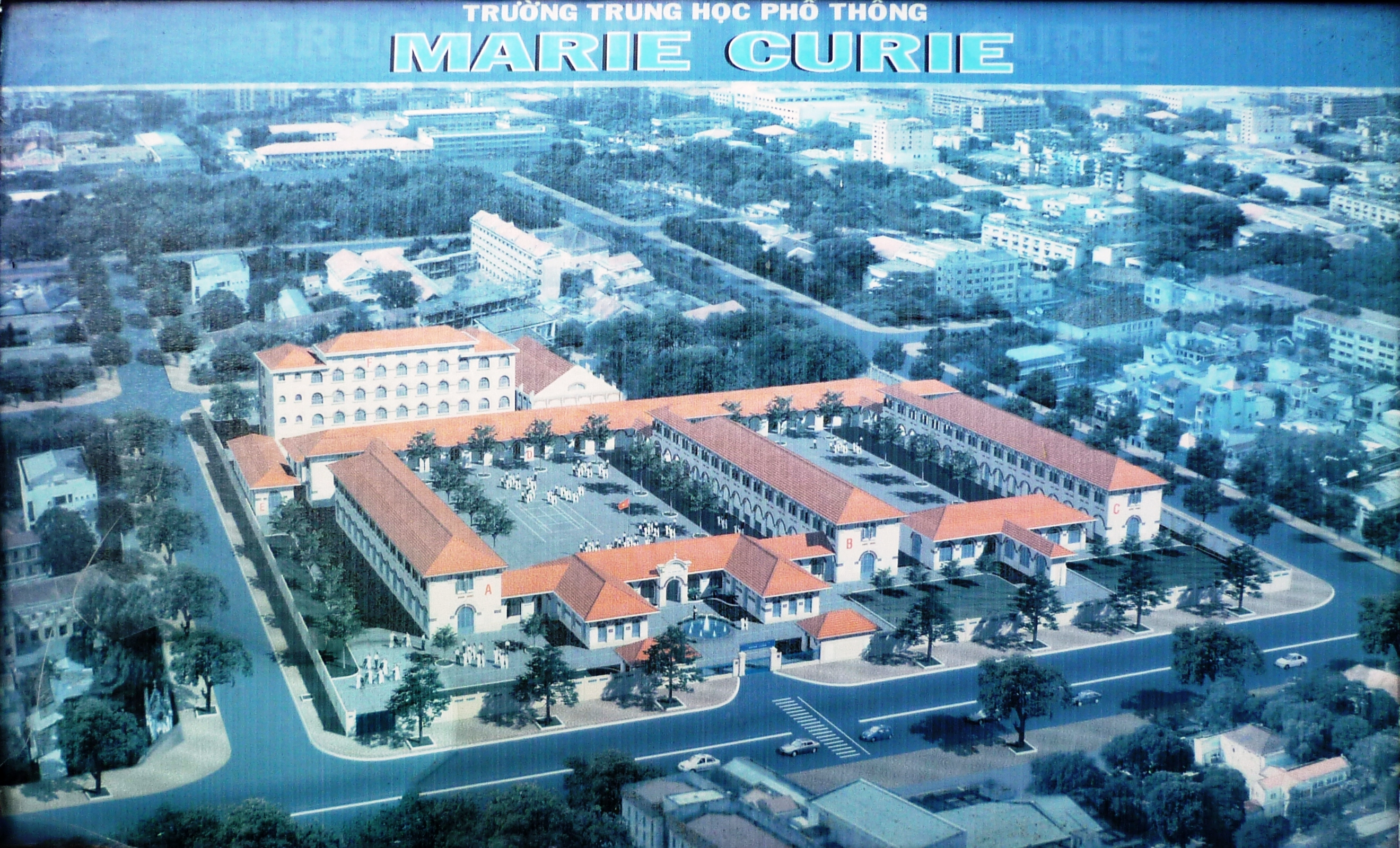
Le lycée Marie-Curie de Saïgon (1918).

L'enseignement moderne s'implante avec un certain succès dans les capitales et les villes, mais il a plus de difficultés à pénétrer dans les campagnes, où les écoles communales n'existent parfois que sur le papier. Les concours littéraires traditionnels, destinés au recrutement des mandarins en fonction de leur connaissance des valeurs confucéennes, subissent la concurrence des nouvelles filières scolaires. Peu à peu dévalorisés en tant que voies de promotion sociale, ils attirent de moins en moins de candidats et finissent par disparaître : le dernier concours triennal est organisé à Hué en 1919. L'adoption du quốc ngữ et la disparition des concours séparent l'élite dirigeante vietnamienne des références d'origine chinoise, et plus largement de la culture confucéenne. Les écoles officielles du gouvernement de l'Annam sont elles aussi supprimées en 1919 et remplacées par les écoles franco-indigènes dépendant du protectorat.
Le système scolaire est notamment développé sous l'impulsion du gouverneur général Albert Sarraut, qui se fait pendant ses deux mandats le champion de l'instruction et de la méritocratie républicaine. Le règlement général de l'instruction publique, adopté le 21 décembre 1917, constitue la « charte » de l'enseignement indochinois. L'instruction n'a pas pour base l'école française, qui est rarement accessible aux jeunes colonisés, mais l'enseignement franco-indigène, dont les finalités, clairement exposées dans le règlement général, sont d'apporter jusque dans les villages des savoirs écrits aux contenus contrôlés, de diffuser des connaissances modernes minimales, et enfin d'adapter les élites indigènes aux fonctions qui leur reviennent dans le système colonial.
Malgré des difficultés persistantes pour faire progresser l'enseignement dans les campagnes, les effectifs scolaires augmentent de façon constante à partir de 1930. La priorité est données à l'enseignement primaire, prolongé par deux filières plus sélectives, le primaire supérieur et le secondaire « local », lequel débouche sur un baccalauréat également « local ». Seule une minorité très réduite d'élèves indigènes accède à l'université. Si le système crée bien une élite moderne en Indochine, celle-ci a des effectifs très minces et est essentiellement issue de l'enseignement primaire ; le développement de la scolarité en Indochine permet notamment de former de nombreux fonctionnaires subalternes. En 1930, 34 371 candidats sont reçus au certificat d'études élémentaires indigènes — dont 16 933 avec la mention « français » — et 4 379 au certificat d'études primaires franco-indigènes. Ils ne sont cependant, cette année-là, que 648 à obtenir le diplôme d'études primaires supérieures franco-indigènes et 75 le « baccalauréat local ». Le développement de l'enseignement primaire supérieur a cependant un rôle important pour garantir l'ascension sociale des colonisés ; il contribue à créer une petite bourgeoisie indigène — essentiellement vietnamienne — de fonctionnaires et d'employés, mais aussi, dans les années 1930, de « révolutionnaires professionnels ». L'enseignement secondaire joue un rôle analogue et permet l'émergence de professions libérales dans la population locale.
Les écoles publiques sont doublées d'établissements privés — catholiques ou laïques — dont l'existence est antérieure et le nombre plus important. Le nombre d'élèves de l'enseignement public au Vietnam dans le primaire s'élève de 126 000 en 1920 à plus de 700 000 en 1943-1944. Dans le secondaire, de 121 en 1919, leur nombre atteint 6 550 en 1943-1944. Au Cambodge, 15 700 enfants sont scolarisés dans le primaire public en 1930 ; ils sont 32 000 en 1945. C'est également au Cambodge que l'instituteur français Louis Manipoud réforme avec succès les écoles de pagodes (bouddhiques) en introduisant des matières modernes dans le cursus traditionnel ; ces écoles rénovées accueillent 38 000 élèves en 1939 et 53 000 en 1945. Toutefois, les campagnes ne sont pas — sauf en Cochinchine — dotées d'un réseau scolaire serré : en 1942, 731 000 enfants seulement sont scolarisés sur une population totale de 24,6 millions. En 1940, le groupe des diplômés de l'enseignement supérieur ou spécialisé est évalué à 5 000 personnes. L'université indochinoise connaît, elle aussi, un accroissement d'effectifs (de 457 en 1938-1939, le nombre d'étudiants atteint 1 575 en 1943-1944). On peut y ajouter les fonctionnaires (16 941 en 1941-1942), les enseignants (16 000 en 1941-1942), tous issus de l'enseignement primaire supérieur ou secondaire, ou de l'université.
L'enseignement se diffuse cependant beaucoup plus vite dans les trois pays vietnamiens qu'au Cambodge et au Laos, surtout en ce qui concerne le secondaire. Ce n'est qu'en 1930 que des étudiants cambodgiens — issus de l'élite, puisqu'il s'agit de deux princes et de quatre futurs ministres — obtiennent leur diplôme d'un lycée français de Saïgon. Il faut attendre 1936 pour que soit ouvert à Phnom Penh le lycée Sisowath, où les élèves vietnamiens sont en outre aussi nombreux, sinon plus, que les Khmers. Trois ans plus tard, on ne compte encore qu'une demi-douzaine de bacheliers au lycée Sisowath, et une douzaine seulement de Cambodgiens suivent des études universitaires à l'étranger. Cependant, bien que lente et tardive, cette diffusion de l'éducation contribue à faire apparaître un embryon d'élite intellectuelle au Cambodge. Le Laos ne possède, en 1939, qu'un seul établissement secondaire, le collège Pavie de Vientiane, qui scolarise environ 500 élèves dont la moitié seulement sont laotiens.
Alexandre Varenne, gouverneur général de 1925 à 1928, s'attache à augmenter le nombre d'écoles tout en recommandant aux enseignants de ne pas apprendre aux indigènes que « la France est leur patrie » et de veiller à ce qu'ils aient « un enseignement asiatique qui leur soit utile dans leur pays ». Dans l'entre-deux-guerres, les limites de l'enseignement en Indochine — l'université de Hanoï ne propose aucun cursus doctoral — pousse un nombre croissant d'étudiants à suivre des études en France. Leur nombre augmente nettement dans les années 1920, et plusieurs dizaines de boursiers, principalement vietnamiens et en majorité cochinchinois, partent chaque année. Une fois revenus de Métropole, les intellectuels « retour de France » jouissent d'un prestige notable auprès de leurs compatriotes.
Les effets positifs de l'enseignement en Indochine y côtoient d'autres plus contestés. Les programmes d'histoire n'échappent pas à « Nos ancêtres les Gaulois » et l'« heure de littérature annamite » est consacrée à l'enseignement de valeurs confucéennes conservatrices. En outre, malgré ces progrès, l'école est très loin de toucher l'ensemble, ou même la majorité, de la population : en 1939, un peu moins de 20 % de la jeunesse indochinoise est scolarisée. Le nombre d'analphabètes demeure très élevé. Les inégalités sociales perdurent en milieu universitaire, et les bourses d'études en France bénéficient surtout aux enfants issus des classes supérieures indigènes, notamment à ceux des familles mandarinales. Enfin, le rôle de l'instruction dans la formation d'une élite indigène, est, à terme, générateur de tensions. Chez les colons, qui se méfient des effets de l'instruction sur les colonisés ; chez les autochtones ensuite, qui constatent que leur instruction ne les empêche pas de demeurer confinés à un rang social inférieur tandis que les « petits Blancs » continuent de bénéficier de passe-droits. Les jeunes intellectuels indigènes, y compris ceux ayant étudié en Métropole, s'aigrissent de ne pas pouvoir accéder à des postes de responsabilités en dépit de leurs diplômes.
Dans les années 1920 et surtout 1930, du fait de la résistance rencontrée auprès de peuples de cultures anciennes, et aussi de la poussée en Europe de certaines idées subversives, des modifications sont apportées aux programmes d'enseignement, pour les adapter davantage aux élèves indigènes : avec le temps, l'administration coloniale se rend compte de l'absurdité de vouloir changer les Indochinois en Français. En 1930, le gouverneur général Pasquier exprime ses doutes sur ce point : « Depuis des milliers d'années, l'Asie possède son éthique personnelle, son art, sa métaphysique, ses rêves. Assimilera-t-elle jamais notre pensée grecque et romaine ? Est-ce possible ? Est-ce désirable ? […] Nous, Gaulois, nous étions des barbares. Et, à défaut de lumières propres, nous nous sommes éclairés, après quelques résistances, à celles qui venaient de Rome. Le liant du christianisme acheva la fusion. Mais en Asie, sans parler des éloignements de race, nous trouvons des âmes et des esprits pétris par la plus vieille civilisation du globe ».

### Religion

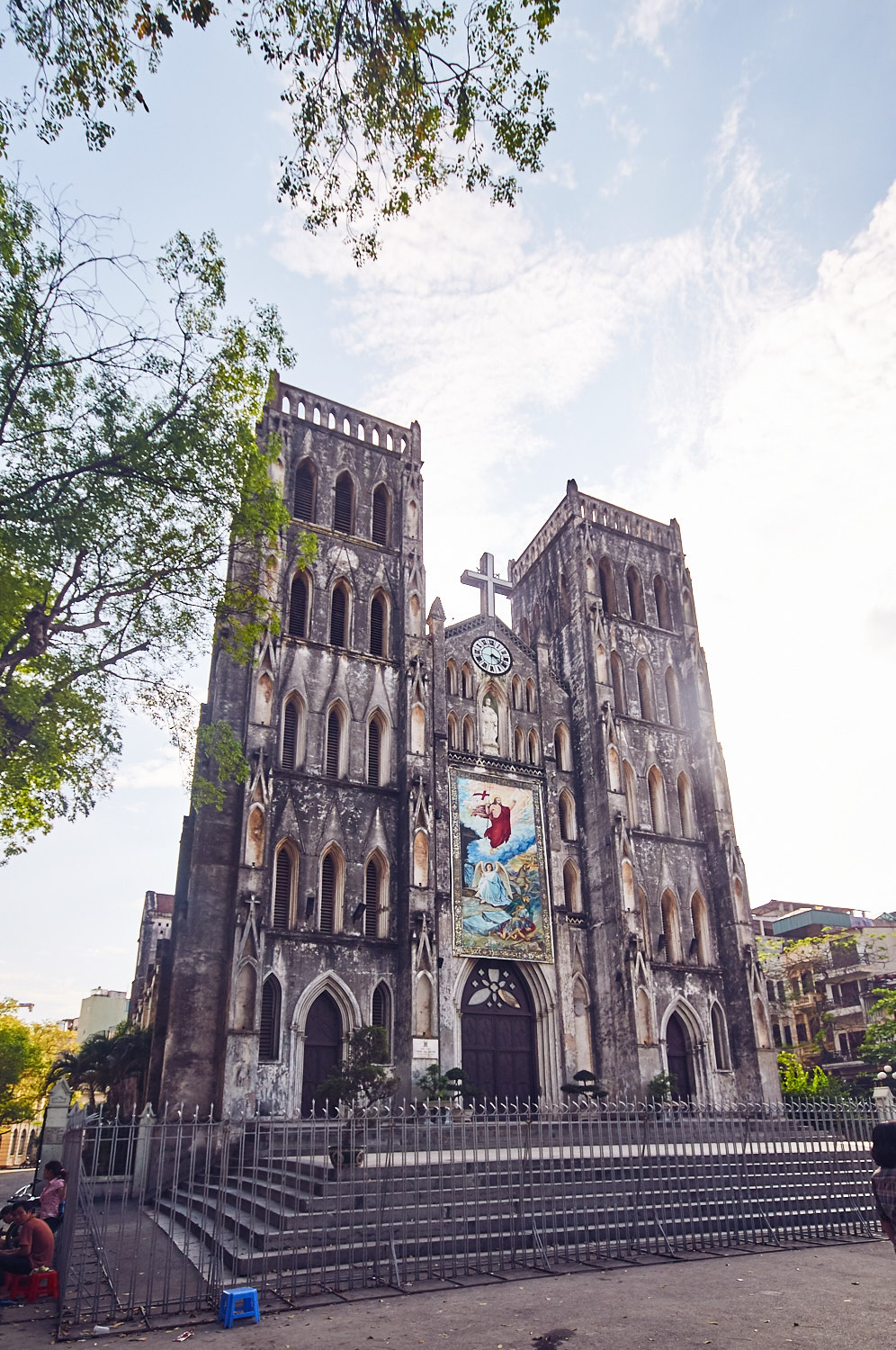
La cathédrale Saint-Joseph de Hanoï, inspirée par Cathédrale Notre-Dame de Paris.

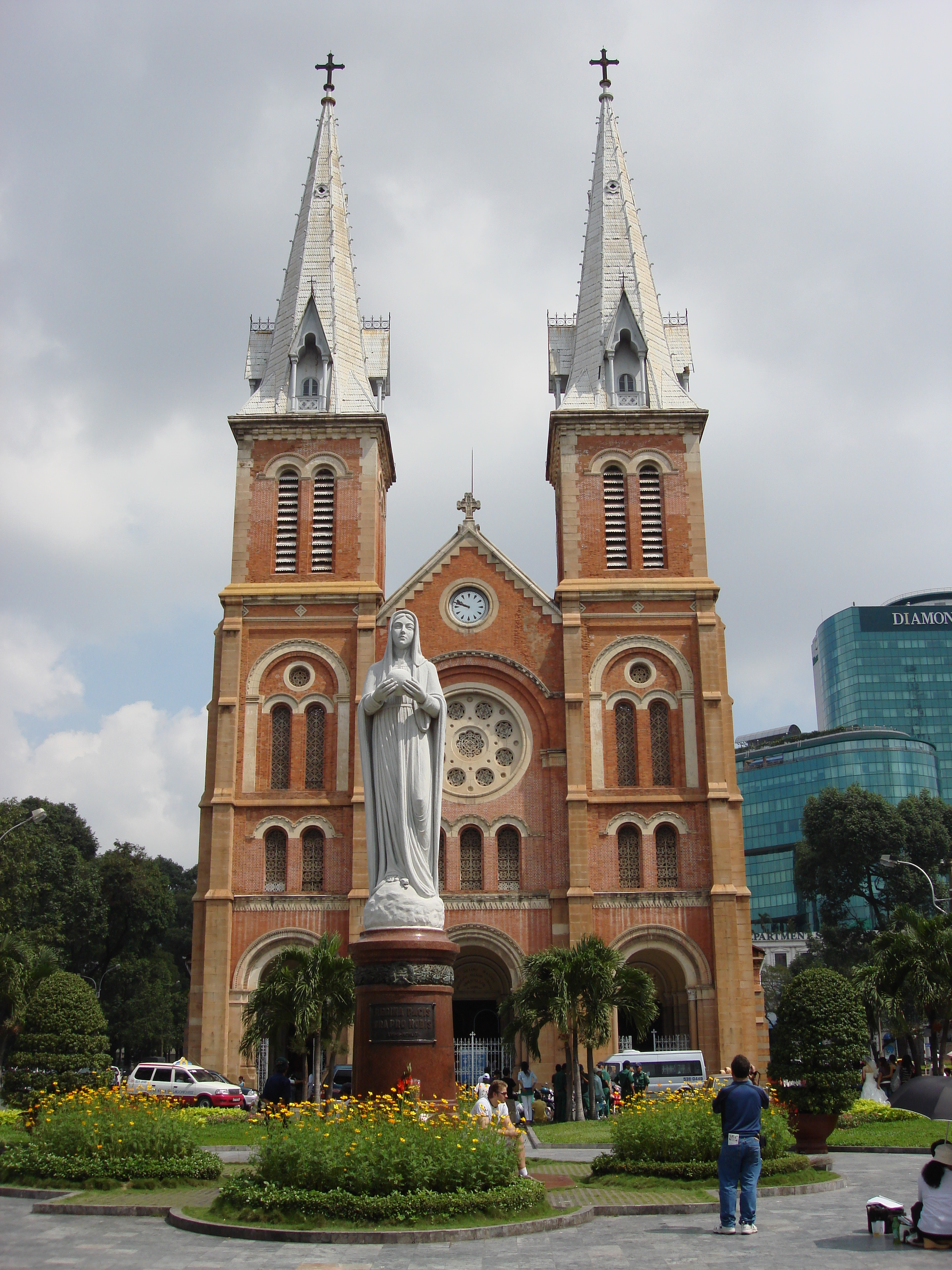
L'église de Saïgon, actuel la cathédrale Notre-Dame de Saïgon.

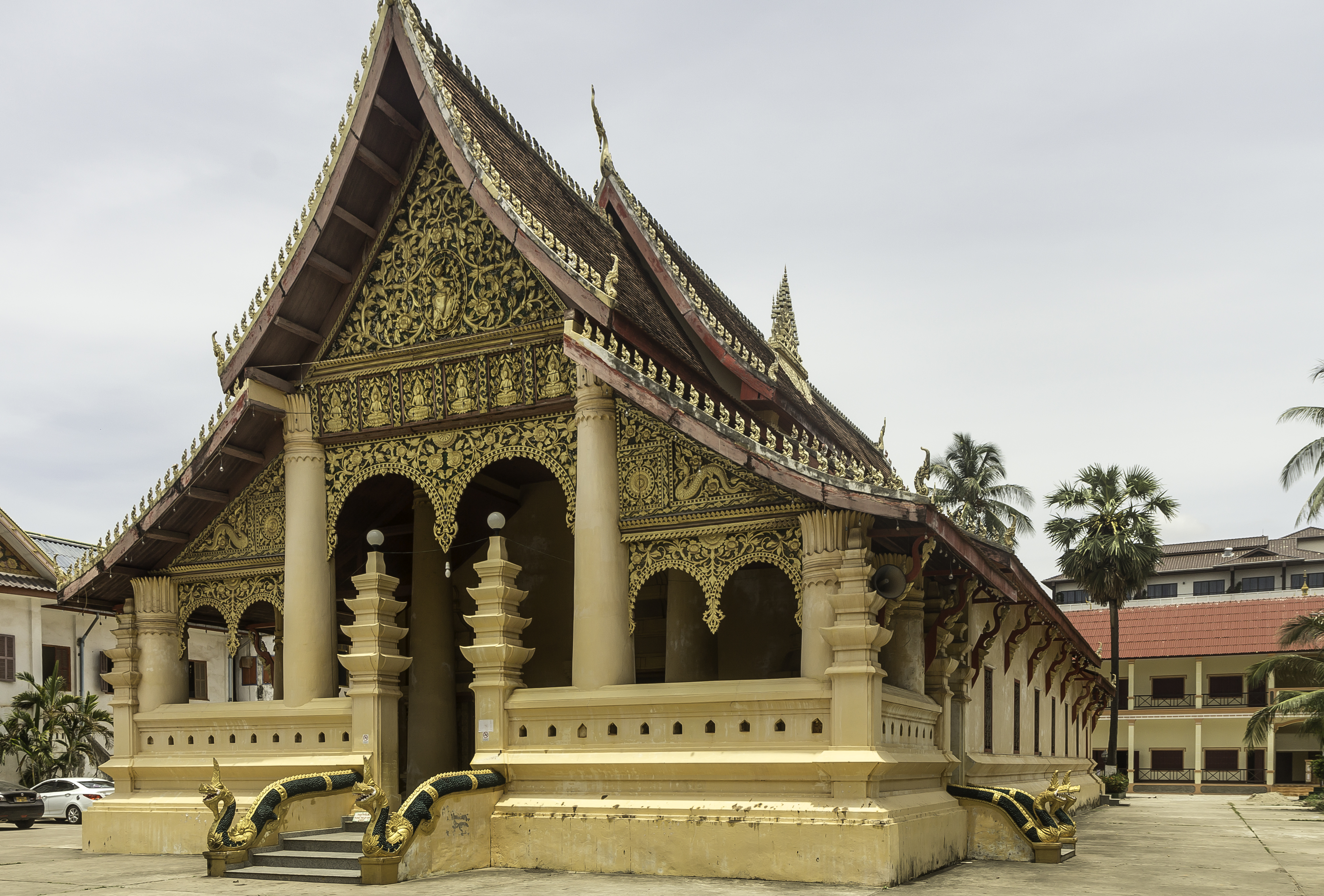
Le temple Vat Ong Teu, siège de l'Institut bouddhique de Vientiane.

Dans l'ensemble de l'Indochine, la religion dominante est le bouddhisme, auquel s'ajoute une forte influence du confucianisme chinois. Chaque pays possède son association bouddhiste, avec parfois des sections provinciales : les tentatives de fédérer ces structures n'aboutissent pas. En 1937, l'Association bouddhiste du Tonkin revendique deux mille bonzes et bonzesses, auxquels s'ajoutent dix mille adhérents ; celle de l'Annam en revendique trois mille. Les organisations bouddhistes du Vietnam n'ont pas davantage d'unité politique : la majorité sont apolitiques, mais certaines, notamment en Cochinchine, sont considérées comme pro-françaises, tandis que d'autres accueillent des bonzes « patriotes ». Au Cambodge et au Laos, le bouddhisme theravāda, très présent dans la population, a le statut de religion officielle et constitue un important facteur de cohésion sociale. Par ailleurs, différents rites existent en Indochine, où le culte des « génies » locaux se mélange volontiers au bouddhisme.

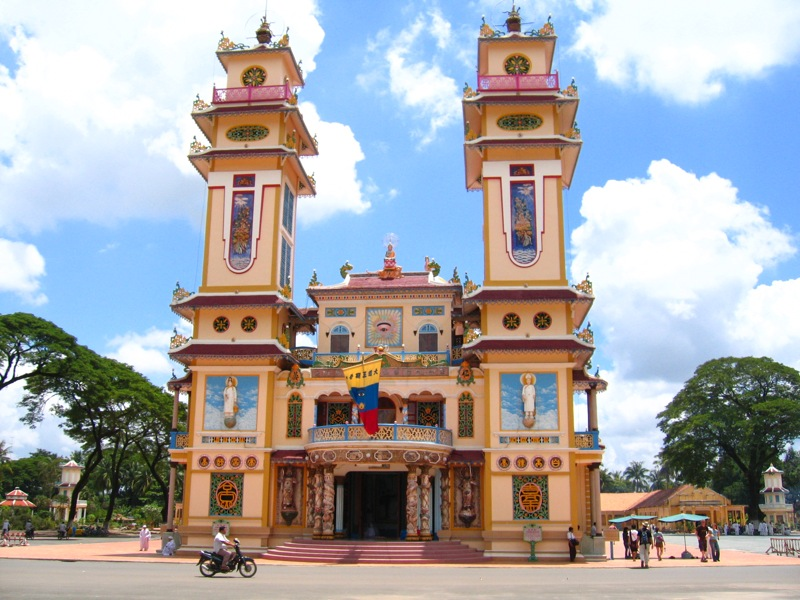
Le grand temple caodaïste de Tây Ninh.

On trouve également en Indochine une population musulmane, qui se compose principalement de l'ethnie cham, mais aussi des musulmans indiens ainsi que d'un petit nombre d'immigrés malais. Cette minorité, estimée en 1941 à 100 000 personnes environ, se retrouve principalement au Cambodge, dans le Sud de l'Annam et en Cochinchine.
L'Indochine connaît par ailleurs, à la fin du XIXe et au début du XXe siècle, des troubles liés à des sectes ou à des sociétés secrètes d'inspiration religieuse, volontiers millénaristes et messianistes, notamment dans le delta du Mékong, souvent guidées par des leaders charismatiques qui mobilisent les paysans à l'aide de pratiques magiques : plusieurs soulèvements de ce type doivent être réprimés dans les pays vietnamiens.
Au Laos, les Français s'appuient sur le clergé bouddhiste pour détacher culturellement le pays du Siam : deux instituts bouddhiques sont fondés, à Vientiane et à Luang Prabang, respectivement en 1931 et 1932. L'administration coloniale vise ainsi à susciter une tradition bouddhique propre au Laos, qui serait affranchie de l'influence siamoise. C'est dans cette même logique qu'est entreprise la réhabilitation du temple Vat Sisakhet.
Au Cambodge, la vie religieuse connaît la même stabilité que la vie politique : le sangha, protégé par le roi, s'aligne comme la monarchie sur les intérêts des Français. Comme au Laos, l'administration coloniale utilise le biais de la religion pour affaiblir l'influence culturelle et politique du Siam ; c'est notamment pour détourner le clergé cambodgien des stages qu'il effectuait jusque-là au Siam que le gouverneur Pierre Pasquier crée, en 1930, l'Institut bouddhique de Phnom Penh. Malgré l'utilité qu'ils trouvent au clergé bouddhiste, les Français ont tendance, au Cambodge et au Laos, à se méfier du sangha qui apporte aux populations des valeurs alternatives au système colonial. Au Cambodge, le clergé bouddhiste est, comme en Thaïlande, divisé en deux ordres, le Dhammayuttika Nikaya et le Maha Nikaya, ce qui porte en germe de futures divisions politiques : le Dhammayuttika étant lié à la famille royale et plus largement à l'élite, le Maha Nikaya, plus nombreux, tend en effet à attirer des moines nourrissant des sentiments antimonarchiques.
Pendant la période coloniale, le catholicisme continue de s'implanter, notamment au Vietnam. Les missions catholiques — surtout les Missions étrangères de Paris, très actives — obtiennent de nombreuses conversions, surtout au Tonkin, touchant environ 10 % de la population indigène. Les Missions étrangères de Paris sont notamment présentes dans le vicariat apostolique de Cochinchine occidentale et le vicariat apostolique du Tonkin. En 1931, on recense 1 300 000 Vietnamiens catholiques, sur 15 millions d'habitants. Le Cambodge compte à la même époque environ 74 000 catholiques, tandis que le Laos, moins touché par l'évangélisation, en compte 18 964. Outre la masse de fidèles, la communauté catholique se distingue par l'importance croissante du clergé indigène, majoritaire par rapport au clergé d'origine européenne (1 062 prêtres et 3 129 religieuses en 1931). Au cours des années 1930, trois Annamites accèdent à la dignité d'évêques, parmi lesquels Ngô Đình Thục, frère du futur président sud-vietnamien Ngô Đình Diệm. Malgré la laïcité de rigueur sous le régime républicain en France, les autorités coloniales s'accommodent très bien de l'influence du clergé catholique car la diffusion du christianisme, en affaiblissant les rites traditionnels, sert l'influence française.
Pendant l'entre-deux-guerres, de nouvelles religions apparaissent et connaissent un succès rapide, particulièrement en Cochinchine, région frontalière propice aux acculturations. Il s'agit d'un phénomène qui concerne essentiellement le Vietnam, où la dissociation entre la monarchie et la nation a entraîné un profond bouleversement culturel, facteur d'apparition de nouvelles croyances. Le Cambodge et le Laos conservent au contraire leur homogénéité religieuse, le bouddhisme demeurant largement dominant. Le plus important parmi ces nouveaux cultes est le caodaïsme, qui naît en 1926 en tant que cercle ésotérique au sein d'une association spiritiste animée par des notables cochinchinois, puis devient une religion syncrétique mélangeant croyances occidentales et asiatiques dans une synthèse parfois à la limite du « bric-à-brac ». Il s'agit à l'origine d'une religion de propriétaires fonciers et de bourgeois fonctionnaires, la classe supérieure indigène trouvant dans cette nouvelle croyance un moyen de s'affirmer culturellement face aux Français. Mais le caodaïsme prône également des relations sociales nouvelles, ce qui lui permet de pénétrer dans le monde paysan ; il compte bientôt des centaines de milliers de fidèles, guidés par son « pape » Pham Cong Tac. Le caodaïsme attire un certain nombre de membres du Parti constitutionnaliste. Le développement de cette religion suscite bientôt l'inquiétude des autorités coloniales : la répression dont fait alors l'objet le caodaïsme lui vaut un surcroît de prestige et d'influence dans la population. Dans le même temps, elle pousse le mouvement à choisir l'indépendantisme et l'alliance avec le Japon. Une partie des caodaïstes soutiennent le prince Cường Để. En 1938, le caodaïsme compte environ 300 000 fidèles en Cochinchine, où son organisation constitue alors un véritable « État dans l'État »,,,.
D'autres « sectes » naissent pendant l'entre-deux-guerres, comme le Bình Xuyên, apparu dans les années 1920 et qui tient plus de l'organisation criminelle comparable aux triades chinoises que de la véritable association religieuse. Plus tardive — elle apparaît à la fin des années 1930 — la secte Hòa Hảo naît, comme le caodaïsme, en Cochinchine, où elle est fondée par un jeune thaumaturge, Huỳnh Phú Sổ. Ce dernier, surnommé par les Français le « bonze fou », attire de nombreux fidèles par ses prédictions apocalyptiques, sa doctrine inspirée du bouddhisme et ses appels à la résistance contre la colonisation. Profitant à la fois du contexte politique troublé des années 1930 et de la faiblesse de l'encadrement confucéen dans les campagnes, la religion Hòa Hảo est à la fois un courant mystique et une organisation communautaire vouée au défrichement des terres vierges,.

### Culture

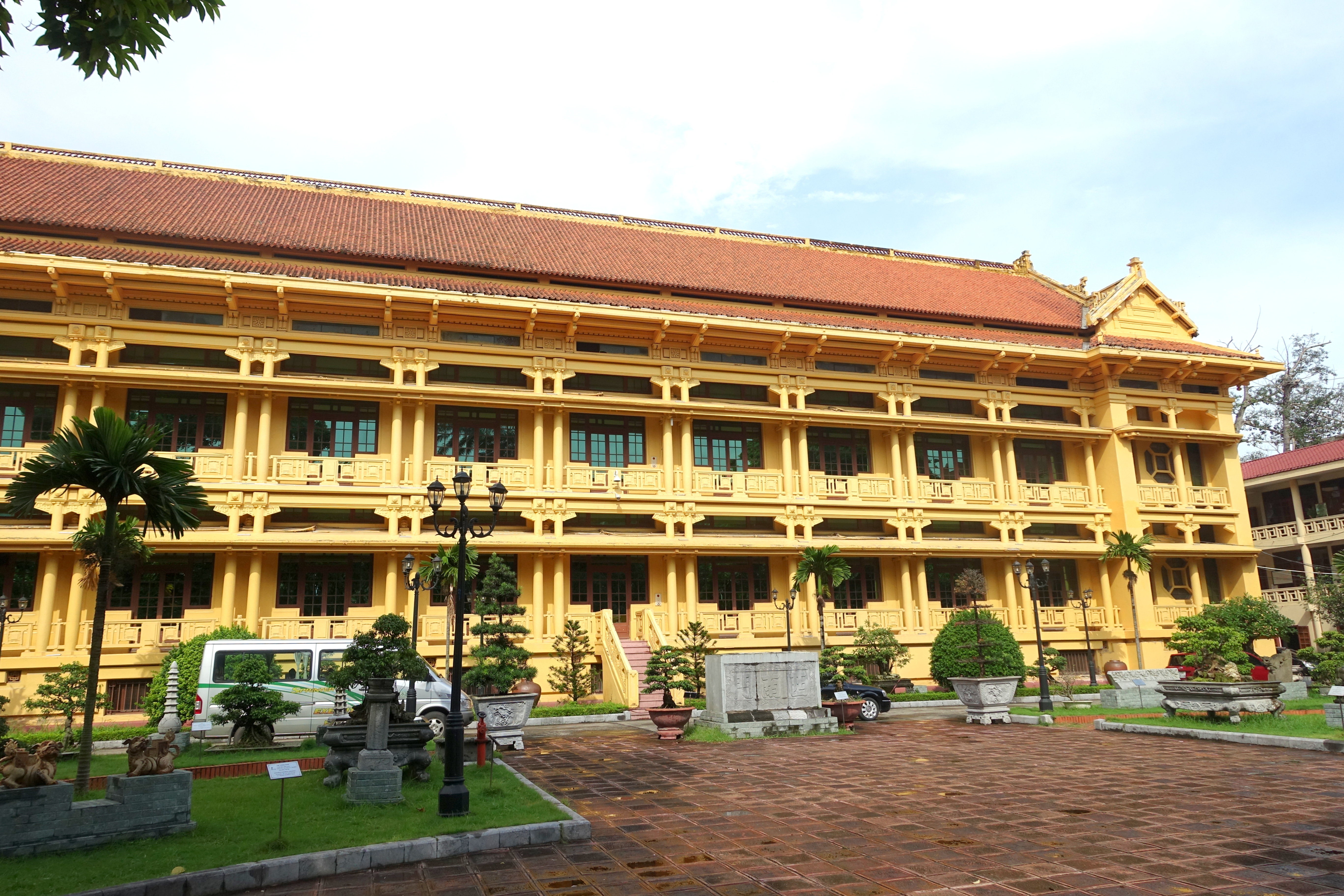
Le musée Louis-Finot (aujourd'hui musée d'Histoire du Vietnam) construit par Ernest Hébrard en 1932 à Hanoï.

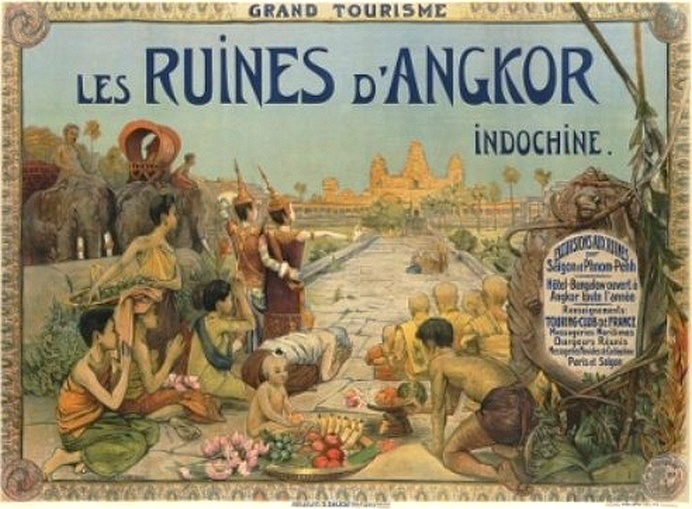
Affiche sur le thème d'Angkor, par George Groslier.

L'administration coloniale fournit au XXe siècle des efforts non négligeables pour étudier les cultures indochinoises, voire pour les revitaliser. C'est en Indochine qu'est fondée, en 1900, l'École française d'Extrême-Orient (EFEO), vouée à l'étude des civilisations asiatiques et dont les équipes jouent un rôle essentiel dans la réhabilitation d'Angkor. Entre autres réalisations, les archéologues de l'EFEO font revivre les vestiges du royaume de Champa et découvrent le site d'Óc Eo en Cochinchine.
Des initiatives venues aussi bien du Gouvernement général que de personnes privées, s'emploient, surtout pendant l'entre-deux-guerres, à soutenir l'artisanat d'art indigène, qui avait fortement décliné depuis le début de la période coloniale. Le patronage des monarchies tendait en effet à disparaître tandis que les élites autochtones, gagnées à la mode occidentale, s'intéressaient de moins en moins aux arts traditionnels. George Groslier mène à ce titre une action décisive pour la renaissance des arts au Cambodge, où ils étaient alors en voie d'extinction. Une première école est ouverte en 1917 à Phnom Penh, avec pour mission de restaurer l'enseignement de l'art traditionnel khmer. En 1924 est fondée l'École des Beaux-arts de l'Indochine, rebaptisée en 1937 École supérieure des beaux-arts de l'université indochinoise. Trois écoles d'art provinciales sont ouvertes en Cochinchine. Outre la préservation des techniques traditionnelles comme la laque et la peinture sur soie, l'enseignement artistique est modernisé : la peinture à l'huile et la perspective européenne sont enseignées aux élèves des écoles d'art indochinoises.
La radio est présente en Indochine à partir de la fin des années 1920, touchant également les milieux indigènes. En Cochinchine, en 1938, 59 % des postes sont possédés par des Vietnamiens. Le cinéma arrive également, par le biais de salles ou de projectionnistes ambulants : en 1932, la Cochinchine compte treize salles, le Tonkin vingt-sept, le Cambodge sept et le Laos trois.

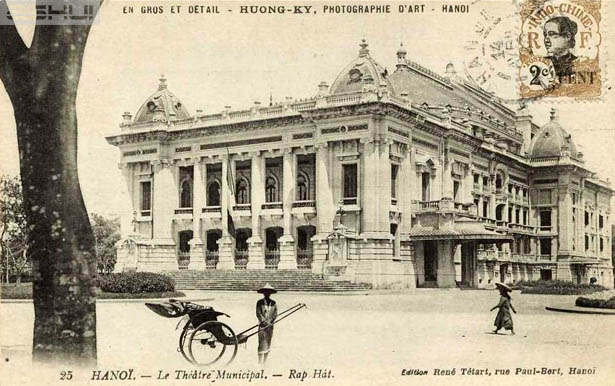
Carte postale représentant le théâtre municipal de Hanoï, vers 1905.

Sur le plan linguistique, le quốc ngữ — qu'Alexandre de Rhodes avait à l'origine conçu comme un outil d'évangélisation — s'impose progressivement comme langue véhiculaire de l'enseignement au Vietnam. Après la Première Guerre mondiale, alors que la domination française semble bien assise, les intellectuels modernistes tendent de plus en plus à se l'approprier et proposent d'en faire l'écriture nationale. Conscient de l'efficacité de cet alphabet, le Gouvernement général subventionne les initiatives pour le promouvoir, et plus largement les cercles culturels et les revues francophiles. Une littérature en quốc ngữ fait son apparition.

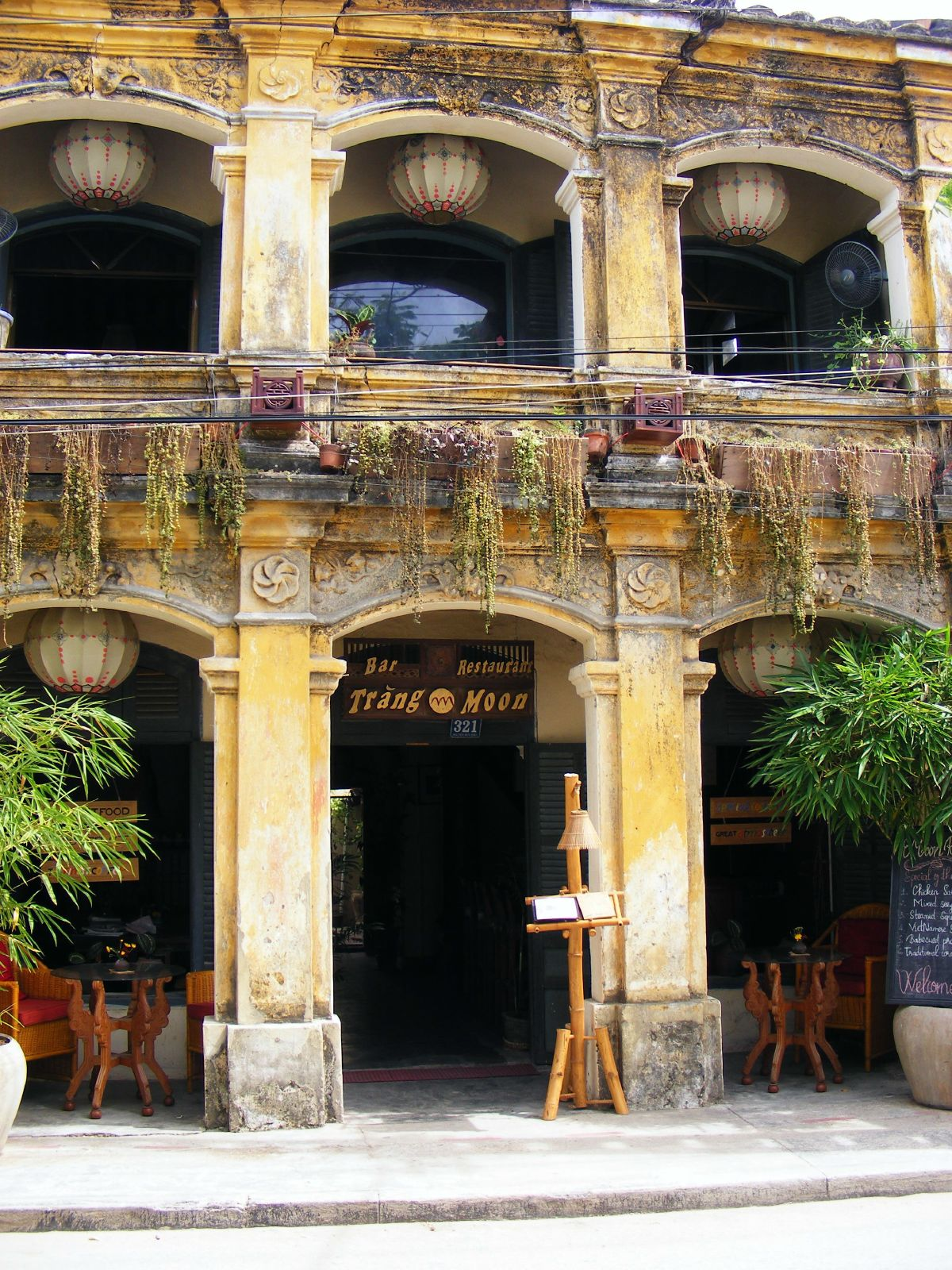
Un bâtiment d'architecture coloniale à Hội An.

Les intellectuels autochtones cherchent des formes d'expression et d'affirmation de leur culture. Le Japon impérial semblant fournir, notamment après sa victoire sur la Russie, un exemple de modernisation asiatique, l'intelligentsia annamite connaît d'abord le phénomène du Đông Du (Voyage vers l'Est) qui consiste à s'inspirer des expériences de réformisme en Asie. Mais après des premiers contacts avec les réformateurs japonais et chinois, le Đông Du cède bientôt la place au Tay Du (Voyage vers l'Ouest) qui vise au contraire à maîtriser et à s'approprier les apports occidentaux. Ce nouveau phénomène coïncide avec le ralliement des intellectuels au quốc ngữ. Des mouvements d'éducation populaire, dont le plus important est le Đông Kinh Nghĩa Thục (Mouvement de l'enseignement bénévole de Dong Kinh, c'est-à-dire de Hanoï) naissent au début du XXe siècle, et de nombreuses traduction en quốc ngữ de textes traditionnels sont réalisées. Le Gouvernement général, désireux de récupérer à son profit cette volonté de savoir chez les indigènes, favorise ces initiatives culturelles, comme l'édition de livres ou de revues. Au début du XXe siècle, et notamment à partir de 1924, le Vietnam connaît une floraison de périodiques d'opinion et d'information, souvent possédés par des Français mais rédigés en quốc ngữ. C'est par ce biais — y compris, paradoxalement, dans des journaux édités par des Français — que la contestation du régime colonial commence à s'exprimer librement. La presse écrite joue un rôle important dans la vulgarisation des idées contemporaines, des sciences, mais aussi des doctrines philosophiques et notamment du marxisme.
La floraison de livres, revues et journaux, ainsi que la généralisation du quốc ngữ favorisent le développement d'une intelligentsia indochinoise, essentiellement vietnamienne. Une littérature moderne voit le jour dans les pays vietnamiens. À partir de 1930, l'école littéraire en vogue est celle du Tự Lực văn đoàn (Groupe littéraire autonome) dont les membres, poètes ou écrivains, s'inspirent de la littérature française contemporaine pour utiliser un style concis et clair, débarrassé des influences chinoises. La littérature favorise, dans l'entre-deux-guerres, l'expression du courant indépendantiste. De nouveaux écrivains, comme Nguyễn Công Hoan, représentent un courant littéraire populiste clairement marxisant qui polémique volontiers avec les auteurs annamites « bourgeois ».
Comparé au dynamisme de l'édition annamite, la production écrite est singulièrement sous-développée au Cambodge, dont la littérature moderne et quasi inexistante et où les marchés sont au contraire « inondés » de livres vietnamiens. Le premier journal en langue khmère, Nagara Vatta, est fondé en 1936 par Sim Var et Pach Chhoeun, bientôt rejoints par le jeune magistrat Son Ngoc Thanh ; le premier roman en langue khmère paraît deux ans plus tard. Bien que touchant un lectorat relativement réduit de fonctionnaires, Nagara Vatta a une importance non négligeable car cette publication participe d'une forme tardive de « réveil national » cambodgien — l'influence des Vietnamiens y est dénoncée — et permet pour la première fois aux Khmers d'être informés sur le monde extérieur dans leur propre langue,.
Au Laos, des efforts sont fournis, par le biais des instituts bouddhiques et sous le patronage de la France, pour développer une culture nationale, dans le but notamment de détacher le pays du Siam. Des figures intellectuelles et politiques, parmi lesquelles l'érudit Maha Sila Viravong et le prince Phetsarath Rattanavongsa, participent activement à l'élaboration de cette culture lao. Le premier manuel de grammaire en langue lao est publié en 1935 par Vivarong avec le soutien du prince Phetsarath ; les règles orthographiques de la langue sont simplifiées pour permettre à un plus large public d'accéder aux textes bouddhiques.
Sur le plan sociétal, la colonisation s'accompagne au XXe siècle d'importants changements du point de vue des mœurs, au moins en ce qui concerne les classes supérieures annamites. Dans l'entre-deux-guerres, les habitudes de la jeunesse s'occidentalisent, notamment par le biais d'activités sportives et collectives. Le scoutisme masculin apparaît en 1930, et son équivalent féminin en 1936. En 1935, on compte huit mille scouts en Indochine, cet engagement donnant aux jeunes Indochinois l'opportunité de se familiariser avec des techniques d'organisation, de pratiquer l'entraide, et de faire connaissance avec la population défavorisée via des activités caritatives. En 1937, la première piscine municipale réservée aux Indochinois ouvre à Saïgon. La place des femmes dans la société évolue également : les premières associations féminines apparaissent dans les années 1920, causant quelque émoi au sein de la bourgeoisie indigène. Les valeurs asiatiques d'obéissance et de piété filiale sont également mises à rude épreuve face à l'occidentalisation des mœurs. Un fossé se creuse parfois entre les jeunes imprégnés de culture française — notamment, mais pas uniquement, ceux qui ont étudié en Métropole — et leurs parents ayant conservé leurs références traditionnelles et ne parlant pas forcément le français.
Alors que l'ancienne génération des lettrés s'éteint avec le temps, le développement de l'instruction favorise le développement d'une nouvelle élite annamite, qui compte beaucoup d'avocats, de médecins et d'enseignants. Cette bourgeoisie occidentalisée, gagnée aux idées contemporaines, attend d'autant plus de la France qu'elle accorde au pays une plus grande autonomie,.

## Agitation politique au début duXXesiècle

### La résurgence de l'indépendantisme vietnamien

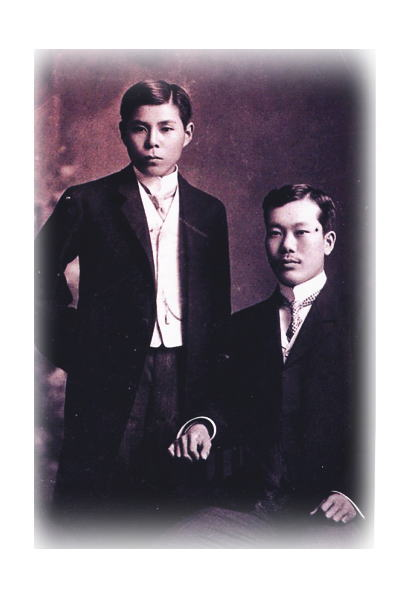
Phan Bội Châu (à droite) et le prince Cường Để en 1907.

Après l'échec du mouvement Cần vương et le déclin du principe de mandat céleste, le nationalisme vietnamien s'imprègne des idées et du vocabulaire modernes : les notions de patriotisme et d'État national font leur apparition dans la langue vietnamienne. C'est dans la génération des intellectuels ayant vécu l'insurrection contre les Français qu'apparaissent les personnalités qui portent, au début du XXe siècle, les idées indépendantistes. Phan Bội Châu, issu d'une famille de lettrés, refuse ainsi le poste qui lui était destiné pour se consacrer à la lutte patriotique ; en 1905, il s'exile au Japon, pays qui suscite alors les espoirs des nationalistes asiatiques, et noue des contacts avec des mouvements révolutionnaires comme le Tongmenghui chinois de Sun Yat-sen. Installé à Taïwan — alors possession japonaise — Phan Bội Châu y est rejoint par un membre de la famille impériale vietnamienne, le prince Cường Để. Ce dernier, qui revendique dès lors le trône, apporte aux indépendantistes la légitimité monarchique. En 1906, les deux hommes créent le Việt Nam Duy Tân Hội (Société pour un nouveau Vietnam). Phan Bội Châu publie ensuite des pamphlets contre la domination française, parmi lesquels Lettre d'outre-mer écrite avec du sang qui connaît à l'époque un grand retentissement,.
En Indochine même, les idées nationalistes profitent de l'essor de la presse pour s'exprimer, notamment dans le journal Luc Tinh Tan Van, que dirige Gilbert Chiếu. Une autre figure du nationalisme annamite, Phan Châu Trinh, anime un courant indépendantiste qui se méfie du militarisme japonais comme du traditionalisme confucéen, et prône au contraire la modernisation du Vietnam ; si Phan Bội Châu compte sur l'aide du Japon pour libérer le pays, Phan Châu Trinh est opposé à la violence et veut faire surgir le progrès et la démocratie au sein de la société colonisée, en nouant des alliances avec les éléments libéraux de la colonisation,. Il contribue, par ailleurs, à remettre en usage, pour désigner le pays, le nom ancien de Vietnam plutôt que celui d'Annam utilisé par les Chinois puis par les Français.
La déposition par les Français de l'empereur Thành Thái, en 1907, donne aux nationalistes l'occasion d'agir. L'année suivante, une série de mouvements insurrectionnels éclatent au Centre-Annam, à Hanoï et en Cochinchine. C'est au Tonkin, où le chef rebelle Hoàng Hoa Thám reprend lui aussi les armes, que la situation est la plus sérieuse. Le 27 juin 1908, les cuisiniers indigènes tentent d'empoisonner la garnison de Hanoï afin de permettre à Hoàng Hoa Thám de prendre la ville. Le complot est éventé, mais provoque un vent de panique : la police multiplie les arrestations de lettrés et de suspects, parmi lesquels Phan Châu Trinh. Cường Để et Phan Bội Châu sont condamnés à mort par contumace. L'université de Hanoï, que le gouverneur avait ouverte un an plus tôt, est fermée et ne rouvre qu'en 1917. Les insurrections sont finalement écrasées, et les Français obtiennent du Japon qu'il expulse Phan Bội Châu et Cường Để, qui doivent se réfugier en Chine. Quelques années plus tard, la révolution chinoise de 1911 incite les leaders nationalistes à reprendre leurs activités : ils créent une nouvelle organisation, la Việt Nam Quang Phục Hội (Association pour la restauration du Vietnam) ainsi qu'un gouvernement en exil présidé par Cường Để,,.
Pendant plus de trois ans, des attaques sporadiques et des attentats ont lieu en Indochine, principalement au Tonkin. Hoàng Hoa Thám continue la lutte jusqu'à son assassinat en février 1913. Le gouverneur général Albert Sarraut, nommé pour réformer l'Indochine et qui avait annoncé son intention d'améliorer le sort des indigènes, échappe en avril 1913 à un attentat à la bombe. Les idées nationalistes gagnent jusqu'au jeune empereur annamite Duy Tân qui, en 1916, s'enfuit du palais pour tenter de rejoindre des insurgés. Repris, il est détrôné et exilé,,.
Fin août 1917, une insurrection éclate à Thái Nguyên, bourgade située à 70 kilomètres au nord de Hanoï et où se trouve un pénitencier. Bien que la politique y joue un rôle, l'élément déclencheur semble cependant avoir été le comportement des officiers locaux. Ce sont en effet les brimades et les mauvais traitements qui poussent les soldats indigènes à se soulever ; incités à la révolte par des détenus politiques, ils tuent leurs supérieurs français et libèrent les prisonniers. Environ 300 insurgés tiennent la ville pendant cinq jours, jusqu'à l'intervention des troupes. La rébellion est écrasée, mais des groupes de mutins continuent cependant à agir dans la province jusqu'en janvier 1918,.

### Troubles au Cambodge et au Laos
Le protectorat du Cambodge connaît lui aussi des épisodes de violence au début du siècle, pour des raisons très diverses. Une révolte de type « millénariste », menée par un bonze défroqué, Ang Snguon, éclate en 1905 dans la province de Stoeng Treng. C'est cependant dans les provinces de Battambang et Siem Reap, que le Siam a dû céder, que des insurrections plus sérieuses se déclenchent, en grande partie à l'instigation du gouverneur siamois de Battambang : les Français doivent y affronter des bandes comptant plusieurs centaines d'insurgés, et ne parviennent à pacifier la région qu'en 1912. Dans la province de Kampot, des affrontements ethniques opposent les Khmers à la minorité chinoise entre 1909 et 1915. Dans le Nord-Est, un autre ancien bonze, Sena Ouch, mène des attaques entre 1913 et 1916 à la tête d'une centaine d'insurgés. Entre 1912 et 1918, plusieurs révoltes paysannes éclatent contre la corvée.
Malgré ces troubles périodiques, le Cambodge est considéré par les Français comme un territoire stable. Pendant la Première Guerre mondiale, cependant, il est lui aussi gagné par une agitation politique importante, pour des raisons essentiellement économiques. Le conflit en Europe conduit en effet la France à augmenter la fiscalité dans toute l'Indochine. Dès novembre 1915, des délégations de paysans venus de l'est de Phnom Penh, passant par-dessus l'autorité des administrateurs français, apportent des pétitions au roi Sisowath pour lui demander de baisser les taxes. Début 1916, les protestataires sont plusieurs dizaines de milliers, voire cent mille, à faire le déplacement jusqu'à la capitale. Les manifestants n'obtiennent que de vagues promesses de la part du monarque, avant d'être sommés de retourner dans leurs villages ; des incidents isolés font plusieurs victimes. Si elle ne semble pas avoir eu un tour réellement anti-français, l'affaire de 1916 surprend les autorités coloniales du fait du caractère massif et bien organisé de la contestation.
Le protectorat du Laos est également touché par des mouvements de révolte, dans la région du plateau des Bolovens. Les troubles débutent dès 1895, et le gros de la région est pacifié aux alentours de 1910, mais les attaques de rebelles se prolongent ensuite pendant plus de vingt-cinq ans. Ong Kaeo, un ancien bonze d'ethnie Lao Theung qui dit posséder des pouvoirs surnaturels, lance en 1901 une insurrection d'inspiration religieuse contre les Français, après qu'un fonctionnaire français a fait brûler une pagode pour affirmer son autorité. D'autres chefs rebelles, dont le plus connu est Ong Kommadam, viennent bientôt épauler Ong Kaeo. Les insurgés tuent plusieurs centaines de recrues des troupes coloniales, ce qui pousse les autorités de Hanoï à réagir par une contre-insurrection brutale ; Ong Kaeo est capturé et tué en 1910, mais Kommadam continue la lutte jusqu'à sa mort en 1936.
Un autre soulèvement éclate début 1918 dans les hautes régions du Laos, cette fois pour des raisons de rivalités ethniques : menées par un jeune sorcier du nom de Batchai, des populations montagnardes hmong se soulèvent contre leurs responsables lao. Au milieu de 1919, une zone montagneuse d'environ 40 000 kilomètres se trouve en état quasi insurrectionnel. Trois ans d'efforts sont nécessaires aux autorités coloniales pour écraser la révolte.

## La Première Guerre mondiale
Pendant la guerre de 1914-1918, une partie des militaires français présents en Indochine est rapatriée en Europe ; seuls 2 600 d'entre eux demeurent sur place. La sécurité de la colonie repose alors essentiellement sur les tirailleurs annamites et la garde indigène. Les usines de Métropole manquant de main-d'œuvre, il est fait appel à des habitants des colonies. En 1915, 4 631 Indochinois — Vietnamiens pour l'essentiel — partent travailler en France, suivi de plusieurs dizaines de milliers dans les années qui suivent. Au total, 48 981 d'entre eux travaillent dans les entreprises de Métropole pendant la guerre ; certains demeurent ensuite sur place, où ils sont les précurseurs de la diaspora vietnamienne.

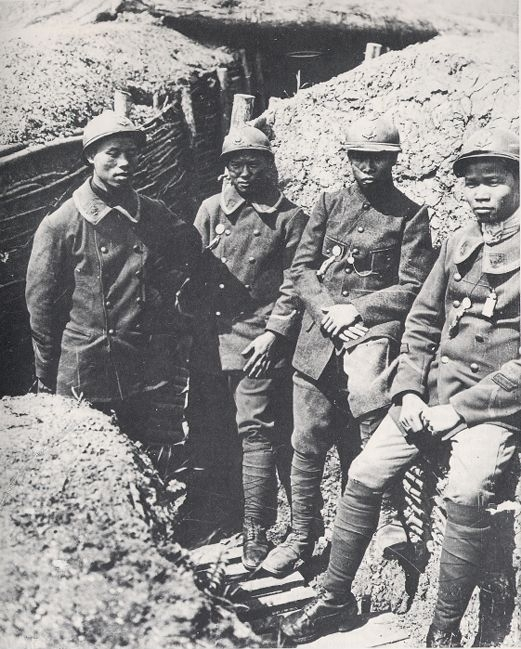
Soldats annamites sur le front de la Marne en 1916.

Outre cette main-d'œuvre, les Français ont la possibilité d'utiliser les forces armées indochinoises ; le commandement — notamment Joffre — est cependant rétif à cette idée, car peu convaincu des « vertus guerrières » du peuple annamite. Mais la nécessité finit par l'emporter, et des tirailleurs indochinois, en majorité originaires du Tonkin, sont envoyés sur le front européen à partir de 1916 : 43 340 d'entre eux font le voyage. Cependant, la hiérarchie militaire demeurant sceptique, ils sont pour la plupart regroupés en « unités d'étape » chargées d'assurer les travaux et les transports à l'arrière du front. 9 000 deviennent infirmiers et 5 000 automobilistes. Plusieurs bataillons de guerre sont néanmoins formés, et se distinguent à Verdun ou au Chemin des Dames. Environ 1 300 tirailleurs vietnamiens sont tués pendant la guerre mondiale.
L'Indochine elle-même n'est guère touchée directement par le conflit. Elle fait cependant l'objet de tentatives de déstabilisations de la part de l'Empire allemand : Cường Để est reçu à Berlin et le consul allemand à Hong Kong entretient des relations avec le groupe de Phan Bội Châu, indépendantiste vietnamien. Les Allemands et les exilés annamites s'efforcent de susciter des troubles, mais sans grand succès. Quelques incidents, dus à leur action, éclatent cependant en 1914 — une mutinerie de prisonniers en septembre dans la province de Bắc Kạn au Tonkin et une attaque de pirates en novembre à Sam Neua au Laos — mais sans mettre réellement la colonie en danger.

## Nouveaux troubles dans l'entre-deux-guerres

### Regain du nationalisme
Dans les années 1920, une génération de nationalistes annamites cesse le combat. Phan Bội Châu est arrêté en 1925 dans la concession française de Shanghai ; condamné à mort, il est gracié par le gouverneur Varenne et assigné à résidence à Hué. Il finit par se faire l'apôtre de la collaboration franco-annamite. Phan Châu Trinh, après des années de prison puis d'exil en France, est autorisé à rentrer en Indochine en 1925 mais, malade, il meurt l'année suivante.
Dans le même temps, cependant, les discours de Sarraut sur la collaboration franco-annamite, ainsi que les principes wilsoniens sur le droit des peuples à disposer d'eux-mêmes, éveillent un espoir au sein de la société civile vietnamienne, qui attend de la France qu'elle accorde au Vietnam un statut conforme aux souhaits de ses nouvelles classes supérieures. Les élites indigènes expriment désormais leurs doléances par le biais de partis politiques : en 1923, l'ingénieur agronome et patron de presse Bùi Quang Chiêu fonde le Parti constitutionnaliste, une formation nationaliste et légaliste influencée par les idées de Phan Châu Trinh. Expression de la bourgeoisie cochinchinoise, ce parti réclame pour les Annamites davantage de libertés et une place dans la direction du pays. Le théoricien politique Phạm Quỳnh, inspiré de Barrès et Maurras, prône un renouvellement des institutions annamites et une association loyale avec la France : ses idées, bien que modérées, éveillent la méfiance des colons qui le considèrent comme un dangereux nationaliste. L'empereur Khải Định, dont les idées sont proches de celles de Phạm Quỳnh, voyage en Métropole en 1922 ; mais cette visite — la première en France d'un souverain annamite — s'avère totalement improductive sur le plan politique.
C'est dans ce contexte d'impasse de la collaboration franco-annamite que se développe en Indochine une nouvelle intelligentsia. En 1923, Nguyễn An Ninh, jeune licencié en droit, fait sensation en prononçant une conférence dans laquelle il dénonce radicalement à la fois la colonisation et les traditions confucéennes. De nombreux journaux apparaissent, comme La Cloche fêlée publié par Nguyễn An Ninh, devenu le maître à penser des nouveaux intellectuels vietnamiens. Des idées nouvelles comme le pacifisme ou le féminisme obtiennent un grand succès. Rapidement, la jeunesse instruite indigène se radicalise. La victoire du Cartel des gauches en Métropole suscite des espoirs, mais les réformes du socialiste Varenne, nommé gouverneur général en 1925, sont jugées trop timides. Phạm Quỳnh n'obtient pas l'autorisation de former un parti politique. L'arrestation de Phan Bội Châu en 1925, celle de Nguyễn An Ninh en mars 1926, puis les obsèques de Phan Châu Trinh le mois suivant, provoquent des heurts entre les jeunes intellectuels et les autorités coloniales. Un mouvement de boycott des écoles est lancé : fin mai, plus d'un millier d'élèves sont renvoyés de leurs établissements. Grèves et incidents se multiplient dans les établissements scolaires durant les trois années qui suivent.

### Apparition du mouvement communiste indochinois

Nguyễn Sinh Cung, alias Nguyễn Ái Quốc, futur Hô Chi Minh, en 1921.

Parallèlement, un premier noyau communiste apparaît dans les milieux politiques annamites, en premier lieu parmi les expatriés en France. Nguyễn Sinh Cung — le futur Hô Chi Minh —, fils d'un mandarin révoqué par les Français, fréquente en Métropole le groupe animé par Phan Châu Trinh. Comme d'autres Annamites, il adhère ensuite à la SFIO et à la franc-maçonnerie. En 1920, lors du congrès de Tours, il fait une intervention remarquée en faveur de l'adhésion à l'Internationale communiste (Komintern). Adoptant à l'époque le pseudonyme de Nguyễn Ái Quốc, il part en 1924 pour l'Asie afin d'y travailler à plein temps pour le Komintern.
Encore très minoritaire, la mouvance communiste annamite gagne progressivement en importance à partir de 1925. En Indochine même, l'engagement communiste est perçu comme une « protestation patriotique ». En Métropole, un noyau d'expatriés — qui attire des ouvriers, des tirailleurs ou des étudiants — se forme en 1926 autour du Việt Nam Độc lập Đảng (Parti pour l'indépendance du Vietnam) animé par Nguyễn Thế Truyền. Installé à Canton avec les agents du Komintern chargés à l'époque d'encadrer le Parti communiste chinois, Nguyễn Ái Quốc fonde avec d'autres militants un premier groupe communiste, le Thanh Nien, qui diffuse un bulletin en Indochine. Entre 1925 et 1929, le Thanh Nien accueille en Chine environ 300 Annamites, qui suivent une formation politique et repartent ensuite en Indochine pour y animer des cellules clandestines.
Le communisme gagne rapidement en puissance auprès de la jeunesse instruite ; il répond à la fois à une demande des jeunes intellectuelles en fournissant une idéologie adaptée au combat anti-colonial, tout en paraissant apporter une solution à la misère ouvrière et paysanne. Il apparaît également comme une réforme éthique, en greffant les valeurs de l'idéologie soviétique à celles de la morale confucéenne. Un mouvement dit de « prolétarisation » est lancé, qui voit des jeunes intellectuels s'engager comme travailleurs dans les plantations d'hévéas, les usines et les mines, pour se rapprocher des milieux populaires et y créer des cellules. À partir de 1928, les militants annamites réclament la fondation d'un vrai parti communiste.
La mouvance communiste vietnamienne est très vite parcourue de divisions : dans le courant de 1929, les militants présents en Métropole scissionnent entre un groupe pro-stalinien et une tendance trotskiste animée notamment par Tạ Thu Thâu. En Indochine, la ligne défendue par Nguyễn Ái Quốc — qui prône une synthèse entre nationalisme et communisme — est provisoirement mise en minorité, au profit d'une tendance plus conforme à la ligne « classe contre classe » du Komintern. En juin 1929, le groupe du Thanh Nien à Hanoï fonde, sous l'impulsion de Ngô Gia Tự, un Parti communiste indochinois. Le Thanh Nien se disloque et la mouvance communiste indochinoise se trouve alors divisée en trois groupes, dont aucun n'a encore l'aval officiel du Komintern.

### L'affaire de Yên Bái

Premier drapeau utilisé par le VNQDD.

Entre-temps, en Indochine, les jeunes militants nationalistes se tournent bientôt vers l'action illégale : ils créent de nouveaux journaux — vite interdits — diffusent des tracts et des manifestes à l'idéologie encore floue, forment des sociétés secrètes. En novembre 1927, un groupe de jeunes Tonkinois, menés par Nguyễn Thái Học, fonde le Việt Nam Quốc Dân Đảng (VNQDD) ou « Parti nationaliste vietnamien », un mouvement inspiré du Kuomintang chinois dont le nom a simplement été traduit en vietnamien. Très dynamique malgré la surveillance de la Sûreté générale, le VNQDD recrute rapidement des centaines de membres parmi les intellectuels, les travailleurs ou les femmes, et passe bientôt à l'action violente,. Il est en outre, à l'époque, le seul groupe indépendantiste à échapper à l'attraction communiste.
En février 1929, le VNQDD assassine à Hanoï Alfred Bazin, directeur de l'Office général de la main-d'œuvre et, à ce titre, symbole de l'exploitation coloniale. Dans les mois qui suivent, les autorités multiplient les arrestations dans les milieux nationalistes. Le VNQDD, sérieusement menacé, décide alors de jouer son va-tout en organisant un véritable soulèvement. Dans la nuit du 10 au 11 février 1930, deux compagnies du 4e régiment de tirailleurs tonkinois, aidés par des agitateurs civils, se mutinent à Yên Bái, tuant plusieurs officiers français. Simultanément, des bombes sont lancées à Hanoï sur des commissariats, des casernes et le bâtiment de la Sûreté, tandis que plusieurs autres tentatives d'insurrection ont lieu. Mais la révolte du 4e tonkinois, qui devait lancer un soulèvement général, ne s'étend pas. La mutinerie est rapidement écrasée, et le VNQDD décimé par la répression. Nguyễn Thái Học, capturé fin février, est exécuté avec douze de ses camarades, et de nombreux militants sont envoyés au bagne de Poulo Condor. L'affaire de Yên Bái marque beaucoup l'opinion dans la colonie, prise au dépourvu par cette insurrection alors que l'Indochine semblait stabilisée,,.

### Les«Soviets»de Nghệ-Tĩnh

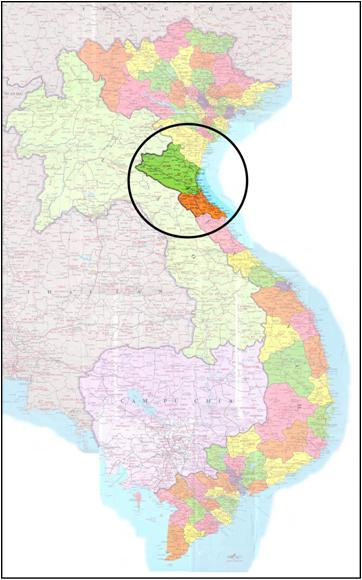
La région de Nghệ-Tĩnh (provinces de Nghệ An et Hà Tĩnh) lieu de l'insurrection communiste de 1930-1931.

Dans le même temps, la mutinerie de Yên Bái donne également aux communistes l'occasion de passer à l'action. Alors que l'échec de l'insurrection a décapité la mouvance indépendantiste non communiste, Nguyễn Ái Quốc juge le moment propice pour rassembler autour de lui les nationalistes annamites,. En février 1930, il fonde à Hong Kong le Parti communiste vietnamien. Il reçoit cette fois l'aval du Komintern qui, souhaitant que le mouvement puisse séduire l'ensemble des peuples de l'Indochine, lui impose à la fin de l'année de rebaptiser son mouvement Parti communiste indochinois (PCI). Les membres de cette nouvelle organisation sont cependant presque tous des Vietnamiens,.
Dès le début de février, quelques jours avant Yên Bái, des militants communistes commencent à pousser à la grève les coolies d'une plantation. Ce n'est que le début d'une série de vastes mouvements sociaux, notamment dans le Nord de l'Annam et en Cochinchine, alors que l'économie indochinoise commence à décliner dangereusement. C'est dans la région de Nghệ An, province déshéritée — dont est par ailleurs originaire Nguyễn Ái Quốc — qui connaît alors une situation difficile du fait de mauvaises récoltes, que les communistes trouvent le terreau le plus propice. Le PCI mobilise les masses déshérités pour réclamer du riz aux autorités. Le 1er mai, le mouvement compte ses premiers morts quand plusieurs grévistes sont tués à Vinh par la Garde indigène ; agitations, manifestations et marches de paysans se succèdent pendant tout l'été,,.
Apparemment sans décision préalable du Comité central du PCI — qui s'est transféré entre-temps de Hong Kong à Haïphong — les responsables communistes de l'Annam commencent à organiser des Soviets ruraux : les conseils de notables sont dispersés et les rizières communales réparties entre les pauvres. Plus d'une vingtaine de Soviets (traduit en vietnamien par Xo Viet) sont organisés entre l'automne 1930 et le début de 1931. La répression de l'appareil colonial est bientôt enclenchée : les Soviets de Nghệ-Tĩnh sont dispersés, plusieurs milliers de personnes sont tuées et environ 10 000 emprisonnées. La plupart des membres du Comité central du PCI sont arrêtés, et condamnés à mort ou à des peines d'emprisonnement. De nombreux militants, comme les futurs dirigeants nord-vietnamiens Phạm Văn Đồng, Lê Đức Thọ et Lê Duẩn, sont envoyés à Poulo Condor ou dans d'autres prisons. Nguyễn Ái Quốc lui-même est arrêté à Hong Kong en juin 1931 par la police britannique. Le mouvement communiste indochinois semble alors démantelé,,.

## Écroulement de l'économie indochinoise dans les années 1930
Durant l'entre-deux-guerres, l'Indochine française connaît, après plusieurs années de boom économique, les effets de la dépression économique mondiale consécutive au krach de 1929. L'économie de l'Indochine commence d'ailleurs dès 1928 à perdre de son dynamisme, avec la baisse des cours du caoutchouc. En 1930, les cours du riz commencent à s'effondrer. Les opérations spéculatives à court terme des exportateurs de paddy et des banques viennent encore aggraver la situation, comme d'ailleurs dans le reste de l'Asie du Sud-Est. Les branches motrices de l'économie indochinoise se trouvent surendettées, et les faillites se multiplient : 1 348 faillites et liquidations d'entreprises sont prononcées entre 1928 et 1937 ; entre 1927 et 1931, l'indice des valeurs indochinoises tombe de 300 à 34, tandis que le budget général s'effondre de 108 millions de piastres en 1931 à 60,9 millions en 1934. L'expansion de la rizière s'arrête net en Cochinchine : 15 % des rizières ont été abandonnées en 1933, et de nombreuses sociétés ferment boutique ou changent de main, au profit d'organismes de crédit, d'usuriers ou de grandes sociétés. La Banque de l'Indochine, qui avait multiplié les prêts à court terme, s'engage avec l'accord du Gouvernement général dans une récupération inflexible des créances hypothécaires : un violent conflit éclate alors entre la Banque et les milieux d'affaires français et vietnamien de Cochinchine, qui l'accusent de vouloir faire « main basse sur toutes les bonnes affaires du pays ».
Pour sortir de la crise, le Gouvernement général prend une série de mesures, destinées notamment à assainir le tissu des entreprises après des années de spéculation et à rationaliser la production. Un décret du 26 avril 1932 crée le Service des prêts fonciers, qui accorde des crédits à long terme et à faible taux garantis par le budget général aux agriculteurs : 99,6 millions de francs sont prêtés aux riziculteurs entre 1933 et 1942. La principale mesure pour la sauvegarde du capitalisme indochinois est la stabilisation de la piastre, rattachée à l'étalon-or par un décret du 31 mai 1931. Cette réévaluation de la monnaie indochinoise permet d'échapper à la baisse durable des cours du métal-argent, et élimine le risque de dépréciation des placements en Indochine ; elle a cependant pour conséquence de surévaluer les dettes des colons et des propriétaires terriens, qui auraient au contraire souhaité une dévaluation pour alléger la dette du secteur rizicole et relancer les exportations vers l'Extrême-Orient.
En dotant l'Indochine d'une monnaie forte parmi des pays asiatiques aux monnaies affaiblies, cette mesure désorganise temporairement les flux commerciaux en direction de l'Asie et resserre les liens commerciaux entre la colonie et la France métropolitaine. La part des exportations indochinoises vers la Métropole et le reste de l'Empire devient prépondérante : elle se monte à 50,5 % en 1933 et 53 % en 1938. Ce phénomène a pour conséquence de rendre l'Indochine plus dépendante de la Métropole, qui se trouve quant à elle menacée de devoir assumer les déficits, devenus préoccupants, de sa colonie.
De manière générale, les effets de la dépression économique mondiale créent les conditions d'une « sécession morale » entre les élites indochinoises et les classes populaires. Ils se conjuguent en outre avec une grave crise de l'économie paysanne dans les deltas de l'Annam et du Tonkin qui, après des années de forte croissance démographique, sont désormais surpeuplés. La crise économique et le sous-emploi massif dans les villes ont en outre provoqué un retour massif des habitants vers les campagnes. À Haïphong, la moitié de la population chinoise regagne la Chine entre 1931 et 1935, tandis que les deux tiers de la population vietnamienne reflue vers les campagnes. L'Indochine connaît une dévalorisation générale de la terre et une chute vertigineuse des salaires agricoles, entrant dans une spirale de sous-développement. La situation des paysans dans le delta du fleuve Rouge est particulièrement critique, et la région est plus que jamais dépendante des arrivages de nourriture en provenance du Sud. Une majorité de familles paysannes pauvres connaît une situation proche de la disette. Dans ce contexte, l'organisation traditionnelle de la société indigène — hiérarchisée de façon rigide, où les élites locales s'opposent à toute reforme, où une forte proportion des terres appartiennent à des grandes familles et où les paysans endettés subissent une quasi-servitude — génère de profondes tensions, sans que l'administration coloniale puisse trouver une solution.
Pour relancer l'économie agricole, le Gouvernement général mise sur une « politique du paysannat » qui consiste à aider la propriété, à favoriser la transmigration des paysans depuis les terres surpeuplées du Nord vers celles, « vacantes », du delta du Mékong, et surtout à lancer un important programme hydraulique pour aménager les deltas et y systématiser la double récolte. Environ 42 millions de piastres sont investis entre 1931 et 1940 dans les grands travaux hydrauliques.

## Échecs des réformistes et progrès des révolutionnaires avant le second conflit mondial

### Espoirs déçus au début du règne de Bảo Đại
Au début des années 1930, l'Indochine fait encore l'objet, comme le reste de l'Empire colonial, d'une forme d'« engouement » dans l'opinion publique française. Les pavillons des pays indochinois sont particulièrement appréciés lors de l'exposition coloniale de 1931. Dans le courant de la décennie, cependant, de nombreuses publications jettent une lueur différente sur l'administration coloniale française. Outre la rhétorique anticolonialiste du PCF — qui lance après 1930 une campagne contre la répression en Indochine, et crée en 1933 un Comité d'amnistie aux Indochinois — les ouvrages critiques sur l'Indochine se multiplient : les livres des journalistes Louis Roubaud (Viet-Nam, la tragédie indochinoise, 1931) et Andrée Viollis (Indochine S.O.S, 1935), notamment, ont un retentissement important.
En Indochine même, les réformistes placent des espoirs dans la personne de l'empereur Bảo Đại. Ce dernier, qui a succédé en 1925, à l'âge de douze ans, à son père Khải Định mort prématurément, a ensuite suivi plusieurs années de scolarité en France. Revenu au pays en septembre 1932, le jeune souverain semble vouloir renouveler la monarchie : dans sa première ordonnance, en date du 10 septembre, il annonce son intention de gouverner « avec le concours du peuple » en instaurant une monarchie constitutionnelle. Sur les conseils du Gouvernement général, il fait entrer dans son cabinet Phạm Quỳnh — en qui les Français ont désormais confiance — avec le rang de ministre. Bảo Đại donne une image moderne en s'habillant fréquemment à l'européenne et en circulant en automobile. Le 2 mai 1933, une ordonnance dispose que l'empereur prend personnellement la direction des affaires du pays. La plupart des ministres sont remplacés par des mandarins plus jeunes. Une mesure supprime cependant la fonction de Premier ministre du protectorat d'Annam, ce qui donne toute latitude au Résident supérieur français pour présider seul les séances du Conseil impérial. Bảo Đại compense cette reculade devant les Français en nommant ministre de l'Intérieur le jeune mandarin catholique Ngô Đình Diệm, étoile montante de la politique annamite, connu pour ses idées nationalistes. Mais les milieux traditionalistes et l'administration du protectorat s'opposent conjointement à ces désirs de réformes. Se jugeant insuffisamment soutenu par le souverain, Ngô Đình Diệm démissionne au bout de quatre mois, tandis que Phạm Quỳnh demeure à son poste par fidélité monarchique, ce qui lui coûte une grande partie de son prestige. Les espoirs nés lors du retour de Bảo Đại sont très rapidement déçus : dans la première moitié des années 1930, alors que la Troisième République est confrontée à de nombreuses crises — notamment lors du 6 février 1934 — l'heure n'est pas aux réformes mais au maintien de l'ordre colonial,,.

### Les mouvements indépendantistes
Après son échec de 1930, l'appareil du VNQDD est exilé en Chine où, éclaté en plusieurs tendances rivales, il survit grâce au soutien du Kuomintang. Les caodaïstes et les partisans du prince Cường Để comptent, quant à eux, sur le soutien du Japon. Le mouvement communiste, au contraire, reconstitue ses forces en Indochine. Les militants trotskistes annamites se montrent très dynamiques : Tạ Thu Thâu et d'autres intellectuels créent en, avril 1933, l'hebdomadaire La Lutte et le groupe homonyme, tout en formant un « front unique pour l'action ouvrière » avec les restes du Parti communiste indochinois. Entre 1933 et 1935, six trotskistes parviennent à se faire élire au conseil municipal de Saïgon. Entre-temps, les cellules clandestines du PCI se reforment progressivement, grâce au soutien décisif du Komintern qui renvoie notamment en Indochine une vingtaine de cadres formés à Moscou. Nguyễn Ái Quốc, après sa libération par les Britanniques, passe plusieurs années en URSS éloigné des activités du parti, avant d'être renvoyé en Chine à la fin de la décennie. La résilience des communistes face à la répression de l'appareil colonial leur permet de prendre un ascendant décisif dans les rangs indépendantistes et au sein de l'intelligentsia locale.

### La période du Front populaire et ses suites
La victoire du Front populaire lors des élections de 1936 suscite en Indochine un immense espoir, notamment avec la nomination du socialiste Marius Moutet — ancien avocat de Phan Châu Trinh et opposant à la répression après Yên Bái — au poste de ministre des colonies. Le chef du gouvernement, Léon Blum, s'est lui aussi opposé aux excès de la répression coloniale. Dès lors, les Indochinois voient dans l'arrivée au pouvoir du Front populaire la possibilité, non pas de l'indépendance, mais du transfert en Indochine de la démocratie politique et de la législation sociale françaises. Le Parti communiste indochinois adopte pour sa part la consigne de front populaire du Komintern et s'allie avec les nationalistes de droite, la gauche française, les trotskistes et une partie des constitutionnalistes. Les trotskistes de La Lutte lancent, dès la fin du mois de mai, une campagne en faveur de la réunion d'un « Congrès indochinois ». Si le mouvement échoue à prendre son envol en Annam et au Tonkin, l'agitation est très forte en Cochinchine. Inquiet, le Gouvernement général obtient le 9 septembre de Marius Moutet qu'il interdise le Congrès. Mais, entre-temps, dès le mois de juin, un vaste mouvement de grèves — motivé notamment par la flambée des prix avec la reprise économique de 1936, alors que les travailleurs ont subi plusieurs années de baisses de salaires — s'est déclenché en Indochine, en impliquant la quasi-totalité du salariat vietnamien et chinois : entre juin 1936 et août 1937, plus de 300 mouvements de grève sont recensés, mobilisant entre 500 000 et 1 000 000 de travailleurs. Les grèves ouvrières ont un immense retentissement dans les campagnes : les plantations sont également paralysées, et les paysans se mobilisent contre les taxes,.
L'administration coloniale et le gouvernement Blum prennent vite conscience de la gravité de la situation et de l'urgence des réformes. Sur le plan politique, une loi d'amnistie est promulguée : 450 détenus politiques sur 550 sont libérés. Le gouverneur général René Robin, considéré comme un symbole de la répression, est remplacé par Jules Brévié. Sur le plan social, les grévistes obtiennent des augmentations de salaires de 7 à 15 %. Le 30 décembre, Moutet signe un décret équivalant à un code du travail indochinois, et fait promulguer en Indochine une partie des lois sociales de 1936. La durée du travail journalier est limitée, et le travail de nuit des femmes et des enfants interdit ; les libertés de parole et d'association sont reconnues. Des syndicats de toutes nuances peuvent être formés,. De nouveaux partis politiques apparaissent : à partir de 1937, le Parti constitutionnaliste est concurrencé par le Parti démocrate, qui émane lui aussi de la bourgeoisie cochinchinoise. Cette nouvelle formation affiche des revendications modérées et prône l'évolution du pays vers un statut comparable à celui des dominions de l'Empire britannique,.
Si les avancées sociales sont réelles, la période du Front populaire est, pour les Indochinois, l'occasion d'une nouvelle déception : alors que les tensions diplomatiques montent en Europe, le gouvernement français ne souhaite pas pousser plus loin le changement dans les colonies. Moutet, et plus largement les leaders de la SFIO, sont en outre soumis à la pression des radicaux : les socialistes renoncent à leur revendication du self-government des colonies, tandis que le PCF met son anticolonialisme en sourdine,.
Entre-temps, le Parti communiste indochinois bénéficie des mesures de libéralisation : si le mouvement communiste demeure interdit dans les protectorats, il parvient à constituer des groupes légaux en Cochinchine, où il utilise le paravent d'un Front démocratique indochinois dirigé par Phạm Văn Đồng et Võ Nguyên Giáp. L'alliance entre communistes et trotskistes vietnamiens est cependant rompue dès juin 1937, laissant place à une guerre idéologique féroce entre les deux courants. Alors que les communistes continuent de renforcer leur influence, les nouvelles tentatives de réforme ne remportent aucun succès. En 1938, l'empereur Bảo Đại voyage en Métropole où il tente d'obtenir davantage d'autonomie politique pour les protectorats, et le retour du Tonkin sous l'égide effective du gouvernement de l'Annam. Mais Georges Mandel, successeur de Moutet au ministère des Colonies, l'en dissuade : du fait des risques de guerre en Europe, une réforme du système colonial semble moins que jamais à l'ordre du jour. Bảo Đại, déçu, se résigne à son rôle de souverain d'apparat et consacre désormais l'essentiel de son temps à ses loisirs,,,.
Le décret du 26 septembre 1939, pris à la suite du pacte germano-soviétique, interdit à nouveau toutes les organisations communistes et trotskistes, en Métropole comme dans les colonies. Des centaines d'arrestations sont effectuées en Indochine. Le Parti communiste indochinois est une nouvelle fois réduit à la clandestinité, de même que les autres organisations nationalistes, mais il maintient son influence sur l'« Indochine souterraine » opposée à l'appareil colonial. Alors que presque tous les dirigeants trotskistes vietnamiens ont été emprisonnés entre l'automne 1939 et janvier 1940, le Parti communiste conserve suffisamment de cadres en liberté pour que son appareil clandestin continue de fonctionner. Phạm Văn Đồng et Võ Nguyên Giáp, notamment, parviennent à s'échapper et rejoignent ensuite Nguyễn Ái Quốc en Chine.

## La Seconde Guerre mondiale et l'occupation japonaise

### Contexte en 1939-1940
Avant même le début de la Seconde Guerre mondiale, l'Indochine française est impliquée dans la guerre sino-japonaise, commencée en juillet 1937. La colonie française est en effet, via le chemin de fer du Yunnan et à l'instar de la Birmanie britannique, l'un des poumons du gouvernement nationaliste chinois de Tchang Kaï-chek, replié à l'époque à Chongqing : c'est par ce biais que la république de Chine peut continuer à être ravitaillée et à recevoir du matériel militaire,. Il est dès lors impératif pour l'empire du Japon de couper la route indochinoise. Début 1939, le général Tsuchihashi est envoyé à Hanoï pour demander au Gouvernement général la limitation, voire l'arrêt, des ravitaillements en direction de la Chine ; il essuie cependant un refus.
Le rapprochement du Japon avec l'Allemagne nazie fait désormais craindre que la situation en Europe n'ait des répercussions sur celle de l'Indochine, alors que le Japon exprime une hostilité croissante envers les empires coloniaux occidentaux. Les Japonais envisagent en effet de mettre la main sur les richesses naturelles de l'Asie du Sud-Est, en visant tout particulièrement les ressources de l'Indochine française et celles des Indes orientales néerlandaises. Ils présentent ce projet de conquête comme une volonté d'émancipation des peuples asiatiques du joug colonial et, outre le prince Cường Để qu'ils continuent d'héberger sur leur sol, entretiennent des contacts avec des groupes nationalistes, dont la secte caodaïste.
Dès 1939, une invasion japonaise de l'Indochine, pour couper le ravitaillement à Tchang-Kaï Chek, n'est pas à exclure. Pour gérer une situation de plus en plus périlleuse, la France nomme à la tête de l'Union indochinoise le général Georges Catroux. Ce dernier ne dispose cependant, face à une éventuelle offensive japonaise, que de forces militaires insuffisantes,. Le nouveau gouverneur général est d'ailleurs à peine arrivé à Hanoï que la guerre est déclarée en Europe. Les ressources de l'Indochine sont alors mobilisées pour ravitailler la Métropole en denrées et matériaux (riz, maïs, thé, café, caoutchouc…). Les difficultés grandissantes de communications avec l'Europe rendent cependant leur acheminement difficile : l'Indochine doit dès lors diversifier son économie et mise davantage sur les échanges commerciaux avec Singapour et les États-Unis. Le contexte européen a pour conséquence l'interdiction de toutes les organisations communistes : le Comité central du Parti communiste indochinois forme alors, dans la clandestinité, un Front national uni contre l'impérialisme, avec comme priorité de mener la lutte contre les Français. Mais les communistes n'ont pas encore les moyens de menacer réellement l'administration coloniale, et l'Indochine reste calme.
Parallèlement, le début du conflit en Europe pousse la France à mobiliser la main-d'œuvre coloniale pour faire fonctionner son économie, et notamment les industries de la défense nationale. Le « Plan Mandel », du nom du ministre des Colonies, prévoit ainsi la mobilisation de 300 000 travailleurs coloniaux, dont 100 000 Indochinois. En Indochine, l'administration française s'appuie sur un arrêté du 29 août 1939, qui ouvre le droit de réquisition sur tout le territoire : environ 27 000 Indochinois sont envoyés en Métropole avant l'invasion allemande de juin 1940, la grande majorité ayant été recrutés de force dans le milieu des travailleurs pauvres du Tonkin, de l'Annam, et dans une moindre mesure de la Cochinchine. Ils restent ensuite bloqués en France pendant toute la durée de l'occupation allemande et les premières années de l'après-guerre,.
En Asie, les tensions diplomatiques continuent de s'accroître. À la fin de 1939, l'offensive menée par les Japonais au Guangxi pour couper les lignes de chemin de fer reliant la Chine à l'Indochine est un échec. La propagande japonaise contre les Français redouble alors d'agressivité. Tsuchihashi est une nouvelle fois envoyé à Hanoï et demande à pouvoir vérifier lui-même qu'aucun matériel de guerre ne transite par le chemin de fer du Tonkin. Catroux lui en donne l'assurance, mais refuse d'autoriser une inspection.
En 1940, la défaite de la France face à l'Allemagne bouleverse la donne : alors que la Métropole française est envahie par leurs alliés nazis, les Japonais reviennent à la charge. Ils concentrent leurs troupes et leurs navires de guerre à proximité de l'Indochine française, et, le 19 juin, envoient un ultimatum exigeant que la frontière indochinoise soit fermée aux transports de marchandises vers la Chine et que des contrôleurs japonais puissent s'installer à la frontière et à Haïphong pour vérifier l'application de la mesure. Catroux tente d'obtenir le soutien diplomatique des États-Unis et du Royaume-Uni, mais les Américains veulent éviter des tensions supplémentaires avec le Japon et les Britanniques, occupés par le conflit avec l'Allemagne, préfèrent céder de leur côté aux demandes japonaises. Catroux accepte alors, le 20, les exigences du Japon, en fermant la frontière et en autorisant, sous conditions, un contrôle japonais. Le gouvernement Pétain, alors réfugié à Bordeaux, réagit en révoquant Catroux et en le remplaçant par l'amiral Jean Decoux. La passation de pouvoirs entre les deux hommes a lieu le 20 juillet à Hanoï. Sur le chemin du retour, Catroux rejoint la France libre,,.

### L'invasion japonaise de 1940
Une fois entré en fonction, l'amiral Decoux se fait fort de résister aux exigences japonaises en jouant la carte de la conciliation. Le 30 août, le gouvernement de Vichy signe avec celui de Tokyo un accord reconnaissant la position privilégiée et les intérêts dominants du Japon en Extrême-Orient. La présence de troupes japonaises au Tonkin est autorisée ; en contrepartie, l'empire du Japon reconnaît la souveraineté française sur l'Indochine, dont il s'engage à respecter l'intégrité territoriale. Une convention militaire doit définir les modalités de l'application de l'accord : Decoux tentant d'en retarder la signature, les Japonais posent un nouvel ultimatum, en menaçant de faire forcer le passage par leur Armée du Guangdong. Un accord est finalement trouvé in extremis, et la convention signée le 22 septembre. Le Japon obtient la possibilité de faire stationner 6 000 hommes au nord du Fleuve rouge, et la mise à disposition de trois aérodromes,.
La conclusion de l'accord n'empêche pas les Japonais de se livrer à une démonstration de force : dans la nuit du 22, l'armée nippone attaque Lạng Sơn. De violents combats, qui tournent au désavantage des Français, ont lieu pendant quatre jours, avant de s'achever sur un cessez-le-feu. L'empereur Hirohito adresse ensuite un message dans lequel il déplore cet « incident inattendu ». Les Français récupèrent plus tard leurs prisonniers et peuvent reprendre le contrôle des zones envahies. Huit Européens et treize Indochinois ont péri dans ces combats qui, en plus de démontrer la supériorité militaire japonaise, soulignent la faiblesse et la mauvaise organisation de l'armée indochinoise : en outre, environ un millier de recrues indigènes se sont débandées.
Les troupes japonaises venues du Guangxi sont par ailleurs accompagnées d'un contingent du Phục Quốc Hội, le mouvement nationaliste fondé par le prince Cường Để. Les monarchistes vietnamiens qui ne se retirent pas avec les Japonais après l'offensive tentent ensuite de provoquer un soulèvement en Indochine, mais ils sont rapidement capturés ou tués par les Français, et abandonnés à leur sort par les Japonais,,. Malgré cette déconvenue, les nationalistes vietnamiens non communistes continuent de miser sur le soutien du Japon.

### La guerre contre la Thaïlande
En parallèle, dès septembre 1940, la Thaïlande (ex-Siam) profite des difficultés françaises pour faire valoir ses revendications sur les territoires laotiens de la rive droite du Mékong et, plus largement, pour récupérer ceux qu'elle a dû céder quelques décennies plus tôt. Avec l'aide des Japonais qui leur fournissent des armes, les Thaïlandais multiplient les provocations à la frontière, ; ils équipent également des petits groupes de rebelles cambodgiens, les Khmers issarak (littéralement « Maîtres khmers », traduisible par « Khmers indépendants »).
En janvier 1941, les Français tentent une contre-offensive qui échoue ; lors de la bataille de Ko Chang, ils parviennent cependant à infliger une défaite importante aux Thaïlandais, dont ils coulent une partie de la flotte. Mais les Japonais imposent alors une « médiation » favorable à la Thaïlande dont ils recherchent l'alliance : le 9 mai 1941, Vichy est contraint de signer un traité de paix qui ampute le Cambodge et le Laos de leurs provinces occidentales. L'Indochine doit céder à la Thaïlande les provinces cambodgiennes de Battambang et de Siem Reap, et celles, laotiennes, de Champasak et Sayaburi,, ; elles deviendront les provinces de Phra Tabong, Lan Chang, Phibunsongkhram et Nakhon Champassak jusqu'à la reprises des territoires par la France en 1946.

### La période vichyste

#### La collaboration d'État franco-japonaise

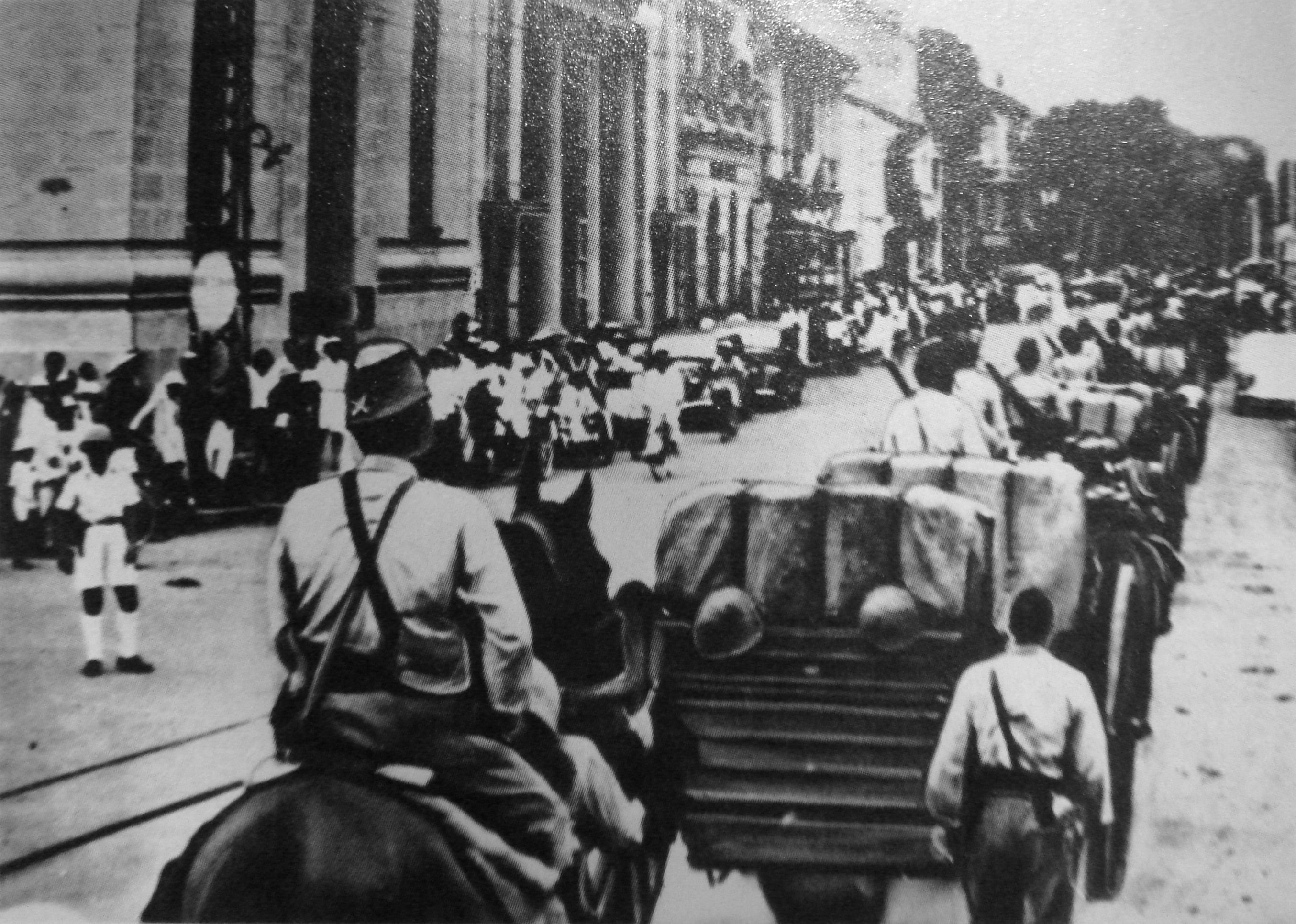
Entrée des troupes japonaises à Saïgon en 1941.

Les Japonais obtiennent ensuite des Français, par la pression, de nouveaux avantages : au mois de mai 1941, Vichy signe des accords de coopération économique qui concèdent au Japon la clause de la nation la plus favorisée et lui octroient des concessions minières, agricoles et hydrauliques. Le 29 juillet 1941, les accords Darlan-Kato — signés entre l'amiral Darlan et l'ambassadeur japonais en France — accordent au Japon le droit de faire stationner ses troupes sans limitation d'effectifs dans l'ensemble de l'Indochine, Cochinchine comprise. Alors que l'installation des Japonais au Tonkin était liée à la guerre contre la Chine, cette extension de l'occupation fait de l'Indochine un marche-pied de l'expansionnisme japonais, en vue de la conquête de nouveaux territoires au Sud de l'Asie. Les accords mentionnent également une « défense commune » franco-japonaise.
Bien que l'Armée impériale japonaise soit désormais installée dans toute l'Indochine, l'occupation japonaise n'est pas de même nature que l'occupation allemande de la Métropole. Les Japonais, qui préfèrent s'épargner le fardeau politique et financier que représenterait une gestion directe du territoire, n'interfèrent pas, sous condition de loyauté, avec le fonctionnement de l'administration coloniale française. L'occupation en Indochine est alors surtout destinée à l'exploitation économique de la colonie française, afin de soutenir l'effort de guerre japonais. L'Indochine fournit annuellement au Japon un million de tonnes de riz, ainsi que du maïs, du caoutchouc et des produits miniers,. En parallèle, un blocus imposé par les Britanniques devient total à la fin de l'année 1941, coupant les échanges commerciaux de l'Indochine avec la Métropole,. Sur le plan militaire, les Français prennent en charge la défense du Nord de l'Indochine, celle du Sud revenant au Japon.
Au début de la guerre du Pacifique, l'Indochine sert de base à l'aviation japonaise pendant l'offensive contre la Malaisie et contre Singapour, et plus particulièrement lors de l'attaque du Prince of Wales et du Repulse. Plus largement, la colonie française devient une base stratégique indispensable pour les opérations de conquête des Japonais en Asie, notamment lors de l'invasion des Indes orientales néerlandaises. Decoux envisage, à la même époque, une opération commune avec le Japon pour reprendre la Nouvelle-Calédonie aux gaullistes, mais Vichy oppose son veto à cette idée. À partir de février 1943, afin de prévenir une offensive de Tchang Kaï-chek, les Japonais occupent Kouang-Tchéou-Wan qui était jusque-là épargné, sans que le Gouvernement général s'y oppose,.

#### Entre propagande pétainiste et valorisation des indigènes
De 1940 à 1944, l'amiral Decoux — bien qu'il se soit par la suite, dans ses mémoires, défendu d'avoir été pétainiste — applique scrupuleusement la ligne de la Révolution nationale vichyste. La propagande à la gloire du maréchal Pétain est importée en Indochine, les autorités misant sur l'image « confucéenne » associée à son grand âge et à son prestige pour séduire les populations locales. Maréchal, nous voilà ! est chanté dans les écoles : le portrait de Pétain est massivement diffusé, affiché sur les voies publiques et projeté sur les écrans de cinéma. Par ailleurs, le faible nombre de Français et l'éloignement de la Métropole n'empêchent pas Decoux de faire preuve de beaucoup de zèle dans l'application des mesures discriminatoires contre les francs-maçons et les rares Juifs locaux, et de manière générale pour réprimer les opposants,. Un recensement de la population israélite est effectué afin d'appliquer le statut des Juifs ; parmi les 187 fonctionnaires radiés en Indochine sous Vichy, on compte 15 Juifs. La Sûreté générale, dirigée à partir de 1942 par l'intendant Louis Arnoux, poursuit entre-temps la répression contre les nationalistes indochinois, communistes ou non,. En raison de ses liens avec le prince Cường Để, le « pape » caodaïste Phạm Công Tắc est ainsi exilé à Madagascar en 1941.

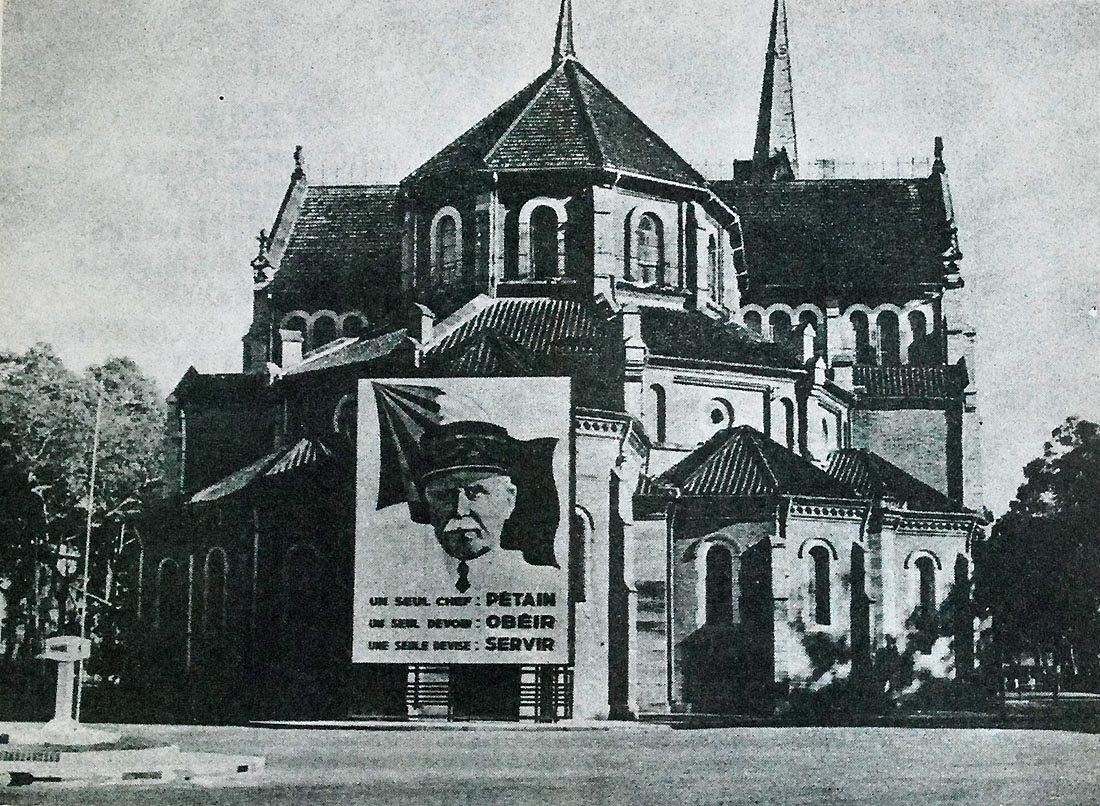
Portrait du maréchal Pétain sur la cathédrale Notre-Dame de Saïgon.

En parallèle, Decoux s'applique à garantir la stabilité de l'Indochine en resserrant les liens avec les indigènes, en commençant par les monarques locaux auxquels il recommande de témoigner « le maximum d'égards » pour « rehausser par tous les moyens leur prestige »,. Au Cambodge, l'année 1941 est marquée par la mort du roi Sisowath Monivong. Comme pour les précédents souverains, le nouveau roi est désigné de facto par les Français et c'est sur un petit-fils de Monivong, le prince Norodom Sihanouk — alors âgé de dix-huit ans — que se porte le choix de l'amiral. Le nouveau roi du Cambodge, l'empereur d'Annam Bảo Đại et le roi de Luang Prabang Sisavang Vong sont encouragés à se montrer le plus possible en public. L'administration coloniale vichyste flatte les patriotismes locaux, pourvu qu'ils reconnaissent le rôle tutélaire de la France : la fête de Jeanne d'Arc est ainsi l'occasion de rendre en même temps hommage aux sœurs Trung, héroïnes nationales vietnamiennes,.
Le souci de ménager les sensibilités autochtones s'étend aux nomenclatures. À partir de 1942, Decoux lui-même emploie volontiers le nom de « Viêt Nam », qui était jusque-là associé au vocabulaire des indépendantistes et, par conséquent, jugé suspect par les Français. Le terme d'« Union indochinoise », jugé trop centraliste, est remplacé en 1941 par l'appellation « Fédération indochinoise ». Au Laos, Decoux s'efforce de renforcer la cohésion politique : le royaume de Luang Prabang, pour compenser l'amputation territoriale qu'il a subie après la guerre franco-thaïlandaise, reçoit les provinces de Xieng Khouang et Vientiane, ainsi que le Haut-Mékong. Les institutions locales, jusque-là très lâches, sont modernisées : le Conseil du roi est aboli et remplacé par une structure ministérielle, présidée par le prince Phetsarath Rattanavongsa qui reçoit également le titre de vice-roi ; il s'agit là d'une étape importante vers la future unité politique laotienne. De multiples initiatives sont prises pour valoriser et développer la culture lao, afin de renforcer — selon une logique suivie depuis longtemps par l'administration coloniale — la cohésion du pays face à la Thaïlande voisine, mais aussi d'entretenir la loyauté des élites locales.
Decoux s'attache à accélérer la formation d'une élite indigène : il crée en 1941 une nouvelle assemblée représentative, le Conseil fédéral — remplacé en 1943 par le Grand Conseil fédéral — qui compte une majorité de représentants indochinois. Mais ces derniers sont nommés par le gouverneur, et l'assemblée n'a de toutes manières qu'un rôle consultatif : l'amiral Decoux, qui professe un grand mépris pour la « pourriture » des institutions démocratiques, est le seul vrai décisionnaire. Le Conseil colonial de la Cochinchine et la Chambre des représentants du peuple de l'Annam qui, malgré leurs limites, permettaient à un éventail d'opinions de s'exprimer, sont réduits à l'état d'organes d'enregistrement. Dès le 8 novembre 1940, le fonctionnement de toutes les assemblées élues est « suspendu ».
Le contexte oblige cependant Decoux à s'appuyer plus que jamais sur le fonctionnariat indigène : davantage d'agents sont recrutés et les Indochinois reçoivent de plus grandes responsabilités. Conscient du problème créé par la grande disparité des salaires entre fonctionnaires français et indochinois, le gouverneur général s'attache à réduire l'écart de revenus : un décret de 1941 augmente nettement les ressources des mandarins. Au Laos, l'École d'administration est réorganisée pour privilégier la formation de cadres laotiens, aux dépens des étudiants vietnamiens.
Suivant en cela la politique de Vichy en Métropole, Decoux porte une grande attention à la formation de la jeunesse locale : l'administration vichyste fournit un effort considérable pour développer les équipements sportifs, et une organisation officielle de jeunesse vient s'ajouter aux mouvements scouts déjà existants. De nombreuses manifestations sportives et culturelles sont organisées. En renforçant le sentiment de « solidarité indochinoise » par des initiatives comme des rallyes cyclistes ou des courses au flambeau, Decoux ravive cependant aussi le sentiment national des indigènes. C'est notamment le cas pour les Vietnamiens, chez qui l'idée d'unité nationale se trouve confirmée et entretenue. Un phénomène comparable s'observe au Cambodge et au Laos, où l'administration coloniale encourage l'« irrédentisme » dans l'espoir de récupérer à terme les territoires annexés en 1941 par la Thaïlande.
En raison des distances géographiques, mais aussi de la répression mise en place par l'administration vichyste, la France libre ne parvient pas à prendre pied en Indochine : les gaullistes sont traqués par la Sûreté générale et le lieutenant Pierre Boulle, que le général de Gaulle avait envoyé pour créer un réseau de résistance en Asie du Sud-Est, est capturé. Alors qu'au printemps 1943, le reste de l'Empire colonial est passé sous l'autorité du Comité français de libération nationale et dans le camp des Alliés, l'Indochine demeure la dernière colonie encore fidèle à Vichy, et ce jusqu'à la libération du territoire métropolitain. Decoux, conscient de l'évolution du conflit, envoie néanmoins fin 1943 un émissaire auprès du CFLN, qui a annoncé vouloir rétablir pleinement l'autorité française en Indochine ; l'amiral ne cherche pas alors à changer de camp, mais à nouer un premier contact dans l'éventualité d'un changement du pouvoir en Métropole. Son envoyé est reçu par le général Giraud, mais ignoré par de Gaulle.

#### Les Japonais et les nationalistes vietnamiens
De leur côté, les Japonais jouent leur propre jeu avec les multiples mouvements nationalistes vietnamiens dont ils comptent, le moment venu, se faire des alliés. La Kempetai, la police de l'Armée impériale japonaise, recrute des auxiliaires indochinois. De multiples agents japonais, agissant parfois sous le couvert de missions diplomatiques ou d'activités économiques, entretiennent des liens avec les différentes tendances nationalistes vietnamiennes, communistes exclus. Outre leurs liens avec des mouvements de droite comme le Đại Việt Quốc dân Đảng — dit Đại Việt, ou DVQDD, un parti concurrent du VNQDD — et le Phục Quốc Hội du prince Cường Để, ils entretiennent des contacts avec des personnalités catholiques comme Ngô Đình Diệm, et des courants religieux comme le caodaïsme — qui s'est d'autant plus rapproché du Japon depuis l'arrestation de son « pape » en 1941 — ou la secte Hòa Hảo. Ils diffusent en outre une propagande panasiatique à la gloire du Japon, présenté comme le libérateur de la « Grande Asie orientale » ; des bonzes japonais viennent prêcher l'unification des sectes vietnamiennes contre les colonisateurs, et certains officiers nippons, excédés de devoir continuer à composer avec les Français, multiplient les provocations. Des rixes de plus en plus fréquentes éclatent entre la police et les auxiliaires vietnamiens des Japonais.
La Sûreté générale, malgré la collaboration d'État franco-japonaise, ne relâche pas sa vigilance sur les mouvances nationalistes : en août 1943, un vaste coup de filet est effectué, jetant en prison de nombreux militants vietnamiens. Certains, tels Ngô Đình Diệm ou le chef des Hòa Hảo Huỳnh Phú Sổ, parviennent à échapper aux Français grâce à l'aide des Japonais qui les mettent à l'abri.

#### Montée des nationalismes cambodgien et laotien
Au Cambodge, les Japonais sont également en contact avec des nationalistes, bien que les aspects financiers de leur soutien soient difficiles à évaluer. Entre 1940 et 1942, le journal Nagara Vatta adopte une ligne de plus en plus projaponaise et anticoloniale. La contestation se développe en même temps dans une faction du clergé bouddhiste, qui se divise alors entre opposants et partisans de la famille royale. Hem Chieu, moine antimonarchiste du Maha Nikaya et membre éminent du sangha, est arrêté en juillet 1942 pour avoir envisagé de mener un complot. Une manifestation pour demander sa libération est alors organisée le 20 juillet à Phnom Penh par la rédaction du Nagara Vatta, avec semble-t-il un appui discret de la part des Japonais. Plus de mille personnes, dont une forte proportion de moines, défilent dans la capitale cambodgienne. Cet événement, alors totalement inédit au Cambodge, est par la suite surnommé la « révolte des ombrelles » (en raison des ombrelles dont étaient équipés une partie des manifestants religieux) et considéré comme une sorte d'acte de naissance du nationalisme khmer. Les Français réagissent brutalement, en multipliant les arrestations. Le Nagara Vatta est interdit et son rédacteur en chef, Pach Chhoeun, condamné à la prison à vie. Hem Chieu, malade, meurt l'année suivante au bagne de Poulo Condor. Son Ngoc Thanh, qui avait participé à l'organisation de la manifestation, se cache dans le territoire contrôlé par les Thaïlandais, puis se réfugie en 1943 à Tokyo sur invitation des Japonais. Une nouvelle polémique se déclare l'année suivante, cette fois pour un motif purement culturel, lorsque le résident français annonce son intention de remplacer le mode d'écriture du khmer par l'alphabet latin : de vives protestations, surtout au sein de l'élite, se font entendre contre cette réforme et Norodom Sihanouk menace même d'abdiquer si elle est mise en œuvre. Bien que la portée de cette affaire ne soit pas comparable à celle de la « révolte » de 1942, les tensions avec les Français persistent au Cambodge.
Au Laos, la défaite de la France en Europe et l'occupation japonaise contribuent également à faire émerger le nationalisme local. Les efforts de l'administration coloniale pour « régénérer » l'identité culturelle lao afin de détacher le pays de la Thaïlande sont récupérés par des adversaires de la colonisation. En effet, alors que les Français encouragent l'essor d'une culture nationale — on parle alors de « mouvement de rénovation lao » — ils refusent toujours d'unifier l'ensemble des territoires lao avec le royaume de Luang Prabang. En réaction, une partie de l'élite locale, réunie notamment autour du prince Phetsarath Rattanavongsa, désire désormais non seulement favoriser une conscience nationale lao, mais aussi faire du Laos un véritable État, politiquement homogène.

#### Bombardements alliés
À partir de 1943, les Alliés bombardent l'Indochine afin de détruire les infrastructures militaires et économiques nippones ; Hanoï est durement touchée en décembre par une attaque qui fait de nombreuses victimes civiles. D'autres frappes sont effectuées courant 1944, endommageant gravement les voies de communication — la ligne Hanoï-Saïgon est ainsi coupée en cinq endroits — et tuant environ 40 Européens et 1 800 Vietnamiens.
En 1945, les opérations de la guerre du Pacifique se rapprochent de la colonie française. En janvier, les Américains, qui sont alors en train de reconquérir les Philippines, bombardent à nouveau l'Indochine, coulant une quarantaine de navires japonais dans le port de Saïgon puis frappant massivement plusieurs points du territoire.

#### Situation économique
Pendant la guerre, le Gouvernement général doit gérer l'économie en tenant compte à la fois des engagements pris à l'égard des Japonais et des freins aux échanges internationaux. À partir de 1940, les liaisons de l'Indochine avec la France sont coupées ; elle peut, jusqu'à la fin de 1941, compenser par son commerce avec Singapour, Hong Kong ou les Indes orientales néerlandaises, mais la guerre du Pacifique, qui s'accompagne d'un blocus allié de tous les territoires sous occupation japonaise, met ensuite un terme à ces échanges.
Alors que le conflit gagne toute l'Asie, l'Indochine est insérée dans l'économie de guerre japonaise. À partir de 1943, la domination des Alliés sur mer et dans les airs rend cependant impossibles les échanges avec les autres pays occupés par le Japon : les communications entre la Cochinchine et le Tonkin, dont les économies sont complémentaires, sont en outre gravement perturbées. D'importants travaux agricoles sont alors lancés afin d'assurer la subsistance de la population. La production de riz est développée ; c'est également le cas des cultures industrielles afin de pallier l'arrêt total des importations. Des succédanés sont utilisés pour remplacer les carburants et les lubrifiants dont la colonie commence à manquer. L'économie ne s'effondre pas et la piastre reste stable, mais l'usure du matériel, les prélèvements japonais, puis les bombardements alliés, rendent la situation de plus en plus difficile, surtout à la fin de la guerre mondiale.
L'extension des surfaces cultivées et l'obligation de livrer des produits au Japon imposent une politique dirigiste : le Gouvernement général crée, sur le modèle vichyste, une série d'organismes destinés à contrôler les prix et le commerce. Malgré les mesures de relèvement des salaires, la population souffre de plus en plus de la pénurie et d'une inflation constante, qui devient vertigineuse à la fin de 1944.
L'interruption des communications et des transports entre la Cochinchine et le Tonkin aboutit à créer, vers la fin de la guerre, une situation dramatique, car le protectorat du Nord a un besoin impératif du riz de la colonie du Sud. Au cours des sept premiers mois de 1944, 8 600 tonnes de riz seulement peuvent être envoyées de Saïgon vers le Tonkin, contre 80 000 en 1940. Des dizaines de milliers de tonnes s'amoncellent entre-temps dans les entrepôts français et japonais : l'arrêt des livraisons de riz va contribuer à provoquer l'épouvantable famine de 1945.

### L'apparition du Việt Minh
Comme les monarchistes, les communistes profitent, en 1940, de l'invasion japonaise pour fomenter une insurrection. En novembre, un soulèvement est lancé en Cochinchine. Vite écrasés à Saïgon, les rebelles parviennent à mener une guérilla pendant plusieurs semaines dans la région de Mỹ Tho. L'administration coloniale emploie alors l'aviation et la Légion étrangère pour mettre un terme à la révolte : entre 6 000 et 8 000 personnes sont arrêtées, de nombreuses autres tuées (plus de 5 000 selon les historiens communistes) et plus de 100 condamnées à mort. Le fonctionnaire cochinchinois Nguyễn Văn Tâm, futur premier ministre de l'État du Vietnam, se distingue à cette occasion par son zèle répressif.

L'étendard du Việt Minh, devenu par la suite le drapeau du Nord Vietnam.

Malgré cet échec, les communistes conservent des réseaux clandestins. Nguyễn Ái Quốc, qui se trouve toujours en Chine, décide alors de reprendre les choses en main : au printemps 1941, il franchit la frontière — retournant en Indochine après une trentaine d'années d'exil — pour assister, au Tonkin, au huitième plénum du Parti communiste indochinois. Il parvient à convaincre les autres cadres, et notamment Đặng Xuân Khu (alias Trường Chinh), le nouveau secrétaire général du Parti, de remettre à plus tard la révolution marxiste et de former une vaste alliance pour se concentrer en premier lieu sur la lutte nationale. Le plénum aboutit à la création d'un front uni, le Việt Nam Ðộc Lập Ðồng Minh Hội — « Ligue pour l'indépendance du Viêt Nam », nom couramment abrégé en Việt Minh — destiné à réunir tous les Vietnamiens désireux de combattre pour la libération du pays. Le programme de cette nouvelle formation, qui se fixe pour objectif de combattre les « fascistes japonais » et leurs « complices français » (l'administration vichyste) affiche un programme de réformes visant à la justice sociale, sans être pour autant révolutionnaire. Le Việt Minh est organisé de manière à pouvoir quadriller le territoire : le mouvement est divisé en trois zones d'action, une par « pays » vietnamien, le Nam Bộ (Cochinchine), le Trung Bộ (Annam) et le Bac Bộ (Tonkin), chacune des trois grandes régions étant ensuite subdivisée en unités plus petites destinées à noyauter tous les échelons de la société.
Après la création du Việt Minh, Nguyễn Ái Quốc — qui commence à cette époque à utiliser son nouveau pseudonyme, Hô Chi Minh — retourne en Chine, dans le Guangxi, pour y recruter des volontaires et chercher des appuis. Éloigné des bases communistes tenues par les troupes de Mao Zedong, il se trouve alors dans les territoires des nationalistes du Kuomintang, et plus précisément dans celui du général Zhang Fakui, allié de Tchang Kaï-chek. Zhang, désireux que la Chine puisse peser sur la destinée du Vietnam voisin, soutient à l'époque différents groupes de nationalistes exilés — notamment le VNQDD — qu'il a fédérés au sein d'une « Ligue révolutionnaire du Viêt Nam » (Việt Nam Cách mạng Đồng minh Hội) une organisation censée libérer le pays pour en faire un allié de la république de Chine nationaliste. Jugé suspect, Nguyễn Ái Quốc/Hô Chi Minh est arrêté et emprisonné par les Chinois en août 1942. À l'automne 1943, les Américains cherchent des alliés sur le terrain indochinois : Hô Chi Minh — dont ils ignorent l'identité réelle — leur ayant été décrit comme un contact intéressant, les agents de l'OSS obtiennent des autorités du Kuomintang qu'il soit libéré de prison. Hô Chi Minh rentre ensuite dans les bonnes grâces de Zhang Fakui. En mars 1944, lui et Phạm Văn Đồng deviennent membres du comité directeur du Đồng minh Hội.
Entre-temps, en Indochine, le Việt Minh mène une guérilla à la frontière chinoise et prend le contrôle de quelques villages. Les Français, inquiets, multiplient alors les patrouilles et contraignent les rebelles à se replier, fin 1943, dans les zones les moins accessibles. Hô Chi Minh se désintéresse rapidement du Đồng minh Hội mis en place par les Chinois et, vers la mi-1944, multiplie les ouvertures en direction des Américains. S'il ne parvient pas encore à obtenir de leur part une aide directe, il s'emploie à ce que le Việt Minh apparaisse comme la seule vraie force de résistance contre les Japonais, et relance pour ce faire la lutte armée. En décembre, Võ Nguyên Giáp prend la tête d'une « Brigade de la Propagande armée », dont les capacités militaires sont encore très modestes.

### Le coup de force japonais de 1945

#### Contexte
Dans le courant de 1944, de Gaulle charge secrètement le général Eugène Mordant, alors commandant en chef des troupes d'Indochine, de diriger des réseaux de résistance contre les Japonais. Fin août, après la libération de Paris, l'amiral Decoux prend acte de la situation en Métropole et demande des instructions au Gouvernement provisoire de la République française qui, le tenant en défiance en raison de son pétainisme, ne lui en fournit aucune. En octobre, ayant découvert l'activité clandestine de Mordant, Decoux proteste contre cet empiètement sur ses pouvoirs et menace de démissionner ; le GPRF lui ordonne alors de rester en place et de « couvrir » Mordant.
Des plans de résistance sont échafaudés, mais les troupes d'Indochine, qui stationnent depuis six ans ou plus dans la colonie, sont à la fois usées et trop mal équipées pour faire face aux Japonais. L'aide des Alliés serait indispensable pour libérer l'Indochine, mais ceux-ci n'ont aucun plan précis à ce sujet, notamment du fait de la position anticolonialiste de Roosevelt. Lors de la conférence de Téhéran de 1943, le président américain s'est d'ailleurs prononcé, avec le soutien de Staline, en faveur d'un abandon de l'Indochine par la France,. Les Britanniques parachutent de l'équipement et des agents de la Force 136 pour aider la résistance française, mais les Américains, qui dirigent le théâtre d'opérations Chine-Birmanie-Inde dont relève l'Indochine, ne veulent pas aider les Français à reprendre le contrôle de leur colonie ; Roosevelt exige l'arrêt des parachutages britanniques. Les agents de la DGER basés en Chine se coordonnent avec les réseaux indochinois, mais n'ont pas les moyens suffisants pour agir. De surcroît, le secret des activités résistantes est médiocrement gardé, et les Japonais sont bientôt alertés.
À l'automne, le GPRF décide de la création d'une force expéditionnaire en Extrême-Orient destinée à appuyer les Alliés sur le front Asie-Pacifique et à reprendre l'Indochine. Le général Blaizot, chargé d'en prendre la tête, est envoyé à Ceylan auprès du Q-G[Quoi ?] allié mais le projet, que les Anglo-américains jugent secondaire, prend du retard. Fin février, le GPRF crée un Comité de l'Indochine, présidé par de Gaulle, afin de mieux suivre la situation locale.
Après les bombardements américains de janvier 1945, les Japonais craignent un débarquement allié en Indochine. Ils augmentent alors leurs effectifs sur place de près de 40 000 hommes, dépassant de loin ceux des troupes françaises. Le 1er février, le Conseil de guerre japonais décide de prendre le contrôle total de l'Indochine.

#### Déroulement
Le soir du 9 mars 1945, l'amiral Decoux reçoit l'ambassadeur japonais, qui lui présente alors un ultimatum exigeant que les forces françaises soient placées sous commandement nippon. Le gouverneur général tente de gagner du temps, mais l'Armée impériale japonaise a déjà attaqué par surprise les garnisons françaises. Decoux est arrêté, et Mordant capturé au bout de quelques heures. Parmi les militaires faits prisonniers, beaucoup sont massacrés ou exécutés ; plusieurs officiers supérieurs français sont décapités à coups de sabre. En Cochinchine et au Tonkin, certaines troupes parviennent à résister pendant plusieurs semaines,. Ce n'est qu'au Laos, où les troupes japonaises sont peu nombreuses, que des éléments de l'armée coloniale — appuyés par une guérilla laotienne dirigée notamment par Boun Oum, un prince de la famille de Champassak — continuent de résister jusqu'à la capitulation des occupants en août.
Dans toute l'Indochine, les Français sont regroupés dans des périmètres surveillés. 15 000 d'entre eux — civils et militaires — sont emprisonnés, dans des camps ou pour certains dans les geôles de la Kempetai,. Environ 3 000 Français, en majorité des militaires, périssent dans les « camps de la mort » japonais entre mars 1945 et la fin de la guerre,. L'infrastructure de l'Indochine française ne se remet pas de la destruction que lui infligent en 1945 les Japonais : après-guerre, médecins et maîtres d'école seront nettement moins présents dans les campagnes.
Le combat contre les Japonais est notamment mené par les généraux Gabriel Sabattier — qui a reçu du GPRF tous les pouvoirs civils et militaires pour l'Indochine — et Marcel Alessandri. Ce dernier doit finalement faire retraite vers la Chine, parcourant environ 1 000 kilomètres jusqu'au Yunnan à la tête d'une colonne de plusieurs milliers d'hommes,. Sabattier mène les opérations au Laos, puis se replie à son tour. D'autres colonnes franco-indigènes se réfugient en Chine : environ 5 700 hommes, dont 3 200 Indochinois, arrivent à destination,,. Les Britanniques leur envoient de l'aide ; le général Claire Lee Chennault, chef de l'aviation américaine en Chine, organise des parachutages de munitions et de matériel mais, sur instruction de Roosevelt, le Département de la Guerre lui ordonne d'arrêter de soutenir les Français,.

#### Conséquences
L'administration coloniale française est démantelée et remplacée par celle des occupants japonais. Ces derniers suscitent alors la création d'États indépendants, destinés à faire partie de la sphère de coprospérité de la Grande Asie orientale. Plutôt que d'appeler au pouvoir leur vieil allié Cường Để — qui demeure toujours au Japon — ils privilégient la stabilité et maintiennent en place l'empereur Bảo Đại. Ce dernier accède rapidement aux demandes japonaises et proclame, le 11 mars, l'indépendance de l'empire du Vietnam, dont le territoire regroupe l'Annam et le Tonkin : la Cochinchine en reste pour l'instant séparée, les Japonais préférant y maintenir un système d'administration directe. Ngô Đình Diệm, un temps pressenti pour être Premier ministre, se récuse, et c'est Trần Trọng Kim, un nationaliste de moindre envergure, qui devient chef du gouvernement. Les groupes nationalistes vietnamiens, parmi lesquels les Hòa Hảo et les caodaïstes, forment des milices auxquelles les Japonais fournissent des armes,.
Le 13 mars, toujours à la demande des Japonais, Norodom Sihanouk proclame à son tour l'indépendance du royaume du Cambodge (dont il change le nom en « Kampuchea », revenant à la prononciation khmère). Le roi crée un poste de Premier ministre du Cambodge, qu'il occupe lui-même ; s'il détient officiellement les pouvoirs qui étaient ceux du résident français, il est cependant subordonné à l'autorité nippone. Par ailleurs, Son Ngoc Thanh, revenu d'exil au mois d'avril, est imposé en juin par les Japonais comme ministre des affaires étrangères. Sihanouk multiplie les déclarations favorables au Japon afin de composer avec les occupants, tout en étant conscient que ceux-ci sont en train de perdre la guerre.

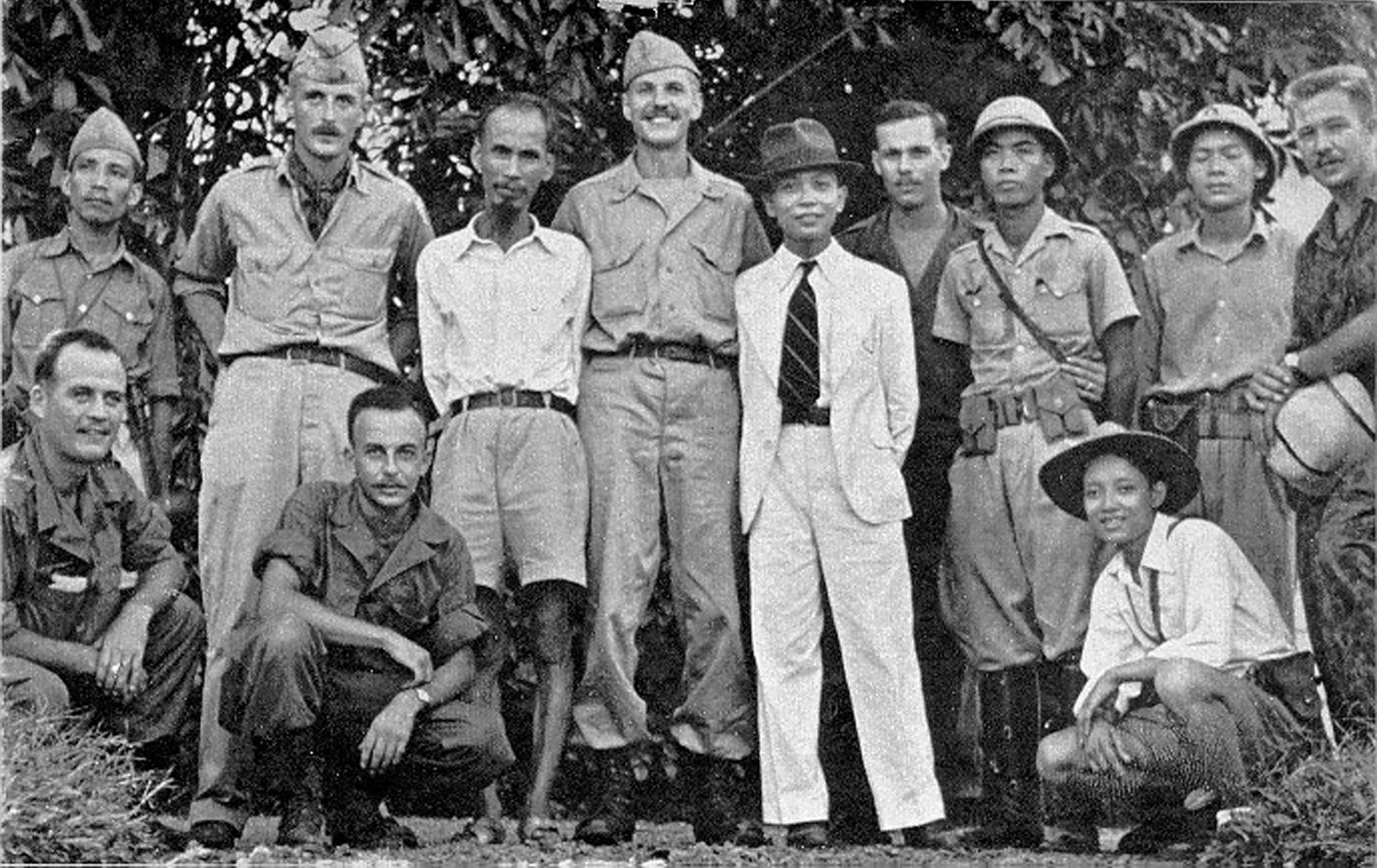
Hô Chi Minh (3e debout à partir de la gauche), Võ Nguyên Giáp (5e) et d'autres membres du Việt Minh en compagnie d'agents américains de l'OSS en 1945.

La situation est plus compliquée au Laos, où le roi de Luang Prabang Sisavang Vong refuse de proclamer l'indépendance et appelle au contraire ses sujets à aider les Français. Le 8 avril, les Japonais le contraignent à signer une déclaration d'indépendance dans laquelle il ne mentionne cependant que le royaume de Luang Prabang ; les occupants ne réalisent pas que le document — qu'ils n'entérineront d'ailleurs jamais — ne concerne pas le Laos tout entier. Le roi se considère ensuite comme prisonnier, et se trouve dès lors en conflit avec son Premier ministre, le prince Phetsarath Rattanavongsa, qui veut au contraire obtenir à la fois l'indépendance et l'unité du Laos,.
En France, le GPRF fait connaître, le 24 mars, le statut qu'il entend réserver à l'Indochine : le texte de sa proclamation, qui se situe dans la lignée de la conférence de Brazzaville de 1944, prévoit de lui donner un statut de fédération au sein d'une « Union française » — nouvelle appellation de l'empire colonial — en reconnaissant aux autochtones un statut non plus d'indigènes mais de citoyens, et en adoptant un régime de cosouveraineté franco-indochinoise. La proclamation, qui eût semblé audacieuse dans l'entre-deux-guerres, apparaît dépassée en 1945 ; tout en demeurant floue sur de nombreux points — notamment sur l'organisation de la fédération, que devra définir la future assemblée constituante — elle montre une ignorance des réalités vietnamiennes en s'en tenant à la division de l'Indochine en « cinq pays ». Le 26 mai, le GPRF concrétise son projet de force d'intervention en décidant de la création d'un Corps expéditionnaire français en Extrême-Orient, dont le commandement est confié au général Leclerc.
Le coup de force japonais donne par ailleurs au Việt Minh une occasion d'agir. Au lendemain du 9 mars, le Comité central décide de préparer une insurrection générale. Hô Chi Minh est cependant conscient que ses troupes ne sont pas encore de taille à combattre frontalement les Japonais : l'action militaire du Việt Minh se limite à des sabotages, à des attaques sur des postes japonais isolés et à quelques escarmouches,. L'organisation étend néanmoins son influence, en s'implantant dans diverses régions — que les Japonais, trop peu nombreux sur place, ne peuvent toutes contrôler — et en proclamant des « zones libérées ». En mai, Hô Chi Minh et ses compagnons descendent vers le Sud en déplaçant leur quartier général dans la région de Tuyên Quang.
Entre-temps, les Américains décident en juin 1945 d'apporter leur soutien à Hô Chi Minh : le major Archimedes Patti, responsable de l'OSS dans la région, est en effet convaincu que le Việt Minh est le meilleur allié local contre les Japonais. Les hommes de Hô Chi Minh reçoivent dès lors des armes et du matériel américain, tandis que la participation des hommes d'Alessandri aux opérations de guérilla, un temps envisagée, est écartée. Par ailleurs, lors de la conférence de Potsdam en juillet-août, les Alliés décident que l'Indochine, une fois les Japonais vaincus, doit être occupée pour le Sud par le Royaume-Uni et pour le Nord par la république de Chine. Ce n'est que vers le 10 août que le gouvernement français, qui n'avait pas été convié à Potsdam, est informé de cette décision et mis devant le fait accompli. Cependant, la mort de Roosevelt, auquel Harry S. Truman a succédé en avril, entraîne dans le même temps une évolution progressive de la politique américaine : alors que Roosevelt avait envisagé une mise sous tutelle par les Alliés de la colonie française, le Département d'État reconnaît le 22 juin la souveraineté de la France sur l'Indochine.

### Famine au Vietnam
À partir de la fin 1944, le Nord de l'Indochine est frappé par trois typhons qui détruisent les récoltes, perturbant gravement la répartition alimentaire. La situation empire après le coup de force du 9 mars 1945 : l'exclusion des Français désorganise l'administration, tandis que les réquisitions japonaises continuent,. En outre, la destruction des voies de communication par les bombardements alliés coupe les communications entre le Tonkin et la Cochinchine, empêchant l'acheminement du riz vers le Nord,, alors que le Tonkin, surpeuplé, est très dépendant vis-à-vis de la colonie.
Une effroyable famine — accompagnée dans certaines localités d'épidémies de typhus — se déclenche dans cinq des principales provinces du Tonkin et dans deux du Nord-Annam, causant la mort de plusieurs centaines de milliers de personnes. Par la suite, l'amiral Decoux évalue dans ses mémoires les conséquences de la famine à un million de victimes, tandis que Hô Chi Minh avance le chiffre de deux millions. Une étude réalisée plus tard par l'historien américain David Marr juge plausible le chiffre de un million de morts,.
Le Việt Minh accuse les Japonais et les Français d'être responsables de la situation — dénonçant même une collusion entre le Japon et les colonialistes pour détruire le peuple vietnamien — et mobilise la population pour s'emparer des stocks de riz et les redistribuer. Le mouvement communiste gagne ainsi de nombreux partisans, tout en bénéficiant d'un puissant argument de propagande pour discréditer le régime colonial.

## 1945-1946: l'Indochine en plein chaos

### Capitulation japonaise et prise du pouvoir par le Việt Minh
À l'été 1945, la guerre du Pacifique s'achemine vers sa fin. Des échanges ont lieu entre le Việt Minh et les Français, que Hô Chi Minh ne veut pas encore attaquer de front. En juillet, le chef du Việt Minh transmet aux représentants français en Chine un texte détaillant des revendications modérées pour le Vietnam, dont il demande l'indépendance au bout d'un processus de cinq à six ans. Une entrevue entre Hô Chi Minh et Jean Sainteny, chef du bureau de la DGER, est envisagée, mais annulée en raison des conditions météorologiques,.
Le 6 août a lieu le bombardement d'Hiroshima. Le lendemain, le gouvernement de Trần Trọng Kim, dépourvu de moyens et dépassé par la situation, présente sa démission. Les Japonais, qui ne souhaitent pas rendre le pays aux Français, s'emploient à favoriser les nationalistes asiatiques. Le 9 août, au Cambodge, Son Ngoc Thanh réalise un coup d'État et se proclame chef du gouvernement en lieu et place de Sihanouk. Au lendemain d'Hiroshima, et alors que sa capitulation est imminente, le Japon accepte de restituer au Vietnam la Cochinchine ; Bảo Đại proclame l'annexion de la colonie le 14, la veille de l'annonce officielle de la reddition du Japon par Hirohito,.
Surpris par la nouvelle de la capitulation japonaise, Hô Chi Minh comprend que le moment est venu de profiter du vide du pouvoir. Le 13 août 1945, le Việt Minh crée un Comité national d'insurrection et décide du soulèvement général. Trois jours plus tard, Hô Chi Minh est élu président d'un Comité de libération nationale, sorte de gouvernement provisoire. Le 17 août, alors que les autorités vietnamiennes de Hanoï sont en plein désarroi, les agents du Việt Minh infiltrent les manifestations populaires. Leurs partisans, ramenés en masse depuis les villages, envahissent les rues de la capitale. Au soir du 19, ils contrôlent les bâtiments publics. Des comités révolutionnaires sont formés dans toutes les villes du Tonkin. Les Blancs et les métis, cibles de la vindicte populaire, doivent se barricader chez eux. En Cochinchine, l'emprise des communistes est moins forte, du fait de la présence d'autres mouvements nationalistes qui leur font concurrence. Le Việt Minh réalise cependant le 25 août, à Saïgon, une grande manifestation tenant lieu de démonstration de force, et proclame le jour même un Comité exécutif provisoire du Nam Bộ, à majorité communiste,,. À l'exception de quelques accrochages en Annam, et d'une bataille dans la province de Thái Nguyên où leur garnison a refusé de se rendre, les Japonais n'opposent pas de vraie résistance au Việt Minh, et font même preuve d'une neutralité bienveillante, se réjouissant plutôt de laisser l'Indochine dans une situation impossible pour les colonisateurs français,. Ils ne se montrent d'ailleurs guère pressés de libérer leurs prisonniers et pendant plusieurs semaines les militaires français, pourtant théoriquement vainqueurs de la guerre, demeurent maintenus en détention par les « vaincus » japonais.
Le 22 août, un avion amène à Hanoï une délégation alliée, commandée par le major Patti. Sainteny, arrivé avec ce dernier en tant que représentant français, est tenu à l'écart par les Japonais et se retrouve virtuellement prisonnier dans le palais du gouverneur général. Le même jour, le GPRF parachute des émissaires en divers points du territoire. Pierre Messmer et Jean Cédile, envoyés comme commissaires de la République, respectivement pour le Tonkin et l'Annam et pour la Cochinchine, sont tous deux capturés, l'un par le Việt Minh et l'autre par les Japonais,,. Bảo Đại en appelle vainement aux Alliés pour essayer de maintenir l'indépendance de son pays, puis abdique le 25 août en remettant les insignes du pouvoir à une délégation du Comité de libération nationale. Le 29, Hô Chi Minh, arrivé quelques jours plus tôt à Hanoï, forme un gouvernement provisoire, dont il détient la présidence et le portefeuille des affaires étrangères. Võ Nguyên Giáp détient l'Intérieur et Phạm Văn Đồng les Finances, tandis que l'ex-empereur Bảo Đại — devenu le « citoyen Vĩnh Thụy » — est nommé conseiller politique. Le 2 septembre, par un discours à la tonalité nationaliste et nullement marxiste — et à la rédaction duquel Patti a d'ailleurs participé — Hô Chi Minh proclame l'indépendance de la « république démocratique du Viêt Nam »,,.

### De l'occupation alliée au retour des Français

#### Les troupes françaises bloquées hors d'Indochine
Tandis que les indépendantistes tiennent plus ou moins fermement les différentes parties du territoire, le gouvernement français vise à reprendre le contrôle de l'Indochine. Mi-août, de Gaulle nomme l'amiral Georges Thierry d'Argenlieu au poste de haut-commissaire pour l'Indochine (qui remplace celui de gouverneur général), tandis que le général Leclerc lui est subordonné en tant que commandant des forces armées. Ayant appris la décision prise à Potsdam au sujet de l'Indochine, les Français doivent négocier avec les Alliés en vue de pouvoir reprendre pied au plus vite dans la péninsule. Dès le 18 août, le GPRF signe avec la République de Chine une convention prévoyant la rétrocession du territoire à bail de Kouang-Tchéou-Wan.
Le 22 août, Leclerc arrive à Ceylan mais le commandant allié, Louis Mountbatten, doit lui interdire l'entrée du territoire en vertu des accords de Potsdam. Pareillement, le général Alessandri demeure bloqué en Chine : lui et ses 5 000 hommes rescapés du 9 mars ne sont pas autorisés à pénétrer au Tonkin avec les troupes de Tchang Kaï-chek. Leclerc doit patienter à Ceylan, où il est rejoint le 5 septembre par d'Argenlieu, tandis qu'il planifie la reconquête de l'Indochine.

#### Occupation chinoise au Tonkin et au Laos
Au Tonkin, 180 000 hommes de l'armée nationaliste chinoise venus du Yunnan et commandés par le général Lu Han commencent dès la fin du mois d'août à investir le territoire, pour y désarmer les 130 000 soldats japonais présents sur place. Les Chinois se livrent alors à un véritable pillage du Nord du Vietnam, tandis que Lu Han s'installe au palais du gouverneur général, refuse de reconnaître l'autorité de Sainteny et s'empare de tout le matériel japonais. Pour des raisons liées aux jeux de pouvoir internes au Kuomintang, Tchang Kaï-chek laisse à la faction du Yunnan les mains libres pour mettre à sac le Tonkin ; lui-même se soucie surtout de faire pression sur les Français pour obtenir la restitution de territoires, à commencer par Kouang-Tchéou-Wan que les troupes chinoises investissent dès la fin septembre après le retrait des Japonais et où le drapeau français est abaissé pour la dernière fois le 20 novembre.
Alessandri parvient le 19 septembre à revenir à Hanoï ; les Français comme le Việt Minh doivent entamer de laborieuses négociations avec les Chinois pour obtenir leur retrait. La situation alimentaire demeure critique au Tonkin, les communications avec le Sud étant toujours coupées : le gouvernement de Hô Chi Minh tente d'y remédier en développant les cultures de substitution et en mobilisant la population pour réparer les digues. En outre, le gouvernement indépendantiste, auquel la Banque de l'Indochine refuse tout crédit, se trouve en état de banqueroute dès le 12 septembre. Les troupes chinoises ont par ailleurs ramené dans leur sillage des nationalistes du VNQDD, du Đại Việt ou du Đồng minh Hội, qui tentent de disputer le pouvoir au Việt Minh.
Les Chinois investissent également le Laos, que les troupes d'occupation japonaises ont pourtant déjà évacué pour se réfugier en Thaïlande. Les maquis franco-laotiens qui ont mené la résistance contre les Japonais tentent entretemps de reprendre le contrôle du protectorat : le colonel Hans Imfeld, nommé commissaire de la République, s'installe à Luang Prabang où il reçoit l'assurance de la fidélité du roi Sisavang Vong. Dans le Bas-Laos, les Français peuvent également compter depuis le début sur le soutien de la famille princière de Champassak. Imfeld et ses hommes sont cependant en butte à l'hostilité des nouveaux occupants qui, comme au Tonkin, jouent contre les intérêts coloniaux ; les Chinois vont jusqu'à désarmer les soldats français et revendre aux sympathisants locaux du Việt Minh les armes japonaises qu'ils ont récupérées.

#### Émeutes et massacres en Cochinchine

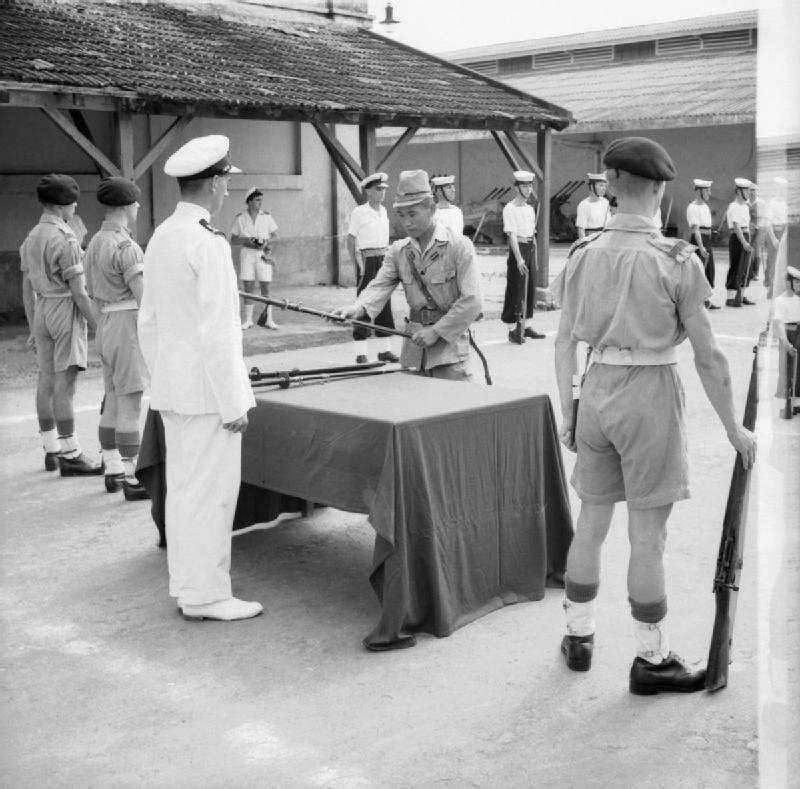
Un officier japonais se rend à la marine britannique à Saïgon le 24 novembre 1945.

La situation est particulièrement tendue en Cochinchine, où s'installe un climat de haine raciale. Des incidents, auxquels contribuent des Bình Xuyên, des trotskistes ou des groupes nationalistes, éclatent à Saïgon dès l'après-midi du 2 septembre : cinq Français — dont un prêtre — sont tués, plusieurs autres blessés et de nombreuses maisons européennes pillées par des émeutiers. Des Français, des métis et des Vietnamiens « collaborateurs » continuent d'être attaqués dans les semaines qui suivent : des dizaines de cadavres sont retrouvés dans les rues de la ville. Jean Cédile s'efforce de négocier avec le Việt Minh, qui doit de son côté compter avec les Hòa Hảo, les caodaïstes et les trotskistes vietnamiens, lesquels s'opposent à sa mainmise sur la colonie et veulent leur part du pouvoir. Huỳnh Phú Sổ, chef des Hòa Hảo, devient membre du Comité exécutif provisoire du Nam Bộ, mais les heurts entre factions vietnamiennes continuent de se multiplier. Les trotskistes, notamment, sont traqués par le Việt Minh, qui entreprend d'éliminer physiquement une partie de ses rivaux : Bùi Quang Chiêu, fondateur du Parti constitutionnaliste, l'ancien conseiller impérial Phạm Quỳnh et le leader trotskiste Tạ Thu Thâu sont assassinés.
Le 12 septembre, les troupes britanniques et indiennes commandées par le général Douglas Gracey — 1 800 hommes environ, accompagnés de quelques Français du corps léger d'intervention — commencent à débarquer à Saïgon, avec pour mission de désarmer les 60 000 Japonais présents dans la colonie. Cédile, constatant l'intransigeance du comité du Nam Bộ qui campe sur ses revendications d'indépendance immédiate, demande à Gracey de rétablir la sécurité en préalable à toute négociation. Le commandant britannique, conscient de la gravité de la situation et de l'insuffisance de ses propres effectifs, accepte alors de faire réarmer les militaires français que les Japonais avaient emprisonnés, et ordonne un couvre-feu ; les Japonais, quant à eux, sont censés aider les Britanniques à maintenir l'ordre. Le 23 septembre, Cédile fait réinvestir les bâtiments officiels par les troupes françaises, qui en chassent le comité du Nam Bộ. Certains colons français prennent alors leur revanche en lynchant des Vietnamiens,,.
Le Việt Minh tente le lendemain de reprendre l'initiative en décrétant une grève générale : Saïgon est paralysée et les attaques anti-françaises reprennent de plus belle contre les Blancs, les Eurasiens ou les Antillais. Dans la nuit du 24 au 25 septembre, profitant de la passivité des Japonais censés patrouiller dans le quartier, une foule d'émeutiers attaque la cité Hérault, où habitent avec leurs familles des petits fonctionnaires français, blancs — dont beaucoup de Français mariés à des Vietnamiennes — ou métis. 150 personnes sont massacrées, de manière souvent atroce ; 300, dont seule la moitié sera retrouvée, sont enlevées. Cette tuerie, dont la rumeur attribue la responsabilité au Việt Minh — mais qui semble plutôt avoir été l'œuvre des Bình Xuyên — marque profondément l'opinion, d'une manière comparable à ce que représentera plus tard le massacre de Philippeville pendant la guerre d'Algérie,,,. Gracey parvient ensuite, sous la menace, à contraindre les troupes japonaises à assurer leurs tâches de maintien de l'ordre. Le 3 octobre, les premiers hommes du corps expéditionnaire français en Extrême-Orient peuvent enfin débarquer en Cochinchine ; le général Leclerc atterrit à Saïgon deux jours plus tard,. Entre-temps, l'ancien gouverneur général Decoux, après avoir vainement tenté de convaincre Cédile de lui laisser assurer l'intérim, est renvoyé le 1er octobre en France où il doit faire l'objet de poursuites. Une cour de justice de l'Indochine ayant été mise en place pour juger des faits de collaboration, d'autres fonctionnaires et militaires français d'Indochine — dont certains viennent d'être libérés des camps japonais — sont également frappés par l'épuration.

#### La reconquête française (fin 1945-début 1946)

##### Cochinchine

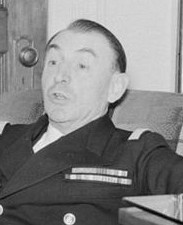
L'amiral Georges Thierry d'Argenlieu, nommé haut-commissaire pour l'Indochine en 1945.

Le 10 octobre, le Việt Minh attaque les troupes franco-britanniques autour de l'aéroport de Saïgon, mais une contre-attaque permet de dégager totalement la ville, que les forces indépendantistes doivent alors abandonner. Le Corps expéditionnaire, bientôt renforcé par l'arrivée des hommes de la 2e DB commandés par le lieutenant-colonel Jacques Massu, entame ensuite la reconquête du reste de la Cochinchine,. Dans le même temps, l'attitude des Américains, qui s'était déjà infléchie depuis l'arrivée de Truman, évolue de manière décisive, notamment en raison de la prise de conscience du danger soviétique : le Département d'État fait officiellement savoir le 5 octobre qu'il ne s'oppose pas au retour des Français, tandis que l'OSS recommande de s'appuyer sur les empires coloniaux européens pour faire obstacle au communisme.
Entre octobre 1945 et février 1946, les troupes de Leclerc reprennent le contrôle de la colonie du Sud, en évinçant les forces Việt Minh, caodaïstes et Hòa Hảo, qui se combattent d'ailleurs les unes les autres. La reconquête de l'Indochine coûte 700 hommes (tués, malades ou déserteurs) au Corps expéditionnaire.
L'amiral d'Argenlieu arrive le 30 octobre à Saïgon : s'il tient un discours libéral en promettant de garantir les idéaux démocratiques et le progrès social, il donne cependant la priorité au rétablissement de l'autorité française et apparaît dès lors en décalage avec les aspirations des Indochinois qui viennent de goûter à l'indépendance, fut-elle brève et chaotique. Les intentions de la France sur la forme exacte que doivent prendre les gouvernements des pays de l'Union française ne sont de toutes manières pas très claires, de Gaulle ayant également tenu sur ce point des propos peu précis. L'équipe de l'amiral ne comprend aucun Indochinois. Dès le 1er novembre, d'Argenlieu fait paraître le premier numéro du Journal officiel de l'Indochine, dans lequel est proclamé un gouvernement fédéral, qui siège à nouveau à Saïgon ; il est prévu que les fonctions des résidents des protectorats et du gouverneur de la Cochinchine seront désormais détenues par des commissaires de la République. La vie politique reprend progressivement en Cochinchine, où le Parti constitutionnaliste et le Parti démocrate se reforment. Par son ordonnance du 1er novembre, d'Argenlieu fixe les modalités provisoires du pouvoir en Indochine, en attendant que des institutions dans l'esprit de la déclaration du 24 mars puissent être mises en place. Il charge en outre Cédile de former en Cochinchine un Conseil consultatif mixte qui pourrait faire office d'assemblée constituante.
Le 28 janvier 1946, une passation officielle de pouvoirs a lieu à Saïgon entre Gracey et d'Argenlieu. Les troupes britanniques commencent à évacuer la Cochinchine, leur départ se prolongeant jusqu'en mars. Les Japonais achèvent quant à eux de quitter l'Indochine en mai-juin 1946 ; une partie de leur armement est récupéré par le Việt Minh, que rejoignent certains de leurs anciens supplétifs, mais aussi des déserteurs de l'armée japonaise.

##### Cambodge
À la faveur de la reconquête de la Cochinchine, la route du Cambodge est ouverte dès le mois d'octobre. Le roi Norodom Sihanouk joue habilement en faisant savoir aux Français qu'il leur demande de reprendre leur rôle de protecteurs ; Leclerc peut alors, le 15 octobre, arrêter sans difficulté le Premier ministre indépendantiste Son Ngoc Thanh, qui est envoyé en France. Le Cambodge repasse sous contrôle français sans aucun incident,,, tandis que la mise à l'écart du radical Son Ngoc Thanh laisse à Sihanouk les mains libres pour négocier avec la France. Les déclarations d'intention du nouveau haut-commissaire sont bien accueillies par le roi, qui accepte un modus vivendi avec la France en attendant que le statut de son pays soit élaboré, et forme en janvier 1946 un nouveau gouvernement dirigé par son oncle le prince Sisowath Monireth.
Des affrontements ont cependant lieu au Cambodge dans les mois qui suivent alors que les Français tentent d'obtenir de la Thaïlande la restitution des territoires annexés en 1941 : les groupes Khmers issarak soutenus par les Thaïlandais font leur réapparition en avril 1946 et mènent contre les Français une série d'attaques sans grande envergure. La mouvance Khmer issarak, assez disparate, pose quelques problèmes d'insécurité au Cambodge, mais elle se divise entre rebelles aidés par la Thaïlande et pro-communistes soutenus par le Việt Minh,.

##### Tonkin

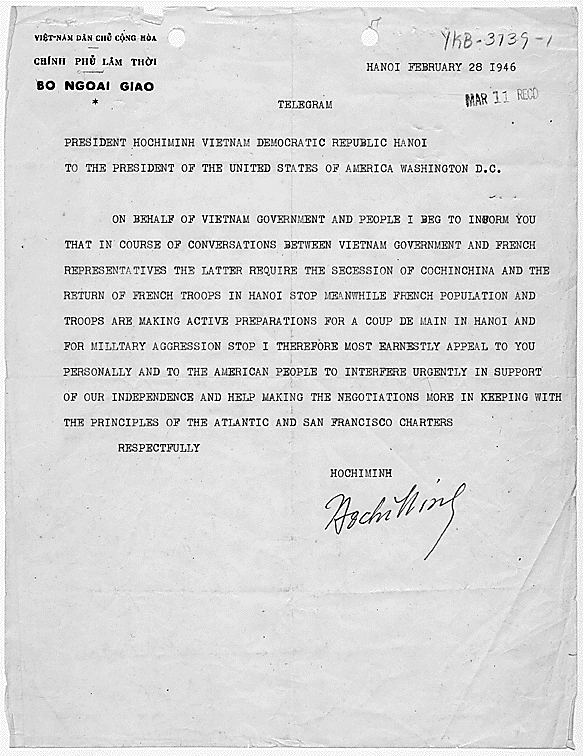
Télégramme en date du 28 février 1946, envoyé par Hô Chi Minh au président américain Harry S. Truman pour tenter d'obtenir la reconnaissance de l'indépendance du Vietnam par les États-Unis.

La situation la plus complexe est celle du Tonkin, toujours occupé par les Chinois, et où Sainteny poursuit ses difficiles négociations avec Hô Chi Minh. Leurs pourparlers butent sur la question de l'unité des trois ky vietnamiens et sur celle de l'indépendance du pays, dont la portée demeure à définir. Les Français vont jusqu'à envisager de reconnaître l'indépendance du Vietnam « dans le cadre de la Fédération indochinoise et de l'Union française ». Hô Chi Minh est, pour sa part, conscient que les négociations menées en parallèle par les Français avec les Chinois risquent, une fois un accord trouvé, de permettre aux colonisateurs de revenir en force : son gouvernement est en outre totalement isolé — l'URSS, lointaine, ne montre alors guère d'intérêt pour l'Indochine, et Mao n'est pas encore au pouvoir en Chine — ce qui impose de lâcher du lest. Pour rassurer l'ensemble de ses interlocuteurs, le Việt Minh entreprend alors de camoufler son identité communiste : du 8 au 10 novembre, le Parti communiste indochinois tient à Hanoï un congrès, au terme duquel il annonce son auto-dissolution. Cette manœuvre, cependant, ne convainc guère, d'autant plus que le Parti continue d'exister officieusement. Les nationalistes du VNQDD et du Đồng minh Hội contestent par ailleurs de plus en plus fortement le pouvoir du Việt Minh, et exigent de participer au gouvernement. Confronté à l'imbroglio politique indochinois, de Gaulle cherche une solution alternative pour le Vietnam ; il envisage alors de faire revenir au pays le prince Vĩnh San — l'ex-empereur Duy Tân — qui vit en exil depuis près de trente ans à La Réunion. Vĩnh San accepte mais, alors qu'il préparait son retour, il meurt le 26 décembre dans un accident d'avion.
En janvier 1946, le gouvernement de Hô Chi Minh organise l'élection de l'assemblée constituante qu'il promettait depuis plusieurs mois : si le scrutin, censé avoir lieu dans tout le Vietnam, se déroule dans des conditions peu démocratiques — le VNQDD et le DMH[Quoi ?] ne présentent pas de candidats, un certain nombre de sièges leur ayant été automatiquement accordé, et les candidats Việt Minh sont souvent seuls en lice — il se traduit, grâce à la popularité de Hô Chi Minh, par un plébiscite pour le Việt Minh qui gagne alors en légitimité.
Toujours en janvier, le général Raoul Salan (successeur d'Alessandri) épaulé par l'ambassadeur de France en Chine, entame à Chongqing des négociations avec le gouvernement de Tchang Kaï-chek. Le 28 février, un accord franco-chinois est finalement signé : pour obtenir le retrait des Chinois du Tonkin, les Français — qui ont déjà accepté de céder Kouang-Tchéou-Wan dès août 1945 — renoncent aux avantages qu'ils détenaient en Chine depuis l'époque des traités inégaux, en rétrocédant leurs concessions en Chine, dont celle de Shanghai, et en abandonnant leurs privilèges sur les chemins de fer du Yunnan. Les Chinois obtiennent pour leur part des avantages commerciaux au Tonkin.
Leclerc ordonne alors aux troupes françaises de faire route vers le Tonkin pour débarquer à Haïphong. Hô Chi Minh, après avoir écrit plusieurs fois à Truman dans l'espoir d'obtenir le soutien des États-Unis, doit reconnaître que la situation lui impose de faire des concessions. Il accepte alors de conclure un accord avec les Français, et remanie dans le même temps son gouvernement pour y inclure les nationalistes de droite. Le 6 mars 1946, le jour même de l'arrivée des Français à Haïphong, les « accords Hô-Sainteny » sont signés : le Vietnam y est reconnu par la France comme « un État libre (…) faisant partie de la Fédération indochinoise et de l'Union française », tandis que le gouvernement vietnamien accepte le retour des troupes françaises. Le texte, dont le mot « indépendance » est absent, prévoit cependant des négociations pour définir le statut futur de l'Indochine, de même qu'un référendum sur la réunification des trois pays vietnamiens. Les deux parties, ayant fait chacune des concessions importantes, peuvent alors espérer éviter le conflit ouvert,,.
Le retour des Français ne se fait pas sans mal, du fait de la mauvaise volonté des Chinois : un affrontement éclate même le 6 mars lorsque les troupes chinoises tirent sur les bateaux français dans le port de Haïphong, tuant 39 militaires,,. Après d'ultimes tractations avec les Chinois, Leclerc peut, le 18 mars, faire son entrée dans Hanoï — ce qu'il présente dans la « dernière étape de la libération » — et rencontrer Hô Chi Minh le jour même.

##### Laos
Au Laos, la situation présente également des difficultés : à l'automne 1945, les troupes françaises, encore trop peu nombreuses sur place, assistent impuissantes à la prise du pouvoir par les nationalistes locaux qui bénéficient de l'aide des Chinois. Le prince Phetsarath Rattanavongsa, renvoyé par le roi Sisavang Vong de son poste de Premier ministre, proclame un gouvernement révolutionnaire qui revendique la souveraineté sur un Laos unifié. Le commissaire de la République Imfeld et ses collaborateurs sont contraints de se réfugier en Thaïlande. Entre le 10 et le 12 octobre, le mouvement Lao Issara (Laos libre) — la coalition nationaliste lao qui s'est formée en août juste avant la capitulation japonaise — prend le pouvoir, décrète la déchéance du roi et forme un nouveau gouvernement. Phetsarath est proclamé chef de l'« État lao » (Pathet Lao) : le gouvernement indépendantiste compte parmi ses ministres le frère de Phetsarath, Souvanna Phouma, et son demi-frère Souphanouvong. Ce dernier, très lié aux communistes vietnamiens, prend également la tête des forces armées Lao Issara,,. La communauté vietnamienne du Laos, largement acquise à l'indépendance, est encadrée par le Việt Minh qui l'organise en milices d'autodéfense.
Début 1946, les forces franco-laotiennes parviennent à ouvrir la voie vers le Nord au prix de violents combats contre les Lao Issara et leurs alliés Việt Minh locaux, voire de heurts avec les troupes d'occupation chinoises. Les Français perdent au Laos dix-neuf hommes, dont quatre officiers. Le 21 mars, les forces Lao Issara sont battues par les Français à Thakhek. Dans le courant du mois d'avril, les Chinois, qui avaient prolongé leur occupation du Laos pour faire main basse sur la récolte d'opium, se retirent enfin : les Français peuvent alors reprendre le contrôle du reste du protectorat et pénétrer le 25 avril dans Vientiane,. Le gouvernement Lao Issara prend la fuite tandis que le roi Sisavang Vong, qui était jusque-là prisonnier dans son propre palais à Luang Prabang, décrète nuls et non avenus tous les actes pris depuis l'indépendance qu'il avait été forcé de proclamer le 4 avril 1945.

## La fin de l'Indochine française

### Des négociations avortées au conflit ouvert

#### Du blocage cochinchinois à l'échec de Fontainebleau
Après l'accord préliminaire du 6 mars 1946, les nouvelles autorités françaises tentent de rassurer à la fois les colons et les élites indigènes : Cédile assure ainsi au Conseil consultatif cochinchinois que l'accord ne concerne que le Tonkin et l'Annam. D'Argenlieu, lui aussi, considère qu'il ne s'agit que d'un accord local tandis que Marius Moutet, redevenu ministre de l'Outre-mer au sein du GPRF, recommande de tout faire pour empêcher la réunion de la Cochinchine avec le Tonkin. Le 24 mars, le haut-commissaire rencontre Hô Chi Minh dans la baie d'Along. Hô Chi Minh propose une conférence pour toute l'Indochine, mais les pourparlers butent toujours sur la question du statut de la Cochinchine, où les Français encouragent l'autonomisme. Le 26 mars, le Conseil consultatif désigne le docteur Nguyễn Văn Thinh, chef du Parti démocrate, pour prendre la tête d'un potentiel gouvernement de la « République de Cochinchine ».
Dans l'immédiat après-guerre, l'économie indochinoise est dans un état désastreux. Après leur coup de force du 9 mars, les Japonais ont actionné la planche à billets de la Banque de l'Indochine et ont diffusé tant de coupures de 500 piastres que le haut-commissaire en décrète la nullité le 17 novembre ; ceci provoque des tensions avec les Chinois, qui ont saisi un grand nombre de ces billets et finissent par en obtenir le remboursement. En décembre 1945, les Français tentent de préserver la piastre indochinoise en fixant son taux de change à 17 francs, ce qui constitue une surévaluation par rapport à son cours sur les marchés asiatiques : cette différence de taux favorise alors d'importants trafics — révélés cinq ans plus tard lors du scandale dit de l'« affaire des piastres » — dont bénéficient divers milieux allant du monde politique au crime organisé, en passant par Bảo Đại et son entourage,.
La Cochinchine demeure dans une situation de conflit larvé : Nguyễn Bình, nouveau chef du Comité du Nam Bộ, noue des alliances avec les Hòa Hảo et les Bình Xuyên, tandis que les caodaïstes se rangent du côté des Français. Plusieurs attentats sont commis dès mars-avril par le Việt Minh ; les troupes françaises réagissent par des opérations de ratissage, commettant au passage des bavures que la propagande indépendantiste exploite à loisir. Une conférence préliminaire, destinée à préparer celle dont Hô Chi Minh réclame la tenue en région parisienne, s'ouvre le 17 avril à Đà Lạt, avec Võ Nguyên Giáp en tant que représentant Việt Minh ; mais les pourparlers tournent à vide, tandis que les hommes de Nguyễn Bình continuent leurs attaques pour maintenir la pression sur les Français et que d'autres incidents éclatent également au Tonkin. Chacune des factions vietnamiennes tente de trouver des appuis politiques en Métropole : Hanoï envoie une délégation, conduite par Phạm Văn Đồng, auprès des députés de l'Assemblée constituante, tandis que les autonomistes envoient le colonel Nguyễn Văn Xuân rencontrer des responsables politiques.

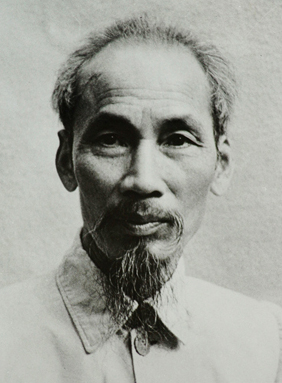
Hô Chi Minh en 1946.

Hô Chi Minh accorde peu d'intérêt aux entretiens de Đà Lạt et veut tout miser sur les pourparlers en Métropole, qui doivent se tenir en région parisienne. D'Argenlieu se méfie de cette dernière conférence et craint que les responsables français, alors en pleine campagne pour l'élection de l'Assemblée constituante, ne fassent trop de concessions au leader Việt Minh. Hô Chi Minh, dont le haut-commissaire a tenté en vain de retarder le départ, s'envole pour la France le 31 mai. D'Argenlieu décide alors, suivant les instructions de Moutet, de susciter l'indépendance de la Cochinchine. Le 1er juin, le gouvernement que le Conseil consultatif de Cochinchine annonçait depuis fin mars est officiellement créé, sous la présidence de Nguyễn Văn Thinh ; une convention permet cependant au représentant français de conserver la réalité du pouvoir.
C'est pendant une escale que Hô Chi Minh, en route pour la France, apprend la proclamation du gouvernement cochinchinois, dont d'Argenlieu l'avait cependant averti à l'avance. En outre, une fois arrivé à Biarritz, il doit patienter dans le Sud de la France en raison de la chute du gouvernement Gouin. Ce n'est qu'une fois le gouvernement Bidault formé qu'il peut enfin rejoindre la région parisienne, où la conférence doit s'ouvrir à Fontainebleau. Le chef du Việt Minh, qui profite de la durée de son séjour pour tenter de gagner la sympathie de l'opinion française, a notamment pour interlocuteurs Marius Moutet, toujours à l'Outre-mer, et Alexandre Varenne, nommé Ministre d'État chargé des questions liées à l'Union française ; il compte sur le soutien des ministres PCF, et reçoit celui des milieux intellectuels de gauche.
La conférence de Fontainebleau s'ouvre le 6 juillet, en présence de Hô Chi Minh et de Phạm Văn Đồng. Mais les pourparlers butent rapidement sur le statut de la « République autonome » de Cochinchine, alors que d'Argenlieu fait pression pour l'arrêt des négociations et que les colons d'Indochine protestent contre toute idée de concessions aux « agitateurs » Việt Minh. De surcroît, la constitution de la Quatrième République n'est pas encore promulguée et le statut de l'Union française demeure à préciser.
Dans le même temps, en Indochine, d'Argenlieu réunit en août à Đà Lạt une conférence consultative sur le statut de la Fédération ; il y invite les gouvernements du Cambodge et du Laos, mais aussi celui de la Cochinchine, suscitant les protestations de Phạm Văn Đồng qui claque temporairement la porte des négociations à Fontainebleau. Les délégués Việt Minh sont d'autant plus mécontents que les Français ont, fin juin, réoccupé les plateaux moï au Sud-Annam,,. Leclerc, rappelé en juillet à Paris à sa demande, exprime son inquiétude devant la situation et préconise de ne pas reculer devant le mot « indépendance » si tel est le prix pour conserver le Vietnam dans l'Union française. Le 13 août, la conférence de Đà Lạt s'achève avec un accord de principe sur une ébauche de statut de la fédération : la piastre en resterait la monnaie unique, le français en serait la langue officielle et Đà Lạt deviendrait la capitale.
En l'absence de Hô Chi Minh, le gouvernement de Hanoï est supervisé par Võ Nguyên Giáp. Ce dernier se prépare à l'éventualité d'un conflit : les effectifs de l'Armée populaire vietnamienne, les troupes régulières du Việt Minh, passent pendant l'été 1946 de 30 000  à   60 000 hommes. Parallèlement, à la faveur du retrait des Chinois, le Việt Minh lance en juin-juillet une offensive contre ses rivaux du Việt Nam Quốc Dân Đảng et du Đồng minh Hội, qu'il élimine politiquement ou physiquement,. Les troupes des nationalistes de droite sont bientôt chassées de leurs places-fortes, et leurs chefs doivent reprendre le chemin de l'exil. Le VNQDD continue officiellement d'être autorisé à Hanoï, mais ne compte plus parmi ses représentants que des personnalités ralliées au Việt Minh. Par ailleurs, la situation économique du Vietnam demeure très grave : à la recherche de ressources, le gouvernement Việt Minh vend son riz en Chine, au risque de remettre en danger la population qui sort tout juste de la famine. Il tente également de pallier son manque de devises en émettant des « piastres Hô Chi Minh » qui ont pour seul effet de faire chuter les cours de la vraie piastre indochinoise, impactant l'ensemble de l'Indochine. Des incidents continuent d'éclater : à Lạng Sơn, un convoi de camions français est attaqué, faisant 18 morts.
La conférence de Fontainebleau se termine sur un échec : après avoir réclamé le 10 septembre un référendum sur la Cochinchine, Phạm Văn Đồng et les autres délégués Việt Minh quittent les lieux avant même que l'Assemblée nationale n'adopte les articles de la Constitution relatifs au statut de l'Union française. Hô Chi Minh prolonge néanmoins son séjour et, le 14 septembre, signe avec Moutet un modus vivendi aux termes flous, qui convient cependant de cesser les actes de violence et prévoit de nouvelles négociations en janvier 1947. Il revient ensuite en Indochine fin octobre, après une absence de près de cinq mois, retrouvant un pays que ses partisans ont fermement pris en main. Débarrassé des nationalistes non communistes, Hô a désormais tous les pouvoirs à Hanoï, et l'assemblée qui se réunit en novembre ne compte plus que des partisans du Việt Minh. Alors que le « modus vivendi » entre officiellement en vigueur le 30 octobre dans toute l'Indochine, les réseaux du Việt Minh en Cochinchine ont déjà redoublé d'activité,.

#### Stabilisation au Laos et au Cambodge
Au contraire du Vietnam dont le statut demeure la principale pierre d'achoppement en Indochine, le Cambodge et le Laos profitent du contexte de l'après-guerre pour stabiliser et moderniser leurs institutions, devenant des monarchies constitutionnelles. En échange d'une autonomie renforcée, les monarques khmer et lao acceptent de demeurer dans l'Union française et la Fédération indochinoise.
Au Cambodge, la création de partis politiques est autorisée pour la première fois dans l'histoire du pays. Norodom Sihanouk crée une Assemblée nationale provisoire élue au suffrage universel, qui devra examiner le projet de constitution. Le Cambodge organise en septembre ses premières élections qui sont, au déplaisir du souverain, remportées par le Parti démocrate, une formation d'orientation nationaliste dirigée par le prince Sisowath Youtevong ; ce dernier devient premier ministre en décembre. Le 6 mai 1947, le Cambodge adopte sa première constitution, avec des institutions inspirées de celles de la Quatrième République. Les Français sont inquiets de voir le Parti démocrate — dont certains cadres sont liés aux Khmers issarak — arriver au pouvoir, mais la mort de Youtevong, dès juillet 1947, laisse les nationalistes cambodgiens désemparés et redonne du champ à Sihanouk. Auriol lui ayant promis dans une lettre l'« indépendance du Cambodge dans le cadre de l'Union française » , le roi prétexte de l'insécurité dans certaines régions pour dissoudre le parlement en septembre 1949. Il s'abstient ensuite de convoquer de nouvelles élections et peut alors négocier lui-même avec les Français, dont il tente d'obtenir qu'ils concrétisent leurs engagements,,.
Après la conférence de Đà Lạt convoquée par d'Argenlieu, le Laos se constitue en véritable État. Le 28 août 1946, un royaume du Laos unifié est proclamé, sous l'autorité du roi Sisavang Vong. Une Assemblée constituante est élue en décembre, puis la première constitution laotienne est adoptée le 11 mai 1947. En août 1947, de nouvelles élections législatives sont organisées, auxquelles ne se présentent que des candidats indépendants.
Enfin, la France obtient que la Thaïlande restitue — par un accord signé le 17 novembre 1946 — les territoires cambodgiens et laotiens qu'elle avait annexés en 1941. Les Français apparaissent comme les protecteurs des deux monarchies qui, dès lors, n'envisagent pas encore de renoncer à leurs relations privilégiées avec la puissance coloniale.

#### Du bombardement de Haïphong au coup de force de Hanoï
Alors que les monarchies khmère et lao se stabilisent, le Vietnam est plus que jamais la principale source de problèmes de l'Indochine. La Cochinchine demeure particulièrement instable, alors que la propagande du Việt Minh pour la réunification y bat son plein et que les colons et les autonomistes tentent de faire valoir leurs intérêts. Le président cochinchinois, Nguyễn Văn Thinh — dont le gouvernement, quasiment dépourvu de moyens, est négligé par les Français qui privilégient alors le dialogue avec Hô Chi Minh — se pend dans son bureau le 10 novembre 1946.
Les tensions sont également très fortes au Tonkin, où l'administration Việt Minh refuse de laisser les Français appliquer les contrôles douaniers, notamment dans le port de Haïphong où les trafics se multiplient. Le 20 novembre, un grave incident éclate lorsque les troupes vietnamiennes ouvrent le feu sur un canot de la Sécurité navale française. Les troupes françaises, commandées par le colonel Dèbes, ripostent ; les affrontements qui s'ensuivent causent plusieurs dizaines de victimes. Le général Valluy, qui assure l'intérim en l'absence de d'Argenlieu, ordonne à Dèbes de se rendre maître de la ville : le 24 novembre, l'armée française bombarde Haïphong et une bataille rangée oppose ensuite les Français au Việt Minh. Le 28, la ville est repassée sous contrôle français. Par la suite, les communistes vietnamiens affirmeront que le bombardement a causé six mille morts, tandis que Valluy estimera le nombre de victimes à environ trois cents,.
Le bombardement de Haïphong représente un point de non-retour en Indochine. Hô Chi Minh craint que les Français n'attaquent Hanoï, et le Việt Minh commence dès lors à préparer un coup de force. Au soir du 19 décembre, après quelques semaines pendant lesquelles l'apaisement avait semblé prévaloir, les forces de Giáp passent à l'offensive contre les Français dans Hanoï. Les postes du corps expéditionnaire et les maisons des colons sont pris d'assaut ; des dizaines de civils, blancs ou eurasiens, sont tués ou pris en otage et Sainteny est lui-même blessé. Des attaques sont lancées dans une série d'autres villes, dont Hué et Tourane. Hô Chi Minh, réfugié hors de Hanoï, lance via la radio clandestine du Việt Minh un appel à l'insurrection générale du peuple vietnamien. Mais les troupes françaises repoussent leurs adversaires dans toutes les localités, faisant échouer l'offensive de Giáp. Les Français prennent en étau Hanoï : ce n'est cependant que fin février 1947 qu'ils peuvent reprendre possession de la ville, évacuée par les forces Việt Minh. Hô Chi Minh et son gouvernement prennent le maquis, ce qui marque le véritable début de la guerre d'Indochine,.

### La guerre d'Indochine

#### Des protectorats aux États associés

##### Réunification du Vietnam
Alors que la guerre d'Indochine vient de commencer, Léon Blum — qui préside alors le GPRF — évoque la nécessité d'organiser à terme « un Vietnam libre dans une Union indochinoise librement associée à l'Union française », ce qui implique cependant de « rétablir l'ordre pacifique ». D'Argenlieu, quant à lui, juge impossible de reprendre les négociations avec le Việt Minh. La gauche française voulait satisfaire le désir d’indépendance du Vietnam et transformer la guerre en une guerre anticommuniste. Le premier gouvernement de la Quatrième République prend ses fonctions fin janvier 1947 : le socialiste Paul Ramadier, nouveau président du conseil, déclare qu'il sera nécessaire d'unir « les trois pays annamites » et prononce le mot d'« indépendance », en précisant que celle-ci se ferait « dans le cadre de la Fédération indochinoise et de l'Union française ». Du côté des partis politiques, le PCF, qui participe alors toujours au gouvernement, fait pression pour la reprise du dialogue avec Hô Chi Minh, tandis que le MRP est sensible à la position de d'Argenlieu et que la SFIO s'oppose à l'« abandon » comme au « colonialisme révolu ». En février 1947, d'Argenlieu est remplacé par Émile Bollaert au poste de haut-commissaire. En février 1947, des nationalistes non communistes décidèrent de former une alliance politique à Nanjing pour soutenir l'ancien empereur Bảo Đại et coopérer avec les Français pour combattre le communisme et obtenir progressivement l'indépendance du Vietnam dans le sens d'une démocratie libérale.

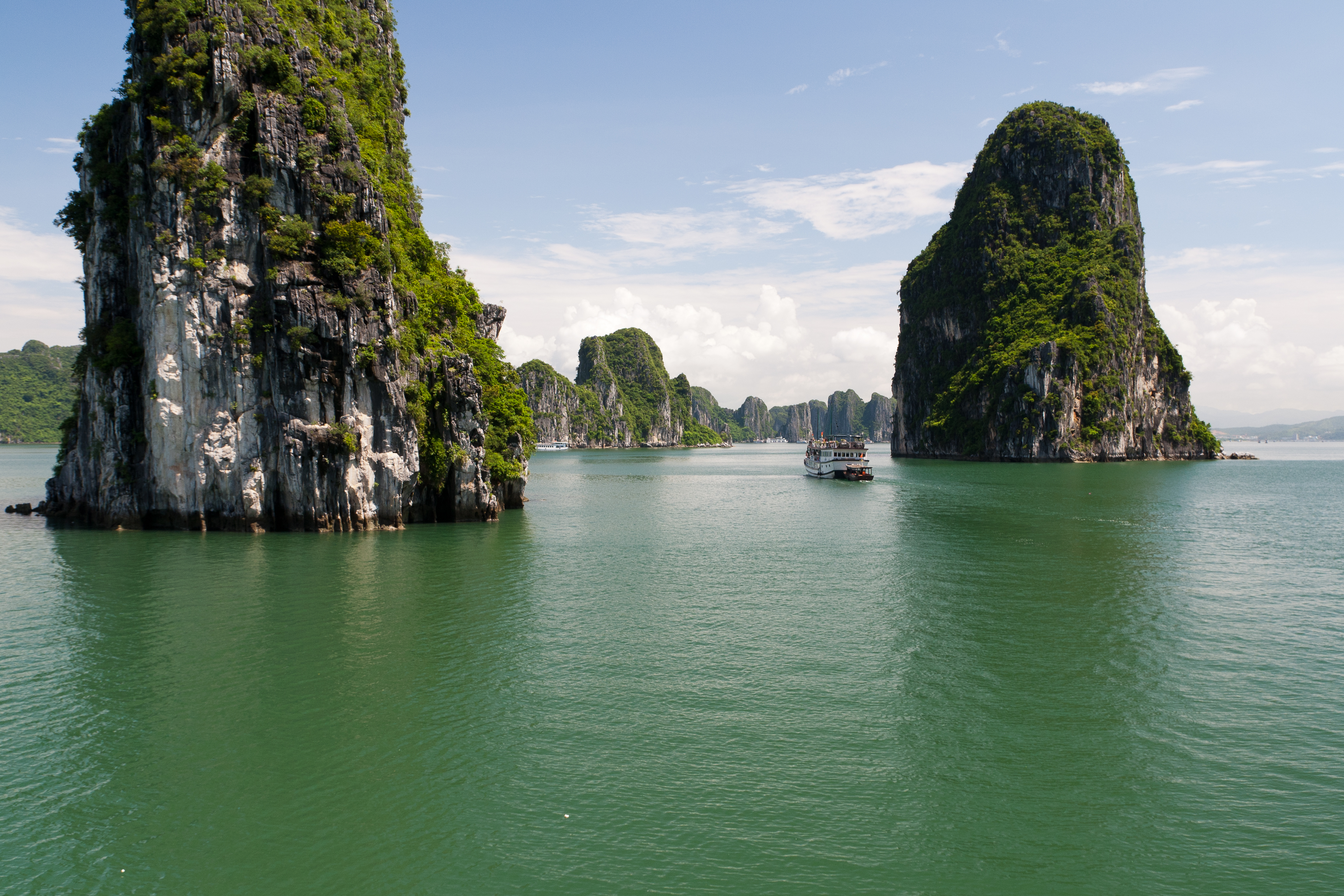
La baie de Hạ Long, lieu de signature de l'accord de 1948 qui ouvre la voie à la réunification du territoire vietnamien.

Le 19 avril, Hô Chi Minh, toujours dans la clandestinité, lance un appel à la négociation. Bollaert se déclare prêt à discuter avec tous les partis vietnamiens : il a alors pour interlocuteurs possibles le Việt Minh, le gouvernement de la Cochinchine — alors présidé, depuis la mort de Nguyễn Văn Thinh, par le caodaïste Lê Văn Hoạch — et enfin le Front de l'union nationale du Vietnam créé en Chine par les nationalistes — VNQDD et autres — chassés par Hô Chi Minh. L'orientaliste Paul Mus, conseiller de Bollaert, est envoyé parlementer avec Hô Chi Minh, qu'il rencontre le 12 mai dans la jungle pour lui présenter un plan de cessez-le-feu. Mais Hô, qui juge les conditions des Français trop restrictives, rejette cette proposition. Bollaert reprend alors l'idée, déjà avancée par d'Argenlieu, de rappeler au pouvoir l'ancien empereur Bảo Đại — par ailleurs toujours officiellement conseiller du gouvernement de Hô Chi Minh — qui s'est alors installé à Hong Kong. Dans le même temps, la guérilla vietnamienne, une fois Hanoï reconquise, apparaît très amoindrie au point que le ministère de la guerre peut annoncer en mai 1947 qu'il n'y a « plus de problème militaire en Indochine ». S'ils dominent le terrain au Tonkin et en Annam, les Français demeurent confrontés en Cochinchine à une agitation entretenue par un ennemi souvent insaisissable. En janvier 1947, la France bénéficie du ralliement officiel de la milice caodaïste. 2 000 hommes des Hòa Hảo s'allient également avec les Français, après que leur chef Huỳnh Phú Sổ a été assassiné sur ordre de Nguyễn Bình. Les Bình Xuyên gardent leur indépendance. Les Français s'appuient également sur des groupes d'autodéfense indigène, notamment celui animé par un métis catholique, le colonel Jean Leroy.
Le 18 septembre, Bảo Đại, après des premiers échanges avec les Français, publie une proclamation par laquelle il annonce à « [son] peuple » qu'il accepte d'être le négociateur entre le Vietnam et la France, pour obtenir l'indépendance et l'unité du pays. En attendant que la « solution Bảo Đại » puisse se concrétiser, les troupes françaises tentent de mettre le Việt Minh hors de combat. Le Corps expéditionnaire, qui vient de recevoir des renforts, mène en octobre-novembre, sous le commandement de Raoul Salan, l'opération Léa, une offensive destinée à décapiter le camp adverse. Les Français parviennent à s'emparer des bases rebelles et à reprendre le contrôle du Nord Tonkin, mais Hô Chi Minh et son entourage leur échappent. Début octobre, par ailleurs, Nguyễn Văn Xuân remplace Lê Văn Hoạch à la tête du gouvernement de la « République autonome de Cochinchine », qu'il rebaptise gouvernement provisoire du Sud Vietnam, exprimant ouvertement son intention de parvenir à la réunification.
En décembre 1947, Bảo Đại rencontre Bollaert en baie d'Along. L'ancien empereur se montre réticent devant les restrictions que la France prévoit à la souveraineté du Vietnam. Il accepte finalement de parapher le protocole présenté par Bollaert, mais — avec le soutien de personnalités comme Ngô Đình Diệm — prolonge ensuite les négociations pendant des mois tout en cherchant des appuis politiques en France ; les discussions achoppent en outre sur la question de l'union des trois ky vietnamiens, que complique toujours le statut de la Cochinchine.
Bollaert et Bảo Đại finissent par convenir de la formation d'un gouvernement provisoire vietnamien, qui négocierait les points du protocole avant la constitution du pays en véritable État associé. Diệm se récusant, c'est Xuân qui accepte de prendre la tête du nouveau Gouvernement central provisoire du Vietnam, censé chapeauter les trois ky. Le 5 juin 1948, un nouvel accord est signé en baie d'Hạ Long par Xuân, en présence de Bảo Đại : la France accepte pour la première fois un texte qui inclut les mots d'« indépendance » et d'« unité », tandis que le Vietnam proclame son adhésion à l'Union française. Mais les membres français du Conseil cochinchinois, soutenus par des autonomistes, font valoir que le statut de République de la Cochinchine n'a jamais été ratifié par le parlement français, et que le territoire — qui conserve un gouvernement autonome désormais présidé par Trần Văn Hữu — est donc toujours légalement une colonie, dont toute modification territoriale requiert un vote de l'Assemblée nationale. La réunification vietnamienne est donc bloquée ; Bảo Đại, installé dans son château de Cannes, refuse de s'engager davantage tant que le problème n'est pas réglé. Bollaert, déçu par l'impasse de la situation, ne sollicite pas le renouvellement de son mandat. Léon Pignon lui succède en septembre 1948 au poste de haut-commissaire, avec pour tâche de poursuivre les négociations. La nomination de Pignon, ancien collaborateur de d'Argenlieu, est cependant le signe d'une nette « droitisation » du gouvernement français sur les questions indochinoises. Le gouvernement Xuân, qui fonctionne quasiment sans moyens, se montre inexistant sur le terrain et le Việt Minh a alors beau jeu de le qualifier de « fantoche »,.
L'inquiétude des Français grandit alors que le Việt Minh, courant 1948, organise de nouvelles attaques après avoir reconstitué ses forces et grignote les positions françaises au Tonkin et en Annam. Salan réclame urgemment des renforts, tandis qu'en Chine Mao prend de plus en plus le dessus dans la guerre civile contre le Kuomintang, annonçant un renforcement des positions communistes en Asie. Les forces militaires vietnamiennes demeurent embryonnaires et le ralliement des Bình Xuyên, partenaires peu recommandables, n'apporte aux Français qu'un avantage très relatif. En France, le PCF, qui a été exclu du gouvernement, milite désormais activement contre la guerre en Indochine. La situation finit par se débloquer en mars 1949, après un accord conclu au début du mois entre le président Auriol et Bảo Đại sur l'autonomie du Vietnam. Le 14 mars, l'Assemblée nationale vote en urgence une loi permettant la création d'une Assemblée territoriale de Cochinchine. Le 10 avril, l'assemblée est élue malgré les protestations des colons : les délégués vietnamiens — élus par un collège restreint de notables — y sont désormais plus nombreux que les Français. Le 23, l'Assemblée territoriale vote le rattachement de la Cochinchine au reste du Vietnam. Après ratification par le parlement français,, l'union est effective le 4 juin. L'État du Vietnam peut être officiellement proclamé le 2 juillet, en tant qu'État associé de l'Union française. Bảo Đại prend alors enfin ses fonctions : il évite d'opérer une restauration monarchique et n'utilise que le titre de « Chef de l'État »,.

##### Situations au Cambodge et au Laos
Du fait des concessions accordées au Vietnam, les Français doivent faire de même avec le Laos et le Cambodge ; le 19 juillet 1949, une convention accorde également au Laos le statut d'État associé — ce qui lui permet entre autres d'avoir une représentation diplomatique — et, le 8 novembre, un traité confère le même statut au Cambodge.
Les Français s'emploient en parallèle à calmer les craintes de Sihanouk, qui s'inquiète du sort des Khmer Krom de Cochinchine et des problèmes liés à la frontière entre son royaume et le Vietnam. Par ailleurs — alors qu'au Viêt Nam le retour tardif de Bảo Đại, dont les intentions demeurent floues, n'a pas soulevé un grand enthousiasme, ni fait vraiment évoluer la situation — ces réformes portent un coup sérieux aux rébellions laotienne et cambodgienne. Le mouvement Lao Issara, qui animait un gouvernement en exil en Thaïlande, s'auto-dissout. Phetsarath et Souvanna Phouma se rallient au roi Sisavang Vong ; seul Souphanouvong continue la lutte, renforçant l'alliance entre ses forces Pathet Lao et le Việt Minh. Au Cambodge, une grande partie des Khmers issarak — qui bénéficient d'une loi d'amnistie — dépose les armes ; un millier d'entre eux continue à combattre en liaison avec le Việt Minh,,.

#### Du tournant de 1950 à l'indépendance du Cambodge

##### De la guerre de décolonisation à la guerre froide
En 1949, le Pathet Lao comme les Khmers issarak se réduisent à quelques groupes présents dans des régions frontalières ou montagneuses, et restent dépendants du soutien du Việt Minh. La guerre d'Indochine est encore, pour l'essentiel, circonscrite au Vietnam, où l'insécurité persiste durant toute l'année : les Français lancent des offensives qui, si elles portent des coups à la rébellion, ne parviennent pas à l'anéantir, tandis que les forces Việt Minh, galvanisées par la victoire de plus en plus probable des communistes chinois, multiplient les attaques en passant à une guerre de mouvement.
Fin 1949, en Chine, Mao Zedong triomphe de Tchang Kaï-chek : 30 000 soldats nationalistes chinois passent alors la frontière du Tonkin pour se réfugier en Indochine, où ils sont désarmés puis internés dans des camps par les Français. Le 14 janvier 1950, le gouvernement de Hô Chi Minh reconnaît la république populaire de Chine, qui lui rend la pareille quelques jours plus tard. Le 30, l'URSS reconnaît à son tour la République démocratique du Vietnam. Jusqu'ici dépourvu de réels alliés, le Việt Minh a désormais derrière lui la Chine voisine et tout le bloc de l'Est. La guerre d'Indochine qui, malgré les campagnes du PCF, laisse encore l'opinion publique française assez indifférente — bien que son coût aille croissant, le conflit est lointain et ne concerne pas les appelés du contingent ; de surcroît, peu de Français vivent en Indochine — est à la veille d'un tournant capital. En effet, le conflit s'internationalise et devient un « front chaud » de la guerre froide : au contexte de décolonisation de l'Asie (Philippines, Inde, Pakistan, Birmanie, Indonésie…) s'ajoute désormais celui de la montée du communisme, avec les soulèvements en Malaisie et en Birmanie, la guérilla des Huks aux Philippines et enfin la guerre de Corée, qui éclate en juin 1950,. C'est surtout avec le début du conflit coréen que la guerre d'indépendance en Indochine commence à être considérée comme un théâtre à part entière de la guerre froide.
Alors que l'ensemble des partis communistes européens relaie la campagne contre la guerre en Indochine, le PCF redouble d'efforts de propagande contre la « sale guerre » menée par la France en Indochine, exalte la résistance vietnamienne et les actions de ses militants pour s'opposer au conflit (notamment lors des affaires Raymonde Dien et Henri Martin) et dénonce les exactions — tortures, représailles massives… — commises par les troupes françaises,. Les campagnes communistes, que viennent renforcer en 1949-1950 des scandales comme l'affaire des généraux et le trafic des piastres, sont relayées par les milieux intellectuels de gauche et par des journaux comme Témoignage chrétien.
En Indochine, l'équilibre des forces est bouleversé par le passage au communisme de la Chine, qui partage désormais avec le Vietnam 1 400 kilomètres de frontière : le Việt Minh commence, dès février 1950, à recevoir des armes et du matériel chinois. Il bénéficie également en Chine de bases arrière et de camps d'entraînement. Les forces révolutionnaires passent en Chine pour se former et reviennent ensuite en Indochine avec des cargaisons d'armes : progressivement, l'Armée populaire vietnamienne de Giáp passe du statut de force de guérilla à celui de vraie armée de métier, dont l'armement léger égale désormais celui des Français. L'aide de Mao n'est pas uniquement militaire, et de nombreux conseillers chinois passent au Vietnam pour aider les forces de Hô Chi Minh à administrer les zones sous leur contrôle. Après le début de la guerre de Corée en juin 1950, les États-Unis, qui ont reconnu le régime de Bảo Đại, ravitaillent l'Indochine française en armes et en matériel, en quantités cependant inférieures à ce qu'espéraient les Français. Nguyễn Phan Long et Phoui Sananikone, nommés respectivement premiers ministres du Vietnam et du Laos début 1950, cherchent tout d'abord à prendre leurs distances avec la France et à se rapprocher des États-Unis, mais ils doivent rapidement comprendre que le temps de changer de protecteur n'est pas encore venu. Dès le mois d'avril, Nguyễn Phan Long — que les nationalistes ralliés à Bảo Đại accusent par ailleurs d'ambiguïté vis-à-vis du Việt Minh — doit céder son poste à l'ancien président cochinchinois Trần Văn Hữu, un proche des Français.
L'État vietnamien étant encore fragile, Bảo Đại s'efforce d'affirmer son autorité en donnant la priorité à la lutte contre le Việt Minh : Nguyễn Văn Tâm, un tenant de la ligne dure, prend la tête de la Sûreté, dont il est par ailleurs le premier chef indochinois. En juin 1950, une conférence inter-États s'ouvre à Pau, sous la présidence d'Albert Sarraut pour discuter des aspects techniques et juridiques du transfert de compétences aux États associés indochinois. Les négociations butent cependant sur les exigences de l'État du Vietnam, qui demande davantage d'autonomie, tandis que le Cambodge et le Laos, inquiets à l'idée de se retrouver face à un Vietnam fort, comptent toujours sur la protection de la France. Le 23 décembre 1950 est signée une convention pour la création d'un Institut d'émission des États associés, via lequel les trois pays pourront émettre leurs propres devises. Parallèlement aux blocages politiques, l'économie indochinoise est très profondément perturbée par la guerre : une partie des mines et des rizières, dans les territoires où agit le Việt Minh, échappe totalement aux autorités officielles. La plupart des industries alimentaires de Cochinchine, par exemple, fonctionnent au ralenti pendant toute la durée du conflit, et nombre d'entre elles sont contraintes de cesser purement et simplement leurs activités. Du fait des surcoûts liés à la sécurité, le caoutchouc indochinois n'est plus guère compétitif sur le marché mondial. Les investissements de capitaux français en Indochine fondent littéralement entre 1945 et 1954 — ils sont, selon les secteurs, divisés par deux, trois ou quatre — non seulement du fait de la guerre mais également en raison de la surestimation de la piastre qui les rend peu attractifs.
En mai 1951, le gouvernement de Hô Chi Minh peut, grâce à l'aide de la Chine, fonder la Banque nationale du Vietnam, et émettre ainsi sa propre monnaie, qui dispute ainsi la légitimité à celle émise par la Banque de l'Indochine. Sur le territoire vietnamien, les billets de banque « Hô Chi Minh » se trouvent en concurrence avec les billets « Bảo Đại ». À leur tour, les gouvernements pro-Français se réorganisent ; le 1er janvier 1952, l'Institut d'émission des États associés, appelé à se substituer à la Banque de l'Indochine, commence à fonctionner.
Au Nord du Tonkin, une partie de la population a fui et l'autre est en très grande partie sous l'autorité du Việt Minh qui mène des attaques de plus en plus audacieuses. Dès la fin 1949, les positions françaises à Cao Bằng et Đông Khê deviennent très difficiles à défendre. Le général Carpentier, commandant militaire français, finit par décider à l'automne 1950 d'organiser une évacuation du secteur via la route coloniale 4 (RC 4),.
Mi-septembre, les forces Việt Minh attaquent et prennent Đông Khê, devançant l'initiative française. L'évacuation de la région de Cao Bằng, entamée début octobre, tourne à la déroute pour les Français : ayant échoué à reprendre Đông Khê, ils sont ensuite pilonnés sur la RC 4 et décident finalement d'évacuer Lạng Sơn en catastrophe, abandonnant à l'ennemi d'importants stocks d'armement. Sur 6 000 hommes du Corps expéditionnaire, 2 000 sont tués et 3 000 capturés, dont deux colonels. De surcroît, les communistes vietnamiens bénéficient désormais d'une frontière totalement ouverte avec la Chine. Face à ce désastre militaire, le gouvernement français, alors dirigé par René Pleven, est contraint de prendre des mesures pour faire face à une situation de plus en plus critique,.

##### L'«année de Lattre»

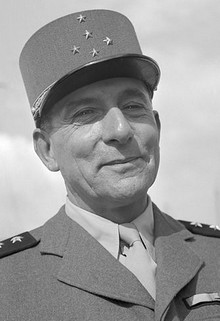
Le général Jean de Lattre de Tassigny, nommé en 1950 haut-commissaire pour l'Indochine et commandant en chef du corps expéditionnaire français.

Sur le plan politique, les Français lâchent du lest vis-à-vis des États associés en acceptant de leur accorder la pleine souveraineté de leurs services diplomatiques et administratifs. Le domaine militaire est également concerné : une convention signée en décembre 1950 prévoit l'autonomie de l'Armée nationale vietnamienne, armée de l'État du Vietnam, qui bénéficiera d'effectifs accrus et d'un équipement américain. Enfin, pour superviser la situation, le gouvernement français fait appel au général Jean de Lattre de Tassigny, qui succède à la fois à Pignon et à Carpentier en cumulant les fonctions de haut-commissaire et de commandant militaire en chef. De Lattre arrive à Saïgon le 17 décembre 1950, avec comme priorité de reprendre la main face au Việt Minh. Dès la mi-janvier 1951, les troupes de Giáp entament une nouvelle offensive au Nord Vietnam : de Lattre mène alors une contre-offensive vigoureuse, leur infligeant une sévère défaite.
Face à un adversaire qui semble devoir se renforcer, le Việt Minh se réorganise, ce qui permet par ailleurs à Hô Chi Minh d'affermir son emprise sur l'organisation. En février 1951, les indépendantistes tiennent un congrès au cours duquel ils annoncent la renaissance de l'ex-Parti communiste indochinois, rebaptisé Parti des travailleurs du Vietnam. L'idéologie communiste du mouvement est désormais affichée au grand jour, tandis que le Việt Minh — dont le nom reste cependant en usage jusqu'à la fin de la guerre d'Indochine — est remplacé par le Liên Viêt, une coalition censément plus large, destinée à attirer tous les patriotes vietnamiens. Les forces de Hô Chi Minh réaffirment par ailleurs leur solidarité avec le Pathet Lao et les Khmers issarak, dont les chefs Souphanouvong et Son Ngoc Minh dirigent chacun un gouvernement provisoire. Les Vietnamiens continuent cependant d'être la véritable force dirigeante des rébellions laotienne et cambodgienne — Son Ngoc Minh est d'ailleurs un métis khmero-vietnamien recruté par le Việt Minh — qu'ils soutiennent militairement à bout de bras,,. La création de « partis frères » cambodgien et laotien est décidée,. Toujours très active au Tonkin, l'Armée populaire vietnamienne est en difficulté en Cochinchine, où la population lui est moins favorable et où Nguyễn Bình a du mal à faire face à la répression mise en œuvre par les Français et les services de sécurité de Nguyễn Văn Tâm. Le chef militaire sudiste, tombé en disgrâce auprès de Hô Chi Minh, est d'ailleurs tué en septembre 1951.
De Lattre s'efforce de revigorer le gouvernement de Trần Văn Hữu, mais il est confronté à la mauvaise volonté de Bảo Đại et des partis nationalistes ; parallèlement, il entreprend de « vietnamiser » le conflit en développant les effectifs et la formation de l'Armée nationale vietnamienne. La menace demeurant importante, il réclame des moyens supplémentaires de la part du gouvernement français et de l'allié américain, mais n'obtient pas satisfaction : la France doit en effet consacrer une grande partie de ses moyens militaires à ses nouveaux engagements auprès de l'OTAN, tandis que les Américains donnent la priorité à l'effort de guerre en Corée. En septembre 1951, de Lattre effectue un voyage aux États-Unis et réussit à obtenir une augmentation de l'aide américaine. Dès la fin de l'année, cependant, le commandant français est rattrapé par la maladie : atteint d'un cancer, il quitte l'Indochine le 13 novembre pour se faire soigner en France, où il meurt le 11 janvier 1952. Au cours de son année de présence en Indochine — surnommée ensuite l'« année de Lattre » — le commandant français a pu redresser la barre du point de vue militaire en donnant un coup d'arrêt à la série de succès remportés par le Việt Minh. Ses successeurs héritent cependant d'une lourde tâche à achever,. Le poste de haut-commissaire est transféré au ministre chargé des États associés Jean Letourneau, tandis que le général Salan remplace de Lattre à la tête du Corps expéditionnaire.

##### Dégradation des contextes politique et militaire
Au Laos, les élections législatives d'août 1951 sont, pour la première fois, disputées par des partis politiques : elles sont remportées par le Parti national progressiste dirigé par Souvanna Phouma, et ce dernier peut alors former un gouvernement en novembre. Au Cambodge, Sihanouk finit par accepter d'organiser de nouvelles élections, qui se tiennent en septembre de la même année : comme celles de 1947, elles sont remportées par le Parti démocrate, dont le chef Huy Kanthoul devient alors premier ministre. D'emblée, le nouveau gouvernement s'oppose à la fois au roi et à la France. En octobre, Jean de Raymond, Commissaire de la République française au Cambodge, est assassiné par un agent Việt Minh. Son Ngoc Thanh, dont le retour au pays a été autorisé fin 1951 par le roi et les Français, se tient tranquille quelques mois, puis reprend le maquis en mars 1952 et tente — sans grand succès, malgré le soutien des services secrets thaïlandais et peut-être celui des Américains — de s'imposer comme chef de la mouvance indépendantiste. À Phnom Penh, Norodom Sihanouk est marginalisé par le gouvernement démocrate ; les tensions politiques favorisent les communistes cambodgiens, qui recrutent de plus en plus parmi la jeunesse — notamment parmi les étudiants installés en France, qui formeront par la suite le mouvement Khmer rouge — et la guérilla des Khmers issarak se montre de plus en plus active. Le Cambodge sombre dans le désordre, alors que les Démocrates, qui se discréditent par leur tendance à la corruption et au clientélisme, se montrent d'autant moins capables de contrer les rebelles que certains sont en contact avec eux. Début 1952, les services secrets français estiment que le gouvernement cambodgien n'a plus d'autorité que sur un tiers du territoire,. Sihanouk, pour sa part, reproche aux Français de ne pas s'impliquer suffisamment pour garantir la sécurité de son royaume. Lui et son entourage décident finalement de réaliser un coup de force pour reprendre le contrôle du pays et avoir les mains libres pour négocier l'indépendance : en juin 1952, Sihanouk écarte les Démocrates du gouvernement puis se nomme lui-même premier ministre, en demandant au peuple de lui accorder un « mandat de trois ans » pour obtenir l'indépendance totale du Cambodge,.
Au Vietnam, entre novembre 1951 et février 1952, les troupes françaises échouent à détruire les forces Việt Minh dans la province de Hòa Bình. Les Français, confrontés à une guerre d'usure, ont le plus grand mal à pacifier un territoire où l'ancienne infrastructure coloniale ne s'est jamais remise de sa destruction en 1945. Les chefs de district, pivots de l'administration locale, doivent souvent louvoyer, pris entre les troupes françaises et les communistes. Environ 60 % du territoire vietnamien est alors sous contrôle Việt Minh. En mai 1952, les Français estiment avoir suffisamment nettoyé la région du delta du fleuve Rouge ; ils doivent cependant compter, pour obtenir un effet durable, sur la capacité du régime de Bảo Đại à entreprendre des réformes et prendre en charge l'administration. En juin, Trần Văn Hữu est remplacé à la tête du gouvernement par Nguyễn Văn Tâm, qui a déjà fait ses preuves dans la répression contre le Việt Minh. Le fils de Tâm, le général Nguyễn Văn Hinh, est quant à lui chef d'état major de l'Armée nationale vietnamienne, qui reçoit des moyens renforcés afin de pouvoir prendre la relève des Français. L'État du Vietnam dispose désormais d'une armée d'environ 127 000 hommes, formés à l'occidentale, tandis que l'armée du Cambodge ne compte encore que 30 000 hommes, et l'armée laotienne 10 000. Bien que s'étant nettement développée, l'armée vietnamienne demeure pour l'essentiel une force d'appoint des Français, ; cependant, l'augmentation de ses effectifs donne désormais à la guerre d'Indochine l'allure d'une guerre civile entre Vietnamiens.
Le territoire vietnamien est d'autant plus « balkanisé » d'un point de vue administratif et économique que les zones d'influence caodaïstes ou Bình Xuyên se traduisent par l'existence d'un ensemble de « féodalités » rivales. Selon les régions, les impôts sont levés par l'administration baodaïste, ou bien au contraire par les caodaïstes ou par les Bình Xuyên, quand ce n'est pas par les communistes. Les Français sont contraints d'adapter le fonctionnement de l'administration face à l'insécurité grandissante et au pouvoir parallèle mis en place par les communistes vietnamiens et leurs alliés. En 1952, de nombreux chefs de district et de canton vietnamiens ne pouvant plus se rendre sans escorte dans les villages de leurs circonscriptions, les Français créent un nouveau type d'organisme, le Groupement administratif mobile opérationnel (GAMO). Ces structures civiles, commandées par des fonctionnaires de l'État du Vietnam et accompagnées d'escortes de sécurité, se déplacent dans les villages repris par l'armée où elles se chargent de réimplanter les structures administratives, de venir en aide aux populations locales et aux personnes déplacées, et de mener des actions de contre-propagande. Suffisamment efficaces pour inquiéter le Việt Minh, les GAMO se heurtent cependant à des problèmes d'organisation et de corruption, tandis que des groupes nationalistes comme le VNQDD en prennent souvent le contrôle pour servir leurs propres intérêts.

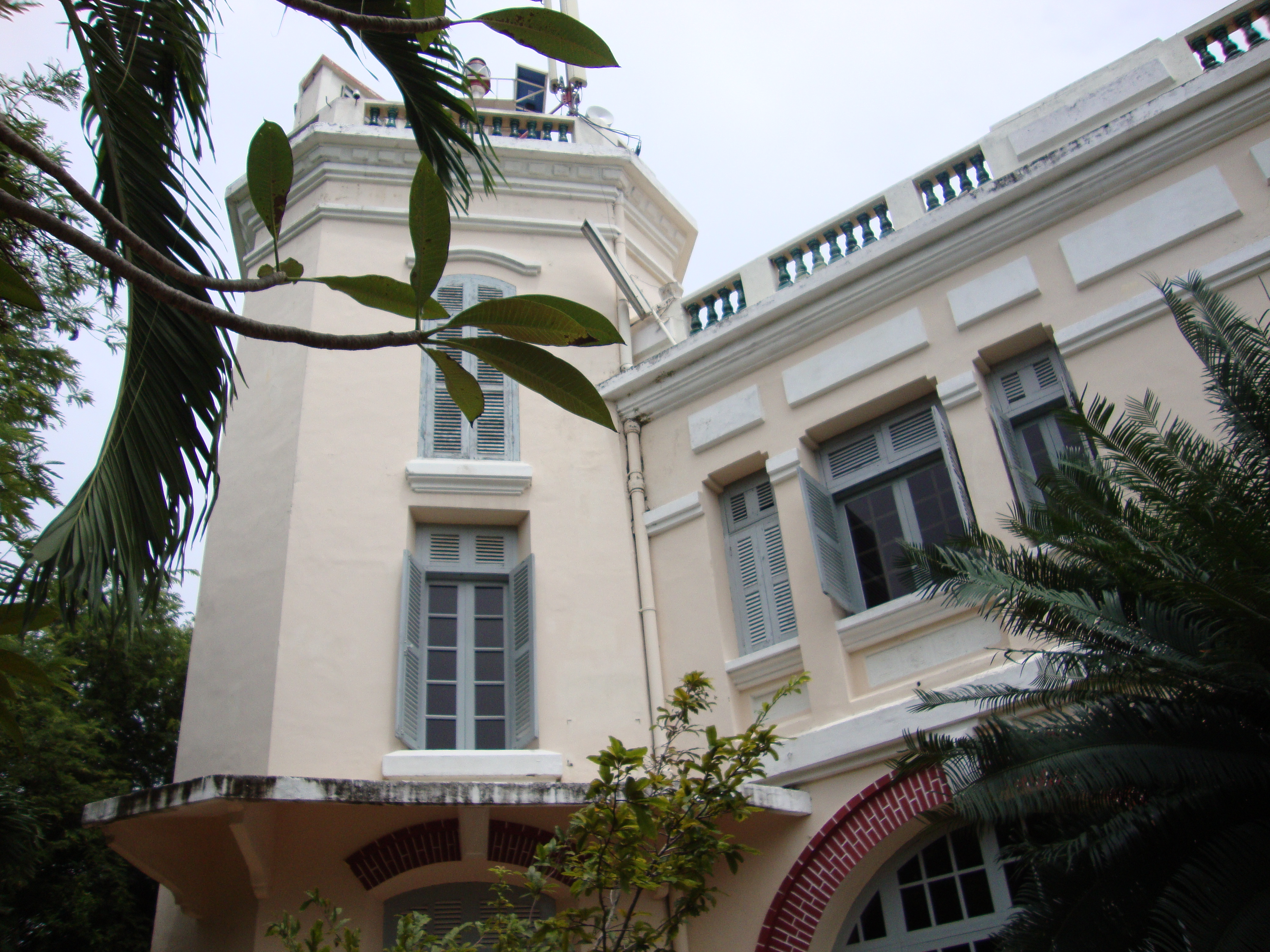
L'une des villas de Bảo Đại, à Nha Trang.

Nguyễn Văn Tâm s'efforce d'apporter une légitimité démocratique à l'État du Vietnam — qui n'a toujours pas de constitution — en organisant en janvier 1953 ses premières élections libres : mais il ne s'agit, en l'attente de futures élections provinciales, que d'un scrutin municipal qui ne concerne qu'un million d'habitants des villes. En outre, le cabinet d'« union nationale » de Tâm, s'il compte des représentants des principales forces anticommunistes comme le Đại Việt et le VNQDD n'est soutenu franchement par aucune d'entre elles : VNQDD, catholiques, Đại Việt, Hòa Hảo et caodaïstes jouent chacun leur propre jeu, et Tâm apparaît trop comme l'« homme des Français » pour convaincre les nationalistes vietnamiens. Bảo Đại ne fait guère d'apparitions publiques et, sans même compter ses fréquents séjours à Cannes, passe l'essentiel de son temps dans ses résidences, notamment à Đà Lạt et Buôn Ma Thuột. L'ancien empereur devenu « chef de l'État » en arrive à exaspérer les Français, qui lui reprochent son inaction,. Alors que les communistes pratiquent, dans les zones sous leur contrôle, une redistribution des terres en confisquant celles des « traîtres », des « colonialistes » et des « réactionnaires » — opération en réalité peu coûteuse, car il s'agit surtout de régulariser ce qui a déjà été opéré depuis 1945 — Tâm tente de les priver de leurs arguments en organisant une réforme agraire qui favorise la petite propriété. Mais cette opération suscite la grogne des grands propriétaires et des milieux conservateurs qui craignent une évolution vers le « socialisme ». En outre, Tâm échoue à contrecarrer l'influence des « sectes » (les Hòa Hảo et les caodaïstes, ainsi que les Bình Xuyên, dont le chef Bảy Viễn bénéficie de la protection de Bảo Đại qui lui accorde à la fois la direction d'un important casino et un grade de général). En mai 1953, quatre députés français mènent au Vietnam un voyage d'enquête parlementaire, dont ils reviennent avec un rapport accablant qui décrit un pays gangréné par la corruption. Les rapports franco-vietnamiens se dégradent d'autant plus que le gouvernement Mayer décide unilatéralement, au printemps 1953, de dévaluer la piastre pour mettre fin au trafic de devises, malgré les protestations de Bảo Đại,.
Parallèlement à la crise cambodgienne et au contexte politique compliqué du Vietnam baodaïste, les opérations militaires continuent de se succéder sans qu'aucune solution ne soit en vue. À l'hiver 1952, l'attaque communiste sur Na San est un lourd échec pour Giáp, mais l'Armée populaire vietnamienne repasse à l'offensive en avril de l'année suivante, en visant cette fois le Laos : l'armée française abandonne Sam Neua et évacue par la plaine des Jarres, tandis que les troupes royales laotiennes se débandent. Souphanouvong, arrivé dans le sillage de ses alliés vietnamiens, peut alors installer son gouvernement Pathet Lao à Sam Neua. La campagne du Haut Laos est cependant un échec pour le Việt Minh et ses alliés, qui ne parviennent pas à prendre Luang Prabang et auxquels la résistance des Français inflige de lourdes pertes. Mais Souvanna Phouma, se trouvant confronté à un gouvernement indépendantiste rival — que dirige par ailleurs son demi-frère — est d'autant plus poussé à négocier avec les Français pour obtenir l'indépendance du pays, afin de priver le Pathet Lao de ses arguments.
Outre une situation politique de plus en plus complexe, les Français sont confrontés à une guerre à la fois interminable et coûteuse. Le PCF est le premier à dénoncer le coût de la guerre, mais il est désormais loin d'être le seul : l'inquiétude s'accroît notamment dans l'opinion publique lorsque le président Auriol déclare que le conflit indochinois a coûté à la France le double de ce que lui a rapporté l'aide Marshall. Le conflit — dont le coût global se monte à environ 3 000 milliards de francs 1953 — pèse cependant moins sur l'économie française que l'on ne pourrait le supposer : les Français bénéficient en effet d'une aide financière croissante de la part des États-Unis. Les Américains couvrent 40 à 50 % des dépenses militaires françaises en Indochine en 1953 et leur contribution monte à près de 80 % en 1954, dernière année de la guerre. La guerre permet en outre des rentrées d'argent en Métropole, non seulement du fait de la surestimation de la piastre, mais aussi en raison des achats massifs de produits français réalisés par le personnel militaire et tous les acteurs publics et privés en Indochine. Malgré cela, le coût de l'engagement militaire en Indochine représente environ 10 % des dépenses de l'État français ce qui, sur une période de près de dix ans, devient considérable si l'on tient compte de la modicité des résultats obtenus,.
Du fait de l'accumulation des problèmes politiques et financiers et de l'aggravation du contexte militaire, les responsables français commencent à réfléchir à une solution qui leur permettrait de sortir du conflit de manière « honorable ». Le gouvernement de René Mayer remplace alors Salan par le général Henri Navarre, ce dernier étant chargé de stabiliser la situation en vue de garantir la possibilité d'une « sortie honorable ». En juin 1953, Jean Letourneau — qui était en poste à Saïgon tout en étant membre du gouvernement français — n'est pas reconduit dans le gouvernement de Joseph Laniel. Maurice Dejean lui succède en Indochine avec le titre de commissaire général, tandis que le ministère des États associés est supprimé, au profit d'un simple secrétariat d'État, dont le titulaire est Marc Jacquet ; le président du conseil se réserve cependant le dossier indochinois, qu'il délègue à son vice-président Paul Reynaud. La complexité du processus de décision se double de divisions au sein du gouvernement, car Reynaud est partisan d'accorder une véritable indépendance aux trois États associés, au contraire du ministre des affaires étrangères Georges Bidault qui souhaite pour sa part un maintien ferme des structures de l'Union française,.

##### La crise cambodgienne et ses conséquences
C'est au Cambodge, qui est pourtant des trois États indochinois le moins menacé par le Việt Minh et ses alliés, que la crise politique se fait la plus aigüe au cours de l'année 1953. En janvier, le roi Norodom Sihanouk proclame le pays en danger, dissout l'Assemblée nationale, décrète la loi martiale et emprisonne plusieurs opposants. Le mois suivant, il se rend en France où il s'entretient avec le président Auriol et des responsables de la politique indochinoise , auxquels il demande des transferts de souveraineté en faisant valoir qu'il s'agit de l'unique manière de contrer les communistes. N'ayant rien obtenu — il fait même l'objet de menaces voilées de déposition — Sihanouk voyage alors aux États-Unis pour demander le soutien du gouvernement américain. À nouveau déçu dans ses attentes, il accorde au New York Times une interview retentissante, dans laquelle il dénonce l'attitude des Français et menace de s'entendre contre eux avec le Việt Minh. Puis, annonçant son intention de poursuivre jusqu'au bout la « croisade pour l'indépendance », il rentre au Cambodge où, après un bref exil en Thaïlande, il s'installe loin de la capitale, dans la province de Battambang, en appelant son peuple à la mobilisation et en refusant tout contact avec les Français,. Penn Nouth, que le roi a nommé premier ministre, réclame pour le Cambodge, au sein de l'Union française, « un statut au moins égal à celui de l'Inde au sein du Commonwealth ».
La crise cambodgienne précipite la dégradation des relations avec les deux autres États, le Vietnam et le Laos étant désormais tentés d'émuler le Cambodge. En juin, après les tensions provoquées par la dévaluation de la piastre, Nguyễn Văn Tâm déclare que la constitution française de 1946 « ne répond plus aux nécessités des nations appelées à y adhérer », et réclame la fin de l'union douanière et de l'union monétaire, ainsi que davantage d'autonomie pour son armée. Confronté à une crise tous azimuts, le gouvernement français précise, par une note de Paul Reynaud en date du 3 juillet 1953, qu'il convient de « parfaire l'indépendance et la souveraineté » des États associés, et que la France est prête à discuter sur un pied d'égalité avec ces derniers au sujet des transferts de compétences,.

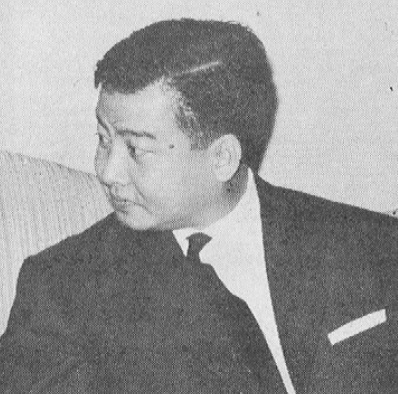
Le roi du Cambodge Norodom Sihanouk parvient à obtenir l'indépendance de son pays en novembre 1953.

Bảo Đại et son premier ministre partent en France pendant l'été pour y négocier sur la base de la déclaration du 3 juillet. En leur absence, une fronde est menée par des milieux religieux et politiques auxquels participent activement les deux frères de Ngô Đình Diệm (qui vit alors en retraite aux États-Unis), Ngô Ðình Nhu et l'archevêque Ngô Đình Thục. Le 6 septembre, avec le soutien de Bảy Viễn, le chef des Bình Xuyên, ils organisent un congrès au cours duquel sont réclamés l'indépendance sans aucune condition et la réunion d'une assemblée constituante. Face à ce défi à son autorité, Bảo Đại autorise la tenue d'un autre congrès, destiné à réunir toutes les forces anti-Việt Minh et à désigner des délégués pour négocier avec la France. Lors de ce congrès — qui s'ouvre le 14 octobre sous la présidence de Trần Trọng Kim, l'ancien premier ministre pro-japonais de 1945 — les participants refusent de fournir une liste de délégués à Bảo Đại et exigent à nouveau l'indépendance totale hors de l'Union française. Le prince Bửu Lộc, représentant de Bảo Đại au congrès, obtient la rédaction d'un texte qui ne refuse que la « forme actuelle » de l'Union française; les Français ont pu cependant constater à la fois la faiblesse de Bảo Đại et l'émergence au Vietnam d'une opposition puissante, de tendance pro-américaine. Confrontés à l'« ingratitude » de leurs alliés vietnamiens, les responsables français doutent d'autant plus de l'intérêt de poursuivre le conflit que l'armistice de Panmunjeom, qui a mis fin en juillet à la guerre de Corée, semble alors faire perdre de sa pertinence à la lutte contre le communisme en Asie,.
Au Cambodge, les Français, craignant une intensification des combats, acceptent à l'automne de céder aux demandes de Sihanouk. Les Américains, inquiets d'un basculement du Cambodge vers le neutralisme, font de leur côté pression sur Penn Nouth pour qu'il s'entende avec la France. Le 17 octobre, la France et le Cambodge signent une convention qui accorde à Sihanouk le pouvoir sur les forces armées, la justice et les affaires étrangères. Bien que la France conserve encore la haute main sur l'économie du pays — notamment l'import-export et les plantations d'hévéas — Sihanouk estime avoir eu gain de cause. Il fait un retour triomphal à Phnom Penh le 8 novembre, et va jusqu'à contresigner un décret qui le nomme « héros national »,. Le 9 novembre, le royaume du Cambodge proclame son « indépendance totale » ; les négociations avec la France sur les dévolutions de compétences économiques et diplomatiques se poursuivent cependant pendant plusieurs mois.
Le 22 octobre, c'est au tour du Laos de conclure avec la France un traité prévoyant un transfert de compétences sur le plan des relations internationales. Des conventions annexes lui accordent ensuite les compétences militaires et judiciaires, ainsi qu'une entière souveraineté diplomatique. Le royaume, faible et menacé, se montre moins exigeant que le Cambodge ou le Vietnam : en échange de ces dévolutions, il « réaffirme librement son appartenance à l'Union française », tandis que la France reconnaît le Laos comme « un État pleinement indépendant et souverain »,. Le 4 juin 1954, la France signe un traité accordant au Vietnam une totale indépendance.
Entre-temps, la succession de crises politiques en Indochine — et notamment l'épisode du congrès vietnamien d'octobre, qui a provoqué une émotion considérable — a exaspéré la classe politique française. Les responsables souhaitent désormais avant tout sortir du conflit : le 29 octobre, la SFIO dépose une motion invitant le gouvernement Laniel à traiter avec Hô Chi Minh. Laniel s'y oppose, tout en affirmant qu'il serait heureux d'explorer toute possibilité de solution diplomatique. Hô Chi Minh en profite alors pour adopter la rhétorique pacifiste employée à l'époque par le reste du monde communiste : fin novembre, il fait savoir à son tour qu'il est prêt à négocier avec la France.

#### Diên Biên Phu et la fin de l'Indochine

##### Défaite française à Diên Biên Phu

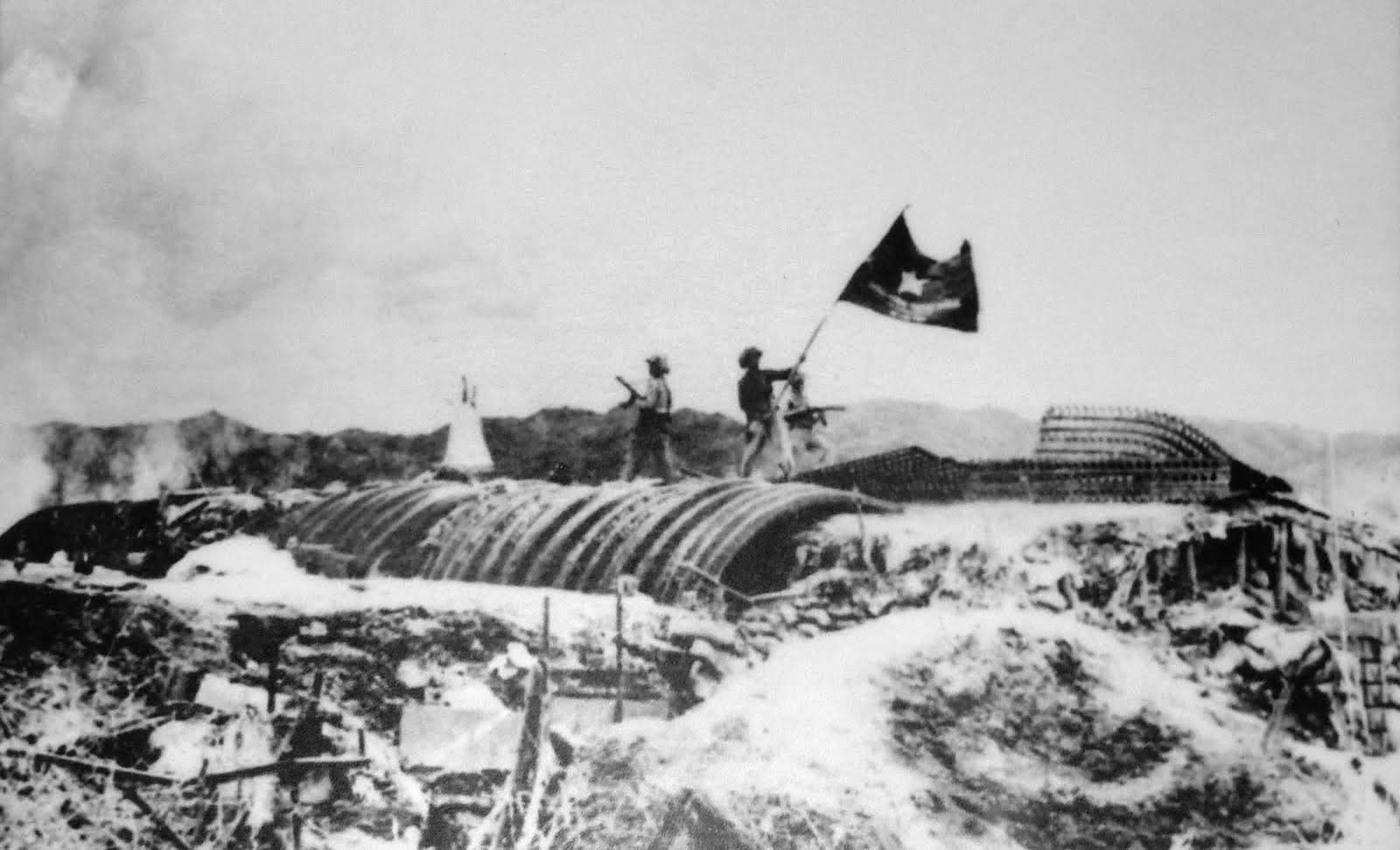
Soldats de l'Armée populaire vietnamienne prenant une position française à Ðiện Biên Phủ, 1954.

Alors que les responsables politiques envisagent de plus en plus de rouvrir les pourparlers avec les communistes, Navarre a pour priorité de contrer ces derniers sur le plan militaire. Giáp, de son côté, doit choisir entre attaquer le delta du Tonkin, ou de relancer l'offensive sur le Laos. Fin octobre, le commandant de l'Armée populaire vietnamienne décide finalement de porter ses efforts sur le Laos, en ne menant au Tonkin que des actions de « pourrissement ». Informé du choix de Giáp par les mouvements de troupes Việt Minh, Navarre décide de constituer à la frontière du Laos un « verrou » qui permettra de protéger Luang Prabang : c'est à Ðiện Biên Phủ, un lieu déjà envisagé par Salan, que Navarre ordonne d'établir un camp retranché. Navarre espère briser l'élan Việt Minh afin de renverser le rapport de forces militaires à l'horizon 1954-1955, et d'être ainsi en position favorable pour négocier la « sortie honorable » d'Indochine envisagée par le gouvernement. Le 20 novembre, une vaste opération permet l'occupation de Ðiện Biên Phủ par les troupes françaises. Giáp réagit en faisant investir le secteur par quatre de ses divisions qui encerclent Ðiện Biên Phủ dès le mois de décembre. L'Armée populaire vietnamienne — qui reçoit en outre, depuis la fin de la guerre de Corée, une aide accrue de la part de la Chine maoïste — mène un gigantesque effort pour alimenter en matériel ses forces autour du camp français,.
Entre-temps, les milieux politiques français sont très divisés sur l'opportunité de mener ou non une négociation directe avec Hô Chi Minh. Fin janvier 1954, les chefs de la diplomatie soviétique, américain, français et britannique se réunissent à Berlin. Il est décidé de tenir à Genève de nouvelles négociations pour aborder non seulement les modalités de la paix en Corée, mais également le règlement du conflit indochinois, que Bidault est parvenu à raccrocher à la conférence. L'URSS obtient que la république populaire de Chine — qui n'est alors pas reconnue par l'ONU — participe aux pourparlers. Giáp décide alors, pour être en position de force lors de la conférence de Genève, de prendre coûte que coûte Ðiện Biên Phủ avant l'ouverture des pourparlers sur l'Indochine.
L'attaque sur la cuvette de Ðiện Biên Phủ, où la France et l'État du Vietnam ont concentré environ 11 000 hommes, débute le 13 mars 1954 : l'Armée populaire vietnamienne, dont plus de 50 000 soldats encerclent le camp retranché, bénéficie d'une puissance de feu très supérieure à ce qu'escomptaient les Français, et peut rapidement s'emparer de plusieurs positions, coinçant les troupes adverses. Une bataille de près de deux mois s'engage. Alors que le siège du camp de Ðiện Biên Phủ, qui se déroule dans des conditions dramatiques, passionne l'opinion française et internationale, Bidault tente sans succès d'obtenir une aide étrangère, notamment américaine. Si les États-Unis s'abstiennent pour le moment d'envoyer leurs troupes, ils sont cependant de plus en plus inquiets de la tournure des évènements en Indochine où ils constatent que leur aide financière n'a pas suffi à empêcher les communistes de prendre le dessus. C'est à l'occasion de la bataille de Ðiện Biên Phủ que le président Eisenhower formule la métaphore dite de la « théorie des dominos », qui résume la crainte américaine d'un basculement de toute la région dans le camp communiste et détermine la politique asiatique des États-Unis dans les années à venir.
Environ 4 000 hommes sont parachutés en renfort dans la cuvette de Ðiện Biên Phủ, coupée du monde et dont toute évacuation aérienne est impossible. Le camp finit néanmoins par tomber le 7 mai, au terme de combats sanglants, la veille de l'ouverture à Genève des négociations sur l'Indochine. Plus de 3 000 soldats des forces de l'Union française sont morts dans la bataille, et plus de 10 000 ont été faits prisonniers ; les combats ont coûté plus de 10 000 hommes à l'Armée populaire vietnamienne. Alors que s'ouvrent les discussions qui doivent décider de l'issue de la guerre, les communistes sont plus que jamais en situation de menacer non seulement le Vietnam baodaïste, mais également le Laos et le Cambodge,.

##### Les accords de Genève et leurs suites

###### Fin de la guerre et division du Vietnam

La conférence de Genève, 1954.

Après le choc que constitue la défaite de Ðiện Biên Phủ, et tandis que les affrontements se poursuivent en Indochine, Bidault entame les négociations de Genève en proposant un cessez-le-feu, l'évacuation des troupes Việt Minh du Laos et du Cambodge, et un désarmement au Vietnam sous contrôle international. Phạm Văn Đồng, représentant de la République démocratique du Vietnam — les communistes vietnamiens ont échoué à faire siéger leurs alliés du Pathet Lao et des Khmers issarak, l'URSS ne les ayant pas soutenus sur ce point — exige pour sa part l'indépendance des trois pays et le retrait des troupes étrangères. Les Britanniques et les Américains penchent pour un partage provisoire en deux zones du Vietnam — pays où la situation est la plus problématique — et pour l'évacuation des troupes Việt Minh du Laos et du Cambodge. À Paris, le gouvernement de Laniel, affaibli aussi bien par la situation en Indochine que par la querelle de la CED, est renversé à la chambre le 12 juin. Le 17, c'est Pierre Mendès France, partisan de longue date d'une négociation avec Hô Chi Minh, qui obtient la confiance du parlement ; il se donne alors un mois pour obtenir la paix en Indochine. Mendès France remplace Bidault en tant que négociateur à Genève, et accepte le principe d'une séparation du Vietnam au 18e parallèle. Phạm Văn Đồng réclame davantage de territoires pour la République démocratique du Vietnam puis, sous la pression des Chinois et des Soviétiques, finit par accepter la frontière au 17e parallèle que ces derniers ont proposée en guise de compromis. L'État du Vietnam, mis devant le fait accompli, est confronté à son « lâchage » par la France : Ngô Đình Diệm, nommé fin juin premier ministre par Bảo Đại, est d'autant plus porté à rechercher l'appui des Américains. Le 21 juillet, les accords de Genève sont signés. Ils fixent les conditions d'un cessez-le-feu, la séparation du Vietnam au 17e parallèle (le Nord devant revenir à la République démocratique du Vietnam et le Sud à l'État du Vietnam), le regroupement des forces Pathet Lao dans deux régions du Laos, et le désarmement des Khmers issarak au Cambodge. La France s'engage également par ces accords à respecter l'indépendance des trois États indochinois et à retirer ses troupes à leur demande. Les troupes Việt Minh auront quelques mois pour évacuer le Laos et le Cambodge ; des élections libres devront se tenir en 1955 dans les deux royaumes et en 1956 au Vietnam, sous contrôle international, en vue d'une réunification. Le gouvernement de Diệm proteste contre ces accords dont il nie la validité légale. Les États-Unis ne signent pas le texte, se bornant à en prendre acte.
La guerre d'Indochine s'achève sur un lourd bilan humain, entre 400 000 et 500 000 morts, parmi lesquels 20 000 Français (auxquels s'ajoutent 11 000 légionnaires et 15 000 Africains), entre 46 000 et 59 000 Indochinois tombés en combattant sous les drapeaux de l'Union française, un nombre sans doute équivalent pour le camp adverse, et des centaines de milliers de civils tués,. En illustrant de manière spectaculaire et dramatique le processus de décolonisation en cours, le conflit indochinois porte un rude coup non seulement au régime de la Quatrième République, mais plus largement au prestige de l'Union française : la fin de la Fédération indochinoise constitue une onde de choc pour tout l'empire colonial, et plus largement dans l'ensemble du tiers monde. La conclusion de la guerre d'Indochine est rapidement suivie par l'éclatement de la guerre d'Algérie, à laquelle la Quatrième République ne survivra pas.
Au Laos, le retrait de l'Armée populaire vietnamienne est terminé en novembre 1954, mais le Pathet Lao installe alors son administration dans les régions de Phongsaly et Sam Neua que lui ont accordé les négociations de Genève. Au Cambodge, le problème de réunification ne se pose pas : les Khmers issarak déposent les armes ou, à l'image de leur chef Son Ngoc Minh, quittent le pays avec les troupes Việt Minh. Plus favorisé que le roi du Laos qui doit tolérer sur son sol le pouvoir parallèle du Pathet Lao, Sihanouk compte sur le strict neutralisme auquel l'astreignent les accords de Genève pour garantir la tranquillité de son pays. Seul demeure sur le sol cambodgien un noyau communiste semi-clandestin, qui donne naissance par la suite au mouvement des Khmers rouges.
Au Vietnam, l'armée française se retire le 11 octobre de Hanoï, qu'elle laisse aux forces de Hô Chi Minh ; les derniers militaires français s'embarquent à Haïphong le 15 mai 1955. Les accords de Genève ont donné 300 jours à la population vietnamienne pour faire son choix entre les deux zones : alors que les départs du Sud vers le Nord sont rares, un véritable exode a lieu du Nord vers le Sud. Environ un million de personnes, dont 700 000 catholiques, fuient la zone passée sous contrôle communiste. Les dirigeants de Saïgon — mais aussi la CIA avec l'opération Passage to Freedom — facilitent ce transfert de population : les exilés nordistes passés au Sud forment par la suite l'une des bases les plus solides du pouvoir de Diệm. Les communistes vietnamiens maintiennent quant à eux au Sud une structure clandestine, dirigée notamment par Lê Duẩn et chargée de continuer la lutte.

###### Fin de l'influence française et arrivée des Américains

Ngô Đình Diệm lors d'une rencontre avec le président américain Dwight D. Eisenhower et le secrétaire d'État John Foster Dulles (1957).

Dans les mois qui suivent, Diệm affirme son autorité sur l'État du Vietnam, avec la bénédiction des Américains qui s'impliquent de plus en plus activement en Asie du Sud-Est et prennent en Indochine le relai des Français. Les 29 et 30 décembre 1954, après de longs pourparlers à Paris sur le statut des trois États associés, les derniers liens fédéraux entre les trois pays sont dissous. L'Union économique, monétaire et douanière disparaît, de même que l'Office des changes : l'Indochine française a définitivement cessé d'exister. Le 15 février 1955, le commandement français transmet à la mission d'assistance militaire américaine (Military Assistance Advisory Group) la responsabilité de la formation des troupes sud-vietnamiennes. Parallèlement, les États-Unis renforcent encore leur présence dans la région en suscitant, à l'automne 1954, la création de l'Organisation du traité de l'Asie du Sud-Est (OTASE), pendant asiatique de l'OTAN destiné à regrouper les pays non communistes.
À l'été 1955, Diệm refuse d'organiser le scrutin prévu par les accords de Genève comme le demandait le gouvernement nord-vietnamien ; le Vietnam est désormais officiellement séparé par le « rideau de bambou ». Parallèlement, le premier ministre sud-vietnamien s'empare progressivement de la totalité du pouvoir en brisant l'influence des sectes Hòa Hảo, caodaïstes et Bình Xuyên, puis en évinçant Bảo Đại. Les fidèles de l'ex-empereur sont contraints à l'exil puis Bảo Đại lui-même, qui se trouve en France, est empêché de rentrer au pays ; le 30 avril 1955, un « comité révolutionnaire » proclame la déchéance du chef de l'État et exige dans le même temps le départ des derniers représentants français. En octobre, un référendum — organisé dans des conditions totalement frauduleuses — valide avec 98 % de « oui » la destitution de Bảo Đại et l'adoption d'un régime républicain : le 26 octobre, l'État du Vietnam cède la place à la république du Vietnam, dont Ngô Đình Diệm devient le président,.
Les quelque 6 500 Français qui demeuraient encore au Nord du Vietnam avant l'armistice s'en vont très rapidement : à la fin de 1954, seule une centaine d'entre eux réside encore à Hanoï. Les cadres et chefs d'entreprise français partent d'eux-mêmes, ou sont vite découragés par leurs contacts avec la bureaucratie du nouveau régime communiste ; les installations françaises sont abandonnées et la république démocratique du Vietnam reconstruit son économie avec l'aide des « pays frères ». La présence française, disparue au Nord, se maintient encore un temps au Sud Vietnam malgré le remplacement rapide de l'influence de la France par celle des États-Unis : les propriétaires des rizières sont expropriés dans le cadre d'une réforme agraire, mais de nombreuses entreprises françaises demeurent présentes dans les plantations d'hévéas comme dans l'industrie. Une communauté de 15 000 Français continue de résider au Sud après 1956.
Soutenu par les Américains qui voient alors en lui un rempart contre le communisme en Asie, Diệm mène une politique agressive pour éliminer les derniers restes de l'influence française (allant jusqu'à interdire les prénoms européens), rappelle les représentants vietnamiens auprès de l'Union française, et accélère le départ des anciens colonisateurs. Alors que les Français étaient censés, selon les accords de Genève, maintenir une force de 75 000 hommes au Sud Vietnam, le gouvernement Diệm demande, le 26 janvier 1956, le départ du corps expéditionnaire, dont les derniers éléments rembarquent au mois d'avril. Les derniers instructeurs français s'en vont en 1957, et les derniers biens publics français sont transférés au gouvernement sud-vietnamien en 1960.
Alors que le Cambodge est provisoirement protégé par sa neutralité, le Laos, où le Pathet Lao maintient son influence, retombe dès 1959 dans les troubles politiques puis dans la guerre civile. Au Sud Vietnam, où le régime de Diệm soutenu par les États-Unis dérive vers un autoritarisme grandissant, l'insurrection soutenue par le Nord Vietnam communiste se fait de plus en plus virulente et prend en 1960 le visage du Front national de libération du Sud Vietnam (couramment appelé Việt Cộng). En raison du contexte mondial de la guerre froide, la situation née de la fin de l'Indochine française débouche directement sur la guerre du Vietnam, une guerre civile entre les Vietnamiens, qui va engloutir les trois pays dans une « deuxième guerre d'Indochine ».

## Héritage et mémoire de la colonisation française en Indochine

### Réfugiés et diasporas

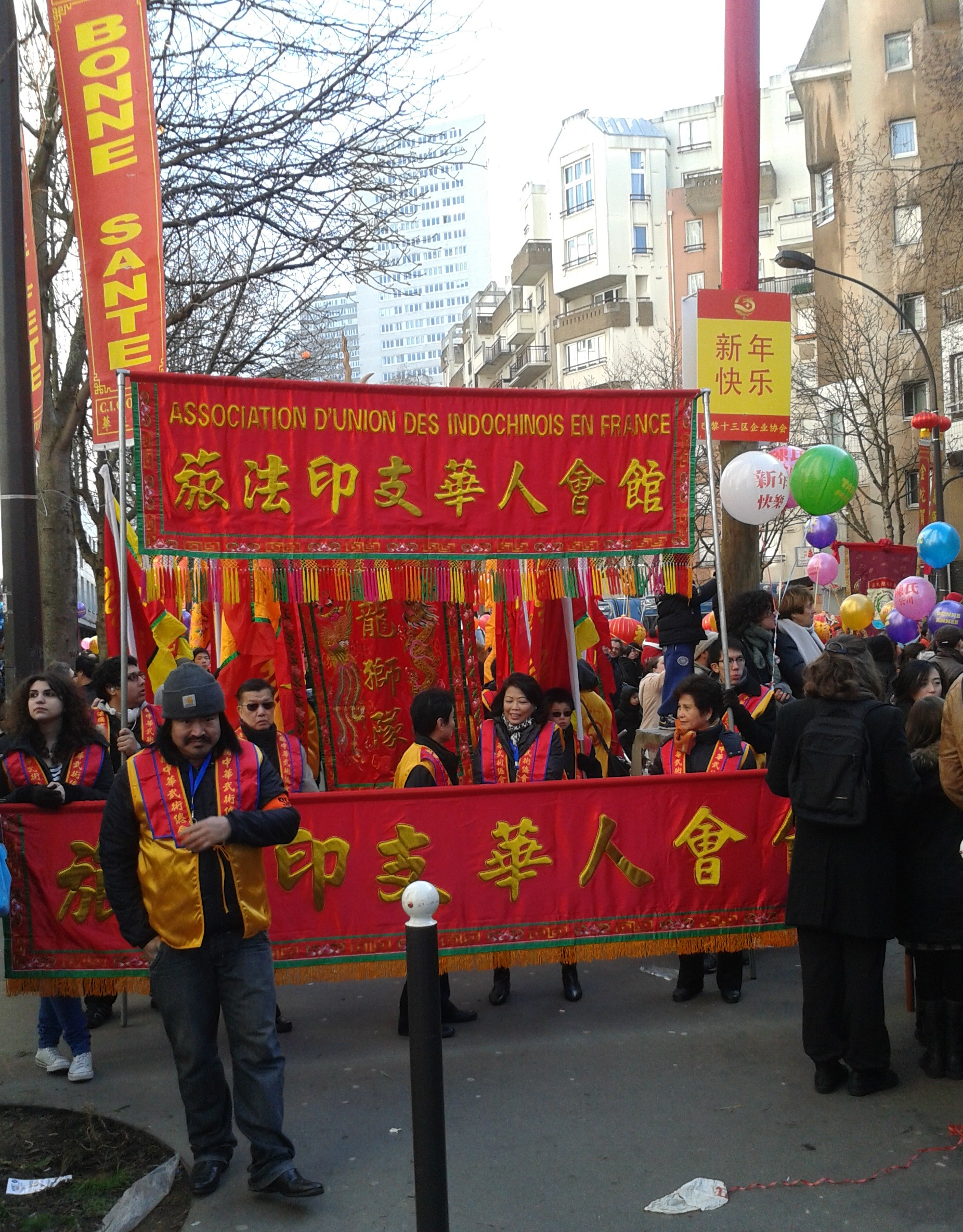
Membres de l'Association d'union des Indochinois en France, lors du défilé du Nouvel An chinois à Paris (2013).

Le départ définitif des autorités françaises est accompagné de l'exil de quelque 30 000 personnes — colons français, compagnes ou veuves indochinoises de Français, auxiliaires indigènes, métis eurasiens — qui quittent le Vietnam, et dans une moindre mesure le Cambodge et le Laos, pour s'installer en France, un pays dont ils ne connaissent souvent rien. Environ 5 000 d'entre eux sont regroupés dans les Camps d'accueil des rapatriés d'Indochine, où beaucoup vivent par la suite pendant de longues années,,.
Il est très difficile de chiffrer les populations indochinoises venues habiter en France lors de la fin de la colonisation ; outre les réfugiés partis pendant ou après la guerre d'Indochine, la persistance des insurrections puis le contexte de la guerre du Vietnam conduisent de nombreux Vietnamiens, issus notamment de la bourgeoisie, à venir habiter en France dans les années 1960 et à y transférer leurs biens. Ce n'est cependant qu'à partir de la seconde moitié des années 1970 que l'on assiste à des exodes massifs (boat-people et autres réfugiés) en provenance de l'ex-Indochine : les conflits atroces dans lesquels ont été plongés pendant des années le Vietnam, le Laos et le Cambodge aboutissent en 1975 à l'absorption du Sud Vietnam par le Nord et au basculement des trois pays dans le camp communiste avec des conséquences particulièrement tragiques pour le Cambodge. La majorité des réfugiés indochinois s'installe alors aux États-Unis mais une partie non négligeable de la diaspora est accueillie par la France,,.
En 1975, avec la chute de Saïgon, les 16 000 Français qui étaient restés au Sud-Vietnam après 1955, prennent le chemin de l'exil, et rejoignent majoritairement la Métropole[réf. souhaitée].

### Relations de la France avec les pays de l'ex-Indochine
Après la fin de la guerre d'Indochine, Jean Sainteny est envoyé au Nord Vietnam comme délégué du gouvernement français, pour tenter de mettre sur pied une coopération avec le nouveau régime de Hanoï. Sa mission ne débouche cependant sur aucun résultat, faute d'instructions précises, et il rentre en France dès 1957. Les échanges diplomatiques de la France avec le Sud Vietnam sont quant à eux compliqués par l'attitude du régime de Diệm et par l'arrivée des Américains qui y supplantent les Français. La présence française (exploitations agricoles, entreprises, médecins, enseignants et autres coopérants…) y perdure cependant jusqu'en 1975, année de la chute de Saïgon,. Le Cambodge sihanoukiste entretient, une fois son indépendance acquise, d'excellentes relations avec l'ancienne puissance coloniale. C'est également le cas du royaume du Laos, où les Français maintiennent un petit contingent de 1 500 militaires pendant plusieurs années. Bien qu'ayant supprimé de sa constitution toute référence à l'Union française, le Laos continue de participer à ses réunions jusqu'à la disparition de celle-ci en 1958.
La France ne peut établir avec les pays de l'ex-Indochine des liens post-coloniaux comparables à ceux qu'elle entretient avec le reste de son ancien empire — notamment en Afrique — du fait du contexte que subissent ces trois États, placés en première ligne de la guerre froide. Sur la durée, la France conserve pourtant des rapports avec ses anciennes possessions indochinoises, malgré des périodes d'interruption des relations diplomatiques dues à la succession des guerres. Elle accueille notamment de 1968 à 1973 les négociations de paix sur le Vietnam, puis de 1987 à 1991 celles sur le Cambodge. Vietnam, Laos et Cambodge demeurent ensuite, par-delà les aléas dramatiques de leurs histoires respectives, des terres d'investissement pour la France,,,, l'effondrement du bloc soviétique ayant accéléré la normalisation de leurs relations. Les trois pays sont par ailleurs membres de l'Organisation internationale de la francophonie (OIF), bien que l'usage de la langue française y ait beaucoup décliné depuis 1954.

### Postérité et historiographie
Parmi les traces les plus visibles de la période coloniale en Indochine, on compte les nombreux bâtiments et infrastructures laissées par les Français. L'ancienne résidence du gouverneur général à Hanoï est aujourd'hui le palais présidentiel du Vietnam. Sur le plan sociétal, la colonisation a profondément modifié l'organisation économique du Vietnam, du Cambodge et du Laos, occidentalisé leurs modes de vie, développé l'enseignement et modernisé leurs systèmes de santé. Au XXe siècle, les Français ont accompli d'importants efforts pour préserver les cultures traditionnelles que leur arrivée avait fait décliner, et ont joué un rôle décisif dans la sauvegarde d'Angkor. La période de la guerre d'Indochine a apporté un bouleversement supplémentaire aux sociétés indochinoises, jusque-là très rurales, en provoquant un exode massif des campagnes vers les villes : la population de Saïgon est ainsi passée d'environ 500 000 personnes en 1945 à 2 millions en 1954. Sur le plan culturel, l'influence de la France a par contre rapidement décliné jusqu'à disparaître presque complètement, l'Indochine n'ayant jamais accueilli une population française importante, au contraire par exemple de l'Algérie.
L'Indochine française a par ailleurs été un sujet d'inspiration pour les artistes, qu'il s'agisse de la vie coloniale ou des évènements de la guerre d'Indochine. Elle a fait l'objet, dès avant 1930, d'une très abondante production littéraire : outre les ouvrages relevant de l'exotisme ou de l'apologie de la colonisation, des écrivains comme Jean Marquet — longtemps fonctionnaire en Indochine — se sont signalés en faisant preuve d'une réelle empathie envers les cultures et les populations locales, et d'une prise de conscience des injustices du système colonial. D'autres auteurs de renom, comme Pierre Loti ou Roland Dorgelès, ont abordé dans l'entre-deux-guerres le sujet de l'Indochine. Parmi la production littéraire d'après-guerre, outre les romans de Marguerite Duras (Un barrage contre le Pacifique, paru en 1950 et L'Amant, paru en 1984) on peut citer ceux de Jean Hougron (Mort en fraude, paru en 1953, et les autres volumes du cycle La Nuit indochinoise). Au cinéma, la colonisation et la guerre ont été évoquées dans des films comme ceux de Pierre Schoendoerffer (La 317e Section, 1965) ou Régis Wargnier (Indochine, 1991).
L'étude de la période coloniale en Indochine s'est ressentie de ses vicissitudes historiques. Naguère objet de nombreuses publications, qui abordaient souvent le sujet par le biais d'une apologie de la « mission civilisatrice » française, l'Indochine a fait l'objet d'un « décrochement » historiographique à partir des années 1950. Passé l'émotion liée à la guerre d'Indochine et notamment à la bataille de Diên Biên Phu, la colonisation indochinoise a surtout été abordée par le biais de la « curiosité », ou au contraire de l'exaltation de la « libération nationale ». Cette évolution a contribué à en obscurcir le champ d'études, notamment dans les pays qui la composaient. Au parti-pris colonialiste a succédé un regard marqué par l'anticolonialisme, qui a insisté sur le caractère éphémère et artificiel de la domination française. Ces difficultés à aborder l'histoire coloniale dans toute sa complexité ont contribué à ce que l'Indochine française soit en grande partie méconnue du grand public. Des travaux plus récents tendent à se détacher de l'idéologie, et à souligner que, loin de n'être qu'une création purement artificielle, l'Indochine coloniale résulte de l'évolution de l'espace extrême-oriental au XIXe siècle, pendant lequel l'affaiblissement du modèle chinois s'est traduit par un basculement forcé de l'Asie du Sud-Est dans ce qu'il est convenu d'appeler la « modernité » ou du moins dans les formes modernes d'État et d'organisation économique.
Pour Pierre Brocheux et Daniel Hémery, l'histoire de l'Indochine française, qui a été un succès économique et l'un des piliers de la puissance mondiale de la France, est également faite d'une succession d'« occasions perdues », où la domination politique française ne s'est jamais accompagnée d'un partenariat équitable avec les colonisés, et où les indéniables progrès apportés aux Indochinois ne sauraient faire oublier les souffrances endurées par les populations. La colonisation française a cependant été, pour les trois pays de l'Indochine, un moment capital. Sur une période relativement brève, le Vietnam, le Laos et le Cambodge ont connu une profonde mutation, qui les a rapprochés du modèle occidental via la monétarisation de leurs économies et l'apparition de classes sociales modernes. La période coloniale a également enraciné dans leurs cultures l'idée de nation, que ce soit au Laos et au Cambodge qui ont été détachés du monde thaï, ou au Vietnam par le biais du traumatisme de la séparation du territoire puis de sa reconquête. Les deux historiens soulignent cependant que la libération nationale des trois pays s'est faite au prix d'une opposition à la démocratie, et que la décolonisation en Indochine s'est avant tout traduite par une révolution qui a vite débouché sur une nouvelle forme de domination.

## Œuvres inspirées par l'Indochine française

### Cinéma et télévision

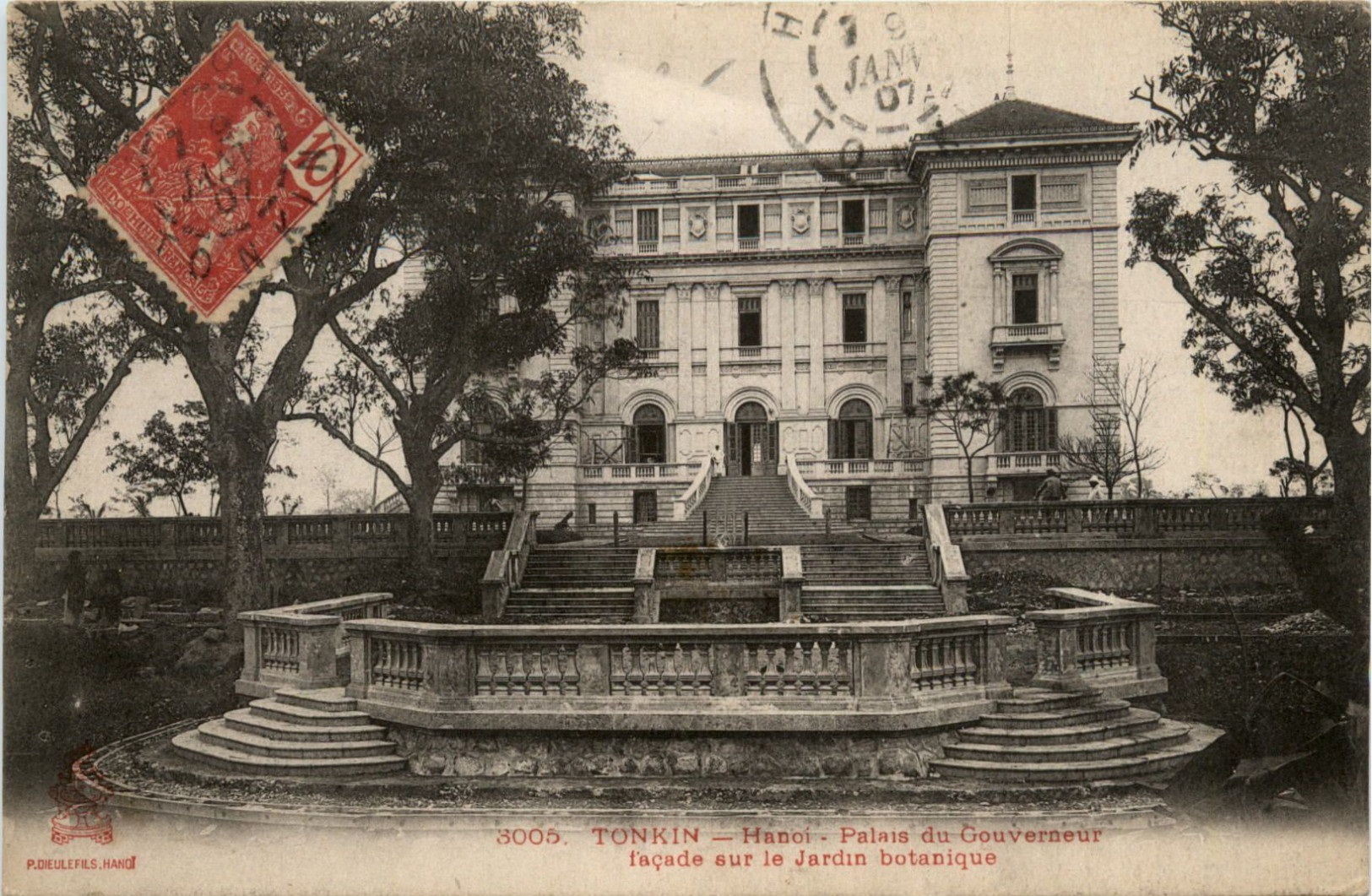
Palais du gouverneur général à Hanoï, côté jardin.

- Patrouille de choc, film de Claude Bernard-Aubert (France, 1957).
- Mort en fraude, film de Marcel Camus (France, 1957).
- Barrage contre le Pacifique, film de René Clément (Italie/États-Unis, 1958).
- Un Américain bien tranquille, film de Joseph L. Mankiewicz (États-Unis, 1958).
- Fort du fou, film de Léo Joannon (France, 1963).
- La 317e Section, film de Pierre Schoendoerffer (France, 1965).
- Le facteur s'en va-t-en guerre (Claude Bernard-Aubert, 1966).
- La Section Anderson (Pierre Schoendoerffer, 1967)
- Le Crabe-Tambour, film de Pierre Schoendoerffer (France, 1977).
- Charlie Bravo, film de Claude Bernard-Aubert (France, 1980).
- Poussière d'empire, film de Lam Lê (1983).
- L’Amant, film de Jean-Jacques Annaud (France/Royaume-Uni/Vietnam, 1992).
- Indochine, film de Régis Wargnier (France, 1992).
- Diên Biên Phu, film de Pierre Schoendoerffer (France, 1992) .
- Un Américain bien tranquille, film de Phillip Noyce (États-Unis, 2002).
- Deux Frères, film de Jean-Jacques Annaud (France/Royaume-Uni, 2004).
- Là-haut, un roi au-dessus des nuages (Pierre Schoendoerffer, 2004)
- L'Empire du Tigre, téléfilm de Gérard Marx (France, 2005).
- Un barrage contre le Pacifique, film de Rithy Panh (France/Belgique, 2008).
- Saïgon, l'été de nos 20 ans, téléfilm de Philippe Venault (France, 2011).
- Aventure en Indochine 1946-1954, documentaire de Patrick Jeudy (France, 2012).
- Công Binh, la longue nuit indochinoise, documentaire de Lam Lê (2013).
- Soldat blanc, téléfilm de Érick Zonca (France, 2014).
- Les Confins du monde (Guillaume Nicloux, 2018)

### Littérature

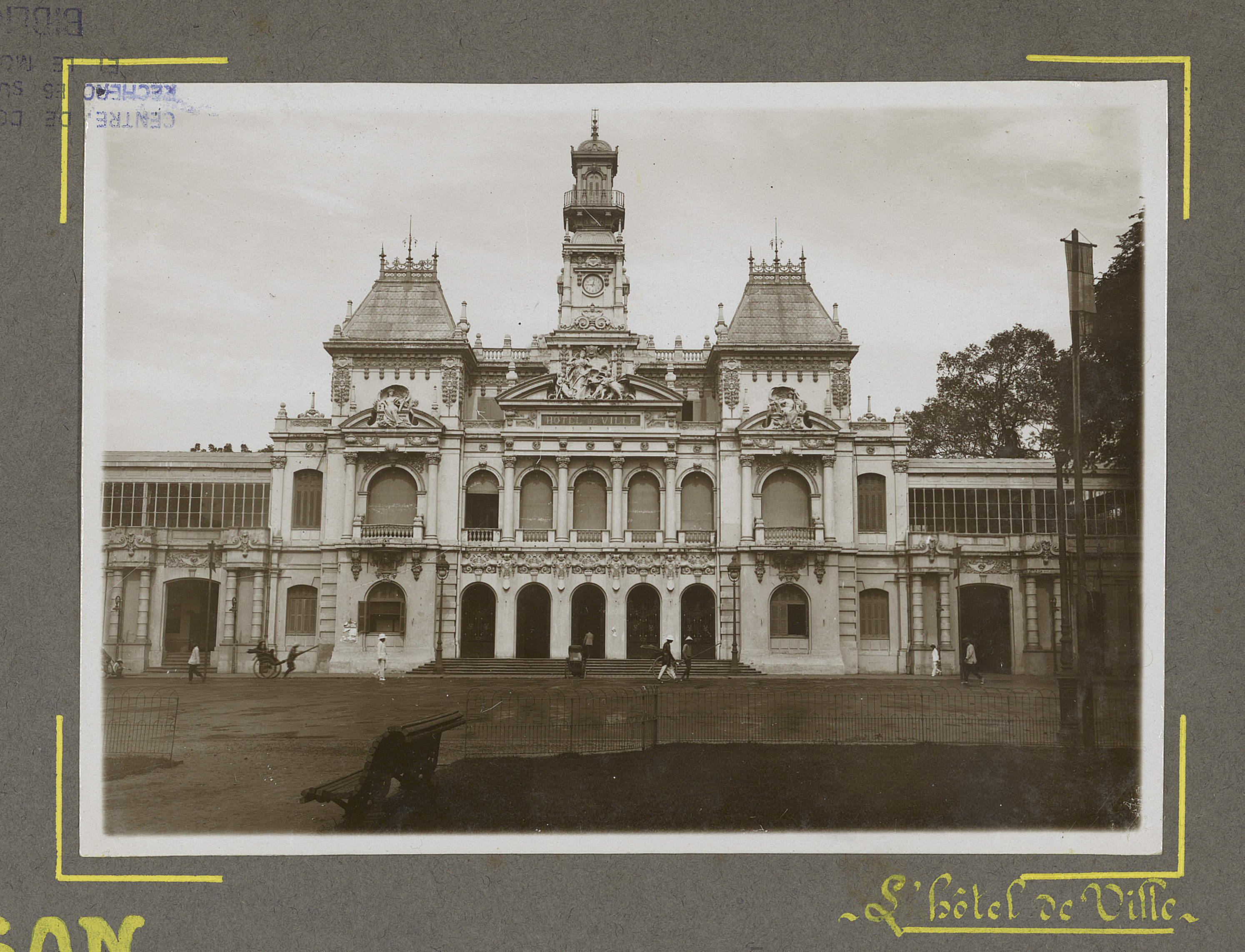
Hôtel de ville de Saïgon construite par les Français.

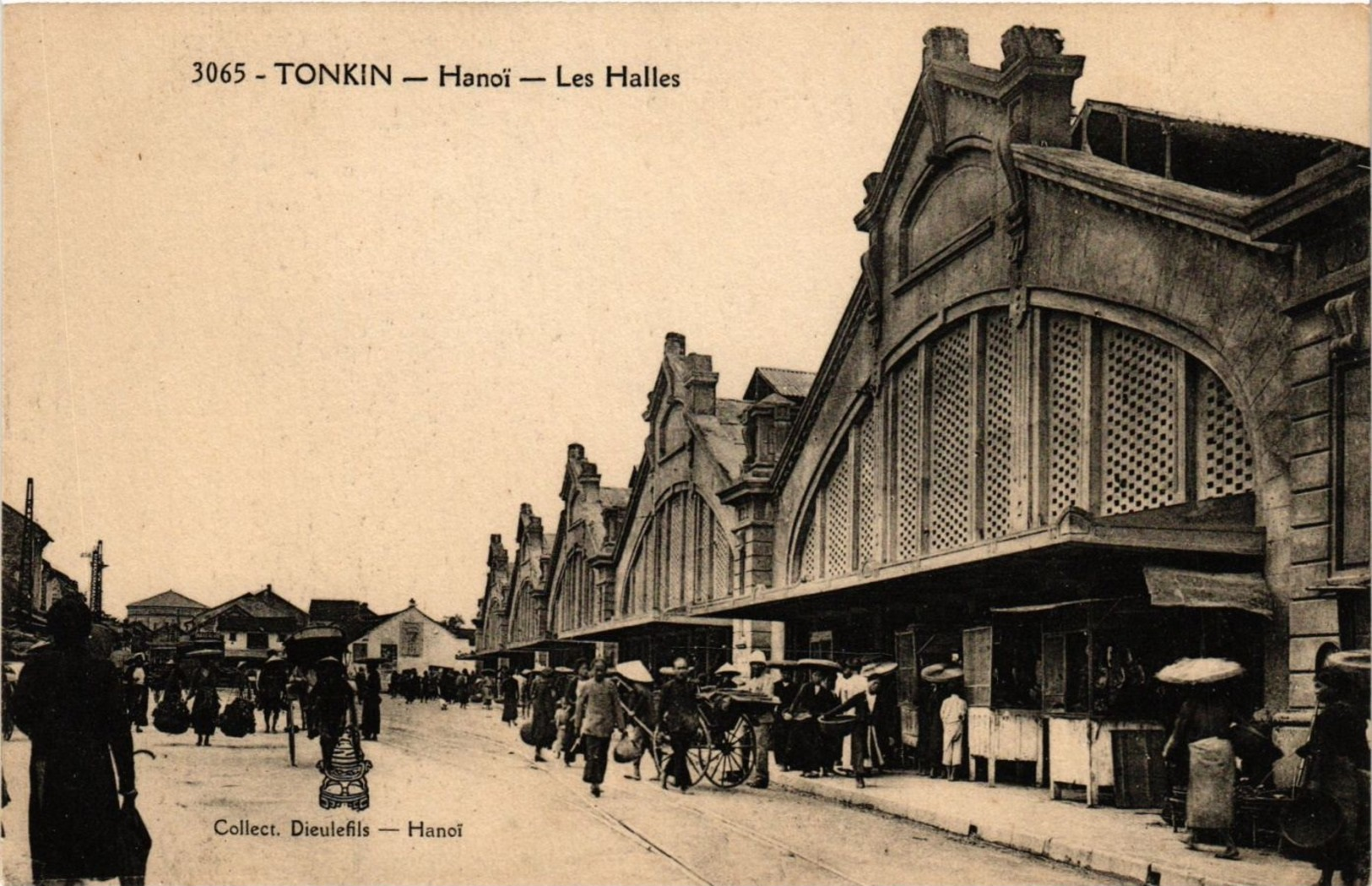
Les Halles de Hanoï vers 1910.

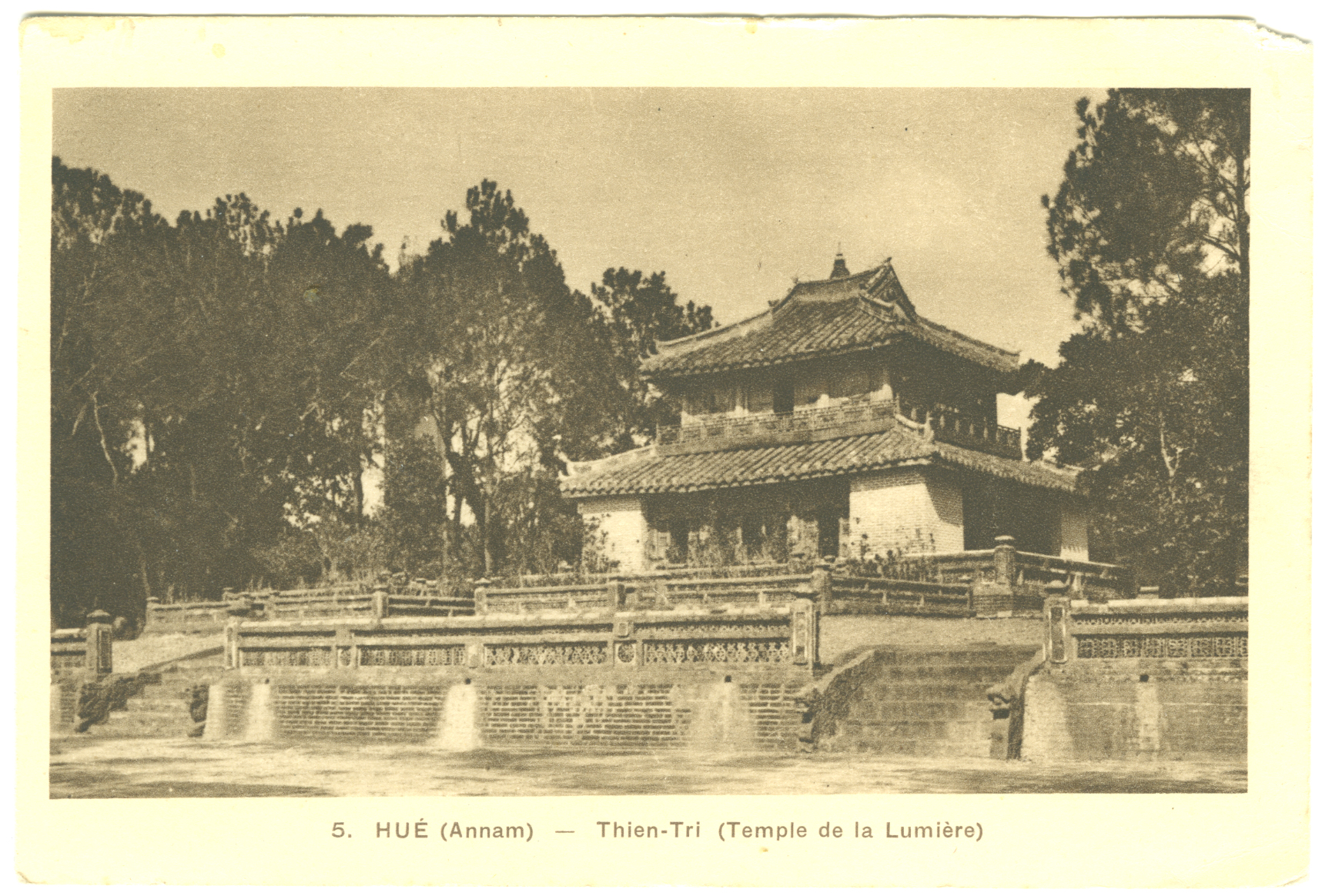
Carte postale représentant le Temple de la Lumière à Hué.

- Claude Farrère, Les Civilisés (1906).
- Jean Marquet :
  - De la rizière à la montagne (1920, Grand prix de littérature coloniale et prix Corrard de la Société des gens de lettres en 1921) ;
  - Du village à la cité : mœurs Annamites (1920) ;
  - La Jaune et le blanc (1926) ;
  - Lettres d'Annamites, Lettres de Guerre, Lettres de Paix (1929).
- Jean Hougron : La Nuit indochinoise, sept tomes :
  - Tu récolteras la tempête, Domat (1950) ;
  - Rage blanche, Domat (1951) ;
  - Soleil au ventre, Domat (1952) ;
  - Mort en fraude, Domat (1954, Grand prix du roman de l'Académie française) ;
  - Les Portes de l'aventure, Domat (1954) ;
  - Les Asiates, Domat (1954) ;
  - La Terre du barbare , Del Duca (1958).
- Pierre Loti, Un pèlerin d'Angkor, Paris, Henri Cyral, Collection française (1930).
- Roland Dorgelès, Sur la route mandarine, Éditions Albin Michel, (1925).
- George Groslier, Le Retour de l'argile, (1928).
- André Malraux, La Voie royale, Éditions Grasset (1930).
- Marguerite Duras :
  - Un barrage contre le Pacifique, Éditions Gallimard (1950) ;
  - L’Amant, Les Éditions de minuit (1984), Prix Goncourt ;
  - L'Amant de la Chine du Nord, Éditions Gallimard (1991).
- Graham Greene, Un Américain bien tranquille, (1952).
- Pierre Schoendoerffer, La 317e Section, (1963).
- Duong Thu Huong, Les Paradis aveugles, (1988).
- Erwan Bergot : Sud lointain, trois tomes :
  - Le Courrier de Saïgon, Presses de la Cité (1990)
  - La Rivière des Parfums, Presses de la Cité (1990)
  - Le Maître de Baotan, Presses de la Cité (1991)
- Pascale Roze, L'Eau rouge, Éditions Stock (2006)
- Patrick Deville :
  - Kampuchéa, Éditions du Seuil (2011) ;
  - Peste & Choléra, Éditions du Seuil (2012).
- Pierre Lemaitre:
  - Le grand monde, Éditions Calmann-Lévy, 2022 ; le livre de poche, 2023
- Christophe Masson, Fièvre Jaune, Editions Revoir, 2021

### Bande dessinée
- Amaya Alsumard et Renaud Farace (ill. Renaud Farace), La querelle des arbres, Casterman, 2024, 224 p. (ISBN 9782203198364)